# Magyarország mezőgazdasága

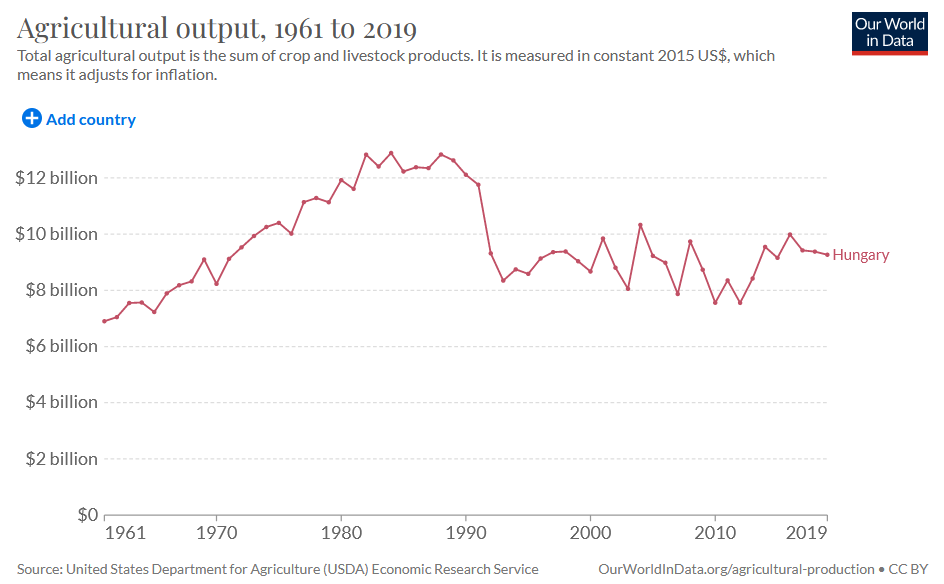
Magyarország mezőgazdaságának teljesítményének alakulása 1961-2019 között

A magyar mezőgazdaság mint a nemzetgazdaság egyik ága a bruttó hazai termék (GDP) 3,5 százalékát adta 2020-ban. A 2020-as mezőgazdasági összeírás szerint az agrárgazdaságok száma 241 ezer volt, nagy részük 5 és 300 hektár közti területtel rendelkeztek. Az ország mezőgazdasági területe 4 millió 922 ezer hektár volt, az ország teljes területének közel 53%-át tette ki. Ennek 82%-a szántóként, 15%-a gyepként hasznosult, szőlők és gyümölcsösök együttesen a mezőgazdasági terület mintegy 3%-át borították.
Magyarország a kontinentális, az óceáni és a mediterrán klíma határterületén fekszik. A klímaviszonyok az évek többségében jó alapot teremtenek a sokoldalú gazdálkodásra. A mezőgazdasági termelést befolyásolja a csapadék, amiből az ország délnyugati területein van a legtöbb, míg a legkevesebb az Alföld középső részén. A napsütéses órák száma a dél-Alföldön meghaladhatja az évi 2000 órát. Magyarország vízkészlete a szomszédos országokból érkezik a felszíni és felszín alatti vizek döntő része, a felszíni vízkészlet 95%-a külföldről származik. Az Alföld csapadékhiányosabb területeire csatornákat vezetnek el a mezőgazdasági területek öntözésére. Magyarország 68%-a alföldi jellegű síkság. Az országban három leggyakrabban előforduló talajtípus a csernozjom (mezőségi), a barna erdőtalajok, az öntés- és lejtőhordalék talajok.
A mezőgazdaságban 227 645 fő dolgozott 2020-ban, 90%-a 40 évesnél idősebb (204 986 fő), és mindössze 10%-a fiatalabb 40 évesnél (22 659 fő). A mezőgazdaságban dolgozók 61%-ának nincs mezőgazdasági végzettsége, csak gyakorlati tapasztalattal rendelkeznek. 2020-ban az egy gazdaságra jutó átlagos mezőgazdasági terület országos átlaga 22,8 hektár volt. A vármegyék közül Jász-Nagykun-Szolnok vármegyében (40 hektár) és Fejér vármegyében (37 hektár) volt a legnagyobb az egy gazdaságra jutó átlagos mezőgazdasági terület.
Az ország szántóterületeinek 45%-a az alföldi vármegyékben, azon belül is a dél-alföldi régióban található. A szántóföldi növénytermesztés szempontjából az egyik legjelentősebb vármegyénk Békés vármegye, ahol az ország összes szántóterületének több mint 9%-a terül el. Az ország szántóföldi növénytermesztései közül a legjelentősebb a gabonafélék (58%), illetve az ipari növények (24%). A gyümölcsfajok közül az almatermesztés a legjelentősebb, az országban megtermelt gyümölcsök közül az alma aránya 31%, utána a szőlő következik 18%-kal.
Az állatot tartó gazdaságok száma 2020-ban 117 ezer volt. Az állattartó gazdák 66%-ának nincs agrár végzettsége, csak gyakorlati tapasztalattal rendelkezik. Az állatállományának harmada Hajdú-Bihar, Bács-Kiskun és Békés vármegyében található. 2020-ban a magyar állatállomány 31 millió tyúkból, 2,9 millió sertésből, 993 ezer juhból és 933 ezer szarvasmarhából állt.

## Története

### Árpád-kor

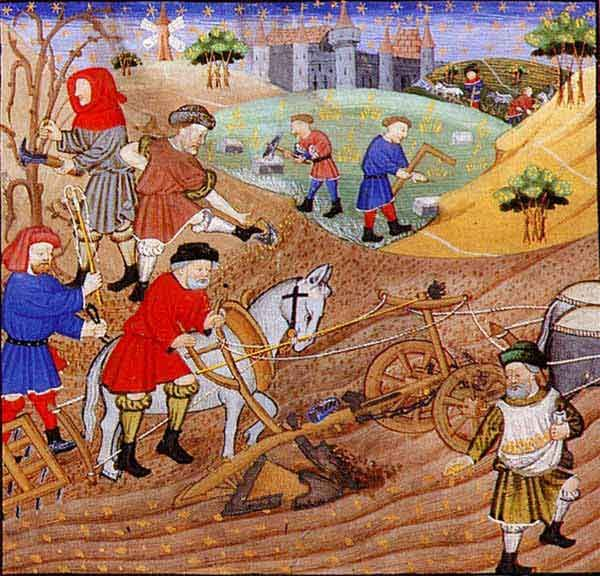
Középkori mezőgazdaság

A 11–12. században a magyar népesség túlnyomó része falvakban élt és mezőgazdasággal foglalkozott. A 12. századra a földbirtok három alapvető formája alakult ki: a királyi, az egyházi és a világi nagybirtok. Az egyházi birtokokon fejlettebb volt a termelés, ezek a birtokok közvetítették a nyugat-európai technikai újításokat az országban. Az egyházi birtokokon a 12. századra a robotterhet háttérbe szorította a szolgáló népek terményadózása. A gazdálkodás központjában a birtokos kezelésében álló kisebb majorságok álltak, amelyekben 5-10 család végzett termelőmunkát az egyházbirtokos szükségletei szerint. Legelőváltó gazdálkodást folytatnak, néhány évig szántóföldnek, majd néhány évig legelőként használják a földet. Technikai újításként megjelenik a túróeke mellett a fordítóeke. A kor két legjelentősebb termesztett növénye a búza és az árpa, illetve megindul a szőlők telepítése, főleg az egyházi birtokokon. A kor legjelentősebb haszonállata a kistestű szarvasmarha volt, ami a szürke szarvasmarha őse. Magyarországon is a rideg állattartás volt a jellemző. Nyugat-Európából behozták Magyarországra a cukorrépát, azonban tömeges termesztése nem terjedt el, ekkor még csak főzeléknövényként hasznosították. Általánossá vált az ekeföld mértékegység használata a földeken.
A 13. században véget ért Európában a 8. századtól tartó száraz, meleg éghajlati korszak, és elkezdődött egy fél évszázadig tartó esős, hűvösebb ún. kis jégkorszak. Ez az éghajlati változás csökkentette a mezőgazdasági terméshozamot, ami fokozta a növekvő népesség élelmiszer-ellátási gondokat. A tatárjárás nagyon súlyosan érintette az Alföldet és Erdély területeit, ahol a lakosság nagyon nagy részét kiirtották a tatárok. Nem volt, aki művelje a földeket, ezért IV. Béla az Alföldre betelepítette a kunokat, míg Erdélybe a szászokat. Kialakul a jobbágyság, a jobbágy a földesura által biztosított telkén élt, kötelessége volt az adók és a földjáradékok fizetése. A földjáradék munka- és terményjáradékból állt. A legelőváltó gazdálkodást felváltja a kétnyomásos gazdálkodás. A kétnyomásos rendszerben évente váltva a megművelt föld felét vetették be gabonával, a másik részét pihentették. Ezt leggyakrabban legelőnek használták, így a trágyázást is megoldották. Gyümölcsöt keveset termeltek, ebben főleg az egyházi birtokok jártak az élen. A hegyvidékes területeken nagy lendületet kap az irtásos földművelés, a szántóföldek szűkössége miatt az erdőket elkezdik kiirtani, hogy új földművelésre alkalmas területeket szerezzenek. Az állattenyésztésben a lótartás csökkenésnek indul meg. A sertések aránya folyamatosan nőtt, túlnyomó többségüket ligetes erdőkben makkoltatással tartották. Ekkor terjed el a transzhumán állattartás, ami kétlegelős költözködő pásztorkodás jelent, a nyári hegyi és téli síkvidéki legelők között. Ez a gazdálkodás szórt hegyi települések kialakulásához vezetett. A magyar mezőgazdaság bekapcsolódott az európai gazdaságba, elkezdtek kivitelre termelni. A kor legnagyobb feljegyzett aszályai 1015, 1022, 1142, 1147 és 1276-77-ben voltak.

### Késő középkor
A 14. században a gazdaság fejlődésével kialakultak a mezővárosok, lakóik főleg mezőgazdasággal foglalkoztak. A gazdaság fejlődését megakasztotta a tartományurak hatalma, akik a mezőgazdasági termékek kereskedését leállították és a saját javaik gyarapítására fordították. I. Károly magyar király legyőzte a tartományurakat, és újra fejlődésnek indult a gazdaság. I. Károly a visegrádi királytalálkozón gazdasági egyezményt kötött Luxemburgi János cseh király és Nagy Kázmér lengyel királlyal Bécs árumegállító jogával szemben. Az egyezmény hatalmas fejlődést hozott a magyar mezőgazdaságnak, fokozták a kivitelre termelést. Ekkora már az egész országban felváltotta a kétnyomásos gazdálkodást a háromnyomásos gazdálkodás. A háromnyomásos rendszerben az ugar, a tavaszi és az őszi gabona vetésterülete cserélődött és megnövelte a terméshozamot. Számos mezőgazdasági technológiai újítás jelent meg és terjedt el az országban, többek között a nehézeke, a cséplő, a patkó, a rövid kasza, illetve az addigi nyakhám helyett az állati igaerőt megnövelő szügyhám. I. Károly idején Magyarország fő gazdasági partnere Német-római Császárság és Itália királyságai voltak. Jelentős export történt Havasalföld és Lengyelország irányában is. A kiviteli cikkek nagy részét az élőállatok, főként a szarvasmarha alkotta, de meghatározó volt még a bor is. Magyarországon felütötte a fejét a pestisjárvány, ami a lakosság 15-25%-át pusztította el. A mezőgazdasági termelés visszaesett, és gyakoriak voltak az éhínségek. A pestisjárvány után felértékelődött a földeken dolgozni képes jobbágyság, a gazdagabb birtokosok elcsábították a szegényebb birtokosok jobbágyait. I. Lajos magyar király ennek megakadályozására bevezette a jobbágyoknak a kilencednek nevezett adót, eszerint minden jobbágy köteles volt terményének kilencedik tizedét a földesurának adni. A lótartás hosszú csökkenés után növekedésnek indul meg, köszönhető, hogy Magyarországon a lovagi kultúra fénykorát élte ekkor.
A 15. században a pestisjárvány után a lakosság és a mezővárosok lassú gyarapodásnak indultak. Mátyás király idején a kül- és belterjes mezőgazdaság tovább fejlődött és virágzott, a terméshozamok meghaladták az előző század legnagyobb terméshozamait. Az alföldi mezővárosok állattenyésztése ugrásszerűen megnőtt. A dombos területeken fekvő, szőlőműveléssel foglalkozó mezővárosok száma is megnövekedett. A magyar lakosság 3-3,5 millió főre gyarapodott. Az export nagy részét továbbra is a mezőgazdasági termékek adták, kiemelkedett a szarvasmarhaexport, amit a Nyugat-Európa egyre nagyobb élelmiszeréhsége biztosított. Magyarország mezőgazdasága megerősödött és ekkor érte el tetőfokát. Nyugat-Európából behozták Magyarországra a paradicsomot, amit kezdetben csak dísznövényként termesztettek. Megjelent a paprika is az országban, azonban nem tudjuk pontosan, hogyan érkezett az országba, feltételezések szerint vagy a törökök vagy a portugál kereskedők hozták be. A paprikát szintén dísznövényként termesztették kezdetben. Fokozatosan országosan általánossá vált a hold mértékegység használata a mezőgazdaságban. A kor legnagyobb feljegyzett aszályai 1363, 1473, 1478-79 és 1494-ben voltak, amiket éhínségek és éhhalál követett.

### Kora újkor
A 16. században az oszmán hadsereg sikeresen elfoglalta a Magyar királyság középső területeit, ezzel az ország három részre szakadt. A hosszú háborúk következtében fokozott volt az élelmiszerigény, mely gabonakonjunktúrához vezetett. A mezőgazdasági termékek ára nőtt. A magyar mezőgazdaság nem omlott össze a században, mivel Európában sorra robbantak ki a konfliktusok és háborúk, ezért egyre nagyobb igény jelentkezett a magyar mezőgazdaság termékei iránt. Lengyelország és Magyarország felosztotta egymás között a Német-római Császárság és itáliai területek ellátását mezőgazdasági termékeikkel. A legjelentősebb magyar exportáru továbbra is a szarvasmarha volt, évente akár 140 ezer állatot is exportáltak. Erre az időre tehető, hogy a Szerémség elvesztésével az új bortermelés központjaivá Tokaj hegyaljai váltak. A mezőgazdaság azonban összekötötte a hódoltság, Erdély és a királyi Magyarország területét. Az önellátó képesség hiánya és a kereskedelmi utak helyzete megkövetelte a gazdaság egységes védelmét. A török hódoltsági területen a mezőgazdaságban dolgozó jobbágyságot kétszer adóztatták meg. A kettős adóztatás hatalmas terheket rótt a lakosságra. A jobbágyok nem csupán a törökök felé fizettek adót, hanem földesuruk felé is, akik így próbálták kárpótolni magukat birtokaik elvesztése miatt. A kettős adóztatás és a török portyázók miatt a lakosság jelentős része elmenekült, ezáltal szinte elnéptelenedett az ország középső része. A hódoltsági területen a művelésre alkalmas mezővárosokhoz közelebbi területeket téli legelőnek, a gyengébb minőségű földeket nyaralónak használták. A telelők földjét nyáron művelés alá vonták, itt termelték meg a feltétlenül szükséges gabonát. Az agrárkonjunktúra hatására az Alföldön sorra irtották ki az erdőket. A királyi Magyarország területén a mezőgazdasági konjunktúra hatására a földesurak növelték saját kezelésben lévő területeiket. Ennek következtében nőtt a parasztok robotkötelezettsége. A parasztok egyre inkább függő helyzetbe kerültek, megszüntették a költözési szabadságukat. Megjelenik és elterjedt a hosszú kasza, ami felváltja a rövid kasza használatát. A királyi Magyarország területére a század végére megérkezik a kukorica, ami villám gyorsan elterjedt az országban. A kukorica előbb Erdélybe érkezik meg, majd innen terjed el az ország többi részére. Feltételezések szerint ekkor jelenik meg a sárgarépa is az országban. Purkircher György pozsonyi orvos hozta be az első babot az országba 1560 körül. Ekkor került be Itáliából az országba az őszibarack is, de csak néhány főúri kertészetben volt megtalálható.
17. században a török hódoltság területéről szinte teljesen visszaszorult a sertéstenyésztés, és a juhtenyésztés került előtérbe. A sertést a muszlim vallás tisztátalan állatnak tartja, ezért húsát a muszlimok nem fogyasztják. A hatalmas juhnyájak tarrá legelték az Alföld gyepét, aminek következtében megindult a szél fújta homok a Duna–Tisza közi homokhátság területén. A királyi Magyarország egyik legfontosabb export terméke ebben az időben a magyar szürkemarha volt, amit főleg a Német-római Császárság területeire hajtottak. A nagymértékű marhatartás változást idézett elő az agrártársadalomban. Az egyre gazdagodó földesurak mellett megjelent egy vagyonosodó paraszti réteg is. Főleg a nyugat-magyarországi, határ menti jobbágyok-parasztok, kisnemesek és városi polgárok foglalkoztak a jövedelmezőbb állatkereskedelemmel. A másik fontos kiviteli árucikk a bor volt, aminek az ára megtriplázódott, ezért jövedelmezőbb lett a szőlészettel foglalkozni. Magyarországon az átlagos borfogyasztás ebben az időben a napi 2-4 liter/fő mennyiséget is meghaladhatta, ugyanis a kevésbé fogyasztható fertőzött vizek helyett bort ittak az emberek. A század végére a törökök másfélszázados hódoltsága után a lakosság létszáma szinte alig gyarapodott, 3,5-3,8 millió főre nőtt. A királyi Magyarország területén főleg lovat, ökröt és tehenet fogatoltak, míg Erdélyben a bivaly használata terjedt el. Nyugat-Európából behozták Magyarországra a napraforgót, amit először kerti dísznövényként kezdek el termeszteni. A törökök révén ekkor került be Magyarországra a kávé. Mintegy másfél száz év után elterjed a bab termesztése és gyorsan néptáplálékká vált. A dohány is ekkor került be Magyarországra a törökök által, és szinte azonnal elterjedt a használata az egész országban. A burgonyát 1654-ben a Német-római Birodalomban tanuló diákok hozták magukkal az országba. Az újvilági növények hatására kialakultak és elterjedtek az egymással versengő kertkultúrák.
A 18. századra a magyar mezőgazdaság lemaradt a nyugat-európaiak mezőgazdaságához képest. A török hódoltság és a Rákóczi-szabadságharc után nekiláttak a gazdasági élet újjászervezésére. Az elvadult tájak termőterületté való visszaalakítása érdekében, először a vízrendezési munkálatok és az állami vízszabályozás, amely a nagyobb mocsarak lecsapolásával indult meg. Elkezdik a Tisza szabályozását, azonban ezt majd csak a 19. század végén fejezik be Vásárhelyi Pál és Pietro Paleocapa tervei alapján. Mezőgazdaságilag az ország kettészakadt, az ország nyugati felében a háromnyomásos gazdálkodást felváltja vetésforgó, míg az Alföldön és az ország keleti felében továbbra is marad a két-háromnyomásos gazdálkodás. Minden évben mást vetnek ugyanarra a helyre („forgatják a vetést”), ezzel kevésbé merül ki a talaj. A vetésforgó esetében a földet 4 részre osztják, de nincs ugar, ennek köszönhetően elegendő takarmány van a télre, ezért a rideg állatártásról áttértek az istállózó állattartásra. Mária Terézia 1754-ben bevezette a kettős vámrendszert. A vámrendszer két célt szolgált, először is, hogy több adót szedhessen be a magyar nemességtől, akik megnövelték a majorsági földjeiket a jobbágytelkek rovására. Másrészről a birodalmat akarta önellátóvá tenni. A magyarországi agrártermékekre a birodalmon belül 3%-os, míg a birodalmon kívülre 30%-os kiviteli vámot szabtak meg, a birodalom többi tartományaiból származó iparcikkekre 3%-os behozatali vámot kellett fizetni, míg a magyar kivitelt ezen a téren megnehezítették 30%-os vámot szabtak meg. Ezzel az intézkedéssel visszavetette a magyar ipar helyzetét és Magyarország agrárországgá vált. A mezőgazdasági termelés két, egymással szoros kapcsolatban álló szervezeti keretben folyt, a földesúri birtokon és a paraszti-családi gazdaságban. A két szervezet egymáshoz való viszonyát Mária Terézia 1767-ben szabályozta az urbáriummal, amivel a magyar jobbágyságot akarta megvédeni a földesuraiktól. Szabályozta a jobbágyok terheit, kötelezettségeit, állatállományát, eszközeit, szerszámait, telkének nagyságát és milyenségét is. Minden jobbágy egy egész telek után heti egy nap igás vagy két nap gyalogrobottal tartozott földesurának. A robot mellett a termés egytizedét kitevő kilencedet is be kellett szolgáltatni a gabonából, borból, lenből, kenderből, valamint a méhkasok és bárányok után. Az urbáriumrendelet könnyített ugyan a jobbágyok helyzetén a nyugati területeken, de keleten és az Alföldön nehezítette a megélhetést. Magyarországon földet csak nemesemberek, városi polgárok és a szabad paraszti elemek (jászok, kunok, hajdúk, székelyek) birtokolhattak. A nemesi birtokon háromféle jogállású földet különböztettek meg: úrbéres, allodiális és közös haszonvételű területet. Az alföldön az úrbéres földek kiterjedése az úrbérrendezéstől 1848-ig a kétszeresükre nőttek. A földesúr az allodiális birtokain rendezte be a növénytermelő vagy állattenyésztő majorsági üzemeit. A majorságokhoz csatolták azokat a földterületeket, amelyet irtással hódítottak el az erdőtől, a földeket zsellérekkel művelték. A parasztok által birtokolt szőlők többségét szintén majorsági földekbe telepítették. Jelentős területeket, főleg legelőket és erdőket közösen használták a földesurak és jobbágyok. Az ennek nyomán kialakult földhasználati rendszer 1848-ig nem változott. Mária Terézia a török hódoltság és a Rákóczi-szabadságharc utáni elnéptelenedett területekre elkezdte a betelepítéseket a műveletlen földekre. A magyarok az ország perem területeiről elkezdek az ország belső területeire vándorolni. 300-400 ezer svábot főleg az Alföld és a Dunántúl területeire, 350-400 ezer románt főleg Erdélybe és a Partium területeire, a szlovákokat a Felvidék és az Alföld déli területeire, a szerbeket az Alföld déli területeire telepítették le. Az ország lakossága a század elején 4-4,5 millió fő volt, majd a század végére, több mint a duplájára 9,2 millió főre nőtt. A betelepítések hatására új települések jöttek létre, a kül-és belkereskedelem bővülésnek indult meg, ekkor alakult ki a tanyarendszer az Alföldön. II. József adókedvezménnyel támogatta a burgonya ültetését, ami szinte azonnal az egész országban elterjedtté vált. Az ország külkereskedelme elkezdett erősödni, ami döntően a birodalmon belül bonyolódott le. A kereskedelmet főleg az örmények, görögök és a szerbek végezték, azonban a század második felére fokozatosan átvette tőlük a szerepet a magyar zsidóság. Az ország fő kiviteli cikkei az élőállat, bor, gabona, dohány és a gyapjú. A lótenyésztésben a régi tájfajták mellé a század közepén állami ménekkel történő keresztezésekkel kezdték kialakítani a „javított magyar ló”-nak nevezett fajtát. A kor legjelentősebb ménese a mezőhegyesi ménesbirtok, amit 1786-ban létesítettek és itt tenyésztették ki a katonaság és a parasztság kedvelt melegvérű nóniusz fajtát, ill. a gidrán fajtát, ami viszont csak a dél-alföldi gazdaságokban terjedt el. Továbbra is kiemelkedő jelentőséggel bírt a szarvasmarha és a juh állattenyésztése. A magyar szürkemarhának két táji változata alakult ki, a nagyobb testű alföldi, és a valamivel kisebb erdélyi. Erdélyben a kisebb testű magyar szürke ekkora már kiszorítja a korábban alkalmazott bivalyt azt igázásban. A svábok hatására az Alföldön elterjed a napraforgó, tök és a paprika termesztése. Napraforgómagból étkezésre alkalmas olajat Európában először Erdélyben készítettek, azonban ekkor még nem terjedt el ennek használata. Festetics György megalapította a Georgikon gazdasági tanintézet, ahol a nemes ifjakat a mezőgazdászatra oktatták. A kor legnagyobb feljegyzett aszályai 1540, 1585, 1638, 1718, 1790 és 1794-ben voltak, ezek közül az 1794-es aszály volt a legsúlyosabb, aminek a következtében tömegével haltak éhen az emberek és az állatok országszerte.

### Késő újkor
A 19. század elejére a magyar mezőgazdaság megosztottsága továbbra is fennállt, sőt tovább mélyül. Az alföldi és az ország keleti részében lévő gazdaságok nem hajlandóak áttérni a nyomásos gazdaságról a fejlettebb az ország nyugati felében elterjedt vetésforgó rendszerre. Az ország nyugati részében lévő nagybirtokok intenzív gazdálkodást folytatnak, új termelés technikákat kezdenek alkalmazni, megszervezik a meglévő jobbágyok munkáját. Az ország keleti részében lévő nagybirtokok gazdálkodása, azonban lassabban fejlődik. Extenzív gazdálkodást folytatnak, a termőterület és a jobbágyok számának a növeléssel tudják növelni a terméshozamot. Ahol a vetésforgó rendszerre álltak át, ott főleg kapás-, takarmány- és ipari növényeket, illetve burgonyát és a cukorrépát is termesztettek. A cukorrépa termesztése a század közepétől indult be, először csak a Kisalföldön kezdték el termeszteni.
A század eleji napóleoni háborúk és az orosz-török háború rövid fejlődést hoztak a magyar mezőgazdaságnak, az osztrák, francia, orosz és a török hadsereg is felvásárolta a magyar mezőgazdasági termékeket. A kettős vámrendszer miatt az első ipari forradalom szinte csak a közlekedésben éreztette hatásait az 1840-es években, ekkor még nem beszélhetünk tényleges ipari forradalomról. A posztfeudális társadalom konzerválta a korábbi állapotokat és kevesen voltak nyitottak a modernizációra, ezért a mezőgazdasági gépgyártás kialakulása nagyon lassan haladt. A mezőgazdasági modernizáció élén főleg a dunántúli uradalmak álltak, mint Festetics György és Széchenyi István grófok, ill. az Eszterházyak. A század közepétől az ország nyugati felében lévő egyes uradalmakban elkezdtek megjelenni a mezőgazdasági ipari üzemek, mint a műmalmok, cukor- és szeszfőzdék és az olajütők. Az intenzív gazdálkodást folytató uradalmak részben magas áron külföldről hozattak talajművelő eszközöket, egyszerű vetőgépeket majd járgányos cséplőgépeket, részben uradalmi műhelyekben készíttették azokat. A helybeli kovácsok, lakatosok és bognárok nemcsak összeszerelték, karbantartották és javították a külföldi konstrukciókat, hanem azokat lemásolva, módosítva egyedi előállításukba kezdtek. A korszerű félvas ekék, kapáló- és töltögetőekék, fogas boronák, hengerek, vetőgépek, cséplőgépek szórványos megjelenését nem követte tömeges elterjedésük, ezeket főleg az ország nyugati szélén alkalmazták. Az ország középső- és a keleti részén a hagyományos gazdálkodást folytató földesúri birtokokon a jobbágyok munkaerejére és eszközkészletére, jellemzően ekevassal és vasból készült csoroszlyával felszerelt faekére, tövis boronára, esetleg fogasra alapozódott a mezőgazdasági termelés. A Duna-Tisza közére a tanyás gazdálkodás szőlő- és gyümölcstermesztés volt a jellemző. A földközösség rendje szerint a szántókat évente nyilas osztással újraosztották. A jobbágy földeken leggyakrabban búzát, rozst, árpát, kukoricát és zabot, míg a majorsági földeken lencsét, borsót, bükkönyt, komlót, repcét, kendert és lent termesztettek. A század közepére a napraforgót elkezdték szántóföldi termesztésre használni először csak a Jászságban, Nyírségben és a Hajdúságban, majd a század végére az egész országban elterjedt a szántóföldi termesztése. Az 1848-as szabadságharc fordulatot hozott a magyar mezőgazdaságba. Felszámolták a feudális viszonyokat, eltörölték az ősiség törvényét, ami akadályozta a nemesi földek elidegenítését, ezzel a szegényebbek kölcsönt kaptak, hogy telket tudjanak vásárolni, kialakult a szabad földvásárlás. Eltörölték a Tripartitum szokásjogi könyvet, ami szabályozta a nemesség és a jobbágyok jogait. Eltörölték az Urbáriumot, ami rögzítette a jobbágynak földesura iránti kötelezettségeit. Felszabadították a jobbágyságot, ezzel megszűntek az uradalmak, a felszabadított jobbágyok tulajdonába kerültek a jobbágytelkek, míg a majorsági földek továbbra is a földesurak birtokában maradtak. A felszabadított jobbágyságból kialakult a szabad parasztság. A majorsági földeken megszűnt a robot, ezért ott a zsellérekből lett idénymunkások és mezőgazdasági cselédek dolgoztak. A Jobbágyfelszabadítással gyökeresen megváltozott a magyar birtokrendszer, azonban a termelés átalakulása lassan ment végbe. A földesurak nem rendelkeztek elegendő termelőeszközzel, míg a volt jobbágyok nem jutottak kellő nagyságú földterülethez, ezért kölcsönösen egymásra voltak utalva. A szabad parasztok ledolgozást vállaltak volt földesuraiknál szénáért, tüzelőért vagy a legeltetés lehetőségéért, ami erősen hasonlított az eltörölt robotra. A kettős vámrendszer eltörlésével a század közepétől lassan, de megindul a magyar mezőgazdaság ipari- és tőkés fejlődése. A kor legnagyobb feljegyzett aszályai 1841, 1857 és 1863-ban volt. Ezek közül az 1863-as aszály volt a mai napig a magyar történelem legnagyobb aszálya. Hatalmas éhínség tört ki az országban. Az élelmiszerhiány miatt ínségeledeleket kellett az embereknek fogyasztaniuk, a Nagykunságban például megőrölték a búza és a rozs konkolyos ocsúját, majd darált fakéreggel és kukoricacsutkával keverve sütötték meg. Minden zöldet, ami ehető volt összegyűjtöttek és megfőztek. Az Alföldön a kenyér helyett sütőtököt fogyasztottak. Az aszály 14 vármegyét, 1,7 millió lakost és 1,1 millió hold szántót érintett. Ezen a szántó területen normális évben 37,6 millió pozsonyi mérő gabona és kukorica termett, 1863-ban azonban alig 4 millió. 1,4 millió hold legelőt érintett az aszály, aminek következtében az állatállomány jelentősen megcsappant. A szarvasmarha- és juhállomány 80, a sertésállomány 73 és a lóállomány 44%-a veszett el. Éhezésben kb. 65 ezren haltak meg ebben az évben.

### Osztrák–Magyar Monarchia

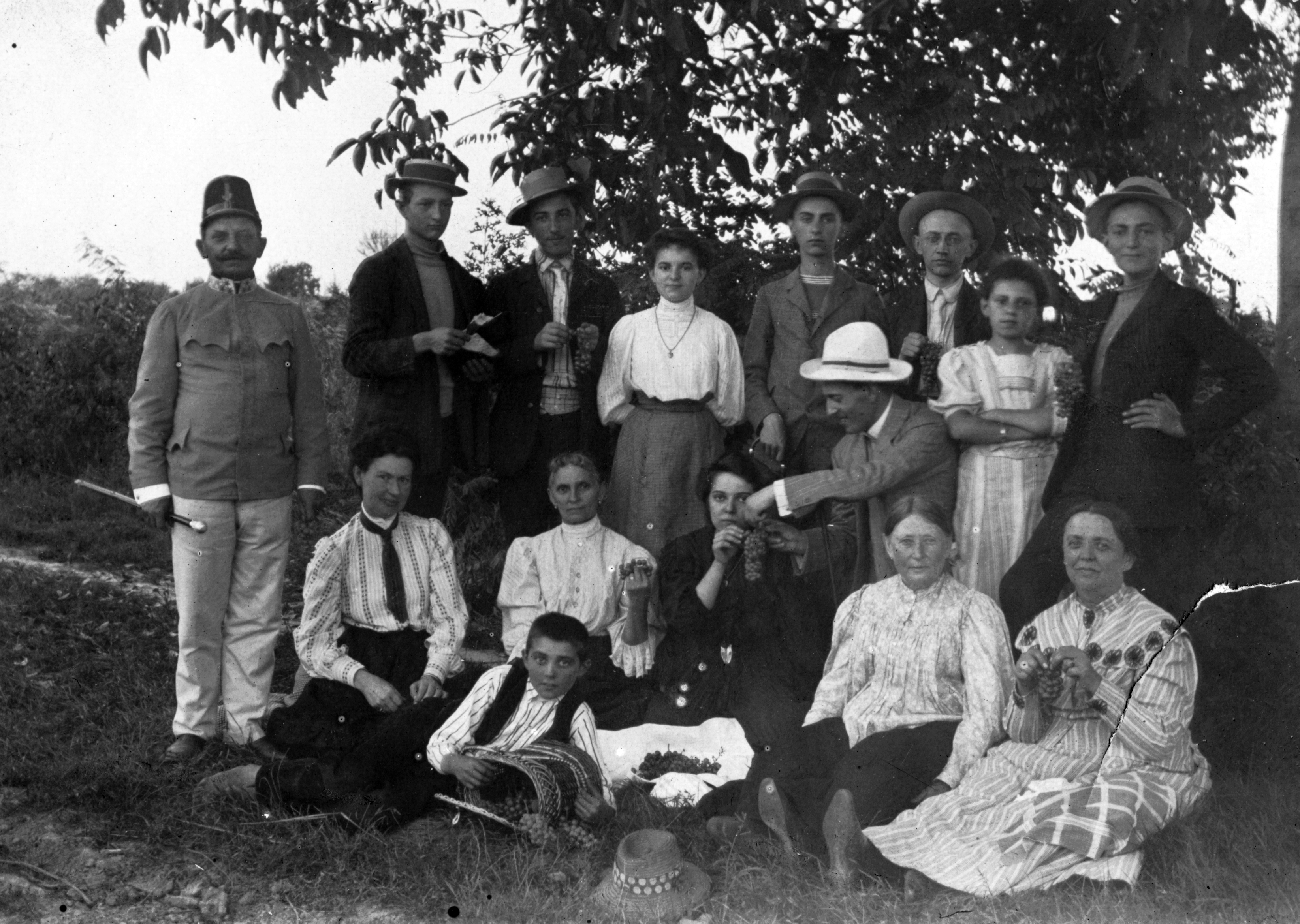
Szüretelés 1911-ben

Az 1867-es kiegyezés után eltörölték a belső vámokat és létrejött a vámunió, aminek a hatására megindult a szabad tőke- és árucsere. Egyszerre érkezik meg az első és a második ipari forradalom hatásai Magyarországra. Ezeknek a hatásoknak köszönhetően berobbant a magyar mezőgazdaság fejlődése. A század végére az ország nagybirtokosai a nyomásos gazdálkodásról áttértek a vetésforgó rendszerre, ahol volt még lehetőség új földterületek szerzésére ott továbbra is extenzív gazdaságot folytattak, míg a többi nagybirtokos áttért az intenzív gazdálkodásra. A nagybirtokosok a volt robotoló jobbágy munkaerejét, eszközkészletét és igaerejét pótolniuk kellett, ezért a zsellérekből lett bérmunkások és mezőgazdasági cselédek mellett, eszköz- és gépvásárlásokba kezdtek. A nagybirtokos földeken, illetve a tehetősebb nyugati parasztgazdaságokban megjelentek az acél ekék, a vas boronák, motoros szántógépek, vetőgépek, hengerek, aratógépek, kaszálógépek, gőzcséplőgépek és a gőzlokomobilok. Rendelkezésre állt a tömeges és olcsó mezőgazdasági munkaerő, ami fékezte a jelentős beruházást igénylő eszköz- és gépbeszerzéseket. A parasztbirtokosok kezdetben ragaszkodtak a hagyományos termelési eljárásokhoz, és a megszokott szerszámokhoz pl. a faeke használatához. A döntő többségük továbbra is nyomásos gazdálkodást folytatott, a termelés fokozását a munkaráfordítás növelésével, ha mód nyílt rá, újabb földek vásárlásával, bérlésével érték el. Darányi Ignác földművelésügyi miniszter 12 éven át szorgalmazta és támogatta a mezőgazdasági szakiskolák és tanszékek alapítását Budapesten, Mosonmagyaróváron, Selmecbányán, Debrecenben, Kolozsváron és Kassán. Országszerte megjelentek a tanult mezőgazdászok. Sorra nyíltak meg a mezőgazdasági gépgyártóüzemek is. 1870-es évek elejére kiépült a magyar bankrendszer, országszerte sorra nyíltak meg a bankok, pénzintézetek és a takarékpénztárak, amik finanszírozták a mezőgazdaság fejlesztését. Az 1870-es évek végére Magyarország agrár-ipari országgá vált. A magyar mezőgazdaság a Monarchia egész piacára termelt, a fejlettebb osztrák és cseh iparvidékeket látta el élelmiszerekkel, mezőgazdasági eredetű ipari nyersanyagokkal. A parasztgazdaságok az állattenyésztésben, valamint a belterjes zöldség- és gyümölcskultúrák meghonosításában jártak élen, míg a nagybirtokosok a szántóföldi növénytermesztés fejlesztése terén értek el kiemelkedő eredményeket. Magyarország teljes nemzeti jövedelmének a mezőgazdaság a kiegyezés idején még a 60%-át adta, az I. világháború kezdetére viszont már csak a 44%-át, ez a magyar ipar fejlődésének tudható be.
Az 1880-as évek elején megjelent Európában az amerikai exportgabona, ezután már nem volt versenyképes a magyar gabona. A magyar gabonát már csak a belsőpiacra termelték, míg export szempontjából átálltak a gyümölcs- és élőállat kivitelre. Az 1890-es évekre a búza vetőmagját szárazságtűrőbb fajtára nemesítették. Ennek köszönhetően 40-90%-kal nőtt a búza termésmennyisége. A század végére a magyar mezőgazdaság termőterületei megnőttek, köszönhetően a befejezett folyó szabályozásoknak és a mocsaras területek lecsapolásának. A termelékenység hatalmasat nőtt a fajtanemesítés, a műtrágya alkalmazásával, illetve a vetésforgó elterjedésével, ezzel együtt az istállózó állattartás is elterjedt. A nagyobb mezőgazdasági termelést már raktározni kellett, így beindult a feldolgozás is, hisz enélkül sokáig nem lehetett tárolni a termékeket. 1870-es években Budapest a világ malomipari központtá vált, amit egészen 1903-ig őrzött meg, amikor is az amerikai Minneapolis városa túlszárnyalta Budapestet. Monarchia egészéből és a balkáni országokból is Budapestre szállították a gabonáikat megőrölni. A malomipar az 1890-es években érte el fejlődése csúcspontját, ekkor 800 ezer tonna gabonát őröltek meg. A kukoricatermelésben az USA után a második helyet foglalta el Magyarország. A cukorrépa termesztés központjai a Kisalföld, Hatvan és Szerencs környéki földek, a század első éveiben a termelés 70%-át exportálták. A szőlészet és borászat súlyos válságba került az 1880-as években, az Amerikából behurcolt filoxéra kártevő elpusztította a magyar szőlészetek 60%-át, amit szinte teljesen csak az 1970-es 80-as évekre sikerült kiirtani. 1913-ra az ország szőlőterülete megközelítette a filoxéravész előtti nagyságot. A telepítések eredményeként ekkor alakult ki a történelmi borvidékek mellett a homoki szőlőkultúra a Duna-Tisza közén. A szőlővész hatására fellendült a sörfogyasztás, 1894 és 1913 között megkétszereződött a sörtermelés és több sört fogyasztott a lakosság, mint bort. Ekkor alakultak ki a zöldség- és gyümölcstermelés körzetei, pl. a makói hagyma, vecsési káposzta, csányi dinnye, kalocsai vagy szegedi paprika és a kecskeméti kajszibarack. A városok, főleg Budapest környékén a városi piacokra termelő zöldség- és gyümölcstermesztés, tejgazdaságok jöttek létre. 1890-es évek végére a parasztgazdaságokban is elterjedt a faeke helyett a vaseke használata. 1900 elejére a nagybirtokosok mellett a legtöbb parasztbitokos már vetésforgó rendszerben gazdálkodott, és csak elvétve fordult elő, olyan parasztbirtokos, aki továbbra is nyomásos gazdálkodást folytatott volna. A közép- és nagybirtokokon a századfordulótól kezdve nagyrészt már géppel vetettek, míg a kis paraszti birtokokon továbbra is a kézi vetés folyt. 1910-re a benzinmotoros traktorok váltják fel a gőz- és ló hajtotta cséplőgépeket. Az 1910-es években Budapest zöldségfogyasztásának jelentős részét a kisalföldi falvak fedezték.
Az 1860-70-es években az állattenyésztés válságba sodródott a növénytermesztés hatására. A földterületek javarészt szántóföldé alakították, így a legelőterületek összezsugorodtak. Az 1880-as évekre megjelent Európában az olcsó ausztrál exportgyapjú, ami miatt jelentősen csökkent az európai kereslet a drágább magyar gyapjú iránt. A magyar juhállományt, ami főleg a magyar racka és a parlagi juhból állt, 1890-re a felére csökkentették, és helyükre meghonosították a jobb minőségű gyapjút adó merinói fajtát. Az 1880-as években megindul az állattenyésztés. Az istállózó állattartás elterjedésével a takarmányozás is tért hódított. A 80-as években hatalmasat nőtt a kereslet a tej és a tejtermékek iránt, ezért a gazdák a magyar szürkemarha helyett a nagyobb tejtermelő szarvasmarha fajtákat kezdik meghonosítani, pl. Holstein-fríz, Magyar tarka. Az 1900-as évekre több mint félezer tejszövetkezet alakult a tejigény kielégítésére. A munka technikai részét nagyban segítette a fölözőgép, amely ezekben az években terjedt el. A sertéstenyésztésben is fajtaváltás következett be. Az 1880-as évekre megjelent Európában az amerikai zsír, ezért a magyar zsírsertés tenyésztése már nem fizetődött ki. A mangalicáról áttértek a hússertés tenyésztésére, azonban a paraszti gazdaságokban továbbra is a mangalica maradt a domináns. Megjelentek a nagyüzemi sertéstelepek. 1895-ben kitört sertésvész (sertéspestis) az ország sertésállományának az 50-60%-át kipusztította, ami egy rövid időre visszavetette a nagyüzemi tenyésztést. A téli disznóvágás az 1910-es évekre vált szinte nemzeti szokássá. Az 1880-as évekre egyre több gazdasági haszonállatnál kezdődött meg az új fajták meghonosítása és szaporítása. A magyar állatállomány rohamos mennyiségi és minőségi javulásnak indult meg. A lovak száma mintegy százezerrel nőtt. A szarvasmarha szerepét egyre inkább a ló vette át a gazdaságokban. Az állami méntelepek az egész országra kiható fajtanemesítést folytattak, pl. angol telivér, kisbéri félvér, mezőhegyesi félvér és a Shagya-arab.
A század végére az országban kettős társadalomszerkezet alakult ki, az új polgárosodó társadalom (polgárság, munkások, tőkések) és a régi formákat őrző világ (parasztság, birtokos nemesség, arisztokraták). A nagybirtokosak kb. 2000 család, 1000-10.000 hold földet birtokoltak, a magyarországi földbirtokállomány 1/3-át tartották a kezükben. A középbirtokosok (elszegényedő úri középosztály, vagy más néven dzsentrik), a birtokaikat nem tudták modernizálni, így eladósodva elvesztették földjeiket, végül városi- és vármegyei tisztségeket, hivatali pozíciókat vállalva beköltöztek a nagyvárosokba. A nagypolgárság, vállalkozásaikból meggazdagodott bankárok, kereskedők és gyárosok többsége főleg német és zsidó származásúak voltak. A nagypolgárság vásárolta fel az elszegényedett középbirtokosok földjeiket, sokan azonban csak presztízsberuházásként vásárolták a földet, hogy bekerülhessenek a nagybirtokosok köreibe. A kispolgárság nem rendelkezett földtulajdonnal, főleg kisebb vállalkozásokban dolgoztak. A parasztság a felszabadított jobbágyokból állt, az 50-200 holdas földdel rendelkezőket gazdag parasztoknak nevezték, tudták növelni a birtokaikat és bérmunkásokat foglalkoztattak. A középparasztság 11-40 hold földdel rendelkeztek, és maguk művelték a földjeiket. A zsellérekből lett szegényparasztok, csupán néhány hold föld területtel rendelkeztek, ami kevés volt a megélhetéshez, ezért bérmunkára kényszerültek. A földnélküli szegényparasztokból lettek a mezőgazdasági napszámosok és cselédek vagy elhagyták a mezőgazdaságot és ipari segédmunkások lettek. A munkások az iparban dolgoztak, és nem rendelkeztek földtulajdonnal. Az 1900-as évek eleji magyar mezőgazdaság egyik problémája, hogy aránytalanul kevés ember aránytalanul sok földdel rendelkezett, és eközben több százezerre rúgott a modernizálódni teljességgel képtelen és az árutermelésből kizárt néhány holdas „nadrágszíjparcellák” száma. A magyar földterületek 33%-át az egyházi, állami és községi birtokok tették ki. E két körülmény akadályozta a szaporodó mezőgazdasági népesség földszerzését, drágította a földárakat, s így jelentős tőkét vont el a terjeszkedni kívánó és tudó parasztgazdaságoktól. A földnélküli parasztság jelentős része sem bérmunkásként nem tudott a mezőgazdaságból megélni, sem önálló gazdává nem tudott válni. 1891-től 1905-ig, a szegényparasztság országszerte aratósztrájkokat és tüntetéseket szerveztek, amit rendre levert a csendőrség és a katonaság. 1905-ben a parasztság a magyar történelemben először földosztást követelt, amit Tisza István miniszterelnök elutasított. Ennek következtében egy kivándorlási hullám indult meg Amerikába. 1905 és 1907 között félmillió szegényparaszt hagyta el az ország területét, a kivándoroltak 33%-a volt magyar.
Az I. világháború kitörése súlyos zavarokat okozott a Monarchia mezőgazdaságában. Munkaerő- és nyersanyaghiány jelentkezett, és a termelés visszaesésének jelei mutatkoztak. A háború alatt a férfi munkaerő kb. 50%-a hiányzott és a lóállomány jelentős részét katonai célra mozgósították. Az állatállomány csökkenése a földek növekvő részének megművelését korlátozta és a mezőgazdasági terméshozamok is visszaestek. A gabona termelése a harmadára, majd a felére zuhant, ezért 1915-ben bevezették a kenyérjegyet. Kötelező volt a mezőgazdasági termékek beszolgáltatása, és napi rendszerességűek voltak a rekvirálások is. A háború végére már nem csupán a hátországot nem tudták élelmezni, de akadozott a frontokon harcoló katonák ellátása is.

### Horthy-korszak

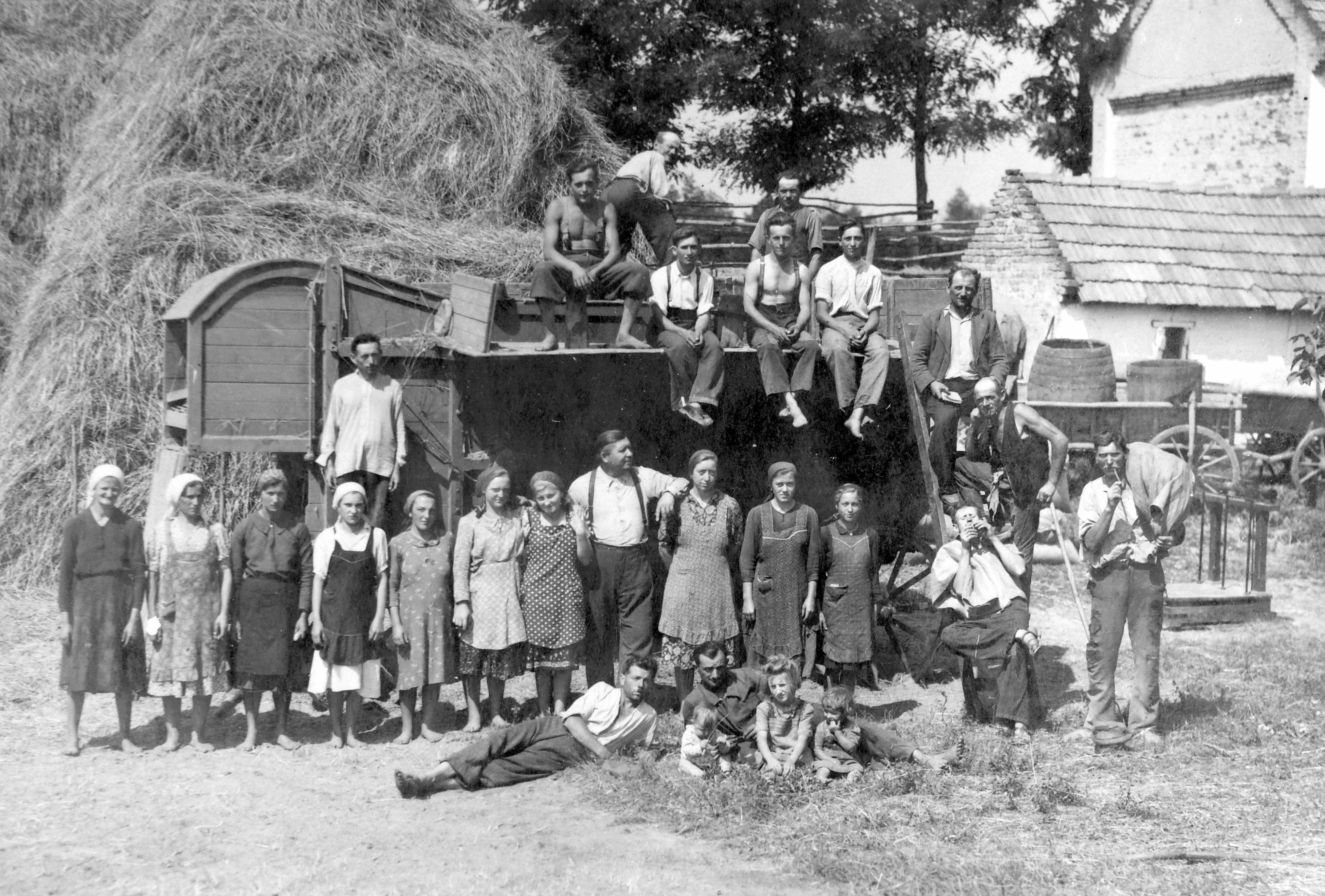
Betakarítás utáni cséplés 1935-ben

Az I. világháborút lezáró trianoni békeszerződés nagyon hátrányosan érintette Magyarország mezőgazdaságát is. Az ország területét 283 ezer négyzetkilométerről 93 ezerre csökkentették, lakossága pedig 18,2 millióról 7,6 millióra változott. Magyarország elveszítette a búza vetésterületének 54,3%-át, a rozsénak 37,1%-át, az árpáénak 52,7%-át, a zabénak 67,8%-át, a kukoricáénak 65%-át, a burgonyáénak pedig 60,9%-át. Továbbá elveszítette a szántók 57,1%-át, a rétek 74,9%-át, a legelők 69,5%-át és a nádasok 46%-át. A szőlőterület 37,5 százaléka veszett el. A hegyi szőlőknek körülbelül a fele maradt meg, a homoki szőlőknek csaknem 90%-a.
Legnagyobb veszteség az erdőállományt érte. Az I. világháború előtti időszakban az erdős területeink nagysága 7,3 millió hektár volt, ami az ország teljes területének 25,8 százalékát tette ki. A háború előtt erdeink 50%-a volt bükk és egyéb lombfa, 26%-a tölgy, további közel egynegyede fenyő. Az erdős terület nagysága 1,1 millió hektárra csökkent Trianon után, ami 85%-os veszteséget jelentett, és az ország teljes területének mindössze 11,8%-át tette ki. A tölgyerdők 68%-át, a bükk- és más lombos erdők 87%-át, a fenyőerdőknek pedig 97,2%-át veszítette el az ország. A fenyvesek területe 1,8 millió hektárról 67 ezer hektárra csökkent. Faexportőrből Magyarország így egyik napról a másikra faimportőrré vált. 1928-ban az ország erdőterületeinek a 48%-a volt magántulajdoni, 15%-a hitbizományi, 13%-a egyházi, 11%-a közbirtokossági, 6%-a községi és törvényhatósági, 4%-a állami, 2%-a alapítványi és 1%-a részvénytársasági. Az erdők nagy része a közép- és nagybirtokokhoz tartozott, ami a erdőgazdálkodás szempontjából kedvező körülményeket teremtett. Ekkor tájt kvázi nem létezett erdőgazdálkodás, hosszú ideig az erdők legfontosabb célja a tűzifaellátás kielégítése volt. A két világháború között létesítették az első fűrészüzemeket az országban 1942-ben 150 ilyen üzem volt. Az I. világháború előtt az ország erdei nem voltak feltárva, azaz nem voltak utakkal, erdei vasutakkal ellátva. Ezért pl. a bükkerdők sok helyen hosszú időn át használaton kívül álltak.
A mezőgazdasági termelés 1920-ban a háború előtti szint 50-60%-a körül mozgott. A korabeli számítások szerint a mezőgazdasági napszámosok életszínvonala 1919 végén mintegy 70%-kal csökkent. Komoly problémákkal került szembe a sertéstenyésztés, hiszen a takarmány jelentős része elveszett. A Bácska és Bánság elcsatolásával súlyos csapás érte a malomipart. A malomipar jelentős része országon belül maradt, 1920-ban 65 millió mázsa őrlőkapacitással rendelkezett, az új ország szántóterülete viszont a legjobb esetben sem biztosíthatott többet évi 20-28 millió mázsa gabonánál. Az amerikai gabona továbbra is ellátta Európa nagy részét, és a magyar gabona nem volt képes felvenni a versenyt vele. Ezen a helyzeten modernizációval és a gabona további nemesítésével lehetett volna segíteni, azonban ez elmaradt. Ehelyett a kormány nagy mennyiségű műtrágyát osztott szét a gazdák között, illetve 800 ezer holdnyi tiszántúli szikes terül javítását indította el. 1920-ban a lakosság 55,7%-a dolgozott a mezőgazdaságban.
A birtokszerkezet Magyarország tovább örökölte a Monarchiától, egyenlőtlensége tovább nőtt a területi változások során, mivel a Trianon utáni Magyarországon a nagybirtokosok súlya nőtt a háború előttihez képest. Ennek orvoslására 1920-ban elfogadták Magyarország első földosztását, amit Nagyatádi Szabó István földművelésügyi miniszter nevéről kapva, Nagyatádi Szabó István-féle földreformnak neveztek el. Elsősorban a hadirokkantakat, a hadiözvegyeket, a felnőtt hadiárvákat, a föld nélküli szegény parasztokat és a törpe- vagy kisbirtokosokat kívánták földhöz juttatni. Az 1920-as években folyamatosan parcelláztak a törvény alapján, azonban a közép- és nagybirtokosok érdekeinek hatékony védelme miatt, összesen csak 1,1 millió hold rossz minőségű, főleg szikes földet osztottak szét, amely az ország termőterületének 6%-át érintette. Ezt a kevés földet 400-500 ezer igényjogosult között osztották ki, átlagosan 1,7 holdnyi törpebirtokok formájában. A reform során kapott földterület vételárát hiteltörlesztés formájában kellett kifizetni az államnak. Sok gazdaság számára ez is megoldhatatlan feladatot jelentett, eladósodtak, majd földjeiket elárverezték. Saját háztartására termelő gazdaságok jöttek létre, szemben a versenyképes parasztgazdaságok helyet. Az új földtulajdonosok jelentős része előbb vagy utóbb tönkrement, akik nem hagyományos kultúrák, főleg búza és kukorica termesztésével foglalkoztak, ezen a téren törvényszerűen lemaradtak a nagybirtokok mögött. A végrehajtás kudarcát látva Nagyatádi módosító javaslatot készíttetett a törvényhez, azonban a kormányon belül és a nagybirtokosoktól támadások érték, aminek hatására 1924-ben lemondott a miniszterségről.
Az európai piacot elöntötték az új amerikai búzafajták, például a Manitoba, minőségileg is felülmúlták a világpiacon most már csak közepesnek tartott magyar búzát, amely valaha a legjobbnak számító kanadaival is állta a versenyt. Nem növekedett a legintenzívebb kultúrák, a kert- és a szőlőgazdálkodás területe sem. Az 1920-as évek egyik jelentős pozitív változása, hogy az ugarolt földterületek aránya 9%-ról 4%-ra csökkent. A talajerő-gazdálkodás stagnál, a holdankénti műtrágya-felhasználás a háború előtti 12 kg-ról az 1920-as évek végére mindössze 15 kg-ra emelkedett. A legfejlettebb nyugat-európai országokban a hektáronkénti műtrágya-felhasználás ugyanekkor már 1 és 3 mázsa között mozgott. 1927-ben a kisgazdaságok lényegében nem is használtak műtrágyákat. Az 1000 holdon felüli nagybirtokok szántóföldjeinek már 20%-át műtrágyázták, a 20 hold alattiaknak csak 1,5%-át. A trágyázás mellett elmaradott volt az öntözés is, továbbá az is, hogy a körülbelül 5 millió hold javításra szoruló szikes és savanyú földből mindössze 20 ezer holdon végeztek talajjavítást. A 20-as évek végére a hozamnövelő tényezők közül egyedül a gazdálkodás technikája javult mérsékelten.
A munkafolyamatok gépesítése, amely már a század elején megkezdődött, folytatódott. A traktorok száma 1925 és 1929 között 1189-ről 6800-ra nőtt. Elsősorban továbbra is a cséplési technika modernizálódott. A járgányos cséplőgépek lassan teljesen eltűntek, és már a gőzcséplőgépeket is kezdték kiszorítani a hőmotoros cséplőgépek. Az előbbiek száma az évtized végére 10 ezerről 6 ezerre csökkent, az utóbbiaké pedig 5700-ról 10 ezerre nőtt. A szállítás és a betakarítás munkafolyamatait, valamint a kapálást a gépesítés egyelőre nem érintette. Ezeket a munkákat továbbra is kézi, illetve állati erővel végezték. A technikai korszerűsödés elsősorban a közép- és nagybirtokokat jellemezte, a néhány holdas kisbirtokokat egyáltalán nem érintette. A gazdálkodás technikájának szerény mértékű javulása miatt, a legfontosabb termények termésátlagai a háború előttiekhez képest vagy stagnáltak, vagy csak egészen minimális mértékben emelkedtek. 1930-ban a lakosság 51,8%-a dolgozott a mezőgazdaságban. A mezőgazdasági termelés növekedésének egyik gátló tényezője a gabonatermelés által dominált művelési struktúra konzerválódása, sőt megerősödése volt. 1926-1930-as években a szántóterületek 54%-át vetették be gabonával. A szálastakarmányok és a legfontosabb kapásnövények vetésterülete tehát nem, vagy alig növekedett. A növénytermesztés szintje 1929-ben csak 1-2%-kal haladta meg a háború előttit. Az észak- és dél-amerikai búzatermelés fellendülése miatt a nemzetközi piacon egyszerre nagy és egyre növekvő búzakínálat keletkezett. A mezőgazdasági termények és az élelmiszer-ipari cikkek az 1920-as évek második felében az összes hazai export 60%-át tették ki. Legfontosabb külkereskedelmi partnerünk Ausztria és Csehszlovákia volt. A technikai fejlesztések hiánya és a talajerő-gazdálkodás elmaradottsága miatt, a magyar mezőgazdaság európai szinten elmaradottá vált a 30-as évek elejére. 1930-1932-ben a dán, német és belga terméshozamoktól 40-60%-kal, a csehszlováktól 30%-kal maradtak el a magyar terméshozamok, azonban a jugoszláv terméshozamoknál 20-30%-kal volt jobb a magyar.
Az állattenyésztés a földművelésnél is kedvezőtlenebb képet mutatott. A négy legfontosabb haszonállat-, a ló-, a marha-, a sertés- és a juhállomány 1929-ben is csak a 87%-át tette ki az 1911-es állománynak. A nagy munkabírású, de gyenge tej- és húshozamú alföldi magyar marhák aránya 30%-ról 1929-re 16%-ra csökkent, helyüket a különböző szimentáli és piros-tarka fajták foglalták el. A tejhozam ennek következtében fokozatosan emelkedett. Egy 1890-es évi magyarországi tehén évi átlagos tejhozama 1000 liter körül mozgott, az 1930-as években pedig már megközelítette a 2000 litert. A sertésállomány minőségi javulását a hússertések arányának 8%-ról (1911) 19%-ra emelkedése (1935) jelezte. A domináns fajta azonban továbbra is a paraszti háztartások céljaira jobban megfelelő zsírsertés (mangalica) maradt.
1929 őszén beütött a nagy gazdasági világválság, ami Magyarországot is gyorsan elérte. Ez legjobban a gabonatermelő országokat, így hazánkat is sújtotta. A válság túltermelési válság volt, ami a világpiac összehúzódását okozta, nehéz volt értékesíteni a magyar gabonát és a lisztet. A túlkínálat 1929 és 1933 között nagyarányú árcsökkenéseket eredményezett, egy szűkülő belsőpiac alakult ki, ami súlyos helyzetbe hozta a gazdálkodókat. A búza nagykereskedelmi ára közel 70%-kal, a növényi és az állati termékeké is több mint 50%-kal csökkent. Az 1924-1929-es fellendülés nem túl magas szintje ugyanakkor mérséklően hatott. A visszaesés ezért egészében véve kisebb arányú volt. A mezőgazdaság részesedése a nemzeti jövedelemből 1928-1929-re 60%-ról 40%-ra csökkent. Túlsúlya tehát mérséklődött, de ettől függetlenül még mindig a nemzetgazdaság meghatározó ágazata maradt. A válság éveiben rendkívül alacsonyak voltak a mezőgazdaságban fizetett munkabérek. A napszámbér előbb a felével, majd a kétharmadával esett vissza. Erősen növekedett a munkanélküliség a mezőgazdaságban is. A mezőgazdaság nehéz helyzetbe került, nagymértékben eladósodott és a fejlődése teljesen megállt. A traktorpark 1929 és 1935 között alig több mint 100 darabbal bővült, a műtrágyafogyasztás pedig holdankénti 15 kg-ról 2 kg-ra esett vissza. A búza termésátlaga az 1926-1929 közötti holdankénti 8,08 mázsáról 1930-1934 közötti 7,34 mázsára mérséklődött, és érdemben a későbbiekben sem nőtt. A mezőgazdaság kilábalását a válságból az állami beavatkozás politika segítette, pl. a termelési eszközök árának csökkenésével, értékesítési támogatásokkal, vetőmag-nemesítéssel, az állattenyésztésben az állományának a javításával. 1930-ban a Bethlen-kormányzat bevezette az úgynevezett bolettarendszert a gabonatermelők megsegítésére. Gabonajegynek is nevezték, ártámogatás, amellyel a búza és a rozs belföldi árát mesterségesen a világpiaci árszint fölött tartották. 1934-ben vezették ki a bolettarendszert, amikor is a gabona ára ismét emelkedni kezdett a világpiacon. Végül ezen tűzoltó jellegű megoldások megerősítették a magyar agráriumot. Az eladósodott gazdák tömeges csődjének az elkerülése érdekében 1931 és 1935 között egy sor gazdavédelmi intézkedést vezettek be, pl. az adósságkamatok csökkentését, az adósságok egy részének elengedését, illetve 2 millió hold földterület védetté nyilvánítását és állami támogatással való fenntartását. A kétmillió holdból 61% a 100 holdon felüli birtokokra, 39% a 100 holdon aluliakra oszlott. Az összes gazdavédelmi intézkedést 1941-ben szüntették meg. A gazdasági világválság alatt a nagy- és középbirtokosok többségének a magas életszínvonala a válság éveiben is megmaradt, míg a parasztság életszínvonala jelentősen romlottak.

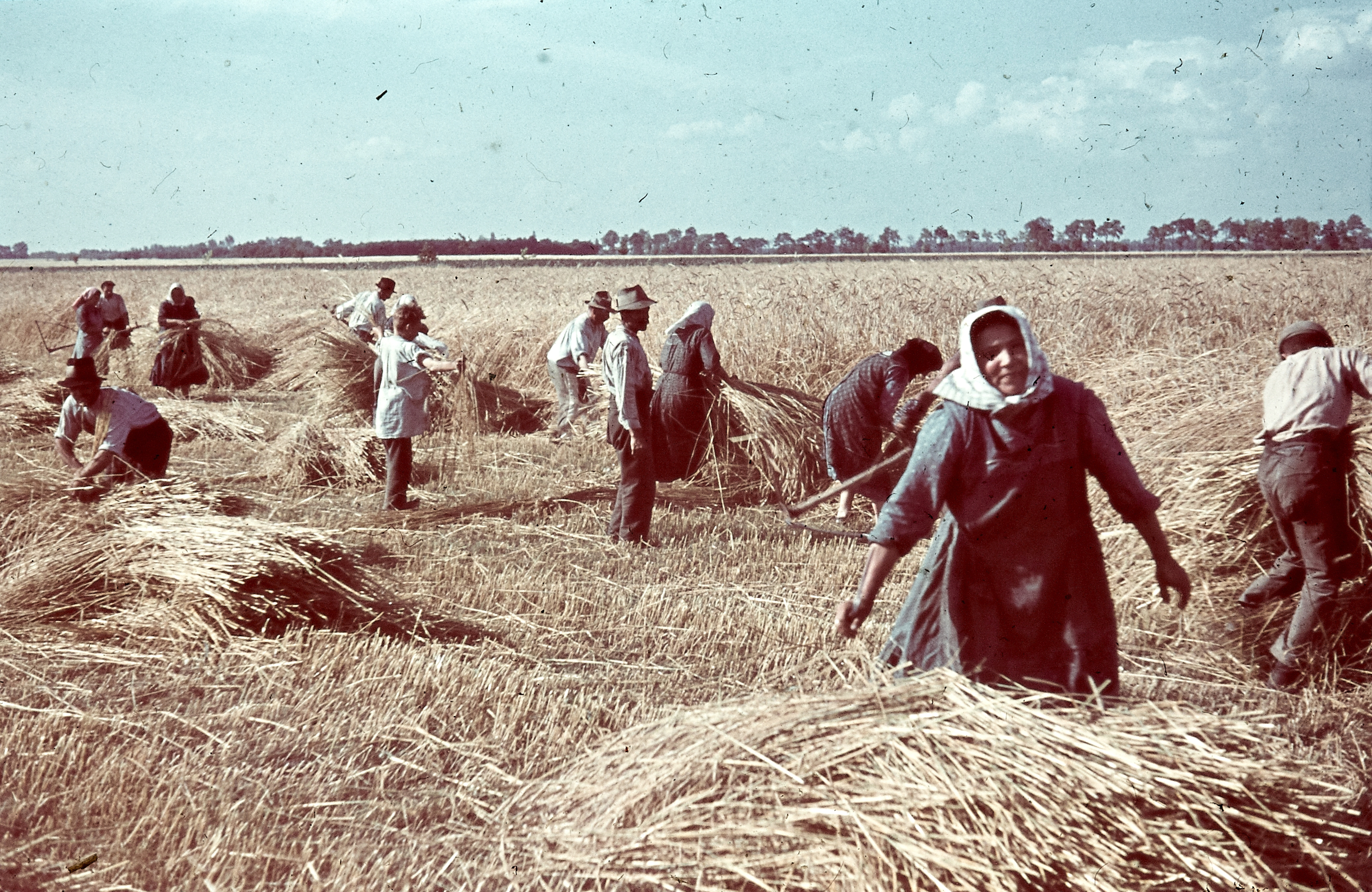
Betakarítás 1941-ben

A gazdasági világválság után a mezőgazdasági export számára új piacokat találtak Ausztria mellett, Németországot és Olaszországot. Az 1931-es, 33-as és 34-es német–magyar kereskedelmi szerződéseknek köszönhetően Németország megnyitotta piacait a magyar mezőgazdasági termékek előtt. 1934-től Magyarország évente 48 ezer db szarvasmarhát, 3 ezer t sertéshúst, 1,5 t szalonnát, 3 ezer t zsírt, 50 ezer t búzát és kukoricát, valamint 25 ezer t árpát szállíthatott a világpiacinál magasabb árakon Németországba. Ugyanettől az évtől Olaszország és Ausztria is jelentős agrárkiviteli lehetőségeket biztosított Magyarországnak. Az 1934-ben aláírt megállapodás (úgynevezett római jegyzőkönyvek) alapján Olaszország évi 100 ezer t búza, 55 ezer db szarvasmarha, 10 ezer t sertéshús, 3 ezer db ló, illetve Ausztria pedig 150 ezer t búza és 50 ezer t liszt átvételét vállalta a világpiacinál ugyancsak magasabb árakon. A kedvezmények fejében a magyar kormány 20-30%-kal csökkentette a német, olasz és osztrák iparcikkek importjának vámtételeit. 1930-as évek közepétől a magyar mezőgazdaságban ismét fellendülés kezdődött. A mezőgazdaság vetésterülete és termésmennyiségei, valamint az állatállomány létszáma 1937-1938-ra érte el a válság előtti szintet. Mindazonáltal a mezőgazdaság részesedése a nemzeti jövedelemből az 1930-as évek végére 40% alá esett vissza, az ipar és a szolgáltatások dinamikus fejlődésének köszönhetően. A válság hatására a mezőgazdaságban egészséges alkalmazkodási folyamatok kezdődtek. A gabonával bevetett területek nagysága csökkenni kezdett. 1937-re a búzáé 7%-kal, a zabé 13%-kal, a munkaigényesebb termények vetésterülete pedig nőtt, a takarmányrépáé 32%-kal, a kukoricáé 11%-kal és a burgonyáé 10%-kal. A zöldség- és a gyümölcstermesztésben is ugrásszerű fellendülés kezdődött. 1935-ben 4,6 millió gyümölcsfa termett az országban, amely 50%-kal volt több, mint a századforduló éveiben. A gyümölcstermés mennyisége az 1920-as években általában nem érte el az évi 10 ezer tonnát, az 1930-as években viszont már 26 és 50 ezer t között ingadozott. Ezt a fejlődést tudatos kormánypolitika, többek között nemesített facsemeték és magok rendszeres szétosztása indította el. Kecskemét környékén elsősorban sárgabarackot, a budai hegyek lábainál őszibarackot, Somogyban diót, Szabolcsban almát, Szatmárban és a dombosabb vidékeken szilvát; cseresznyét és meggyet pedig szinte az egész országban termesztettek. 1934-ben az exportált friss gyümölcsöknek a 43%-át Kecskemét és környéke adta. Nagykőrös és vidéke ugyanakkor a friss zöldségek (uborka, borsó, saláta) exportja terén ért el kimagasló eredményeket. Az 1930-as években a bortermelő európai országok sorában Magyarország a negyedik helyet foglalta el Francia-, Spanyol- és Olaszország mögött. Az évi 3-5 millió hektoliterből exportra azonban csak kevesebb mint 10%-a ment, a termés nagy részét a lakosság itta meg. Az évi borfogyasztás a 30-as évek elejére megközelítette a fejenkénti 40 litert, miközben Németországban csak 5, Ausztriában 10, Csehszlovákiában pedig 3 litert fogyasztottak. Az egy főre jutó évi átlagos sörfogyasztás az I. világháború óta drasztikusan visszaesett, 15,6 literről 3 liter alá csökkent. A 30-as években az ország lakosságának az 51,8%-a dolgozott a mezőgazdaságban. A 30-as évek társadalmi szerkezete a Monarchiából örökölt birtokosok, tőkések, polgárok, parasztok, munkások, azaz a kettős társadalomszerkezet tovább élt.
A Monarchia idején lévő 2000 nagybirtokos családból Trianon és a nagy gazdasági világválság után, a 30-as évekre már csak 745 maradt. A vagyonukat elvesztők közé tartozott többek között Bethlen István, aki a háború előtt 5 és fél ezerholdas földbirtokkal rendelkezett Erdélyben. Ugyanígy vagy ehhez hasonlóan járt Teleki, Apponyi, Károlyi Gyula és még sokan mások. A magyar katolikus egyház 2,2 millió holdas földbirtokvagyona 860 ezer holdra csökkent, de még így is biztosította a főpapok főúri életmódjának a fenntartását. A parasztság továbbra is az ország lakosságának többségét tette ki. Számuk az 1920 és 1941 közötti két évtizedben nagyobb ingadozás nélkül 4,4-4,5 millió körül stagnált. A földnélküli parasztság aránya 24%-ról 21,5%-ra csökkent, ennek két oka, hogy kb. 200 ezren földet kaptak a Nagyatádi-féle földreform alatt, illetve sokan elhagyták a mezőgazdaságot és az iparban, szolgáltatásban kezdtek el dolgozni. A földeken dolgozó parasztság körében a 30-as évekre a könnyű városi ruházat felváltotta a népviseletet és a házi készítésű ruházatot. Az 1939-es II. zsidótörvény korlátozta a zsidók tulajdonában lévő földbirtokok nagyságát, illetve az összes mezőgazdasági ingatlanának átengedésére lehetett kötelezni őket. 5 ezer zsidó birtokost köteleztek több mint 400 ezer hold föld átengedésére, ebből 230 ezer holdat osztott szét a kormány a szegényparasztság körében. A legtöbb paraszt 8-10 holdas földterületet kapott. Az intézkedés hatása korlátozott volt, ezért nem volt képes csillapítani a társadalmi feszültségeket.
A második világháborúban az ország területén folyó fegyveres harcok jelentős pusztítást okoztak. A mezőgazdasági területek 53%-át érte kár. A háború miatt általános áru- és élelmiszerhiány lépett fel az országban, ezért Jurcsek Béla államtitkár után 1940-ben bevezették a Jurcsek-rendszert, a termények és termékek beszolgáltatási rendszerét. A rendelet először a kenyérgabonákra, a hüvelyesekre, a kukoricára, a burgonyára és a szárított zöldségfélékre vonatkozott. 1941-ben a beszolgáltatást kiterjesztették többek között a cukorrépára, a dohányra, az összes gabonafélére, takarmánynövényre, egyes ipari terményekre, illetve a zsírra. A beszolgáltatott terményekért maximált hatósági árat fizettek. Az állattenyésztés hatalmas károkat szenvedett el, a szarvasmarha-állomány 52%-a, a lóállomány 59%-a, a sertésállomány 72%-a és a juhállomány 77%-a elveszett. Az állatokat elhurcolták vagy levágták (maguk a parasztok is, hogy ne vihessék el). A háború az elhagyatott nagy-és középbirtokokat jobban kifosztotta, mint a parasztgazdaságokat. A gazdák eszközállományának a fele oda veszett a harcok során. 1945 tavaszán a háború előttihez képest az igásállatok (lovak, ökrök, igázott tehenek) 61%-a, az erőgépek 70%-a hiányzott a földekről. Nem volt elegendő és minőségű vetőmag, sem műtrágya a földművelés megindításához. A háború előtti 175 ezer hold megműveletlen földterületről a háború végére 1 300 000 hold földterületre nőtt. 1944-ben viszonylag jó termés volt, a betakarított gabonaféléket a Dunántúlon a németek, az Alföldön a szovjet csapatok foglalták le. A háború végén a szovjetek ezekből a lefoglalt gabonákból osztottak „élelmiszersegélyt”. A kor legnagyobb aszályai 1931 és 1935-ben voltak. Az 1935-ös aszály hatására elfogadták az 1937. évi öntözési törvényt, ami előkészítette több öntözőcsatorna tervezését, azonban a háború miatt nem valósult meg egyik sem.

### Rákosi-korszak

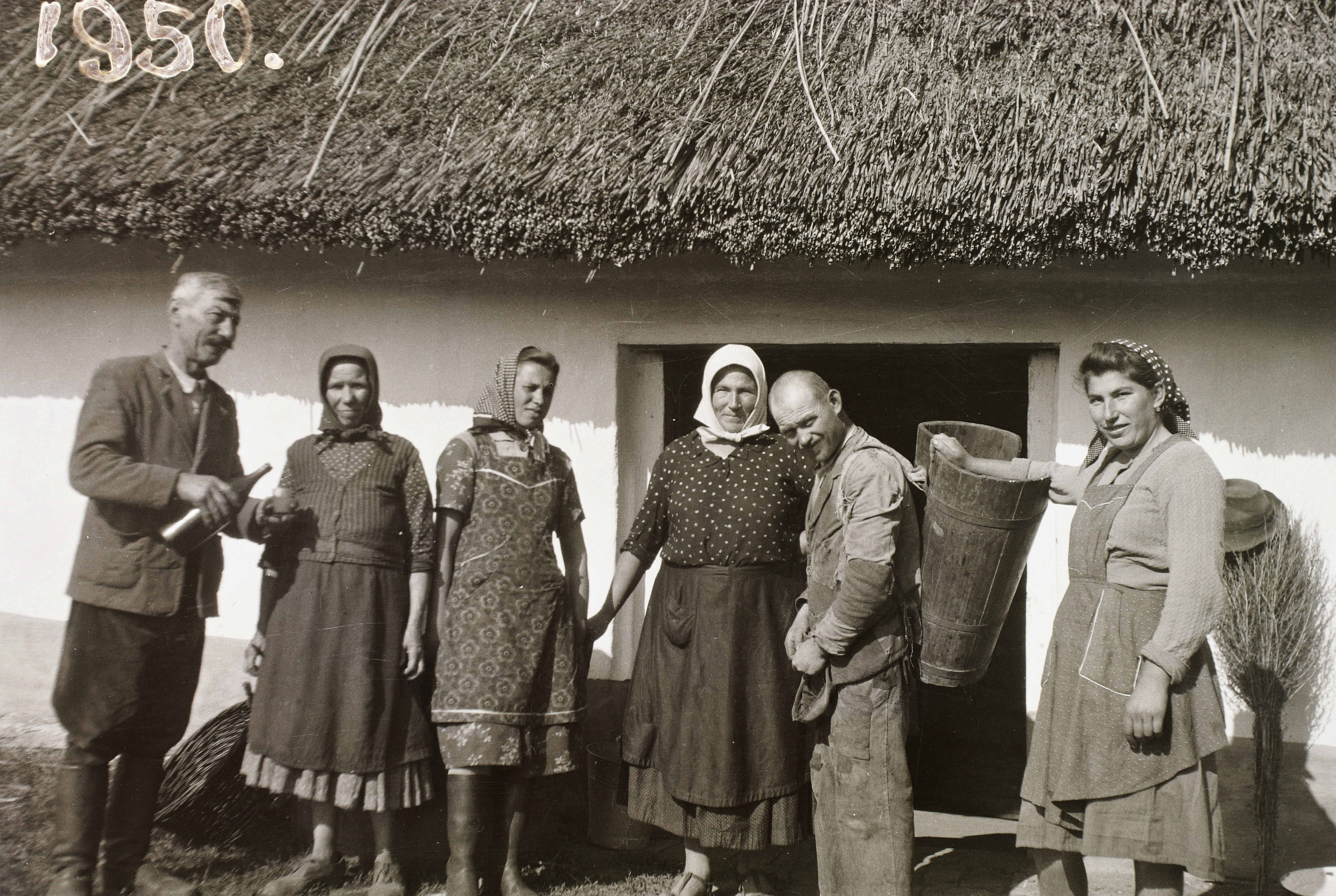
Szüretelésre készülődés 1950-ben

A háború végén 1945 márciusában az ideiglenes kormány a földművelésügyi miniszter Nagy Imre vezetésével meghirdettek egy új földreformot. A Horthy-rendszerben tisztséget viselőket, a volt nyilasok és azok rokonait, illetve a hazai német kisebbséget teljes földelkobzásra ítélték. A földreform során az 1000 hold feletti földeket az úri nagybirtokosoktól teljes egészükben elkobozták. Az 1000 hold alatti középbirtokosok földjeiket 100 holdban maximalizálták. A paraszti birtokosok pedig 200 hold földet tarthattak meg, nagy többségüket az elkobzás nem érintette, mert a legtöbb gazdag parasztgazda alig érte el a 180-200 hold földterületet. A törvényhatóságok, községek, egyházak, illetve az alapítványi birtokok nagyságát szintén 100 holdban maximalizálták. Az fasizmussal szembeni ellenállók és partizánok birtokait 300 holdban maximalizálták. A földosztás nagy vesztesei Esterházy Pál, akinek a 210 ezer hold birtokának az egészét elkobozták, a magyar katolikus egyház 850 ezer hold földterületéből 100 hold maradt meg és Debrecen városának a 91 227 hold birtokából szintén csak 100 hold maradt meg. A földreform több mint félmillió úgynevezett szegényparasztnak juttatott 5 hold, vagy ennél kisebb földet. A reform meghirdetése után 750 ezren jelentkeztek földigénnyel és 642 ezren kaptak összesen mintegy 3 millió holdat, 75 505 birtokot sajátítottak ki, összes földterület mintegy 35%-át osztották szét. A földosztás nagy kritikája, hogy sok helyen a földhöz juttatás feltétele volt, hogy a földigénylő lépjen be a kommunista pártba, a magyar paraszt úgy oldotta meg a kérdést, hogy a földosztás napjaiban gyorsan belépett a kommunista pártba, a földosztás után pedig gyorsan kilépett a pártból. Azokat, akik nem voltak hajlandóak belépni a pártba vagy magát kommunistának mondani, azokból „urat” csináltak és elhajtották. A földigénylők közül 109 ezer gazdasági cseléd, 261 ezer napszámos, 213 ezer törpebirtokos, 32 ezer kisbirtokos, 22 ezer kisiparos és 2 ezer okleveles földnélküli gazda, erdész kapott földet. A földosztás nem csak végleg felszámolta a feudális nagybirtokrendszert, hanem egyszersmind a tőkés gazdaság korlátozásának kezdetét is jelentette.
A Jurcsek-rendszert továbbra is fenntartották a mezőgazdaságban. A szántó mellett minden mezőgazdasági területre kiterjesztették a beszolgáltatási kötelezettséget. Mértéke évről évre nőtt, 1946-tól számítva 1952-re a beszolgáltatási teher megnégyszereződött. Az elmaradásban lévő gazdákat a hatóságok rendszeresen ellenőrizték, zaklatva próbálták rávenni az elmaradt termények beszolgáltatására, szankcióként pénzbüntetést, elzálogosítást vagy akár árverést is kiszabhattak. 1948 és 1955 között 400 ezer gazdát érintett az intézkedés. 1952-ben rendkívül kedvezőtlen volt az időjárás, így ez évben a padlásokon félretett téli ellátmányt és a jövő évi vetőmagokat is teljesen lesöpörték a hatóság emberei. Az intézkedés 800 ezer gazdát érintett. Az első hároméves terv 1947-ben kezdődött és fő célja az ország újjáépítése és a magyar ipar felemelése volt. A terv végére a mezőgazdaság teljesen háttérbe szorult. Az állami beruházások 30%-ról 18%-ra estek vissza. 1949-re a mezőgazdaság termésátlaga és termésmennyisége a háború előtti 1938-as szintet sem volt képes elérni. A mezőgazdaság össztermelése 1949-ben az 1938-as év 85%-ára becsülhető. A mezőgazdaság a nemzeti jövedelem részesedése 1949-ről 1956-ra 42%-ról 29,5%-ra csökkent.
1948 végén elkezdődtek megalakulni a termelőszövetkezeti csoportok, amik nagyon lassan és vontatottan indult el. A parasztok többsége nem akart a magántulajdonától megválni. Fél év alatt, 1949 nyaráig az egész országban még csak 584 csoport működött összesen 13 ezer taggal és 55 ezer hektárnyi területen. Akik beléptek a szövetkezetbe, azoknak be kellett vinniük a földtulajdont, le kellett adniuk a gazdasági felszerelésüket és az állatokat. Magántulajdonban mindössze két disznó és egy tehén maradhatott a saját szükséglet kielégítésére. A szövetkezeten belüli munka végzésre brigádok alakultak, a brigádvezetők irányításával. Az első ötéves terv (1950-1954) legfontosabb agrárpolitikai célkitűzése a mezőgazdaság mindaddig eredménytelen kollektivizálásának végrehajtása volt. A földjéhez ragaszkodó parasztság téeszekbe kényszerítésének érdekében kényszerítő eszközöket kezdett el alkalmazni. A magángazdaságok adóterheit és a kötelező beszolgáltatási terheket folyamatosan emelték. A teljes kifosztástól és a büntetések elől a magángazdaságok a téeszekbe kényszerültek. Azokat a parasztokat, akik továbbra is ragaszkodtak a magánföldjeikhez, egy másik módszerrel a tagosítással próbálták megtörni őket. Kötelezték a magánparasztságot a földjeik cseréjére, a jó minőségű magánföldeket a téesz kapta meg, míg a magánparasztok egy rosszabb minőségű földet kaptak cserébe. A magánparasztokra előnytelen és ismétlődő földcserék következménye számos esetben a belépési nyilatkozat aláírása lett, máskor a föld felajánlása az államnak és a gazdálkodással való felhagyás. Néha pedig öngyilkosság volt a vége. 1952-ben Rákosi Mátyásék egy törvénnyel a 25 holdnál nagyobb földterülettel rendelkező magánparasztokat kulákoknak minősítették és elindították a „kulákság” felszámolását, perekkel, rendőri, ÁVH-s zaklatásokkal, internálásokkal és megfélemlítésekkel. Elvették a nagy gépeiket, gazdasági épületeiket, egyesektől a lakóházaikat is, gyermekeik nem járhattak egyetemre, és olykor még középiskolába sem. Az intézkedés hivatalosan 71 ezer paraszt családot érintett. A módszerek megtették hatásukat, a termelőszövetkezetek száma 1948 vége és 1953 nyara között 468-ról 5000 fölé, a tagok száma 13 ezerről 370 ezerre, a téeszek területe pedig 76 ezer holdról csaknem 2,5 millió holdra emelkedett. 1953-ban a téeszek kezén volt az ország szántóterületének 21%-a, az állami gazdaságok kezén 13%-a. A mezőgazdaságból élőket sújtó intézkedések következtében 1948 és 1953 között a magángazdaságok száma 400 ezerrel csökkent. A mezőgazdaságot elhagyó 360 ezer fő az iparban vállalt munkát. A kitelepített kulákokból építkezéseken segédmunkások lettek. Sztálin halála után, az 1953-as hatalmi átrendeződéskor a szovjet vezetés kötelezte Rákosi Mátyást, hogy ossza meg hatalmát, Nagy Imrét kinevezték miniszterelnöknek, aki véget vetett a kulák üldözéseknek. A beszolgáltatási terheket és az adókat csökkentette, illetve lehetővé tette a téesztagok azonnali kilépését, aminek következtében a téesz tagoknak a 38%-a lépet ki. Annak ellenére, hogy a kilépőkkel igen méltánytalanul bántak, és javaiknak csak egy részét kaphatták vissza. A kilépések következtében a téeszek száma 5100-ról 4381-re, a taglétszám 370 ezerről 230 ezerre, a földterület 2,5 millió holdról 1,6-millióra csökkent. 1955-ben Nagy Imrét leváltották és Rákosi embere Hegedüs András lett az új miniszterelnök, aki ismét bevezette az erőltetett kollektivizálást. Ennek hatására 4816-ra emelkedett a téeszek száma, és 230 ezerről 306 ezerre nőtt a tagok száma.

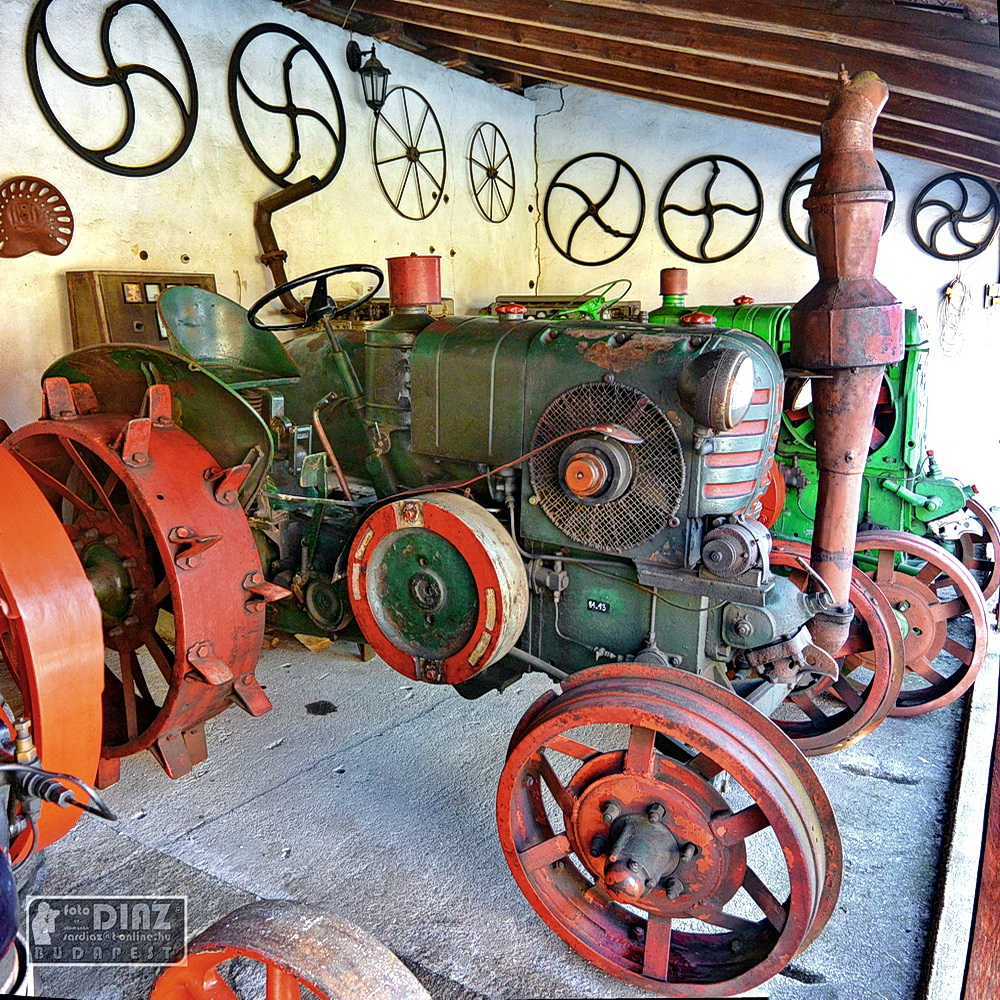
Körmös traktor

A mezőgazdaság tulajdonviszonyainak újabb felforgatása katasztrofális következményekkel járt. A megművelt terület aránya évről évre csökkent, az 1938-as 9,6 millióról 1953-ra 9,4, 1956-ra 9,1 millió holdra. 1953-ra a az ipari növények (cukorrépa, napraforgó, len, kender és dohány) vetésterületei megötszöröződött, addig a búza vetésterülete 21%-kal csökkent 1938-hoz képest. A takarmánytermő terület 1953-ig egyszer sem sikerült elérni az 1938-as szintet. Ez időszakban talajerő-gazdálkodásra, valamint jelentős technikai korszerűsítésre nem került sor, ezért a terméshozamok csak mérsékelten emelkedtek. Az 1930-as évek termésátlagokhoz viszonyítva 1949 és 1956 között a búza hozama 6, a rozsé 7, a kukoricáé 1,6%-kal nőtt, azonban a lucerna hozama például 8, a cukorrépáé 15%-kal maradt el az akkori szinttől. 1953-ig a gazdák és a téeszben dolgozó brigádosok többsége a Monarchia és a Horthy-korszakból való 20-30-40-50 éves elavult termelőeszközökkel dolgoztak. Jobb eredményekkel a magángazdaságok dicsekedhettek. A termelőszövetkezetek egységnyi területen mintegy 20-25%-kal termeltek kevesebbet, mint az egyéni magángazdaságok. Az egy holdra jutó műtrágya-felhasználás 1950 és 1953 között 20 és 25 kg volt. 1945 nyarán 10 ezer traktort regisztráltak az országban. Számuk 1950-ben 13 ezerre, majd 1956-ban 25 ezerre emelkedett. Egy traktorra Magyarországon ekkor 635 hold terület jutott, miközben Angliában csak 47, Hollandiában 82, Ausztriában 167, Franciaországban 197, Csehszlovákiában 251, és még Bulgáriában is csak 582. A magyar traktorok többsége, mintegy 80-85%-a még mindig csak szántásra, illetve állómunka végzésére volt alkalmas, úgynevezett körmös traktorok voltak. A mezőgazdasági gépesítés az 50-es évek közepén még csak gyerekcipőben járt. A mezőgazdaság szűkös gépparkjának racionális felhasználása céljából 1948-1950-ben a kormányzat országszerte gépállomásokat állított fel. Ezek az állomások üzemeltették a traktorok közel felét, az aratógépek, cséplőgépek és az ekkor megjelenő kombájnok túlnyomó részét. A géppark mellől hiányzott a a szakképzett szerelők és az alkatrészek, ezért a gépek sokat álltak hibásan. Műszaki előképzettség nélkül parasztfiúkat és lányokat állítottak traktorosoknak. A szőlőterület a földosztás után ugyan 10%-kal nőt, de 1949-1953 között ugyanennyivel csökkent. 1953-54-ben a háború előttinek az 54-56%-ára esett vissza a bortermelés, ezért borból is behozatalra szorult az ország. Ezzel az italfogyasztásban újabb fordulat következett be, a fejenkénti évi 35 literről (1934-1938) 28 literre (1950-1954) csökkent, míg az olcsóbb sörfogyasztás 3 literről 14 literre növekedett. A mezőgazdaság eredménytelenségének legfőbb oka a szakértelem hiánya volt. A régi agrárszakembereket az 1950-es évek közepére jószerével teljesen megfosztották állásaiktól, helyükbe felkészültség nélküli szegényparasztokat vagy munkásokat állítottak. A kor legnagyobb aszályai 1946, 1947, 1950 és 1952-ben volt. Ezek közül az 1952-es aszály volt a legnagyobb.
Az állatállomány 1954-ig 5%-kal haladta meg az 1938-as szintet. A téeszesítés és a gépesítés miatt a lóállomány többé sohasem érte el a régi, 800 ezer feletti számot, a juhállomány viszont szerényen, a szarvasmarha-állomány pedig jelentősen növekedett. Az iparhoz hasonlóan az állattenyésztésben is a mennyiségi szemlélet érvényesült a minőségi követelmények rovására. A begyűjtött sertések átlagsúlya 1950 és 1953 között 130 kg-ról 118 kg-ra csökkent, a gyapjútermelés 1954-ben még mindig elmaradt 35%-kal az 1938-as mögött, noha a juhok száma 15%-kal nőtt.
A Rákosi-korszakban az erdők szakszerű telepítése és kezelése nyomán az ágazat rohamosan fejlődött. Így a rendszerváltás idejére az ország erdőterülete több mint 155 százalékkal nőtt, és ebben a növekedésben a lombos erdők aránya mintegy 84 százalékra emelkedett, míg a fenyveseké 16 százalékra csökkent. A II. világháború után a földosztás az erdőket nem érintette. Az erdők államosítása után, 1948-ban az erdők 68 százaléka állami kézben volt, 19 százaléka állami erdőgazdasági kezelés alatt állt, míg 13 százaléka községi és más tulajdonban volt. Erőteljes fásítás indult meg, aminek köszönhetően az alföldi erdők területe mintegy 180 ezer hektárral növekedett. 1948-ban államosították a 150 fűrészüzemet, majd rossz műszaki állapotuk és a nyersanyag hiánya miatt nagy részüket leállították. A 150 fűrészüzemből 1950-re 12 db maradt meg.

### Kádár-korszak

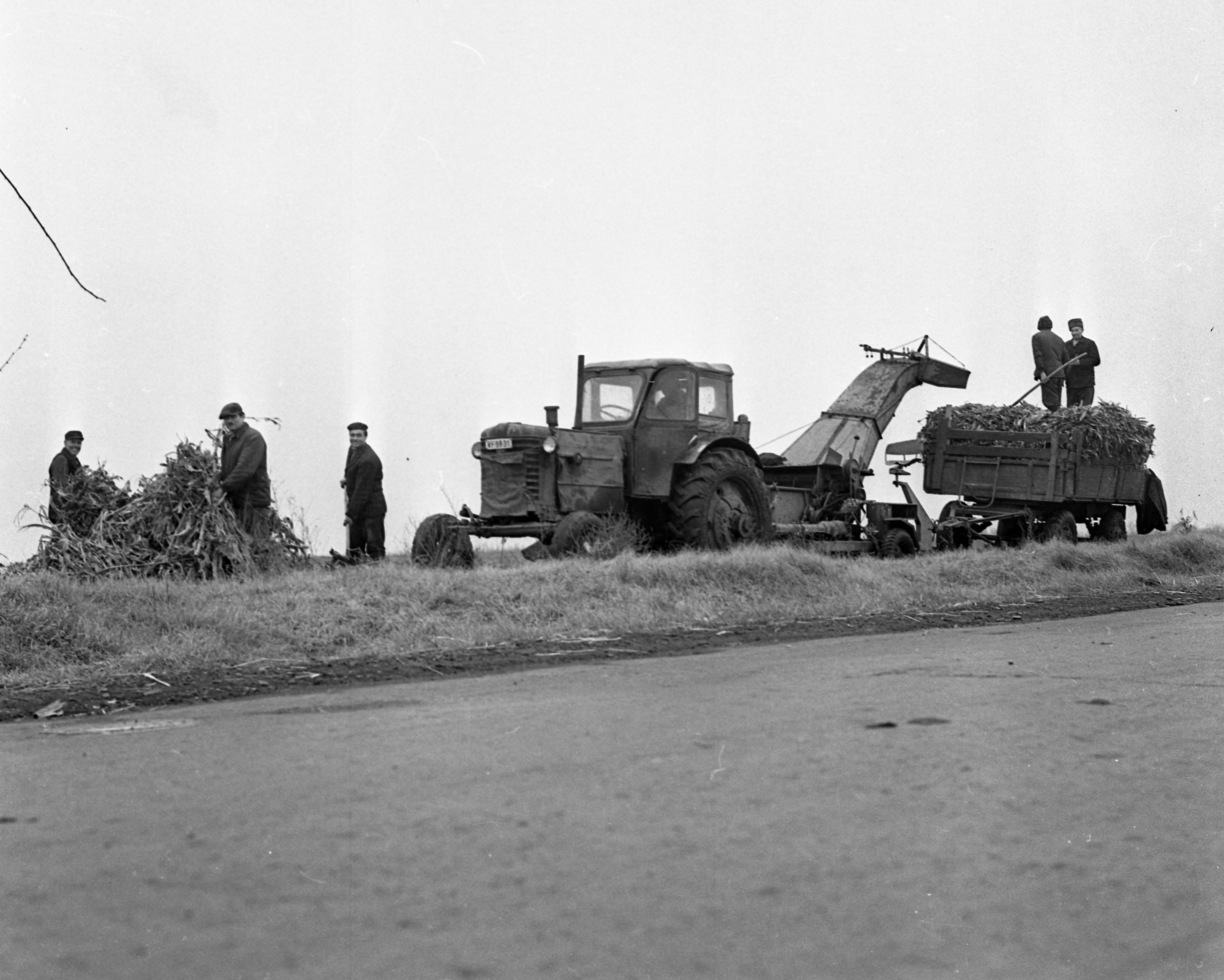
Kukoricaaratás 1969-ben

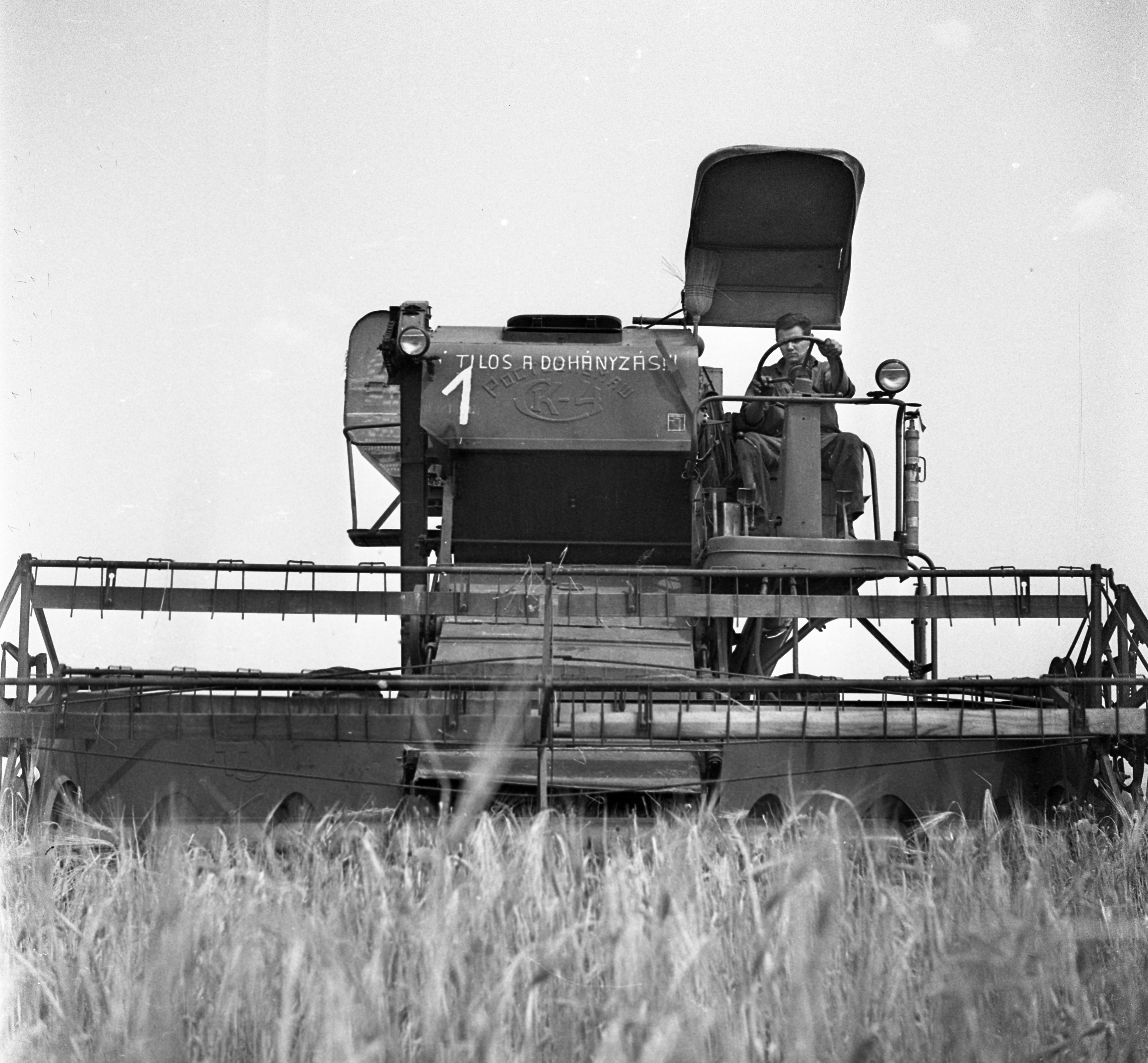
Aratás 1972-ben

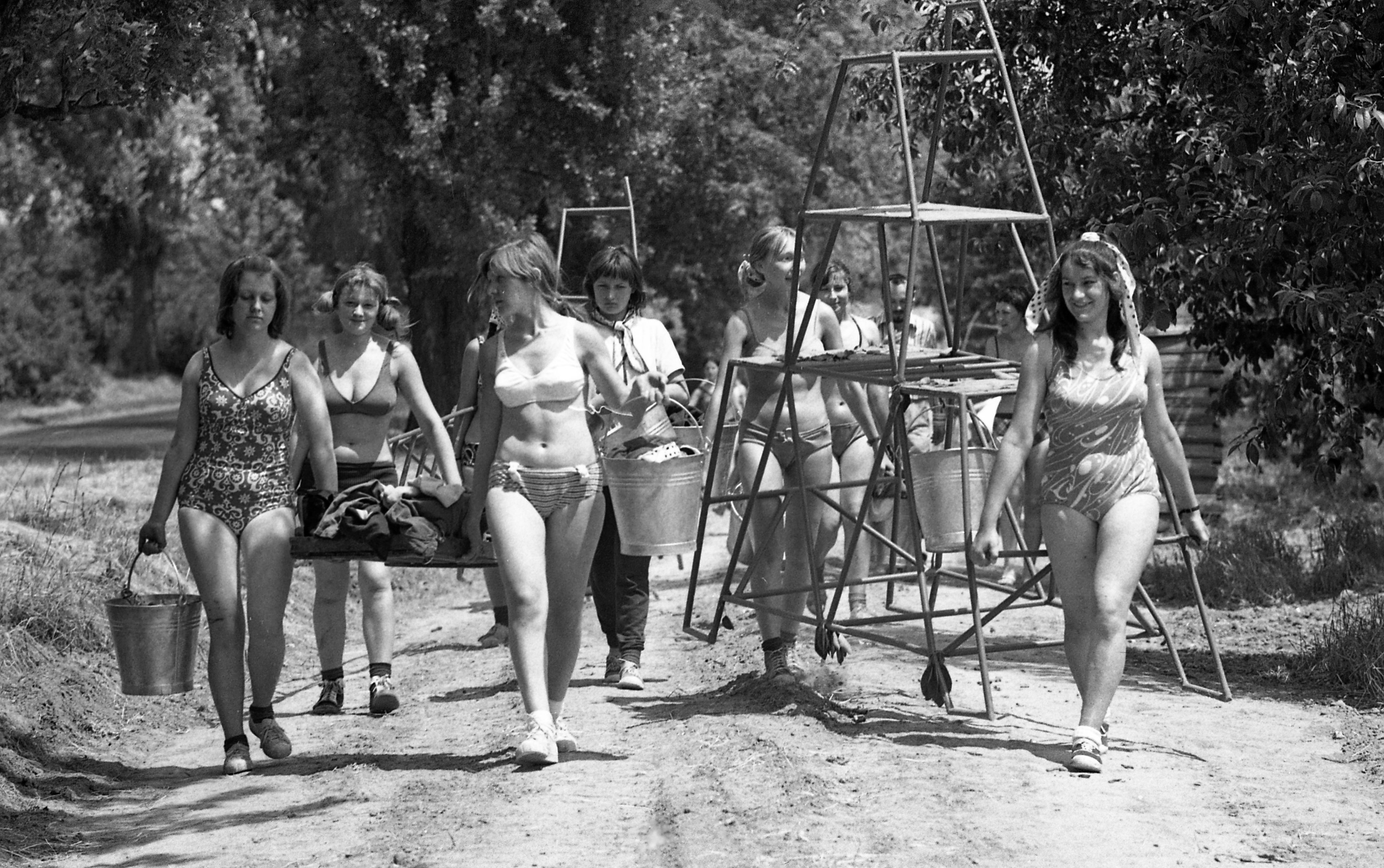
Cseresznyeszedés 1974-ben

1956. október 30-án Nagy Imre kormánya ismét eltörölte a beszolgáltatás intézményét, amit a kádári vezetés Nagy Imre bukása után nem újíttatott fel, ezzel 16 év után véget ért a beszolgáltatási rendszer Magyarországon. A forradalom után a beszolgáltatás helyére 1957-ben bevezették az állam és a termelő közötti szerződések rendszerét és növelték a felvásárlási árakat. Az előre megkötött megállapodásokkal az állam igényeinek megfelelően befolyásolta a termelés szerkezetét, a paraszt pedig garanciát kapott terményeinek elfogadható áron történő átvételére. Engedélyezték a földek 5 holdig terjedő szabad adásvételét. Ezzel egy korlátozott ingatlanpiac alakult ki. Nagy Imre kormánya a forradalom alatt ismét leállították a kényszer kollektivizálást. Téeszek több mint fele a forradalom hetei alatt felbomlott, a tagok közel kétharmada kilépett, és a termelőszövetkezetek földterülete felére esett vissza. 1956 végén az összparasztságnak alig 6%-a volt téesztag, és a téeszek tulajdonában a művelhető föld alig 10-12%-a maradt. A szovjet blokk többi országai közül Bulgáriában ugyanekkor a föld 92, Csehszlovákiában 75 és Romániában 55%-a tartozott a téeszekhez. A paraszti magántulajdon Magyarország mellett csak Lengyelországban és Jugoszláviában maradt meg. A forradalom után Nyikita Hruscsov utasította Kádár Jánost, hogy indítsa újra a kollektivizálást. Kádáréknak világos volt, hogy a parasztság önként sohasem fog tömeges méretekben termelőszövetkezeteket alakítani, ezért az erőszakos módszerek helyett a meggyőzésre, az „agitálásra” helyezték a hangsúlyt. A békés eszközök azonban csak mérsékelt eredménnyel jártak, a téeszek és a tagok száma 1958 végéig csak szerény mértékben emelkedtek. A pártvezetés, ezért 1958 végén új módszereket vetett be a folyamat felgyorsítása érdekében. Adóelengedést, nyugdíjat, társadalombiztosítást, vezető pozíciókat és kedvezményeket vezettek be a téesz tagok számára. 1958 és 1961 decembere között a téesztagok száma megnyolcszorozódott, a téeszek területállománya pedig csaknem megötszöröződött. 1961 végén a magyar parasztság 75%-a volt tsz-tag, 19%-a állami gazdasági dolgozó, magángazdálkodó viszont már csak 6,5%. Azonban sok gazda az új helyzettel megbékélni nem tudók közül sokan örökre hátat fordítottak a mezőgazdaságnak, és az iparban kerestek munkát. A mezőgazdaságban foglalkoztatott keresők száma 1959 és 1963 között drasztikusan, 41%-ról 30%-ra csökkent. A 60-as évek elejére lezárul a magyar mezőgazdaság harmadik és egyben utolsó kollektivizálása. A téeszesítés ismét dezorganizálta a mezőgazdaságot. Elegendő gép, vezetési tapasztalat és a tagok érdekeltségének hiánya miatt az 1960-as évek elején a termés egy része ismét a földeken maradt. Ezért a kormányzat kirendelte a diákokat és a katonaságot a földekre betakarítani a termény nagy részét. A kollektivizálás éveiben összesen csaknem 10%-kal csökkent a nettó mezőgazdasági termelés. A 60-as évek közepétől engedélyezték a háztáji gazdálkodást a téesz tagoknak, átlagosan 1 hold saját művelésű földet kaptak. A családi állattartás korlátait fokozatosan feloldották, és egész kis állatfarmok hízhattak. A falusi lakosság élelmiszer-szükségletének nagy részét ezek a háztáji gazdaságok biztosították, illetve a 60-as évek végére az államilag felvásárolt áruk 22%-át is.  A szovjet blokkon belül leginkább Magyarországon terjedt el a téesz-háztáji rendszer, ennek köszönhetően a blokk többi országával szemben hazánkat elkerülték a kisebb nagyobb éhínségek. Bevezették a részes művelési rendszert, ami alapján az adott megművelt földterület után a terv fölötti többlettermés 25-50%-t is megkaphatták a parasztok. A téesztag ezáltal közvetlenül érdekeltté vált a termelés növelésében. A háztáji gazdálkodás és a részes művelés engedélyezése a terméseredmények gyors javulását eredményezték. 1964-ben a kormányzat az ország 235 gépállomását megszüntette, és nagyobb önállóságot biztosított a téeszeknek az eszközgazdálkodás terén. Ettől kezdve a gépbeszerzés és -karbantartás a téeszek feladatai közé került. Az 1960-as évek elején kialakult téeszstruktúra rendkívül széttagolt volt. A legtöbb faluban két, sőt olykor három téesz is működött. A kormányzat felismerte ezt a problémát és elrendelte a struktúra átalakítását. Előbb az egy falun belüli téeszek egyesültek, majd a szomszédos falvak téeszei. A téeszek száma így az 1961-es 4600-ról 1970-re 2400-ra, majd 1978-ra 1600-ra csökkent. Burgert Róbert irányításával a 68-as reform hatására bevezették az iparszerű nagyüzemi termelési rendszereket a mezőgazdaságban, ezzel a téeszek nagyüzemekké váltak és kialakult a mezőgazdaság kétszintű üzemstruktúrája a nagyüzemi téeszek, és a kisüzemi háztáji gazdaságok. A reformnak köszönhetően a bábolnaiak 1969-ben megvásárolták az amerikaiaktól egy zárt rendszerű kukoricatermesztéses technológiát. Az új technológia hatalmas sikernek bizonyult, és az állami gazdaságok és a nagyobb téeszek sorra vették át a bábolnaiak által használt módszereket. A 68-as reform változást hozott a téeszek vezetésében is, a parasztokból lett elnökök és brigádvezetők az évek során meghaltak, nyugdíjba vonultak vagy csak háttérbe szorultak, helyüket fokozatosan átvették az agrárfőiskolákról és a Gödöllői Agrártudományi Egyetemről kikerülő fiatal szakemberek. A 70-es évek elejére a vezetőcseréknek köszönhetően a felsőfokú végzettséggel rendelkező elnökök aránya 18%-ról 43%-ra ugrott.

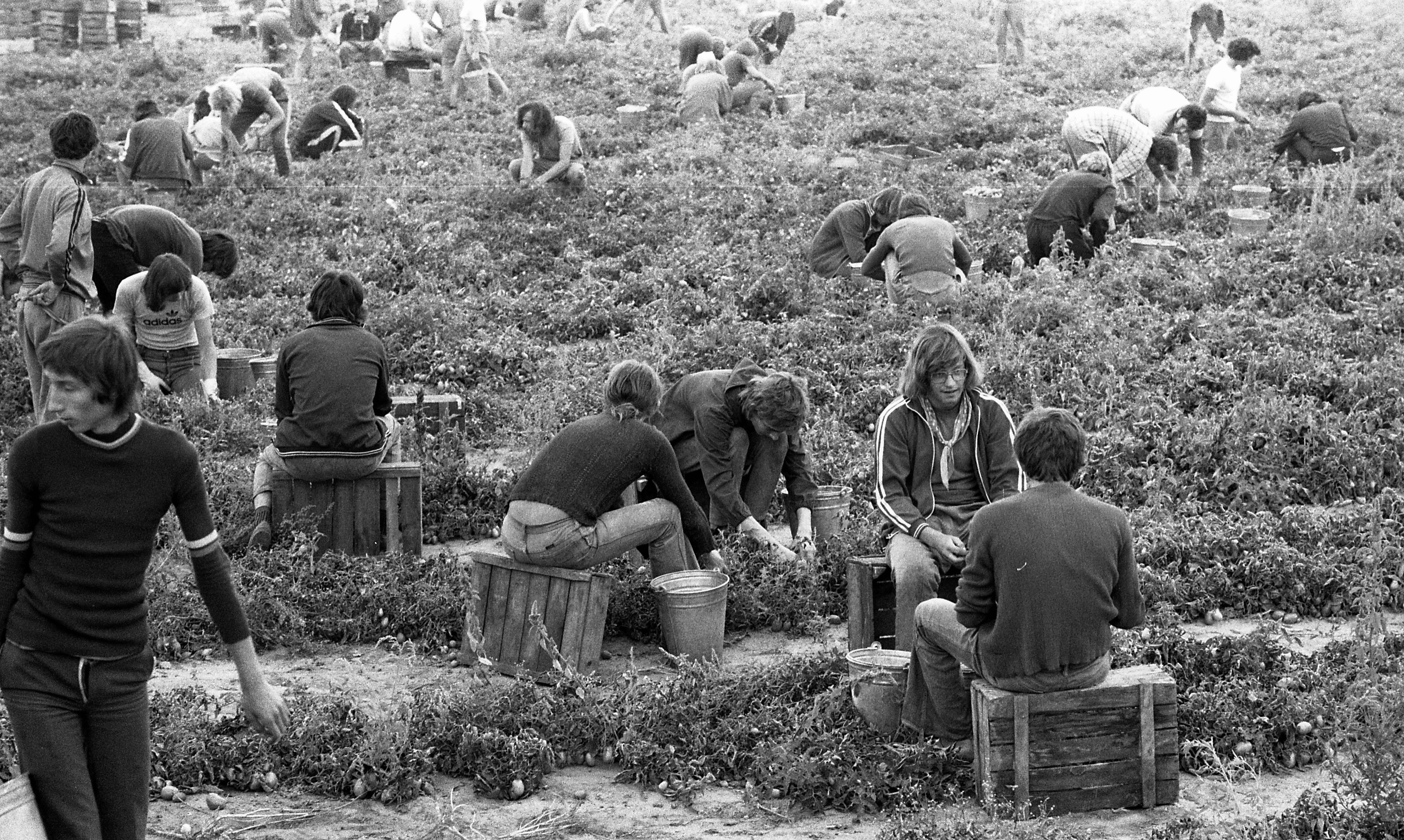
Burgonyaszedés 1976-ban

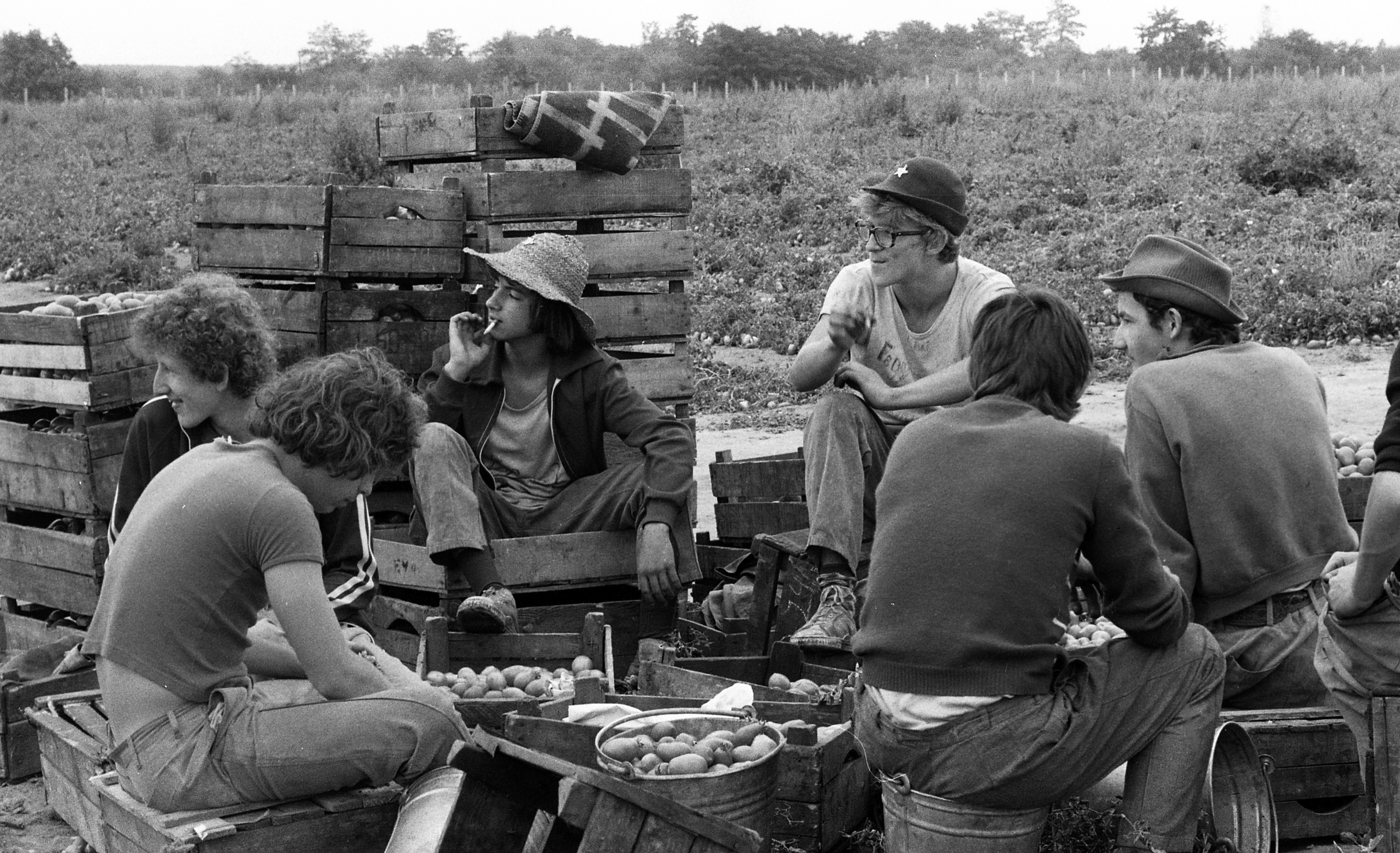
Burgonyaszedés 1976-ban

Az ellátási zavarok enyhítése érdekében Magyarország szovjet hitelekből 1960 és 1962-ben jelentős mennyiségű gabonát és kukoricát importált Kanadából és más országokból. A mezőgazdaság hozzájárulása a nemzeti jövedelemhez 1959-ről 1968-ra 28%-ról 23%-ra csökkent. Hatékonyságnövelési intézkedést vezettek be 1959-ben és 1968-ban is. 1968-ban egy új gazdasági mechanizmus reformot vezettek be, ennek alapján a hazai termelésű alapanyagok árait önköltségi szintre emelték, ennek köszönhetően a búza, a rozs és a cukorrépa ára másfélszeresre nőtt. A fix árak rendszere megmaradt, és a termelői és a fogyasztói árak összekapcsolása sem történt meg, ezért a mezőgazdasági árak rendezése csak részleges és átmeneti eredményeket hozott. A 60-as évek elején rohamtempóba indult meg a mezőgazdaság gépesítése, 1958-ban ország traktorállománya 26 ezer darab volt, 1962-re 44 ezerre nőtt, végül 1970-re már elérte a 67 ezer darabot. A fejeltebb dízelmotoros traktorok fokozatosan szorítják ki a régi típusú körmös traktorokat és az igásállatokat. Az új traktorok jó részét a Szovjetunióból hozták be. Egy traktorra 232 hold mezőgazdasági terület jutott. A traktoroknál gyorsabban terjedtek a sorvető gépek, a fűkaszák, a kombájnok, kultivátorok és az egyéb modern mezőgazdasági gépek. A kombájnok 1949-ben jelentek meg a magyar mezőgazdaságban. Számuk 1955-ben 2,2 ezerről 1970-re 12 ezerre, 1980-ra 14 ezerre nőtt. A második világháború előtt csak egyetlen művelet, a cséplés gépesítése volt megoldott. 1970-re a mezőgazdaság teljes gépesítése befejeződött. A gabonabetakarítás 1960-ban 42, 1970-ben 93, 1980-ban 97%-a, a kukorica betakarítása 1960-ban 0, 1970-ben 23, 1980-ban 74%-a, a cukorrépa kiszedésnek 1960-ban 36, 1970-ben 72%, 1980-ban 95%-a, és a burgonyakiszedésnek 1960-ban 12, 1970-ben 24, 1980-ban pedig 36%-a volt gépesítve. A mezőgazdaság gépesítettségi szintje az 1960-as évek legvégén közepes európai színvonalon állt. A hozamnövelő módszerek a 60-as években kezdenek el széles körben elterjedni a talajjavítás, a műtrágya-felhasználás és az öntözés. A talajjavítás 1970-re elérte az 1,8 millió hold területet, a két világháború között 30 ezer hold földterületet érintett. A műtrágya-felhasználás is gyors ütemben növekedett. Egy hektár termőterületre 1938-ban 2 kg, 1950-ben 6 kg, 1960-ban 31 kg, 1968-ban 124 kg, 1970-ben 150, és 1980-ban 225 kg-ra emelkedett. 1980-ra Magyarország a legtöbb műtrágyát felhasználó fejlett mezőgazdasági országok (Hollandia, Belgium, NSZK, NDK) mögé zárkózott fel, illetve megelőzte Franciaországot és Dániát is. A kor legnagyobb aszályai 1962, 1968 1971 és 1983-ban volt, ezek és a korábbi aszályok miatt elindítottak számos öntözőcsatornának az építését. Fejlesztették az ország öntözőrendszerét, az öntözött területek nagysága fokozatosan nőtt, az 1970-es évekre 100 ezer hektár körül állandósult. Az öntözés ilyen nagymértékű kiterjesztését két nagy vízlépcső, a tiszalöki (1954) és a kiskörei (1973), illetve számos öntözőcsatornák (Keleti-, Nyugati-, és a Dunavölgyi-főcsatornák) alapozták meg. A mezőgazdasági termelés 1960 és 1970 között évi átlagban 2,5%-kal nőtt, annak ellenére, hogy tömeges munkaerő-elvándorlás és a mezőgazdasági terület csökkenése jellemezte. A mezőgazdaságban foglalkoztatottak aránya, amely 1949-ben még 54%-ot tett ki, 1960-ra 38, s 1970-re 25%-ra esett vissza. A növekedés a termelés színvonalának, illetve hatékonyságának az emelkedéséből adódott. Az 1960-as években meggyökeresedett a falusi és kisvárosi lakosság munkaidő előtti és utáni nagymértékű önkizsákmányolása. Ebből nőtt ki később az úgynevezett második gazdaság, amelyet ekkor még „fusizásnak” és „maszekolásnak” hívtak. A 60-as években a búza, az árpa, a kukorica és a cukorrépa termésátlaga mintegy 50%-kal emelkedett. Magyarország ezzel visszakerült háború előtti helyére, a közepes termésátlagú államok közé. A szántóföldi művelés, amely 1938-ban még 83%-kal részesedett a növénytermelés bruttó értékéből, 1966-ban már csak 75%-os részarányt ért el. A kertészet, a gyümölcs- és a szőlőművelés aránya viszont 12%-ról 22%-ra emelkedett. Ezen kultúrák bázisai mindvégig a háztáji és egyéb kistermelői gazdaságok voltak. Az 1970-es évek elején a kerteknek 92, a szőlőknek 56, és a gyümölcsösöknek 33%-át művelték kistermelők. 26 és 50 ezer tonna közötti éves gyümölcstermés, amely az 1930-as éveket jellemezte, az 1970-es évek elejére 1 millió tonna fölé szökött. A hagyományos magyar gyümölcsfajták, az alma, a barack, a szilva, a körte, a meggy és a cseresznye mellett a 60-as években terjedt el a málna, a földi eper és a ribizli. A zöldségtermelés évi 2 millió tonna körül mozgott, amely az 1930-as évek termésátlagának a háromszorosát tette ki. A munkaigényesebb kapásnövények termelési értéke a háború előtti 27%-ról 1966-ra 40%-ra emelkedett, a kenyérgabona részesedése pedig 26%-ról 18%-ra mérséklődött. A szántóföldi növénytermesztés vezérnövénye mindazonáltal továbbra is a búza maradt, amelyet a szántóterületnek mintegy negyedén termesztettek. A kukorica, amelynek termésmennyisége 1950 és 1970 között, anélkül, hogy a területe növekedett volna, több mint megkétszereződött. Az állattenyésztés az 1950-es évek végétől a termelési értéke évenként 3,4%-kal emelkedett. A háború előtt az állattenyésztés a mezőgazdasági termelésnek 37%-át adta. Ez az arány 1960-ra 42, 1970-re 48%-ra emelkedett. Az 1960-as évek végétől 1975-ig évi 4-5%-kal nőtt a mezőgazdasági termelés. A növekedés okai továbbra is a hozamnövelő tényezők és a motorizáció. A magyar mezőgazdaság gépesítettsége továbbra is a közepes szint alatt helyezkedett el. A talajmunkákat, a vetést, a növényápolást és a gabonabetakarítást teljesen, a szállítást 65%-ban, a rakodást 15-20%-ban gépesítették. Az 1968-as új gazdasági mechanizmus bevezetésével a kisüzemi, illetve családi állattartás minden addigi létszám- és egyéb korlátozását feloldották, valamint engedélyezték a háztájik földterületek további növelését. Egy-egy többgenerációs nagycsalád kezén, akár 3-4 hold földterület is tartozhatott. A 70-es években élte a magyar mezőgazdaság a fénykorát, megközelítette, sőt több szempontból el is érte a világszínvonalat. A magyar gabonafélék hektáronkénti termésátlaga megelőzte a világ, a KGST, és az amerikai termésátlagot is. Európában csak a Holland, Nagy-Britannia és Franciaország előzte meg Magyarországot e-tekintetben. Kukorica termésátlaga szintén lehagyta a világ és a KGST termésátlagát. Az egy főre eső tojás-, zöldség- és gyümölcstermelésben elsők között szerepeltünk. Az egy főre jutó hústermelésben Dánia után Hollandiával osztozva a világ második legnagyobb hústermelői voltunk.  A mezőgazdasági termelés színvonalának szempontjából az Európai rangsorban Magyarország a 70-es évek elején a 12. helyen állt, majd 1980-ra a 9. helyre lépett előre. A mezőgazdaság kiugróan jó eredményeiben a háztáji és kisegítő gazdaságok, valamint az egyéb kistermelők továbbra is nagy szerepet játszottak. Azonban megindul a háztáji gazdaságok kezén lévő földterületeinek a csökkenése, 1970 és 1990 között 10%-ról 4%-ra. 1970-ben még ezek a gazdaságok adták az összes mezőgazdasági termelés 40%-át. 1975-ben már csak 35, és 1986-ban 31%-át. A zöldségtermelésben és a sertéstenyésztésben, azonban továbbra is változatlan mértékben termeltek. Az 1980-as évek közepén a családi üzemekből származott a zöldségtermés 75 és a gyümölcstermés 59%-a, valamint a sertésállomány 56 és a baromfiállomány 43%-a. 1972-ben a kádári kormányzat eltörölte a hold mértékegység használatát és helyette a hektár használatát vezette be a mezőgazdaságban. A 80-as évek második felétől a magyar mezőgazdaságban elavulttá válik a termelésszerkezet, a fejlett világtól erőteljesen szakad le a magyar technológiai színvonal, ezért a magyar mezőgazdasági termékeket a világpiacon nem vagy nagyon olcsón adható el. A magyar mezőgazdaságára jellemző lett a pazarlás, és a KGST piacára való túltermelés. Az évi átlagos fejenkénti borfogyasztás 1960-ban 30 literről 1985-ben 25 literre csökkent, míg a sörfogyasztás 37 literről 92 literre nőtt.

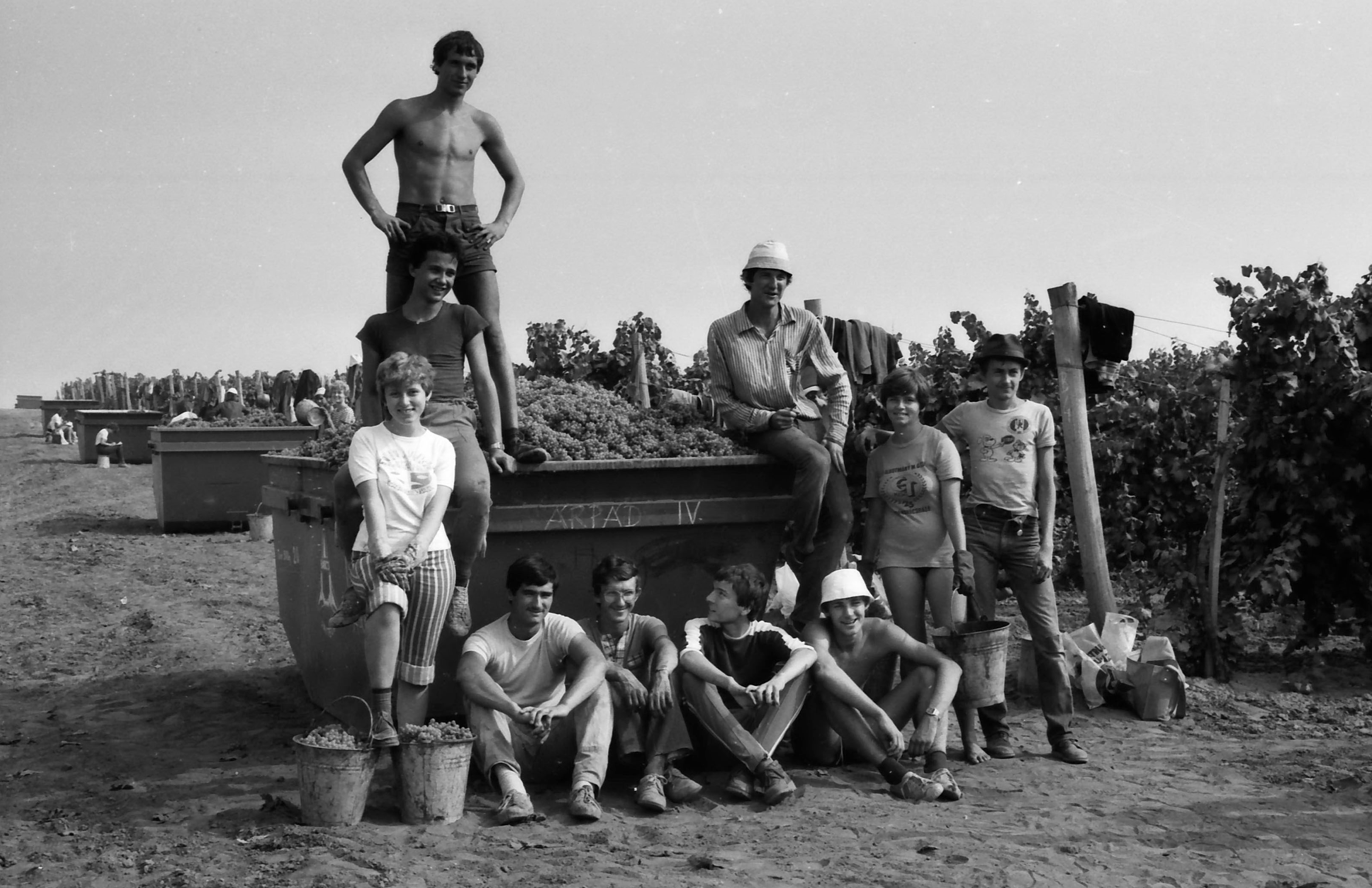
Szüretelés 1981-ben

Az állatállomány elsősorban a sertés és a baromfi révén szaporodott. A sertésállomány a háború előtti 5,2 millióról, 1960-ra 6,3, 1970-re 6,6, és 1980-ra 8,3 millióra nőtt. A Monarchia idején megindult zsírsertések háttérbe szorulása tovább folytatódott és a különböző hústermelő fajták kerültek előtérbe. A baromfiállomány a háború előtti 17,6 millióról, 1960-ban 26,8, 1970-ben 35, és 1980-ban 42,7 millióra nőtt. A tojástermelés is növekedett 1950 és 1970 között tyúkonként 60%-kal. A juhállomány különösen gyorsan szaporodott. 1950-hez képest 1970-re több mint megkétszereződött a juhállomány. A régi magyar juhfajták (racka, cigája) tenyésztésével még a Monarchia idején felhagytak, és a helyükre a jobb minőségű gyapjút adó merinói fajtákat telepítettek be, ezen a kádári kormányzat sem változtatott. A szarvasmarha-állomány a 60-as években stagnált, főleg a jó minőségű gyep és a beruházások hiánya miatt. Az egy tehénre jutó tejhozam ugyanakkor több mint 50%-kal nőtt. Az állattenyésztés felfutásában a háztájik és a kisüzemek a zöldség- és gyümölcstermesztéshez hasonlóan fontos szerepet játszottak. Az 1970-es évek közepén a tyúkoknak 80 és a sertéseknek 50%-át nevelték kistermelők. A juhtenyésztés ugyanakkor 90%-ban, a szarvasmarha-tenyésztés pedig több mint 70%-ban a nagyüzemekre épült. A lóállomány 1958-ban 723 ezerről, 1970-ben 231 ezer darabra csökkent. 1977-1978-ban a kádári kormányzat engedélyezte a lovak szabadon tartását és tenyésztését. Az igásökör-állomány 1958-ban 57 ezerről, 1970-ben 915 darabra csökkent. A baromfitenyésztés terén új utat jelentett az ipari jellegű csirketermelés (brojlercsirke), amelyet Magyarországon Burgert Róbert honosított meg a Bábolnai Állami Gazdaságban az 1960-as évek elején. Az 1980-as évek második felétől a kormány fokozatosan csökkentette az állattenyésztés működéséhez szükséges állami támogatást. Egyre kevésbé tudták ellátni a tenyésztés ellenőrzési, teljesítményvizsgálati feladatokat. 1991-re az állattenyésztést szervező intézményrendszer gyakorlatilag összeomlott.
A kádár-korszakban folytatták a Rákosi-korszakban elindított fásítást. Másfél millió hektáron folyt erdősítés, ennek 60%-a a kitermelt erdők felújítását, 40%-a pedig az erdőterület növelését szolgálta. Leginkább a gyorsan növő nemes nyár fákat telepítettek, amit a 60-as években kezdtek meg. Fontos gyorsan növő fafaj Magyarországon az akác. 1980-ban az akácerdők területe 268 ezer hektár volt. Szerepük a méztermelés szempontjából is rendkívül fontos. Kezdetben a fatermésük nagy hányada gyenge minőségű volt. Ennek oka volt a kedvezőtlen termőhelyek, a sokszori sarjaztatás és általában a helytelen kezelés. A nemesítési kutatásoknak és a termesztéstechnológiai fejlődésnek köszönhetően jelentős minőségi javulás ment végbe a magyar akácosokon. Az erdők feltárása a kádár-korszakban fejeződött be szinte teljesen, 1922 km burkolattal ellátott erdei út és 93 km erdei vasút épült. Az erdőművelésben a kézi munka volt meghatározó egészen 1950-es évekig. A gépesítés ekkor vette kezdetét, pl. ekkor jelentek meg az első láncfűrészek. Először a csemetekertekben jelentek meg különféle talajművelők, a csemete- és suhángkiemelő ekék és a motoros permetezők. Ezután jelentek meg az ültetőgépek, valamint a sorok közeinek kis- vagy normál traktoros talajápolók (tárcsák, forgókapák). 1988-as felmérés szerint a fa döntése, gallyazása 99%-ban, a szállító járműre való fel- és lerakás 93%-ban géppel történt. 1990-re a teljes országos erdőművelés 40%-a volt gépesítve.

### A rendszerváltás után

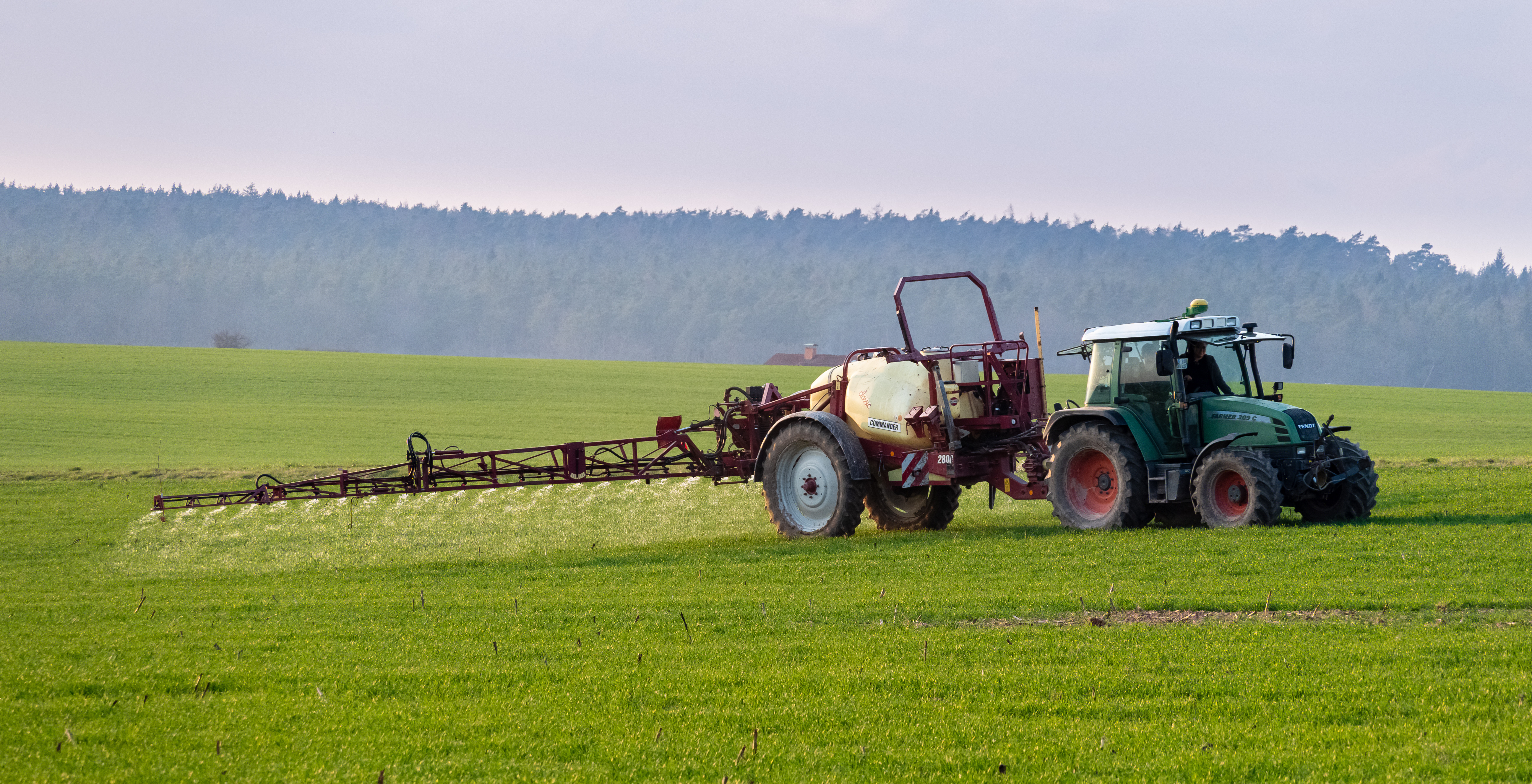
Permetező traktor

A magyar mezőgazdaság átalakítása a hazai termelőszövetkezeteken alapuló struktúra megváltoztatásával vette kezdetét 1990-ben. A Kisgazdapárt a privatizáció helyett az 1945-ös földreform után kialakult tulajdonviszonyok helyreállítását szerette volna elérni, amit az MSZP és a Fidesz elutasítottak. Az MDF a pártok közti kompromisszumos megoldásképp 1991-ben elfogadtatta a Parlamenttel a kárpótlási törvényeket. Ez alapján az 1939 és 1990 között megkárosított emberek és leszármazottjaik kárpótlási jegyeket kaptak. Tulajdonra (földre, lakásra és részvényre) váltható értékpapírokkal történő részleges kártalanítás elvét mondták ki. A törvény alapján elkezdték kiszervezni a földeket a termelőszövetkezetek alól, akik ki akartak válni a TSZ-ből, azok számára ki kellett fizetni a szövetkezeti üzletrészüket. A termelőszövetkezeteknek és az állami gazdaságoknak földalapokat kellett kijelölniük, amelyeket árverések útján adtak el az igénylőknek. Összesen 1,8 millióan jelentkeztek jóvátételért, ezzel a mezőgazdaság tulajdonviszonyai gyökeresen átalakultak. A kárpótlási folyamat eredményeként rendkívül elaprózott földbirtokstruktúra alakult ki, amelyen a kis tulajdonosok földjeit bérbe vevő nagyüzemi gazdaságok, valamint kis egyéni gazdaságok jöttek létre. A termelőszövetkezetek száma 1989 és 2000 között több mint 5000-ről alig több mint 1000-re, birtokállományuk pedig az összes föld 65%-áról annak 16%-ára csökkent. A gazdasági társulások és vállalkozások kezén lévő földterület ugyanezen idő alatt 26%-ról 32%-ra, az egyéni gazdaságoké pedig 11%-ról 52%-ra emelkedett. 1997-ben 1,7 millió család rendelkezett földtulajdonnal. A családok 80%-a azonban 1 hektár alatti, 17%-a pedig 1 és 10 hektár közötti földterületen gazdálkodott. Az azóta eltelt időben az 1 hektár alatti törpebirtokok száma csökkent, a nagyobb gazdaságoké pedig jelentős mértékben nőtt. 2000-re a társulások és a megmaradt termelőszövetkezetek átlagos birtokméretük 8,3 hektár volt. Ez a szám nyugat- és észak-európai országokban viszont 16 és 70 hektár között mozgott. A kárpótlás célja a kommunizmus és az azt megelőző rendszer által okozott sérelmek orvoslása volt. A valóságban azonban inkább az újonnan feltörekvő vállalkozói réteg vagyonosodását szolgálta a törvény.
1991-ben összeomlott a biztos felvevő piacot szolgáló KGST, ami nagyarányú piacvesztést eredményezett. Ezután a mezőgazdaság teljesítménye folyamatosan romlott, a KGST megszűnése tönkretette a magyar mezőgazdasági exportőröket és a beszállítókat is. Eleinte az állami támogatások csökkenése, majd a külföldi olcsó importáru árleszorító volt hatással a hazai mezőgazdaságra. A magyar mezőgazdasági termékek képtelenek voltak felvenni a nyugati termékekkel a versenyt, ennek fő oka, hogy a magyar gazdák elavult technológiákkal és több évtizedes termelőeszközökkel drágán termeltek. A mezőgazdasági termelés 2010-ben volt a mélypontját, alig 49%-át tette ki az 1989-es szintnek, illetve 2008-ban volt a mezőgazdasági termelés csúcsa, ekkor az 1989-es szintnek a 89%-át érte el. Az ingadozást alapvetően a gabonafélék hozamának változásai okozták. A mezőgazdaság hozzájárulása a nemzeti jövedelemhez 1970-ről 1990-re 18%-ról 12%-ra csökkent. 2000-re viszont 3,5-4%-ra csökkent, az összes foglalkoztatott mintegy 5%-ának adott munkát. A 90-es években meredeken csökkent a növénytermesztés, illetve az ország állatállománya is. A rendszerváltás után a mezőgazdasági export új piaca az egyesült Németország lett. Magyarország 1994-ben adta be hivatalos kérelmét az Európai Unióhoz történő csatlakozásra, és 1998-ban kezdődtek meg a tárgyalások. Az EU elvárta, hogy a magyar mezőgazdaság nemzetgazdasági súlya, a foglalkoztatásban betöltött szerepe lényegesen csökkenjen, közelítsen a jelenlegi tagok átlagához. 1989-ben az Európai Gazdasági Közösség elindította Lengyelország és Magyarország számára a Phare-programot, ennek lényege, hogy a két állam gazdaságát támogassák. Magyarország a támogatási összeg jelentős részét a magyar agráriumra költötte. 1999-ben az EU elindította a 2000-2006 közti évre szóló SAPARD programot a 8 kelet-európai tagjelölt ország számára, amivel a mezőgazdaság és a vidékfejlesztésüket támogatta. Magyarország évi 9,5 mrd forint támogatásban részesült. A magyar termelők először 2003-ban részesülhettek a támogatásból, gépbeszerzésre, épületfejlesztésre, szakképzésre, valamint a települések falufejlesztésre és vidéki infrastruktúra támogatásra pályázhattak.
A 2000-es évek elején a magyar agrártermékek versenyképessége tovább romlott. Magyarország 2004-ben csatlakozott az EU-hoz, a mezőgazdaság szereplői nem voltak felkészülve arra, hogy az Európai Unió tagjává váljanak. A csatlakozás után szembe kellett nézni a korábbi versenyképesség gyengeségeivel, mint például az   alacsony szervezettség és felszereltség, a korszerűtlen technológia, a hiányos logisztikai rendszerek alkalmazása, továbbá az elavult birtokstruktúra. A magyar gazdák „váratlanul” erős versennyel találták szembe magukat és nemzetközi, hazai piacot veszítettek a sokkal korszerűbb fejlettebb termelési technológiákat alkalmazó olcsón termelő külföldi gazdákkal szemben. 2005-re 3%-ra csökkent a magyar mezőgazdaság nemzetgazdasági súlya. A rendszerváltást követően 2014-ig a mezőgazdasági terület nagysága több mint 17 százalékkal csökkent. Ennek oka volt a KGST piac megszűnése és a 2008-as gazdasági válság. A mezőgazdaság termelési szerkezetét a rendszerváltásig a növénytermesztés és az állattenyésztés közötti egyensúly jellemezte, a rendszerváltástól napjainkig, azonban az állatállomány folyamatos csökkenésével felborult és a növénytermesztésre terelődött a hangsúly. Az 1980-as években az Európai Gazdasági Közösség mezőgazdaságát az erőteljes túltermelés jellemezte, ezért 1984-ben bevezették a kvótarendszert. Magyarország a 2004-es Uniós csatlakozással a magyar mezőgazdaságban is alkalmazni kezdték a kvótarendszert. A kvótát termésmennyiségre, területi mennyiségre és állatlétszámra alkalmazzák. A kvóták betartását szigorúan ellenőrzik, túllépés esetén szankciókkal sújtják mint az egyes országokat, mint az egyes termelőket (pl. következő évi kvóta szűkítésével, támogatás megvonással vagy pénzbüntetéssel). Egyedül a zöldség- és gyümölcs ágazatban nem alkalmazzák a kvótarendszert. 2004-ben két termény a durumbúza, a cukorrépa és a tejtermelés haladta meg a kvótahatárt. Az uniós szabályok alkalmazása alól a vágóhidak 2006-ig, míg a tojótyúk-telepek 2009-ig kaptak felmentést.

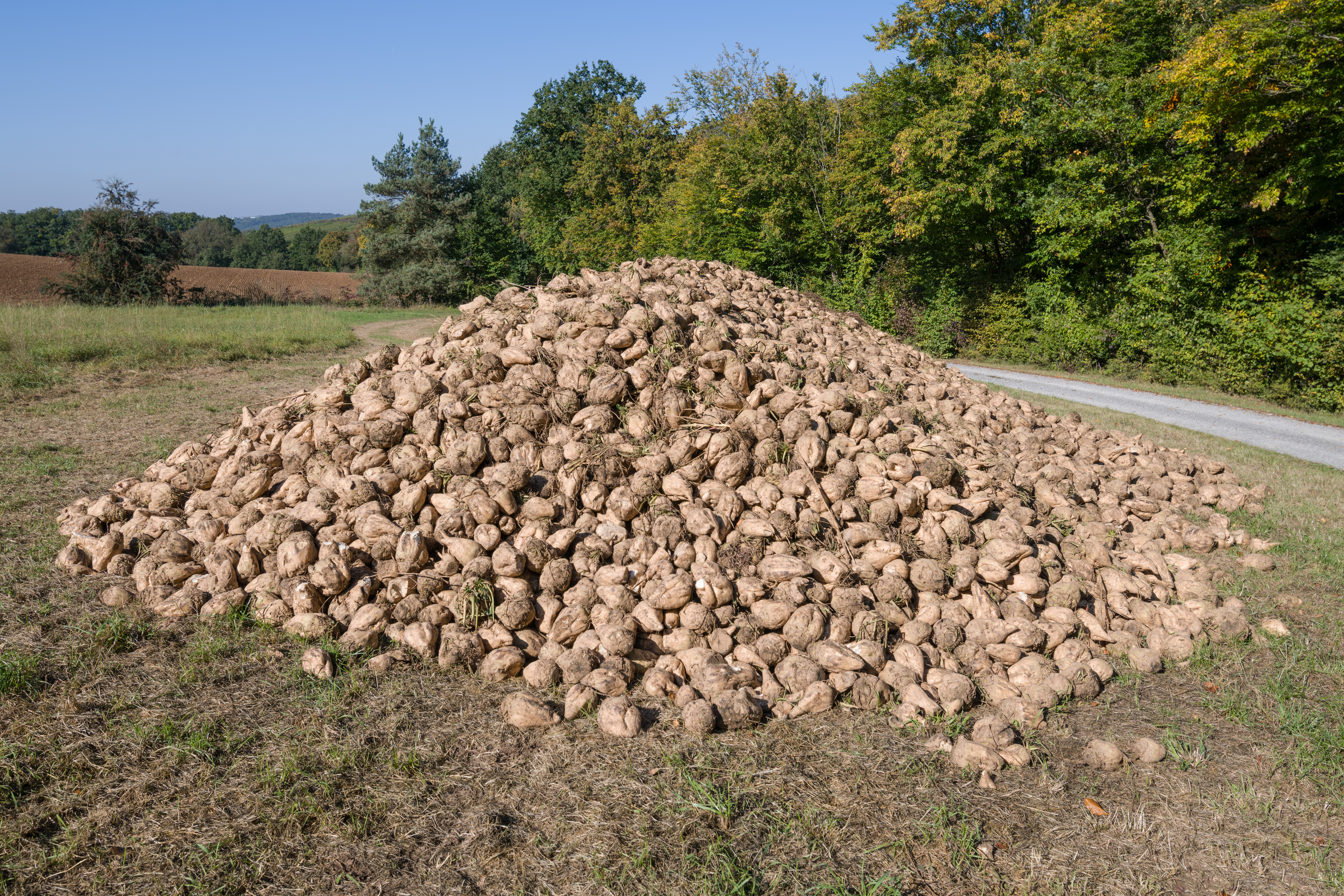
Cukorréparakás

2005-ben Brazília, Ausztrália és Thaiföld a legnagyobb cukortermelő országok megtámadták a WTO-nál az EU cukorpiaci rendtartását, amit még 1968-ban vezetett be az Európai Közösség az európai piac és cukortermelők védelmére. Az EU 260%-os védővámmal és intervenciós árral védte az európai piacot, azonban a WTO felszólította az EU-t, hogy számolja fel a cukorpiaci rendtartását és vezesse ki a védővámokat. A cukor rendtartásának a felszámolása 2005-ben kezdődött meg és 2017-ben szűnt meg teljesen, aminek hatására az európai cukor áraknál 3-4-szer olcsóbb brazil, ausztrál, thai, az AKCS és az LDC országok vámmentesen vagy csökkentett vámtételesen szállíthatnak cukrot az Unióba, ezzel az Unió vele együtt Magyarország nettó cukorimportőrré vált. Magyarországon 2006 júliusától 4 lépcsőben csökkenteni kezdték a cukor intervenciós árát és a cukorrépa kvótaszámát. Az árak leszorításával már csak azoknak a magyar termelőknek érte meg tovább termelni a cukorrépát, akik képesek voltak 45-50 tonnás termésátlagot elérni. A cukorrépa termesztése évi 3,5 millió tonnáról 573 ezer tonnára csökkent. 2005-ben 5 cukorgyár működött az országban, amiből egy a kaposvári cukorgyár maradt meg. A legsúlyosabban azonban Bulgáriát, Írországot, Lettországot, Portugáliát és Szlovéniát érintette, ahol teljes egészében megszűnt a cukorgyártás. 2006 és 2013 között 627 millió euró európai uniós támogatást kapott Magyarország a cukorrépa-termelők és gyártók kárpótlására, aminek csupán csak a 65%-át kapták meg.
1990-ben az erdők 78%-a volt ún. gazdasági, fatermelési célú erdő. A privatizáció során, 1990 után, az erdők közel fele került magántulajdonba. A területen meglévő élő faállomány értékével nem számoltak. Az új tulajdonosok így messze a valós érték alatti áron jutottak erdővagyonhoz.

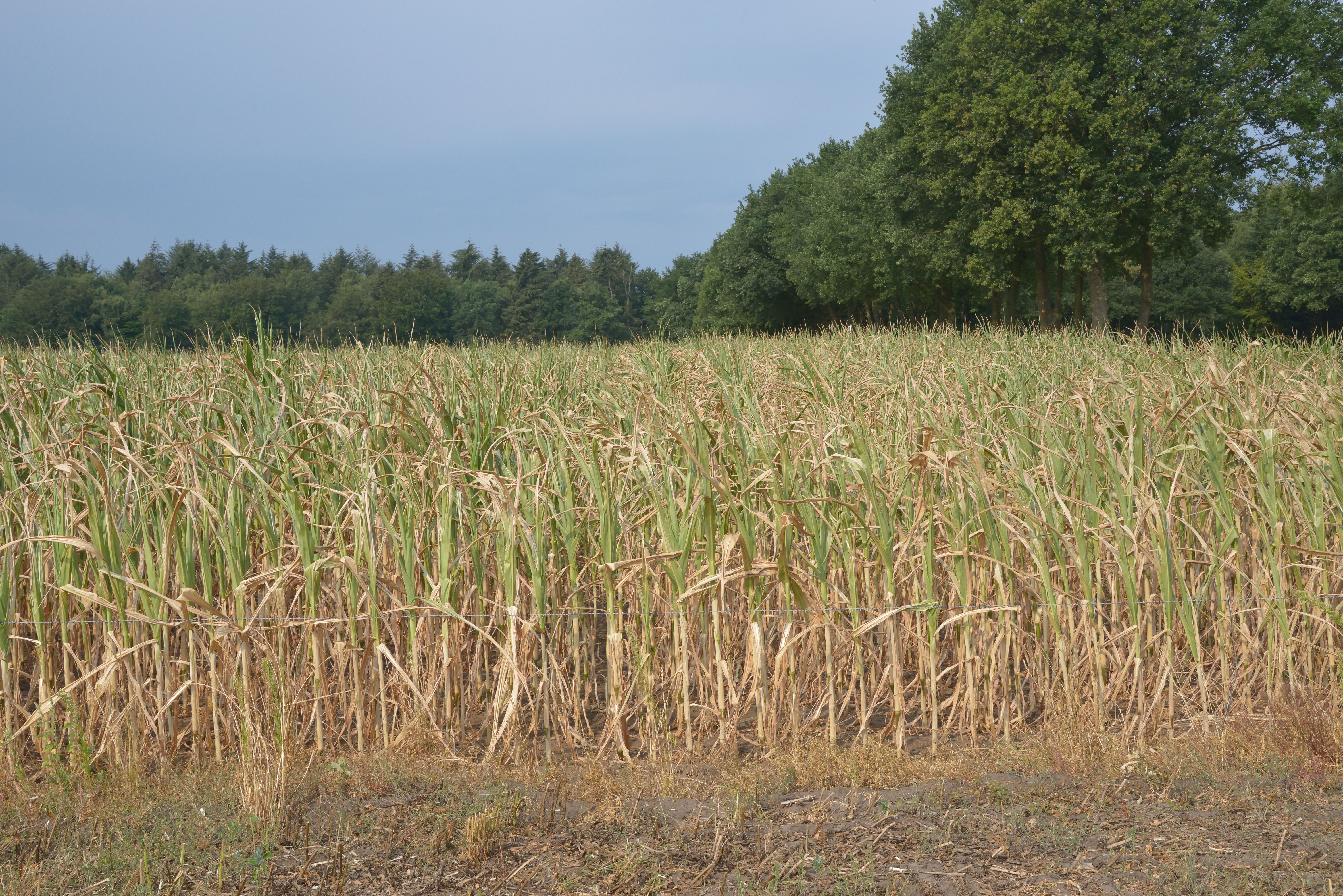
Aszály sújtotta kukoricaföld

Magyarországon a mezőgazdasági ágazat nemzetgazdasági szerepe az uniós csatlakozás után sem változott meg, 2010-2020 között a mezőgazdaság részaránya a GDP termelésben 3,0 – 4,1% között ingadozott. Kijelenthető, hogy az elmúlt 10 évben megállt a mezőgazdaság évtizedeken tartó csökkenése és tartós stagnálásba állt be. A 2008-as gazdasági válság következtében a mezőgazdasági árak bezuhantak, amik csak 2012-re érték el ismét a válság előtti szintet. 2010 és 2020 között a mezőgazdaság húzóágazata a növénytermesztés volt. A növénytermesztésben 2008-óta a kukoricatermesztése áll az élen. Az állatállományban 2010 és 2020 között a marha kivételével az összes haszonállat létszáma évről évre fokozatosan csökkent. Mezőgazdasági  beruházások  részesedése 2014-ben  érte  el  a  legmagasabb,  6%-os  arányt,  azóta  viszont fokozatosan  csökken, ezért mára már tőkehiányos mezőgazdaságról beszélhetünk. A magyar gazdák erősen függenek a magyar állam és az EU támogatásaitól. Az Unió 2016-ig GDP-arányosan közel 4%-os támogatást adott a magyar mezőgazdaságnak, ami az egyik legnagyobb arányú támogatás volt. Az uniós támogatás magas szintje függőségi kultúrát teremtett, mivel kisebb kockázattal jár a gazdák számára és a termelékeny vállalkozások kapacitásbővítésre használták fel a technológiai fejlesztések helyett. Ezért a 2010-es évekre továbbra is jellemző maradt az elavult technológiákkal és módszerekkel való drágán termelés a magyar gazdák nagy részére. A fizetett munkaerő-ráfordítás évek óta emelkedik, a teljes felhasznált munkaerő-mennyiség pedig fokozatosan csökken. A tulajdonosi struktúrát a dualitás jellemzi, a kis- és nagy gazdaságok határozzák meg. Ezek mellett nem képesek kialakulni a közepes méretű gazdaságok. Az elmúlt években a mezőgazdaságot leginkább hátráltató tényezője, hogy nem képes a szerkezet váltásra. A mezőgazdasági munkaerő felhasználást erősen immobilizálás jellemzi, a mezőgazdaságban továbbra is az összes foglalkoztatott mintegy 5%-ának adott munkát. Az egyéni gazdaságok aránya 50%, ebből közel 90 százalék 5 hektár alatti területen, amiből pedig mintegy 70 százalék egy hektárnál kisebb területen végzi tevékenységét. A mezőgazdaság termelés 2010 és 2020 között területenként igen eltérő volt, a legtöbb gabonát Dél-Dunántúlon, a legtöbb szőlő-, bor- és gyümölcsöt Dél-Alföldön és Közép-Magyarországon termelték. A legtöbb élőállatot az Észak-Alföldön és Nyugat-Dunántúlon tartották. A magyar mezőgazdaságot 2015-től fokozatosan erősödő munkaerőhiány sújtja, ami csak erősíti a termelékenységi problémákat. Nagy probléma még az is, hogy évről évre csökken az agrár képzettek száma a mezőgazdaságban, illetve egyre kevesebben hajlandóak tovább képezni magukat. Az új termelési technológiák megjelenése a tőke mellett a képzettség és az akarat hiánya is a gátja. A magyar mezőgazdaság versenyképessége érdekében a jövőben ki kell építeni a tárolókapacitást, a logisztikai hátteret, fejleszteni kell a feldolgozóipar kapacitását, a modern technológiákra nyitottnak kell lenni és alkalmazni őket, az ellátási láncokat le kell rövidíteni és a végzettség nélküli gazdák arányát 61%-ról le kell vinni 40-50% alá minél rövidebb idő alatt.
A rendszerváltás óta napjainkig a legnagyobb aszályok 1990, 1992, 1993, 1994, 2000, 2002, 2003, 2007 és 2022-ben voltak. Ezek közül a 2022-es aszály volt a legnagyobb.

## 2020-as cenzus

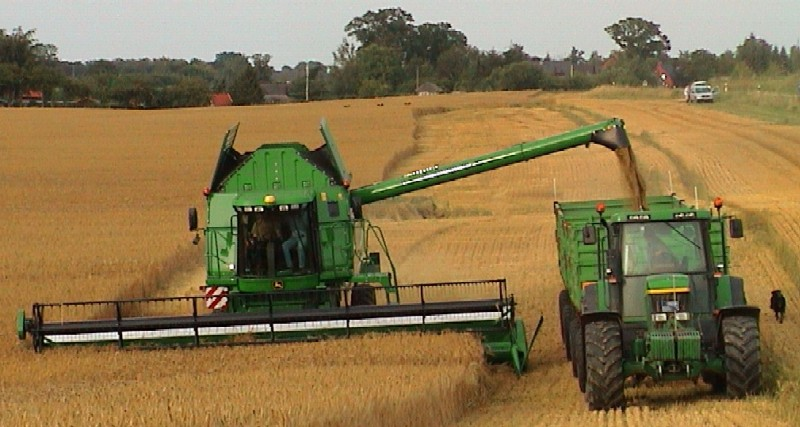
Aratás

A Központi Statisztikai Hivatal (KSH) teljes körű mezőgazdasági összeírást hajtott végre 2020-ban 7. alkalommal. Célja, hogy részletes adatokat szolgáltasson a magyar agrárium aktuális helyzetéről, nyomon kövesse a mezőgazdaság szerkezetében bekövetkezett változásokat. A 2020-as adatokat írja le, illetve összehasonlítja a 2010-es év adataival, megmutatva ezzel mennyit változott a magyar mezőgazdaság 10 év alatt.
A gazdaságok száma 2020-ban 241 002 volt, szemben a 2010-es 350 682-vel. 10 év alatt a magyar gazdaságok 31%-a szűnt meg. Leginkább az állattartó gazdaságok szűntek meg. A legtöbb gazdaság Szabolcs-Szatmár-Bereg vármegyében (30 163 db) volt, míg a legkevesebb Nógrád vármegyében (4194 db) volt. A legtermelékenyebb gazdaságok Vas- és Komárom-Esztergom vármegyében voltak átlagosan 47 ezer €/gazdaság, ezzel szemben a legkevésbé termelékeny gazdaságok Nógrád vármegyében voltak átlagosan 17 ezer €/gazdasággal. A legnagyobb területtel rendelkező gazdaságok Jász-Nagykun-Szolnok vármegyében voltak átlagosan 34 hektár/gazdasággal, míg a legkisebb területtel a Szabolcs-Szatmár-Bereg vármegyei gazdaságok rendelkeztek átlagosan 10 hektár/ gazdaságonként. A gazdasági szervezetek a szántók 40,6%-át, a konyhakertek 5,7%-át, a gyümölcsösök 23,1%-át, a szőlészetek 24,1%-át és a gyepű területek 31,8%-át művelték, a többi egyéni gazdálkodók kezén volt. A mezőgazdasági terület nagyobb része átlagosan 5 és 300 hektár között mozgott gazdaságonként. A hazai agrárgazdaság 40%-a szántóföldi növénytermesztésre szakosodott. A kis gazdaságok visszaszorulásával a termelés koncentrálódott, a gazdaságok mérete nőtt. Az ország éves mezőgazdasági termelési érték 45%-át a gazdaságok 1%-át kitevő, legnagyobb méretű gazdaságok csoportja állítja elő. 2020-ban a gazdaságok 18%-a vett részt vidékfejlesztési programokban. Az éves munkaerő 34%-a a szántóföldi növénytermesztésre szakosodott gazdaságokba koncentrálódott. A legtöbb férfi irányító a vegyes állattartó gazdaságokban voltak, míg a legtöbb női irányító a kertészetekben voltak. A vidékfejlesztési programokban legnagyobb arányban a tömegtakarmány-fogyasztó állatok tartására szakosodott gazdaságok 28%-a vett részt.
Az ország mezőgazdasági területe 4 millió 922 ezer hektár volt, az ország teljes területének közel 53%-át tette ki. Ennek 82%-a szántóként, 15%-a gyepként hasznosult, szőlők és gyümölcsösök együttesen a mezőgazdasági terület mintegy 3%-át borították. Szántóföldi növénytermesztés szempontjából az egyik legjelentősebb vármegyénk Békés vármegye, ahol az ország összes szántóterületének több mint 9%-a terül el. Az elmúlt tíz évben a szántó vetésszerkezetében a gabonafélék aránya csökkent, az ipari növényeké, a takarmánynövényeké és a zöldségféléké nőtt. A gabonafélék részaránya 62%-ról 58%-ra csökkent, az ipari növények részaránya 20%-ról 24%-ra nőtt és a takarmánynövények részaránya 8%-ról 11%-ra nőtt. Az elmúlt tíz évben az alma részaránya kisebb, a dióé, a kajszié és a bodzáé nagyobb lett a teljes gyümölcsösterülethez viszonyítva. 2010-ben még a gyümölcsösterület 37%-án almát termesztettek, ez 2020-ra 31%-ra csökkent, a dió részaránya 7%-ról 10%-ra nőtt, a kajszi részaránya 6%-ról 8%-ra nőtt, a bodza részaránya 4%-ról 6%-ra nőtt.
A mezőgazdasági terület 69%-át legalább középfokú mezőgazdasági végzettségű irányítóval rendelkező gazdaságok használják. A szántóterületek 79%-át mezőgazdasági végzettségű irányítóval rendelkező gazdaságok művelik, míg 21%-át képzettség nélküli gyakorlati tapasztalattal rendelkező irányítók művelik. A szőlőterületek 68%-át szőlész-borász végzettségű irányítóval rendelkező gazdaságok művelik, míg 32%-át képzettség nélküli gyakorlati tapasztalattal rendelkező irányítók művelik. A gyümölcsterületek 76%-át mezőgazdasági végzettségű irányítóval rendelkező gazdaságok művelik, míg 24%-át képzettség nélküli gyakorlati tapasztalattal rendelkező irányítók művelik. A mezőgazdaságban dolgozókat az elöregedés veszélye fenyegeti. A mezőgazdasági területeknek csak a 12%-át 40 év alatti fiatal gazdák művelték, míg a 25%-át 65 évnél idősebbek. A legtöbb fiatal gazda a gyümölcsösökben dolgozott, míg a legtöbb idős gazda a szántóterületeken. A magyar állattartó gazdaságok irányítóinak a 66%-nak nincs se mezőgazdasági, sem állattartó és tenyésztő végzettsége, csak gyakorlati tapasztalattal rendelkezik.

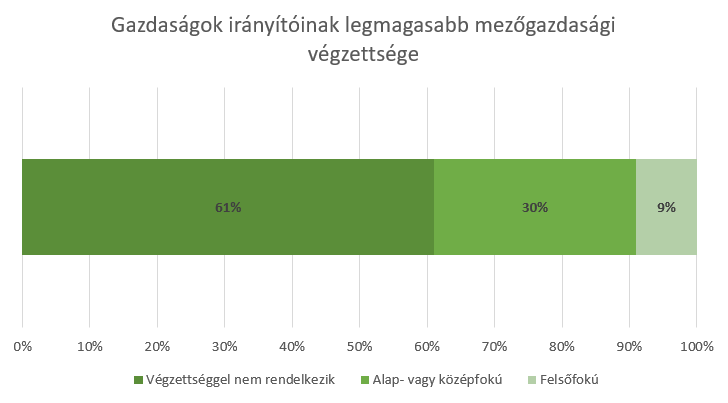
A magyar gazdaságok irányítóinak legmagasabb végzettsége 2020-ban

2020-ban az ország 117 ezer gazdaságában közel 1,9 millió állategységnek megfelelő állatállományt tartottak. Az állattartó gazdaságok száma nagymértékben visszaesett 10 év alatt, azonban az állomány nagysága szinte változatlan maradt. A hazai állattartó gazdaságok száma 2010-óta 53%-a megszűnt. Leginkább a kevés állatot tartó gazdaságok szűntek meg, akik nem rendelkeztek elegendő tőkével és képtelenek voltak tartani a versenyt. A nagyobb állattartó gazdaságok száma, azonban 16%-kal nőtt 10 év alatt. A gazdaságok legfőbb tevékenysége szerint Hajdú-Bihar, Bács-Kiskun és Békés vármegyében tartották a legtöbb haszonállatot. 2020-ban ebben a három vármegyében volt az ország állatállományának harmada. A hazai állatállomány 76%-át a házityúk- és a házikacsa-állomány tette ki 2021-ben. A szarvasmarha-állomány az elmúlt 10 évben 32%-kal, 706 ezerről 933 ezerre növekedett. Azonban a szarvasmarhát tartó gazdaságok száma 14%-kal csökkent. Az átlagos állománynagyság 37-ről 56-ra emelkedett. 10 év alatt főleg a kis marha-állománnyal rendelkező gazdaságok szűntek meg. A legtöbb szarvasmarhát, a teljes állomány 13%-át Hajdú-Bihar vármegyében tartották 2020-ban. A gyepterületek 51%-át, és a szántók 22%-át a szarvasmarhát tartó gazdaságok használják. A sertésállomány a legnagyobb gazdaságoknál koncentrálódik. 2020-ban a sertésállomány darabszáma 2,9 millió volt, 2010-hez képest 7,4%-kal lett kevesebb. Az anyakoca-állomány nagysága 169 ezer volt, negyedére zsugorodott 2010 óta. A sertést tartó gazdaságok 67%-a megszűnt 10 év alatt, 2020-ban 48 ezer volt a számuk. A marhatartó gazdaságokra jellemzően itt is főleg a kis állománnyal rendelkező gazdaságok szűntek meg leginkább. A sertéstartó gazdaságok átlagos állománya 2020-ban 60 darabra nőtt. A sertéstartó gazdaságok 32%-át 65 évesnél idősebb gazdák irányították, míg a 40 év alatti fiatal irányítók aránya mintegy 9% volt. A sertéstartók 70%-nak nincs se mezőgazdasági, sem állattartó és tenyésztő végzettsége, csak gyakorlati tapasztalattal rendelkezik. A sertésállomány nagysága a legalább 100 egyedet tartóknál emelkedett, az állománynövekedés együttesen 8,4% volt. 2020-ban a sertésállomány 84%-át a legalább 1000 sertést tartó gazdaságoknál tartották. Békés vármegyében tartották a legtöbb sertést, az állomány 11%-át. 2020-ban a tyúkok száma meghaladta a 31 milliót, ami 8,9% csökkenés 2010-hez képest. A tyúkot tartó gazdaságok 75%-a 50-nél kevesebb állatott tartott, ugyanakkor a tyúkállomány 72%-át az 50 ezernél több tyúkot tartók nevelték. A tyúktartókra is ugyan az volt a jellemző, mint a marha- és a sertés gazdaságokra, hogy a kisebb állatállománnyal rendelkező gazdaságok évről évre fokozatosan szűntek meg. Az 50-nél kevesebb tyúkot tartó kis gazdaságok 2010-ben még 2,5 millió darab tyúkot tartottak, 2020-ra viszont 1,1 millióra csökkent a számuk. 2020-ban Szabolcs-Szatmár-Bereg és Bács-Kiskun vármegyében tartották a teljes tyúkállomány 30%-át. 2016 óta a többször megjelenő madárinfluenza-járvány hatására a kacsaállomány 64%-kal 1,9 millióra, a lúdállomány 48%-kal 1,8 millióra csökkent 2020-ra. A pulykaállomány 3,3 milliót tett ki, 2010-hez viszonyítva 7,7%-kal csökkent az állomány. Az ország lúdállományának 54%-át és a kacsák 34%-át Hajdú-Bihar vármegyében, a pulykák mintegy 30%-át Vas vármegyében tartották.

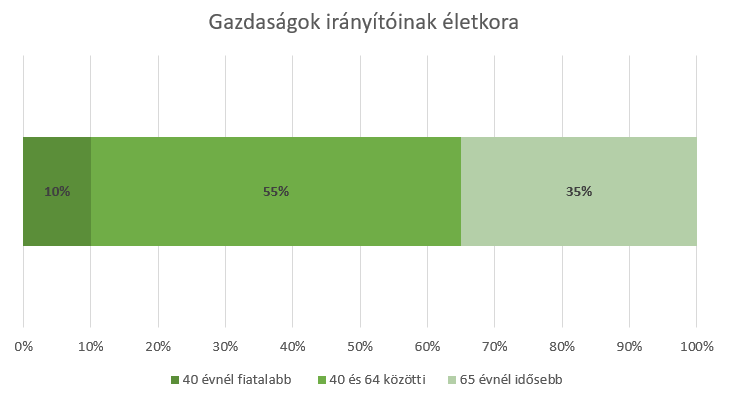
A magyar gazdaságok irányítóinak életkora 2020-ban

A 241 ezer gazdaság a mezőgazdasági terület 45%-át tulajdonosként, 50%-át bérlőként használták. A szántó esetében volt a legmagasabb (53%) a bérelt területek aránya. A gyümölcsöst és szőlőt művelő gazdaságok alapvetően saját ültetvényeiket gondozták. 10 év alatt a földtulajdoni szerkezet gyakorlatilag semmit nem változott. Az 1200 hektárnál nagyobb bérelt földterületeknél volt szinte egyedüli változás, hogy 10 év alatt 86%-ról 74%-ra csökkent a bérlés aránya. A magas mezőgazdasági végzettséggel rendelkező gazdálkodók nagyobb arányban használtak bérelt területet a termeléshez, mint az alacsony végzettségűek.
A gazdasági irányítók átlagéletkora 57,9, a férfiaké 57,1, a nőké 59,6 év volt. A 65 év feletti gazdasági irányítók aránya 28%-ról 35%-ra nőtt 10 év alatt. A legtöbb idősebb 65 év feletti irányító Békés vármegyében, míg a legtöbb fiatalabb irányítók Budapest környékén voltak. A mezőgazdasági végzettség nélküli gazdasági irányítók aránya 2010-ben 80,2% volt, míg 2020-ra ez a szám 61,3%-ra csökkent. Megfigyelhető, hogy minél idősebb az irányító, annál jellemzőbb, hogy csak tapasztalati úton szerzett tudása van, míg a fiatalabbak többsége rendelkezik valamilyen mezőgazdasági végzettséggel. A családi munkaerőt lassan kezdi felváltani az állandó alkalmazottak. A családi munkaerő aránya 10 év alatt 69,6%-ról 56,4%-ra csökkent. Az alkalmazási formákat tekintve jelentős az állandó alkalmazottak aránya (85,2%), szemben az időszakos alkalmazottakkal (13,4%). A vármegyék közül a legnagyobb munkaerő-felhasználás Szabolcs-Szatmár-Bereg és Bács-Kiskun vármegyében, míg a legkevesebb Nógrád és Komárom-Esztergom vármegyében és Budapesten volt. A generációváltás tekintetében a gazdálkodók 18%-a jelezte, hogy 5 éven belül befejezi a gazdálkodást, míg 26%-uk válaszolta, hogy még több mint 10 évet tervez gazdálkodni. A gazdálkodással a közeljövőben felhagyó gazdák 86%-a nyilatkozta, hogy családon belül tervezi továbbadni a gazdaságot, míg 14%-a eladással vagy felszámolással tervezi befejezni a gazdálkodást.
A hazai gazdaságokban még az egyszerűbb digitális technológiák sem teljesen elterjedtek. A gazdaságok csupán 38%-a használ valamilyen digitális eszközt. Az állatot tartó gazdaságok esetében még alacsonyabb ez az arány. A vidékfejlesztési programokban is nagyobb arányban vesznek részt olyanok, akik használnak digitális eszközöket. Körükben a részvételi arány 31%-os, ami az országos átlagnál (18%) jóval magasabb. A digitális eszközök használatának aránya csökken a gazdaságirányítók életkorának növekedésével, viszont nő a mezőgazdasági képzettség szintjével. Ennek ellenére ez az arány a felsőfokú mezőgazdasági képzettségűek esetében is csak 75%. A gazdaság méretének emelkedésével azonban dinamikusan nő a digitális eszközt használó gazdaságok aránya. A digitalizációs eszközök használata a tömegtakarmány-fogyasztó állatok tartásával, a szántóföldi növénytermesztéssel és vegyes növénytermesztéssel foglalkozó gazdaságok esetében a legelterjedtebb. A fejlettebb mezőgazdasági technológia eszközök elterjedtsége hazánkban alacsony szintű. A magyar gazdaságoknak csupán a 12%-a használ precíziós eszközöket. (Dániában ez az arány 57% volt 2020-ban.) A legelterjedtebb precíziós eszköz a növényállapot-felmérő eszköz használata, de ezt is csupán a magyar gazdák 5,6%-a használta. Sorvezető/automatakormányzást a gazdák 4%-a használt, míg mezőgazdasági drónokat a gazdák 1,4%-a. A precíziós eszközöket legnagyobb arányban Fejér vármegyében használtak, az itteni gazdaságok 15%-a használt rendszeresen vagy időszakosan valamilyen eszközt. A precíziós gazdálkodás alacsony elterjedtségének okai, hogy a precíziós gazdálkodás tőke- és tudás intenzív technológiák, magas beruházási költséggel jár, illetve a gazdák egy része elvből elveti ezen eszközök használatát, ragaszkodva a megszerzett gyakorlati tapasztalatok alkalmazásához. A gazdálkodók leggyakrabban növényvédelmi szaktanácsadást vesznek igénybe, a hazai gazdaságok 15%-a. Leginkább a felsőfokú mezőgazdasági végzettséggel rendelkező gazdák, közülük 32%, míg a legkevésbé a végzettség nélküliek 8%-a. Kiugró aránnyal Győr-Moson-Sopron vármegyében a legmagasabb a szaktanácsadó szolgáltatást igénybe vevők aránya, minden negyedik gazdaság alkalmaz itt szaktanácsadót.
A gazdaságok 18%-a, azaz 42 ezer gazdaság részesült vidékfejlesztési támogatásban. Ezek a gazdaságok használták az ország teljes mezőgazdasági területének 70%-át, és tartották a teljes állatállomány 72%-át. Gazdaságtípus szerint a tömegtakarmányt fogyasztó állatot tartók, a vegyes-növény- és a szántóföldinövény-termesztők jutottak legnagyobb arányban vidékfejlesztési támogatáshoz. A Vidékfejlesztési Programban történő részvétel a 40 évesnél fiatalabb és a felsőfokú végzettséggel rendelkező gazdálkodók körében volt magasabb arányú. A 40 év alatti gazdálkodók 24%-a kapott támogatást, míg a 65 év felettiek 14%-a. A növénytermesztő 5 hektár alatti gazdaságok 5,5%-a részesült csak támogatásban, míg az 1200 hektárnál nagyobb gazdaságok 92%-a. Az állattartó 5 hektár alatti gazdaságok 8,5%-a részesült csak támogatásban, míg a 100 hektárnál nagyobb gazdaságok 74%-a. Vas vármegyében volt a legmagasabb a vidékfejlesztési támogatásban részesült gazdaságok aránya, de szorosan követi Hajdú-Bihar, Borsod-Abaúj-Zemplén és Szabolcs-Szatmár-Bereg vármegye is. a 4 vármegyében 20% fölött volt a támogatottak aránya. Az agrár-környezetvédelmi és éghajlattal kapcsolatos intézkedési támogatás alatt főleg szőlészetek (46%) és gyümölcsösök (40%) kaptak támogatást. A Natura 2000 támogatásból főleg a biotartású szarvasmarha- (67,8%) és a biotartású juhállomány (59,9%) részesültek.

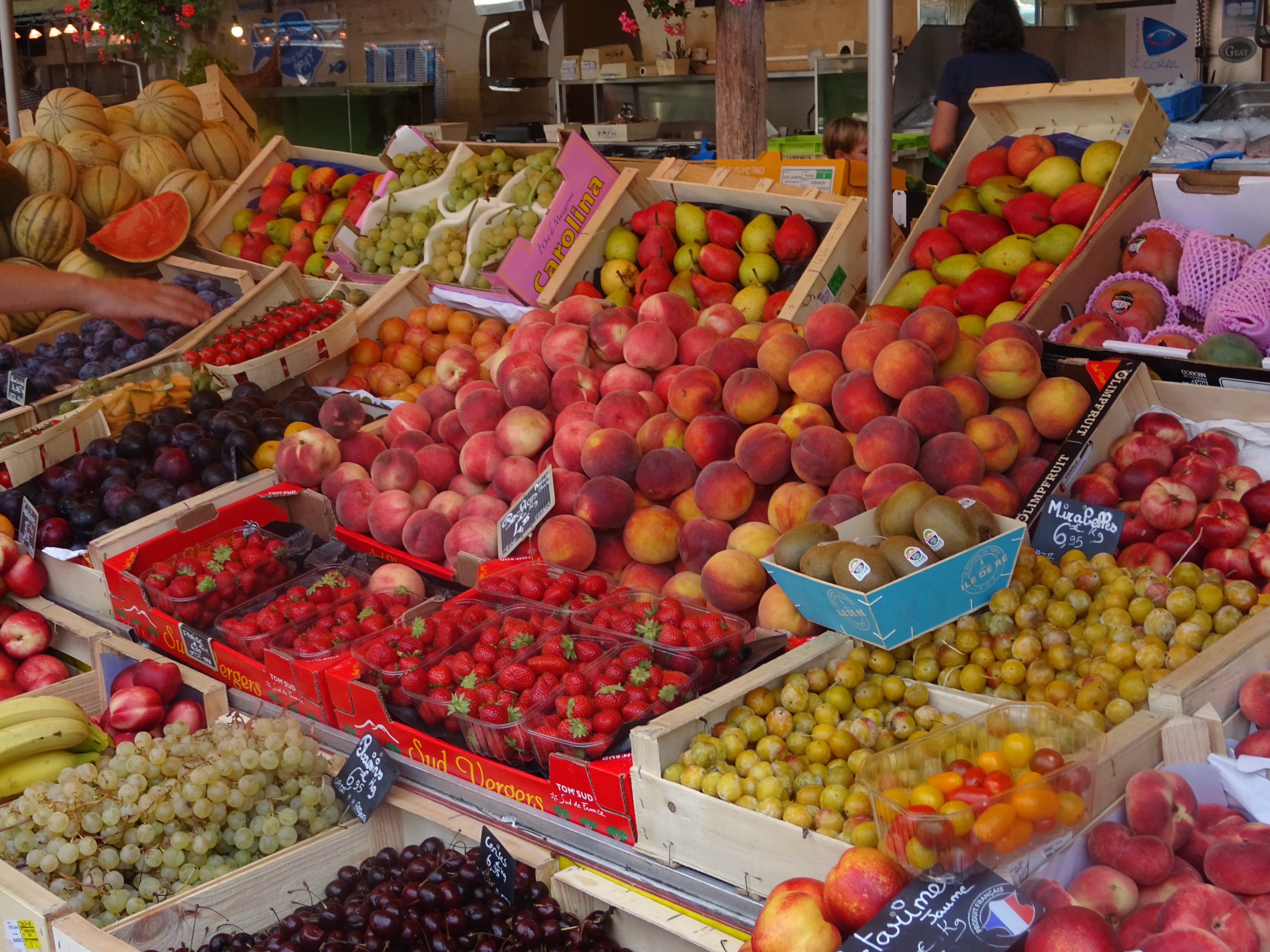
Piac

### Piaci-termelői átlagárak
A táblázat az elmúlt 5 év piaci-termelői átlagárak változását mutatja be:
| Termék               | 2020* | 2021 | 2022 | 2023 | 2024 |
| -------------------- | ----- | ---- | ---- | ---- | ---- |
| Termék               | Ft/kg |      |      |      |      |
| Burgonya             | ..    | 250  | 329  | 401  | 404  |
| Bab (száraz)         | ..    | 1437 | 1618 | 2131 | 2318 |
| Borsó (száraz)       | ..    | 879  | 1195 | 1344 | 1275 |
| Lencse (étkezési)    | ..    | 934  | 1195 | 1539 | 1638 |
| Mák (étkezési)       | ..    | 2088 | 2309 | 2733 | 2724 |
| Fejes káposzta       | ..    | 304  | 414  | 407  | 456  |
| Sárgarépa            | ..    | 374  | 415  | 542  | 566  |
| Petrezselyemgyökér   | ..    | 983  | 1044 | 1176 | 1284 |
| Vöröshagyma          | ..    | 300  | 361  | 509  | 468  |
| Fokhagyma            | ..    | 2003 | 2157 | 2261 | 3051 |
| Uborka               | ..    | 478  | 622  | 639  | 695  |
| Főzőtök              | ..    | 329  | 424  | 395  | 458  |
| Sárgadinnye          | ..    | 399  | 474  | 522  | 537  |
| Görögdinnye          | ..    | 227  | 323  | 319  | 373  |
| Zöldbab              | ..    | 1164 | 1320 | 1286 | 1628 |
| Zöldborsó (hüvelyes) | ..    | 858  | 1102 | 1332 | 1634 |
| Paradicsom           | ..    | 637  | 796  | 813  | 863  |
| Paprika              | ..    | 644  | 829  | 887  | 868  |
| Gomba                | ..    | 942  | 1180 | 1594 | 1667 |
| Alma                 | ..    | 397  | 405  | 419  | 488  |
| Körte                | ..    | 639  | 675  | 810  | 814  |
| Cseresznye           | ..    | 1094 | 1064 | 1800 | 1496 |
| Meggy                | ..    | 778  | 885  | 1204 | 1202 |
| Szilva               | ..    | 469  | 543  | 565  | 571  |
| Kajszibarack         | ..    | 1076 | 859  | 1366 | 1170 |
| Őszibarack           | ..    | 812  | 794  | 1093 | 878  |
| Málna                | ..    | 3260 | 3693 | 3285 | 4052 |
| Eper                 | ..    | 1844 | 1828 | 2046 | 2174 |
| Szőlő                | ..    | 710  | 780  | 914  | 1076 |
| Tojás (db)           | ..    | 47   | 66   | 97   | 86   |
| Méz                  | ..    | 2436 | 2720 | 2895 | 3010 |

*A koronavírus-járvány miatt az éves adatok nem állnak rendelkezésre.

## Magyarország mezőgazdasági termelése 2023-ban
Magyarország 2023-as évi növénytermés mennyisége és állatállomány mérete a világ országaihoz mérve.

### Növénytermés
- A világ 23. legnagyobb kukoricatermelője (6,2 millió tonna).
- A világ 23. legnagyobb búzatermelője (5,9 millió tonna).
- A világ 17. legnagyobb árpatermelője (2,2 millió tonna).
- A világ 8. legnagyobb napraforgómag-termelője (1,9 millió tonna).
- A világ 28. legnagyobb cukorrépa-termelője (875 ezer tonna).
- A világ 18. legnagyobb repcetermelője (626 ezer tonna).
- A világ 28. legnagyobb almatermelője (486 ezer tonna).
- A világ 27. legnagyobb szőlőtermelője (410 ezer tonna).
- A világ 9. legnagyobb tritikálétermelője (300 ezer tonna).
- A világ 91. legnagyobb burgonyatermelője (209 ezer tonna).
- A világ 71. legnagyobb paradicsomtermelője (177 ezer tonna).
- A világ 33. legnagyobb szójatermelője (173 ezer tonna).
- A világ 31. legnagyobb ciroktermelője (160 ezer tonna).
- A világ 54. legnagyobb görögdinnye-termelője (124 ezer tonna).
- A világ 20. legnagyobb rozstermelője (94 ezer tonna).
- A világ 36. legnagyobb paprikatermelője (91 ezer tonna).
- A világ 14. legnagyobb zöldborsótermelője (91 ezer tonna).
- A világ 54. legnagyobb sárga- és fehérrépatermelője (72 ezer tonna).
- A világ 32. legnagyobb zabtermelője (60 ezer tonna).
- A világ 81. legnagyobb vöröshagyma-termelője (58 ezer tonna).
- A világ 9. legnagyobb meggytermelője (55 ezer tonna).
- A világ 18. legnagyobb gombatermelője (53 ezer tonna).
- A világ 75. legnagyobb káposztatermelője (46 ezer tonna).
- A világ 31. legnagyobb szilvatermelője (37 ezer tonna).
- A világ 57. legnagyobb töktermelője (36 ezer tonna).
- A világ 68. legnagyobb uborkatermelője (30 ezer tonna).
- A világ 45. legnagyobb körtetermelője (16 ezer tonna).
- A világ 34. legnagyobb kajszibarack-termelője (16 ezer tonna).
- A világ 48. legnagyobb őszibarack-termelője (14 ezer tonna).
- A világ 61. legnagyobb sárgadinnye-termelője (13 ezer tonna).
- A világ 42. legnagyobb zöldbabtermelője (12 ezer tonna).
- A világ 26. legnagyobb spenóttermelője (12 ezer tonna).
- A világ 54. legnagyobb salátatermelője (9,4 ezer tonna).
- A világ 33. legnagyobb cseresznyetermelője (9,1 ezer tonna).
- A világ 100. legnagyobb rizstermelője (8,3 ezer tonna).
- A világ 44. legnagyobb epertermelője (7,7 ezer tonna).
- A világ 62. legnagyobb karfiol és brokkolitermelője (6,2 ezer tonna).
- A világ 32. legnagyobb diótermelője (5,5 ezer tonna).
- A világ 59. legnagyobb fokhagymatermelője (5,2 ezer tonna).
- A világ 19. legnagyobb spárgatermelője (4,9 ezer tonna).
- A világ 54. legnagyobb dohánytermelője (4 ezer tonna).
- A világ 21. legnagyobb lenmagtermelője (3,3 ezer tonna).
- A világ 12. legnagyobb ribizlitermelője (2,2 ezer tonna).
- A világ 76. legnagyobb padlizsántermelője (1,2 ezer tonna).
- A világ 40. legnagyobb póréhagyma-termelője (920 tonna).
- A világ 53. legnagyobb lóbabtermelője (640 tonna).
- A világ 31. legnagyobb málnatermelője (550 tonna).
- A világ 23. legnagyobb mogyorótermelője (390 tonna).
- A világ 40. legnagyobb mandulatermelője (350 tonna).
- A világ 20. legnagyobb gesztenyetermelője (240 tonna).
- A világ 20. legnagyobb csillagfürttermelője (200 tonna).
- A világ 34. legnagyobb áfonyatermelője (90 tonna).
- A világ 26. legnagyobb articsókatermelője (50 tonna).

### Állatállomány
- A világ 83. legnagyobb tyúktartója (29 millió darab).
- A világ 24. legnagyobb kacsatartója (2,7 millió darab).
- A világ 39. legnagyobb sertéstartója (2,6 millió darab).
- A világ 16. legnagyobb pulykatartója (2,5 millió darab).
- A világ 21. legnagyobb méhtartója (1,1 millió család).
- A világ 12. legnagyobb nyúltartója (1,1 millió darab).
- A világ 82. legnagyobb juhtartója (907 ezer darab).
- A világ 107. legnagyobb marhatartója (869 ezer darab).
- A világ 13. legnagyobb lúdtartója (614 ezer darab).
- A világ 70. legnagyobb lótartója (37 ezer darab).
- A világ 135. legnagyobb kecsketartója (31 ezer darab).
- A világ 31. legnagyobb bivalytartója (7600 darab).
- A világ 84. legnagyobb szamártartója (3100 darab).

## Öntözés

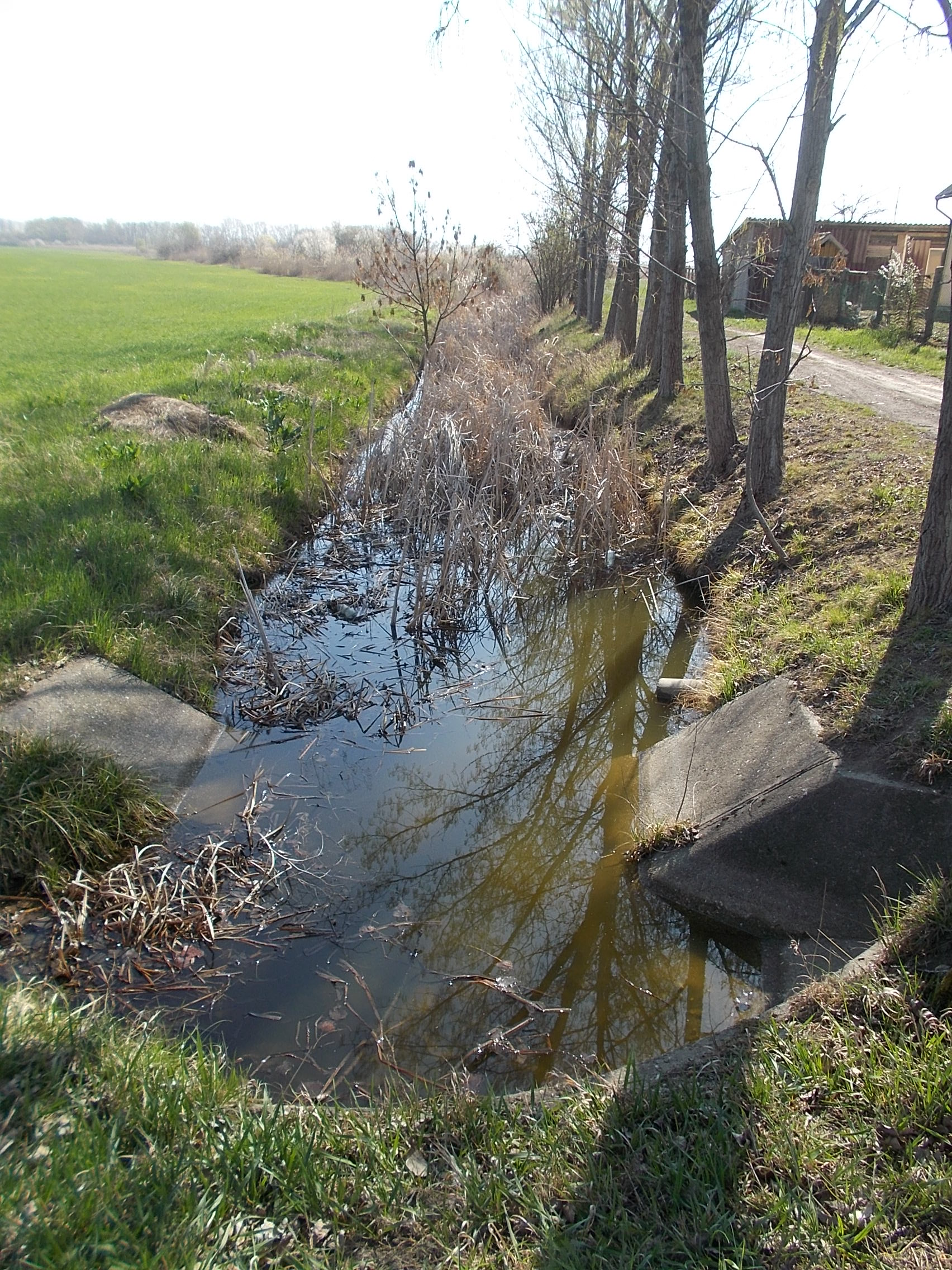
Öntözőcsatorna Mezőtúr közelében

A klímaváltozás nyomán a közelmúltban felgyorsuló tendencia eredményeként érezhetően mediterrán típusúvá kezd válni hazánk időjárása: hosszú, forró és száraz nyarak, rövid, enyhe valamint hóban szegény telek, a tavasz és az ősz lerövidülése, a növekvő évi átlaghőmérséklet és napfénytartam mellett a gyakori aszályos időszakok között ritkán lehulló, néha azonban nagy mennyiségű – következményeként egyes térségekben akár villámárvizeket is okozó – eső jellemzik.
2010-óta 3-4x-szeresére nőtt az öntözést igénylő földterületek nagysága. 2010 óta átlagosan 5,7%-kal nőtt a napsütéses órák száma, 30,6%-kal a kánikulai napok száma, 9,9%-kal a csapadékos napok száma (ami leginkább a téli hónapokban nőtt) és 210%-kal nőtt az aszályos területek nagysága. A közeljövőbeli éghajlatváltozás várható következményei, hogy az átlagos évi 550 mmm csapadék mennyisége nem fog változni, a vízhiány évi 250 mm-ről 350 mm-re nőhet.
A magyar vízkészlet helyzete a bevételi oldalon 168 km³-re becsülhető évente, ebből 112 km³ víz a határon túlról érkezik, 56 km³ hazánkban hull le, melyből 5 km³ elfolyik, így a déli határainkon 117 km³ víz távozik. A befolyó víz mennyiségét hosszútávon stabilnak vehetjük, mivel nagy folyóink
vízgyűjtői magas hegységekben (Alpok, Kárpátok) vannak. A Duna esetében az ausztriai vízerőművek jelentős tározást, hozam kiegyenlítést okoznak. Az éves ivóvíz kb. 0,4, az ipari-víz (ivóvíz minőség) felhasználás 0,2 km³-re tehető, melyek tisztítás után döntően visszakerülnek a felszíni vizekbe. Az ivóvízigény növekedése nem várható, mert az ország lakossága jelenleg is csökken és a tendencia ebbe az irányba mutat. Az ipar takarékosabb technológiára áll át, nagy vízfogyasztású új feldolgozókra (pl. cukorgyár) nem számíthatunk. Az ivóvíz jelentős mennyisége (kb. 40%) parti szűrésű kutakból származik, ez
lényegileg felszíni víz, így a hazai ivóvíz 50%-a felszíni víz. A felszín alatti vizek igen változatos kémiai minőségűek és változatos mértékű utánapótlódásuk. A folyóvölgyekben, hegységek lábainál nagy mennyiségben és jó minőségben állnak rendelkezésre. Öntözőkutak esetén kedvező, hogy a vízadóréteg nincs egész évben terhelve, az éves használat kb. 4 hónap.
Nálunk az öntözéses gazdálkodás a rendszerváltás óta kedvezőtlen helyzetben van, napjainkban nem érjük el az 1955. évi szintet (126 ezer hektár) sem. A rendszerváltás óta az öntözött területek több mint a felére eset vissza 217 ezer hektárról 90-100 ezer hektárra. A mezőgazdaság számára rendelkezésre álló vízkészlet kihasználtsága Magyarországon csak 30%-os. Hazánk kedvezőtlen felszíni vízkészlet gazdálkodási adottságokkal rendelkezik, így az állami szerepvállalás mindig is szükséges volt. Magyarországon a leginkább öntözött terület a Dél-alföld, míg a legkevésbé Nyugat-Dunántúl. Az öntözővíz 87%-a felszíni vizekből származik, a kiadagolási technológiák terén az esőztető módok dominálnak, ezek közül leginkább az esőztető lineár. Az összes öntözött növény közül a legjelentősebb öntözött területek: a hibridkukorica(22,01%), a búza (16,36%), az árukukorica(15,18%), valamint a csemegekukorica (13,33%). A gyümölcsök közül az alma és a meggy.
Az öntözés jövőbeni fejlesztése szempontjából, 2019-ben megkérdezett gazdálkodók 31%-a tervezett öntözésfejlesztési beruházást. Az ezt befolyásoló (akadályozó) tényezők között a következő főbb okok szerepeltek: a termőhelyi adottságok (kedvezőtlen talajviszonyok), a nem ösztönző piaci igények, a kis üzemi méretek, a nem kedvező földtulajdon használati viszonyok, a birtokstruktúra tagoltsága, a fejlesztés jelentős költségei és a várható csekély haszon. Más adatok szerint a fejlesztés elmaradásának okai: a drága üzemeltetés (36%), a pénz hiánya (32%) és egyéb, pl. a vízjogi engedély vagy a vízkivételi hely hiánya stb. (32%) voltak. A tervezett öntözési beruházások: öntözőgép vásárlása (43%), új telepek építése(25%), szivattyútelepek építése/felújítása (13%), meglévő telepek felújítása (8%). A szakemberek úgy számolják, hogy  az öntözésbe vonható területek nagysága 896 ezer hektár (a magyar mezőgazdasági területünk 16,8%-a) lehetne, szemben a 2021-ben öntözött 90 ezer hektárral. A jövőbeni fejlesztésekben csak minimálisan szabad gondolkodni, ennek fő oka a kormányzati támogatás minimalizálása, illetve a mezőgazdasági terület több mint 58%-át művelő mintegy 400 ezer egyéni gazdálkodót aligha lehetne öntözési együttműködésekre „rábeszélni”, és ezeket a társulásokat eredményesen működtetni. Azonban ha hazánk éghajlata a jövőben mediterrán hatás alá kerül, úgy nagy folyóinkon víztározók, vízkivételi művek építése szükséges és elkerülhetetlen lesz.
Az öntözés fejlesztését módonként kell elemezni, mivel módonként eltér a talaj és az öntözővíz minőségének igénye. Felületi: a talaj alacsony vízvezető-képességű, gyengébb minőségű öntözővíz használata lehetséges. Ez az öntözési mód a rizs termesztéséhez alkalmazható. Karcag és Szarvas térségére jellemző. Esőszerű: a talaj jó vízvezető- és raktározó képességű, jó minőségű öntözővíz szükséges. Szántóföldi növények – gabona-, ipari-, és vetőmag célra. A felhasznált víz döntően felszíni, melyet a vízforrásból csatornákkal, csöveken keresztül vezetünk a felhasználás helyére. Mikroöntözés: a talaj alacsony, vagy magas vízvezető-képességű, összes sótartalomban gyengébb minőségű öntözővíz használható. Elsősorban gyümölcsültetvények, kis területű szántóföldi zöldségnövények öntözése. Magyarországon öntözési oktatás és szaktanácsadás gyakorlatilag nem létezik. A magyar gazdák öntözési ismereteik nagy arányban hiányosak és évtizedes gyakorlatokhoz ragaszkodnak. A gazdákra jellemző a műszerezettség hiánya pl. nem használnak talajnedvesség-mérő eszközöket. Hazai vagy külföldi szaktanácsadást az állam nem támogatja és a gazdák nem veszik igénybe ezt a lehetőséget.
A magyar mezőgazdaság az öntözés terén lemaradt az EU átlaghoz, és a korábbi hazai színvonalunkhoz viszonyítva is. Ennek fontosabb okai a hazai gazdaságok elaprózottsága, a gazdaságok közötti együttműködés hiánya, a kormányzati támogatási hiánya, oktatás hiánya, a versenyképességünk hiányosságai, különösen az, hogy a mezőgazdaság támogatása nem függ a gazdaságok eredményességétől, tehát a gazdák jelentős része a támogatást szociális segélyként kezeli. Ezeken sajnos sem az öntözés helyzete, sem a mezőgazdaság általános állapota nem segít, mert a mezőgazdaság az ország GDP előállításában csekély (3-4%) arányt képvisel, így a „döntést hozóknak” pl. a „foglalkoztatás” fontosabb, mint a versenyképesség. Ahogy nő a világ népesség száma, úgy nő vele együtt az élelmezési ellátás igénye is, úgy értékelődik fel a mezőgazdaság fontossága. De amíg a mindenkori kormányzat és a gazdák sem látják be, hogy többet kell termelni ahhoz, hogy a mezőgazdaság a megnövekedett igényeket (legalább minimális szintig) ki tuja elégíteni, mely viszont az öntözött területek és az öntözés hatékonyságának növelése, valamint a versenyképesség javítása nélkül nem lehetséges, addig a magyar mezőgazdaság évről évre csúszik le a versenytársakkal szemben és mi magyarok is teljes egészében a külföldi mezőgazdasági importra leszünk  végül szorulva.
A magyar öntözés fejlesztése csak úgy lehetséges, ha először is a gazdák megtanulnak összefogni és öntözőközösségeket létrehozni, ahogy pl. Hollandiában is működik, a kormányzatnak többet kell költenie belvízelvezető csatornák tisztítására, karbantartására, illetve ami a legfontosabb a folyók mentén melléktározókat építeni, amelyek a tavaszi áradáskor felfogják a plusz vizet, majd tovább vezetik az egyébként országszerte kiépített belvízelvezető csatornákba, biztosítva onnan az öntözés lehetőségét. Ilyen rendszer működik pl. Németországban, Hollandiában és Olaszországban is és ilyen rendszer működött Magyarországon is a Kádár-rendszerben, azonban a rendszerváltás után teljesen elhanyagolták, benőte a gaz vagy földdel betemette számos gazda, míg az állam szinte semmit nem költött a rendszer karbantartására. Az állam feladata lenne ismét üzemképes állapotba hozni ezt az öntözési rendszert. Azonban vannak példák, ahol a helyi gazdák összefogtak és öntözőközösséget hoztak létre, maguk építették ki és üzemeltetik is az öntöző csatornarendszert. Lajosmizsén 30 gazda vízgazdálkodási társulást hozott létre és 450 hektáron biztosítják az öntözés lehetőségét. A gazdáknak ki kellene használni a felszín alatti vizeket is, jelenleg sok gazda főleg a hegységek lábainál ott is felszíni vízzel öntöznek, ahol nagy mennyiségben állna rendelkezésre felszín alatti víz. A folyó menti melléktározó-rendszer kiépítése mellett, több duzzasztó kiépítésére is nagy szükség volna, hogy lassítani tudjuk a rajtunk átfolyó vízmennyiséget. Jelenleg a Körösökön négy, a Zagyván egy, a Dunán és aTiszán két-két duzzasztómű van, azonban ezt a számot bőven meg lehetne duplázni. Azonban ezt a szükséges bővítést a Bős-Nagymarosi ügy miatt gyakorlatilag a mindenkori kormányzatok tabuként kezelik. A magyar mezőgazdasági öntözés egyik nagy kerékkötője a magyar vízügy, akik nem abban érdekeltek, hogy a folyóinkban áramló bőséges mennyiségű vízhozam egy részét felfogják és tovább hasznosítsák, hanem abban, hogy az áradás miatti többletvíz minél hamarabb elhagyja az országot.

## Műtrágyázás

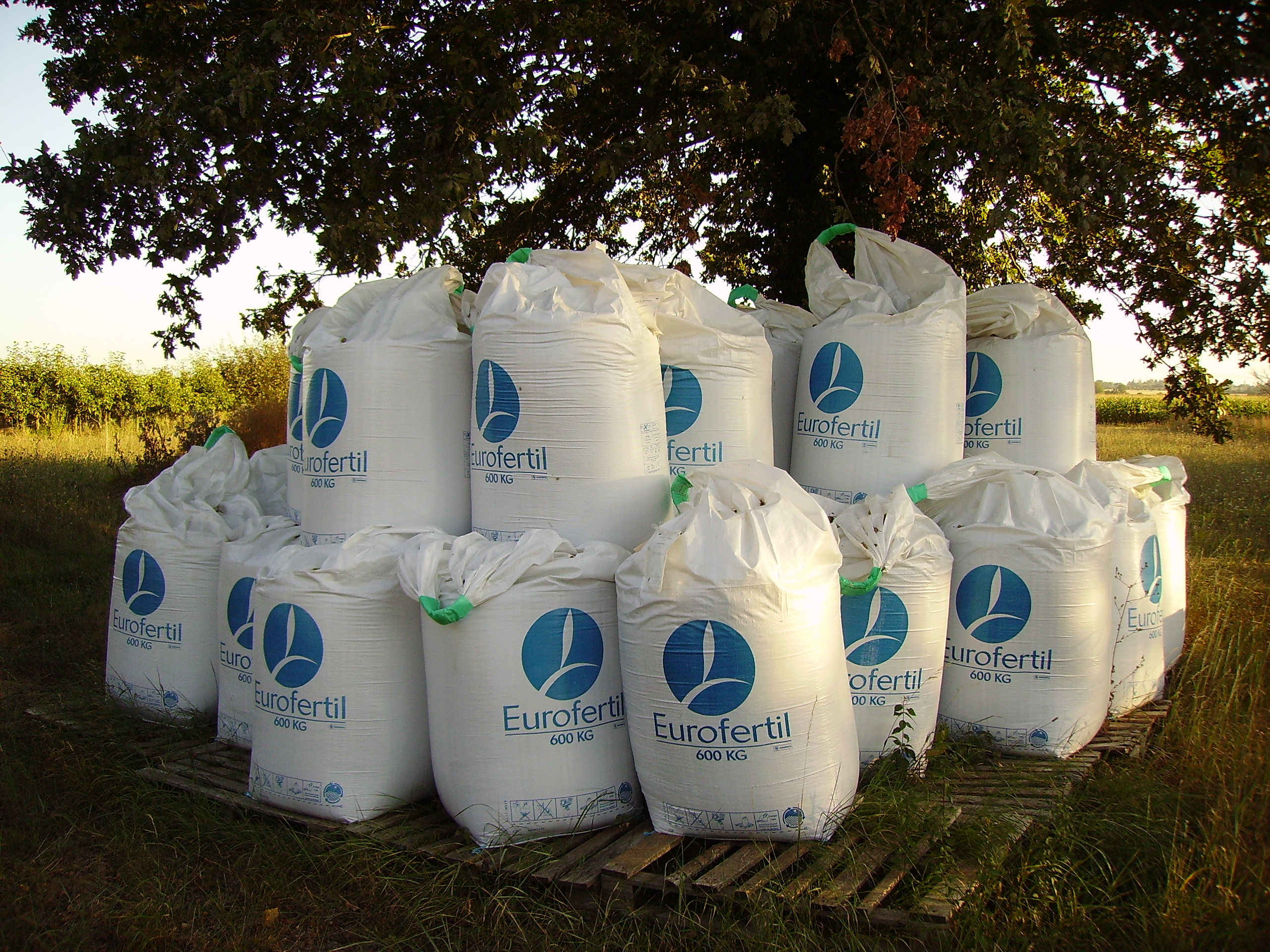
Műtrágya

Magyarországon a rendszerváltás előtt a műtrágya-felhasználás csúcsa a 80-as évek voltak, amikor is átlagosan 225 kg/ hektár műtrágyát használtak fel. Ezt követően 1990-től 2000-ig átlagosan 50 kg/hektár felhasználás volt. A rendszerváltás után a 90-es években drasztikusan visszaesett a műtrágya-felhasználás, fő okai a megváltozott birtokviszonyok, a műtrágyaárak rohamos emelkedése és a hirtelen keletkezett tőkehiány. 2003-tól 2013-ig a műtrágya-felhasználást sikerült növelni átlagosan 90 kg/hektárra, majd 2013 és 2020 között tovább emelni átlagosan 112 kg/hektárra. A kálium és a foszfor pótlása Magyarországon csak a 2000-es évektől indult meg, azonban a mai napig kevesebb a pótlás, mint a felhasználás. Terület alapján a Dunántúlon több műtrágyát szórnak szét, mint az ország középső és keleti részén. A legtöbbet Vas és Zala vármegyében, míg a legkevesebbet Borsod-Abaúj-Zemplén és Jász-Nagykun Szolnok vármegyékben.
2020-ban Európában a Benelux államokban volt a legmagasabb a műtrágya-felhasználás átlagosan 167 kg/hektárral, míg a legalacsonyabb Görögországban és Portugáliában átlagosan 48 kg/hektárral. Magyarország az EU tagországai közül továbbra is az első harmadban helyezkedik el a maga átlagos 112 kg/hektár műtrágya-felhasználásával.
A műtrágyaárak 2022-ben több mint háromszorosára nőttek 2021-hez képest. Fő oka, hogy a nagyon megdráguló gázár miatt a műtrágyagyártók leálltak a gyártással. Európai szintű műtrágya hiány- és drágulás fő következménye, hogy a gazdák 30-60%-kal kevesebb műtrágyát képesek csak kiszórni a földekre, ami jelentős terméscsökkenést eredményez hektáronként.

## Infrastruktúra

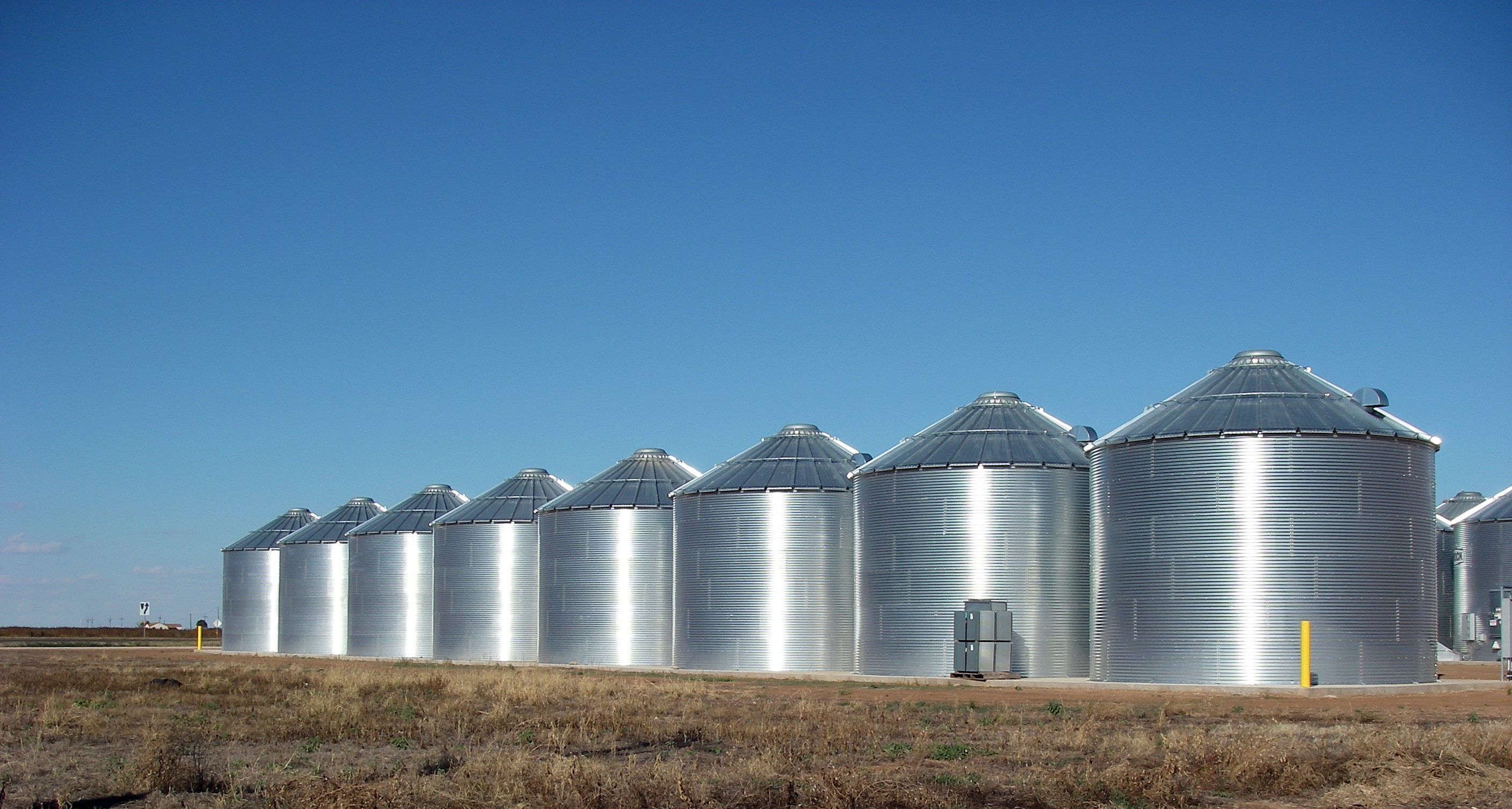
Silók

A közlekedés fontos infrastruktúrája a mezőgazdaságnak, mivel szerepet játszik az elosztó hálózatban. A jobb közlekedési infrastruktúra lehetővé teszi a termelőknek, hogy hatékonyabban szerezzék be az inputokat a gazdálkodáshoz, áruikat nagy távolságra szállíthassák, bejuthassanak a globális piacra, illetve hogy gyorsan eltudják vinni a romlandó termékeiket a vevőknek. A mezőgazdasági áruszállításnak három módját használják, közúti, vasúti és vízi. Az áruszállítás szempontjából a közúti (64%) szállítási formát használják leginkább, ez követi a vasúti (19%), végül a vízi (2%). A teherautók a legszélesebb körben használt szállítási eszköz, a mezőgazdasági teherszállítás mintegy kétharmadát, míg a vasúti és vízi szállítás körülbelül egynegyedét teszik ki. A romlandó árukat teherautókkal szállítják, a friss gyümölcsök és zöldségek mintegy 98%-át kamionnal szállítják.
Ezen szempontok alapján a mezőgazdaság igényli az autóutakat és az autópályákat A legtöbb mezőgazdasági árú Ausztria és Románia felé hagyja el, illetve érkezik be az országba, ezért a három leginkább igénybe vett autópálya az M1-es, M4-es, valamint még az M7-es is. Az autópályáktól távolabb lévő gazdaságok számára az országosközút-hálózatnak köszönhetően rövid időn belül bárnyik autópálya elérhető. Azonban a közúthálózat közepes fejlettségű, túlzsúfoltak, az utak jelentős hosszban rossz kiépítettségűek.
A vasúti infrastruktúra szintén közepes fejlettségű, a mezőgazdasági vasúti teherszállátásra leginkább az 1-es, 100-as és a 120-as villamosított vasútvonalakat használják. A magyar vasúthálózat az 1960-as évek második felétől hanyatlásnak indult meg és az elővárosi vonalakon kívül a folyamat napjainkban is tart. A meglévő alsóbbrendű pályákat nem a szükséges mértékben tartották karban, ezért országszerte gyakoriak a sebességkorlátozások a vonalakon. A magyar teherkocsi-állomány korszerűtlenek, lecserélésre, de legalábbis felújításra szorulnak. Számos gazda, főleg a külföldi gazdák, a vasút helyett a közúti szállítást választja.
A vízi közlekedés-szállítás minimális, pedig a vízi szállítás igen gazdaságos, különösen a nagy mennyiségű ömlesztett áruk esetében. Azonban a magyar hajópark erősen korszerűtlen felújításra szorul, nem igazodik kellőképpen a piaci igényekhez, csak szárazáru-szállítók vannak. Legjelentősebb teherkikötő a győri, a csepeli, a dunaújvárosi és a bajai. A csepeli szabad kikötő alapadottságai jók, a rakodó- és szállítóeszközök kapacitása elégséges, de az infrastruktúra elöregedett. Azok a gazdák és kereskedők, akik a vízi szállítás mellett döntenek, legtöbbjük a csepeli kikötőt választják.
A mezőgazdasági infrastruktúra másik jelentős része a tárolás. A magyar mezőgazdaságban a tárolók, ami főleg siló vagy csarnoktároló egy részének műszaki színvonala, ill. betárolt termények állagát megóvó tárolástechnológiák nem kielégítők, valamint a tárolók a gazdák nagy részénél hiányzik. Ezt a termények túlszárításával igyekeznek pótolni, ami mint ismert jelentősebb energiafelhasználást igényel és a termény fizikai és beltartalmi minőségét is károsítja. A raktár- és az állagmegóvó technológiák hiánya szükségessé teszi a jövőben a gazdák számára a támogatott beruházások igénybevételét. Minden évben kárba vész a betakarított termény egy része a nem megfelelő tárolás miatt.

## Épület- és gépállomány

### Mezőgazdasági épületek

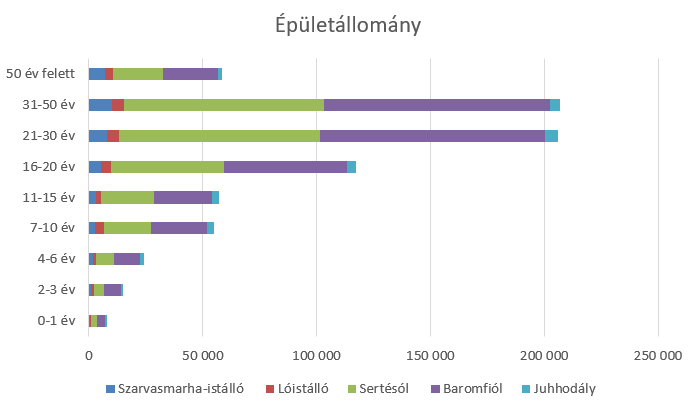
Mezőgazdasági épületállomány megoszlása 2013-ban

A mezőgazdasági épületek állományfelmérése hazánkban legutóbb 2013-ban volt, előtte pedig 2000-ben. Az eltelt 13 évben a gazdaságok számának csökkenésével párhuzamosan visszaesett az épületek-építmények száma is, átlagos kapacitásuk azonban jelentősen emelkedett. Ez a tendencia 2022-ben is valószínűsíthető, mivel 2013-óta tovább csökkent a gazdaságok száma. 2013-ban a szarvasmarha-istállókban 1,2 millió, a sertésólakban 5,1 millió férőhely volt. 2000-ben az előbbi 1,4 millió, utóbbi 8,9 millió volt. Lovak tartására 163 ezer férőhely állt rendelkezésre, 10 ezerrel kevesebb, mint 2000-ben. A baromfiólak összes kapacitása 500 ezer m²-rel nőtt, 2013-ban 11,5 millió m² volt. Az állattartás épületei közül a sertésólak (306 ezer), valamint a szarvasmarha-istállók száma (39 ezer) csökkent legnagyobb mértékben. 2013-ra a lóistállók száma harmadával, a baromfiólaké (348 ezer) közel felével csökkent. A növénytermesztés és állattenyésztés egyéb épületeinek száma pl. különböző trágyatároló építmények, silók, terményszárítók és -keverők, bortárolók száma (a fejőházakat kivéve) jelentősen csökkent.
2013-ban az ország sertésólainak a 65%-a, a szarvasmarha-istállóknak a 64%-a, a baromfiólaknak a 64%-a, a lóistállóknak az 53%-a és a juhhodályok 46%-a 20 évnél idősebb épületek, míg a tárolók közül a hígtrágya-tárolók 72%-a, a silók 63%-a, a trágyalétárolók 62%-a, a terménytárolók 55%-a és a szilárdtrágya-tárolók 54%-a 20 évnél fiatalabb épületek voltak. A takarmánykeverők 75%-a, a fejősházak 68%-a és a terményszárítók 62%-a volt fiatalabb, mint 20 év, míg a bortároló helyiségek 82%-a idősebb volt, mint 20 év. Elmondható, hogy a mezőgazdasági épületek 54%-a a rendszerváltás után épültek.

### Mezőgazdasági célú gépek

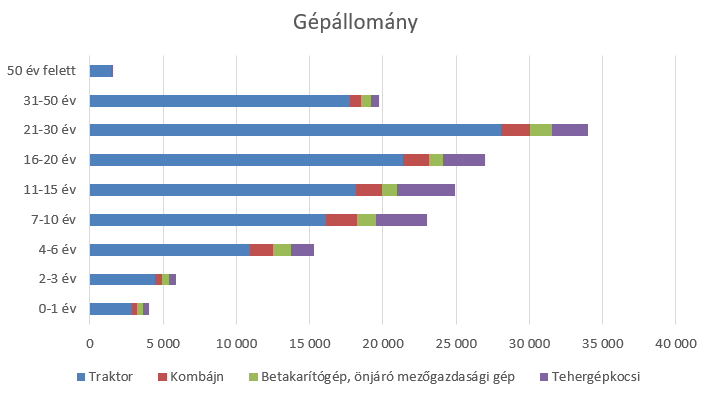
Mezőgazdasági gépállomány megoszlása 2013-ban

A mezőgazdasági célú gépállomány nagyságáról és kapacitásáról hazánkban legutóbb 2013-ban volt összeírás, előtte pedig 2005-ben. A legtöbb géptípus száma csökkent, azonban átlagos és teljes kapacitásuk számottevően nőtt. Az egyéb önjáró betakarítógépek vonóereje csökkent, az egyéb önjáró mezőgazdasági gépeké és a tehergépkocsiké viszont számottevően emelkedett. A traktorok száma 6, a kombájnoké 11, a tehergépkocsiké 2 százalékkal csökkent 2005 és 2013 között. A traktorok
(összesen 121 ezer darab) közül elsősorban a kisebb teljesítményűek használata szorult vissza, ugyanis csak a 60 kilowatt alattiak száma csökkent, a gazdaságok nagyobb vonóerejű gépekre cserélték kisebb társaikat. A 20 kilowattos traktoroknál gyengébb teljesítményű gépeknek a 48%-át cserélték le nagyobb teljesítményű gépekre. A 60 kilowatt feletti nagyobb teljesítményű traktorok száma 45%-kal nőtt. Az egyéni gazdaságok körében a növekedés erőteljesebb volt, a bővülést a nagyobb korszerűsítési igény mellett a fejlesztési támogatások mozdították elő. Az 1 tonnánál kisebb tehergépkocsik 40%-át cserélték le az 1 és 3,5 tonna közti súlyú tehergépkocsikra.
2013-ban a magyar traktorállomány (121 ezer db) 61%-a 20 évnél fiatalabb volt. A kombájn és egyéb betakarítógépek (18 ezer db) 72%-a volt 20 évnél fiatalabb. A tehergépkocsik (16 ezer db) 81%-a volt 20 évnél fiatalabb.

## Mezőgazdasági technológiák

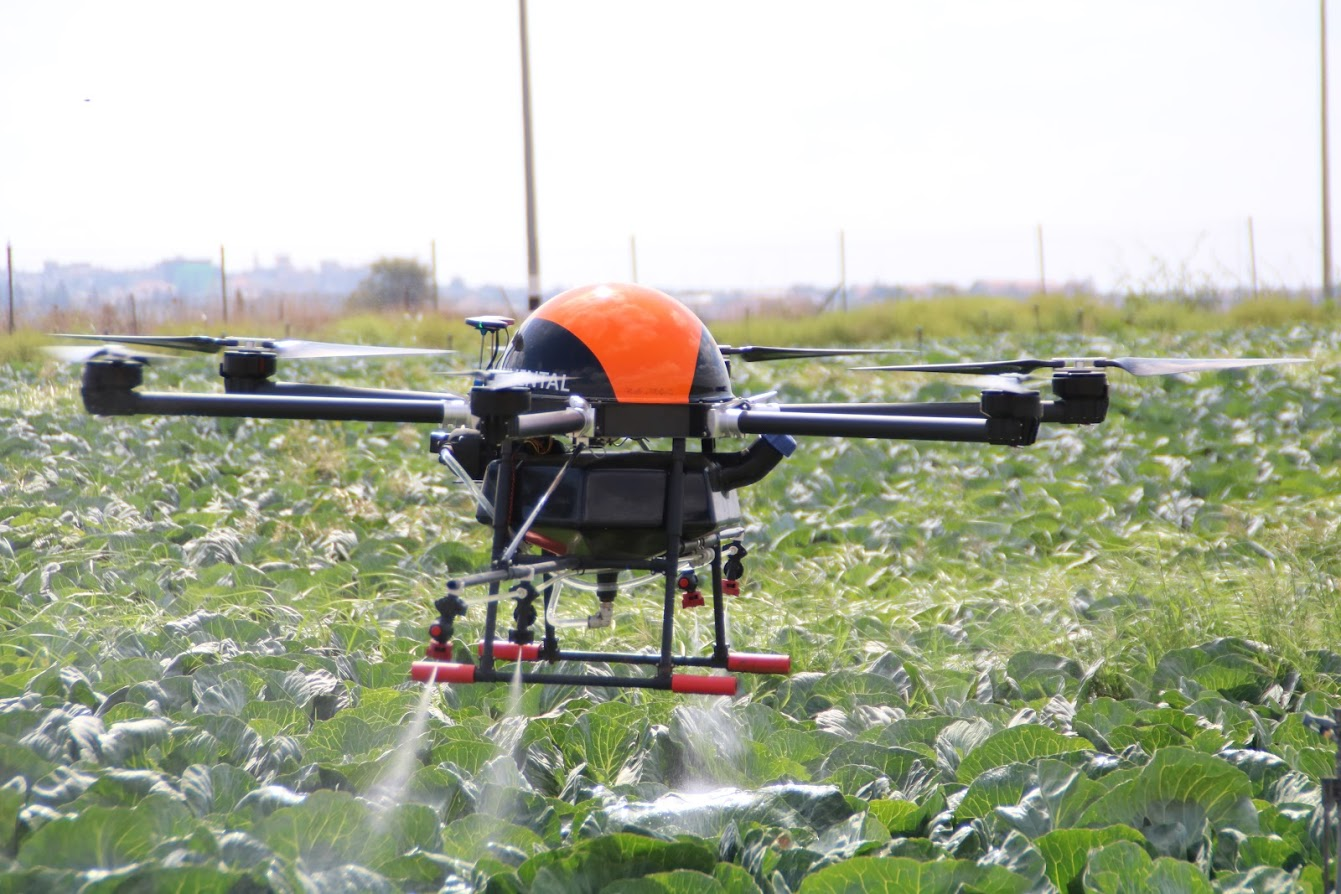
Mezőgazdasági drón

2010-es évektől Európában az okos eszközök és szenzorok egyre nagyobb szerepet kapnak a gazdálkodásban, a mezőgazdasági folyamatok is egyre inkább adatközpontúvá válnak. A szélsőségessé váló időjáráshoz való alkalmazkodás szükségessége, újfajta kihívások elé állítja a gazdálkodókat, az időben megfelelő válaszok adása a klíma adaptív gazdálkodás egyik záloga. Az okos, észszerű gazdálkodás (smart farming), az információs és adattechnológiák alkalmazása az összetett gazdálkodási rendszerek optimalizálása érdekében megkerülhetetlen. Az okos mezőgazdasági technológiák és a korszerű, gyűjtő adattechnológiák integrálása lehetővé teszi, hogy a hatékony termelési folyamat biztosítva legyen. Ezen alkalmazások támogatják a gazdálkodókat a konkrét adatokon alapuló, tájékozott döntések meghozatalában. A helyszíni vizsgálatok során a szenzoros technológiák szerepe felértékelődik. Az újítások fontosabbak a modern mezőgazdaságban, mint valaha. A mezőgazdaság minden ágazata hatalmas kihívásokkal néz szembe, a növekvő szállítási költségek, a munkaerőhiány, a fogyasztói preferenciák változása révén és az átláthatóság és a fenntarthatóság hiánya miatt. A mezőgazdasági vállalatoknál egyre inkább elterjedt a felismerés, hogy új megoldásokra van szükség ezekhez a kihívásokhoz.
A magyar gazdáknak folyamatosan fejleszteniük, modernizálniuk kell a gazdaságukat, hogy ha versenyképesek akarnak maradni a piacon. A magyar gazdák 61%-nak nincs mezőgazdasági végzettsége csak gyakorlati tapasztalattal rendelkeznek, ez jelentős versenyhátrányt jelent a tőlünk nyugatabbra lévő versenytársakkal szemben. Ebből kifolyólag kevésbé is nyitottak az új technológiákra, ragaszkodnak a régi több évtizedes gyakorlatok alkalmazásához. Ezért az új technikai fejlesztések mellett nagyon fontos az oktatás is a gazdáknak, hogy ne féljenek a legkorszerűbb technológiák bevezetésétől, pl. 2023 januárjában indult el először Magyarországon a mezőgazdasági drónpilóták képzése.
A mezőgazdaság 4 jelentős technológiája: az automatizálás és a robotika, az állattenyésztési technológia, biotechnológia és a vertikális gazdálkodás. Európa mezőgazdasága és benne Magyarország a 4 technológia közül elsősorban az automatizálás és robotikára teszi a hangsúlyt és a közeljövőben efelé haladunk.

### Automatizálás és robotika
Olyan technológia, amely hatékonyabbá teszi a gazdaságokat, és automatizálja a növény- vagy állattenyésztési ciklust. Egyre több vállalat dolgozik robotikai innováción, drónok, autonóm traktorok, robotbetakarítók, automatikus öntözés és vetőrobotok fejlesztése mellett. Noha ezek a technológiák meglehetősen újak, egyre több gazdász nyit a gazdaságának az automatizálása felé. Az automatizálási technológia elsődleges célja a könnyebb, hétköznapi feladatok lefedése. Néhány főbb technológia, amelyet a gazdaságok általában használnak: betakarítás automatizálása, autonóm traktorok, vetés és gyomlálás, valamint drónok.

### Állattenyésztési technológia
Az állattenyésztési technológia javíthatja az állatok és az állatállomány termelékenységi kapacitását, jólétét és gazdálkodását. A „kapcsolódó tehén” fogalma annak eredménye, hogy egyre több tejelő állományt érzékelőkkel szereltek fel az egészség megfigyelésére és a termelékenység növelésére. Az egyedi hordható érzékelők szarvasmarhákra való felhelyezése nyomon tudja követni a napi tevékenységeket és az egészséggel kapcsolatos kérdéseket, miközben adatvezérelt betekintést nyújt az egész állományhoz. Az összes előállított adat értelmes, gyakorlati betekintéssé alakul, ahol a termelők gyorsan és egyszerűen megnézhetik az állatállomány helyzetét és így gyorsabb és megalapozottabb döntéseket tudnak hozni. Az állattenyésztőknek segít meghatározni az állat genomikáját, segít a betegségek kiszűrésében, és meghatározni az állatállomány jövedelmezőségét. A technológia segítségével kiszűrhető lehet, hogy betegségek, járványok az egész állományt érintsen, és ezzel megszüntethető lehet, hogy nem kell leölni a teljes állatállományt.

### Beltéri vertikális gazdálkodás
A beltéri vertikális gazdálkodás növeli a terméshozamot és leküzdi a korlátozott földterületeket. Beltéri vertikális gazdálkodás alatt azt értjük, ahol zárt és ellenőrzött környezetben egymásra helyezett termékek termesztését folytatják. Ez főleg a városi gazdálkodásban alkalmazható. A függőlegesen felszerelt polcok használatával jelentősen csökken a növénytermesztéshez szükséges földterület nagysága a hagyományos gazdálkodási módszerekhez képest. A vertikális gazdaságokban nincs szükség talajhoz a növények növekedéséhez. A legtöbb hidroponikus beállítású, ahol a zöldségeket tápanyag-sűrű víztartályban termesztik, vagy aeroponic, ahol a növényi gyökereket szisztematikusan permetezik vízzel és tápanyagokkal. A természetes napfény helyett mesterséges növekedési lámpákat használnak. Könnyen automatizálható gazdaságok, minimális emberi beavatkozás mellett, illetve 70%-kal kevesebb vizet használnak, mint a hagyományos gazdaságok.

### Biotechnológia
A mezőgazdaságban hasznosított mikroorganizmusok, növények, állatok szaporodásának, genetikai programjának megváltoztatása, a kialakított új képességek technológiai alkalmazása. A technológia alkalmazásának fő szempontja, hogy a növényeket ellenállóbbá tegyék a klimatikus változásokkal szemben, pl. a vízhiánnyal, a hideggel szemben ellenállóbbak legyenek. Több termést hozzanak, ellenállóbbak legyenek a kártevőkkel szemben. A technológia jövőbeni másodlagos célja, hogy a glutén- vagy laktózérzékenyek ismét képesek legyenek gabonaféléket vagy tejtermékeket fogyasztani.

### Eszközök

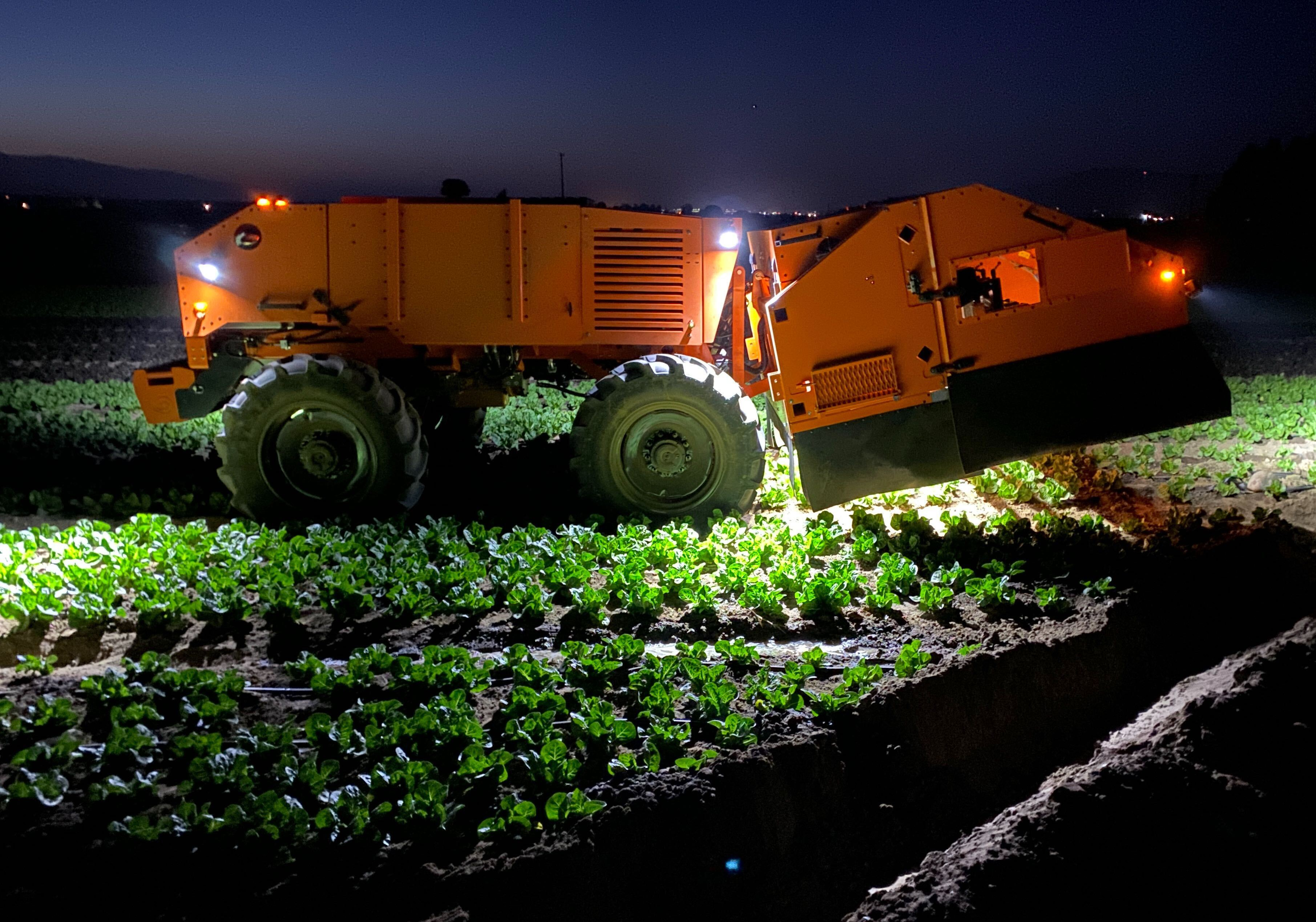
Önvezető gyomlálógép egy salátaföldön

Új mezőgazdasági eszközök alkalmazása Magyarországon 2023-ban:
- Sorvezető/automata kormányzás. A gazdák 5,3%-a használta.
- Differenciált munkaművelet. A gazdák 4,9%-a használta.
- Környezeti szenzorok. A gazdák 2,6%-a használta.
- Növényállapot-felmérés. A gazdák 2,3%-a használta.
- Flottakövetés. A gazdák 2,1%-a használta.
- Robotok. A gazdák 1,7%-a használta.
- Döntéstámogató szoftver. A gazdák 1,6%-a használta.
- Precíziós takarmányozás. A gazdák 1,4%-a használta.
- Drónok. A gazdák 0,9%-a használta.

A mezőgazdasági drónok a szántóföldi növénytermesztésnél, a szőlészetekben, gyümölcsösökben és a kertészetekben alkalmazhatóak. Segítségével a növény- és talajállapot pontos, precíz, célzott felmérése, hogy csak ott kelljen kezelni a problémát, ahol arra szükség van, ill. permetezésben, területmérésben és birtokszemlében van előnye. Egyes szakemberek szerint az új mezőgazdasági eszközök közül az elkövetkezendő 10 évben a drónok használata fog az automata kormányzás mellett a legjobban elterjedni a mezőgazdaságban.
A spektroszkópia fejlődésével már lehetőség nyílik helyszíni talaj- és takarmányvizsgálatra egyaránt. Megmutatja a talaj tápanyagtartalmát, ezzel segítve a gazdát, hogy mennyi műtrágyát kell szétszórnia még, avagy sem a földeken. Emellett meghatározza az állatok takarmányának a tápanyagtartalmát.
Az automata kormányzás használata nagyon nagy mértékben segít csökkenteni az átfedéseket, időt, munkaórát, a kiszórt anyagot és az üzemanyagot. Ez az egyik legnépszerűbb és valószínűleg a leggyorsabban terjedő új eszköz lesz a mezőgazdaságban.
A döntéstámogató rendszer az adott növény termesztését leszimulálja, hogy milyen adott feltételek és döntések mellett lesz a legnagyobb hozam betakarítás, és ezek alapján segít a rendszer a gazdának lépésről lépésre megtervezni a növénytermesztés legjobb módszerét.
A flottakövető segít a gazdának a járművek pillanatnyi helyzetük, mozgásuk visszamenőleges lekérdezésében, ill. megtett útjaikról, milyen területeket érintettek, munkával töltött idejükről, aktuális üzemanyag szintjükről, felhasznált üzemanyag mennyiségeikről, járművek állapotáról...stb. Ezt főleg csak a legnagyobb gazdaságok használják, ahol több tucat termelőeszköze van a gazdának.

## Külkereskedelem

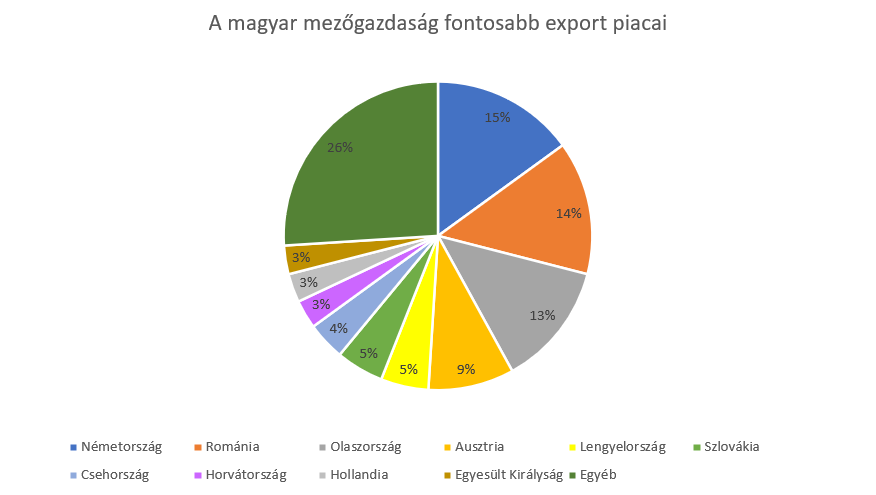
Magyar mezőgazdaság fontosabb exportpiacai 2021-ben

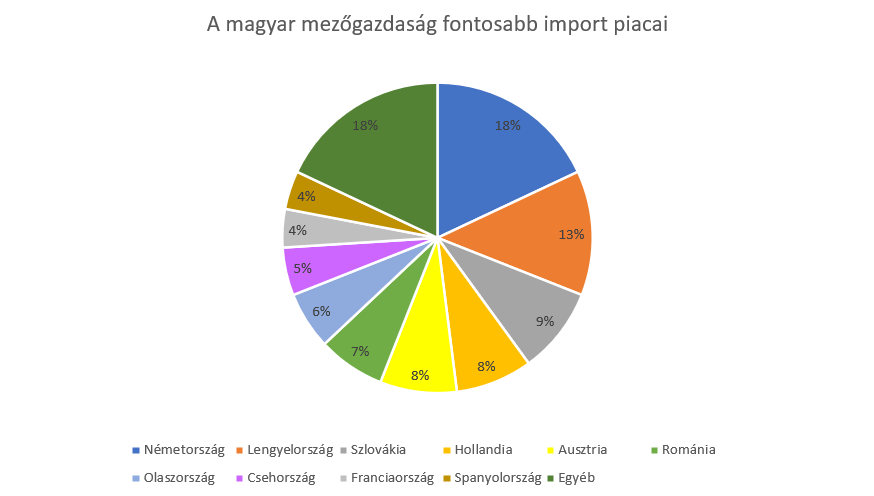
Magyar mezőgazdaság fontosabb importpiacai 2021-ben

A magyar mezőgazdaság külkereskedelmének főbb jellemzői 2017 és 2022 között. Az agrár-külkereskedelem részesedése a nemzetgazdaság teljes exportjából 10,7%, míg az importjából 7,1% volt 2021-ben. A mezőgazdasági export erősen, míg az import valamivel kevésbé koncentrált. A teljes agrárexportból főként a gabonafélék (15%), állati takarmányok (11%) és a húsfélék (10%), míg az agrárimportból főleg az állai takarmányok (9%), húsfélék (7%) és a cukrászati készítmények (7%) aránya volt a legnagyobb. 2021-ben a teljes agráregyenlegből a gabonafélék (38%), húsfélék (15%) és az állati takarmányok (14%) részesedése volt a legnagyobb. Kiviteli termékek közül 2020-hoz viszonyítva legjobban az állati és növényi zsírok, olajok aránya nőtt meg, míg a legnagyobb visszaesés a dohánytermékek esetében történt. Behozatali termékek közül 2020-hoz viszonyítva legjobban az állati takarmányok és az olajos magvak aránya nőtt meg, míg a legnagyobb visszaesés a húsfélék esetében történt.
Első öt exportpiacunk Németország (1554 millió €), Románia (1431 millió €), Olaszország (1375 millió €), Ausztria (940 millió €) és Lengyelország (544 millió €) a teljes agrárexportunk 54,9%-át tették ki 2021-ben. Első öt importpiacunk Németország (1291 millió €), Lengyelország (921 millió €), Szlovákia (652 millió €), Hollandia (577 millió €) és Ausztria (546 millió €) a teljes agrárimportunk 56,3%-át tették ki 2021-ben.
Fontosabb mezőgazdasági árufőcsoportok külkereskedelmének alakulása 2017 és 2021 között: az élősertés esetében 5 év alatt az export kis mértékben, 27 ezer tonnáról 21 ezer tonnára csökkent, azonban az import jelentősen, 74 ezer tonnáról 52 ezer tonnára csökkent. A magyar élősertés legnagyobb felvásárlója Románia volt 65,8%-os részesedéssel, második Hollandia, míg a harmadik Ausztria. Az EU-n kívül főleg Albániába és Moldovába szállítottunk élősertést. Importpiacunk főleg Szlovákia (38%), Horvátország (32%) és Németország (21%).
Élőmarha esetében 5 év alatt az export jelentős mértékben, 64 ezer tonnáról 92 ezer tonnára nőtt, míg az importunk 22 ezer tonnáról 16 ezer tonnára csökkent. A magyar élőmarha legnagyobb felvásárlója Törökország, Oroszország és Üzbegisztán. Korábban Oroszország volt a magyar élőmarha legnagyobb felvásárlója, azonban 2020-óta fokozatosan csökkentették a magyar felvásárlást. Importpiacunk főleg Németország (47%), Hollandia (19%) és Dánia (10%).
Sertéshús esetében 5 év alatt az export 175 millió tonnáról 170 millió tonnára csökkent, míg az importunk 158 millió tonnáról 133 millió tonnára csökkent. A magyar sertéshús legnagyobb felvásárlója Románia 60%-os részesedéssel, második Hollandia, míg a harmadik Ausztria. Korábban az egyik legnagyobb piacnak számító Japán 2019-ben teljesen megszüntette a magyar sertéshús felvásárlást, ahogy Kína, Tajvan és Dél-Korea is 70%-kal csökkentették a magyar sertéshús felvásárlást. Ennek fő oka, hogy 2019-ben kirobbant nálunk és Európában a sertéspestis.
Baromfihús esetében 5 év alatt az export 230 millió tonnáról 279 millió tonnára nőtt, míg az import 53 millió tonnáról 65 millió tonnára nőtt. A magyar baromfihús legnagyobb felvásárlója Románia, Németország és Bulgária. Az EU-n kívül főleg Ukrajna és Üzbegisztánba szállítottunk baromfihúst. Importpiacunk főleg az Egyesült Királyság, Hollandia és Németország.
Nyers tej esetében 5 év alatt az export 303 millió tonnáról 307 millió tonnára nőtt, míg az importunk 119 millió tonnáról 104 millió tonnára csökkent. A magyar nyers tej legnagyobb felvásárlója Románia (173 ezer t), Horvátország (61 ezer t) és Olaszország (35 ezer t). Olaszország 5 év alatt 53%-kal csökkentette a magyar nyers tej felvásárlását. Importpiacunk főleg Szlovákia (38%), Csehország (23%) és Németország (10%).
A magyar tenyész- és étkezési tojás legnagyobb felvásárlója Olaszország (23%), Románia (19%) és Lengyelország (8%). Importpiacunk főleg Lengyelország (10,4 ezer t), Szlovákia (6,1 ezer t) és Németország (1,9 ezer t).
Paprika esetében 5 év alatt az export 26 ezer tonnáról 28 ezer tonnára nőtt, míg az import 9 ezer tonnáról 16 ezer tonnára nőtt. A magyar paprika legnagyobb felvásárlója Németország (57%), Szlovákia (17%) és Csehország (9%).
Burgonya esetében 5 év alatt az export 8 ezer tonnáról 4 ezer tonnára csökkent, míg az import 39 ezer tonnáról 73 ezer tonnára nőtt. A magyar burgonya legnagyobb felvásárlója Csehország, Bosznia-Hercegovina és Lengyelország. Importpiacunk főleg Franciaország, Szlovákia és Hollandia.
Alma esetében 5 év alatt az export 24 ezer tonnáról 11 ezer tonnára csökkent, míg az import 18 ezer tonnáról 25 ezer tonnára nőtt. A magyar alma legnagyobb felvásárlója Szlovákia (44%), Egyiptom (18%) és Ausztria (17%).
Búza esetében 5 év alatt az export 2,8 millió tonnáról 2,9 millió tonnára nőtt. A magyar búza legnagyobb felvásárlója Olaszország (1,2 millió t), Ausztria (579 ezer t) és Románia (356 ezer t).
Kukorica esetében 5 év alatt az export 4,1 millió tonnáról 4,4 millió tonnára nőtt. A magyar kukorica legnagyobb felvásárlója Olaszország (1,4 millió t), Románia (576 ezer t) és Ausztria (479 ezer t). Az EU-n kívül főleg Oroszországba, Ukrajnába és Szerbiába szállítottunk. Spanyolország ha lassan is, de fokozatosan bővíti a magyar kukoricafelvásárlását, 5 év alatt meghétszerezte a felvásárlását.
Napraforgómag esetében 5 év alatt az export 388 ezer tonnáról 398 ezer tonnára nőtt. A magyar napraforgó legnagyobb felvásárlója Olaszország (80 ezer t), Ausztria (63 ezer t) és Csehország (56 ezer t). Napraforgóolaj esetében 5 év alatt az export 448 ezer tonnáról 557 ezer tonnára nőtt, míg az importunk 12 ezer tonnáról 39 ezer tonnára nőtt. A magyar napraforgóolaj legnagyobb felvásárlója Olaszország, Ausztria és Csehország.
Repce esetében 5 év alatt az export 600 ezer tonnáról 530 ezer tonnára csökkent. A magyar repce legnagyobb felvásárlója Ausztria (48%), Németország (36%) és Románia (4%). Importpiacunk főleg Románia, Franciaország és Horvátország.
Cukorrépa esetében 5 év alatt az export 50 ezer tonnáról 12 ezer tonnára csökkent, míg az import 99 ezer tonnáról 100 ezer tonnára nőtt. A magyar cukorrépa legnagyobb felvásárlója Horvátország (5 ezer t), Ausztria (5 ezer t) és Szlovénia (4 ezer t). Importpiacunk főleg Ausztria (47 ezer t) és Szlovákia (46 ezer t).
Állati takarmány esetében 5 év alatt az export 607 ezer tonnáról 799 ezer tonnára nőtt, míg az import 223 ezer tonnáról 357 ezer tonnára nőtt. A magyar állati takarmány legnagyobb felvásárlója Románia, Németország és Lengyelország. Az EU-n kívül főleg Egyesült Királyságba, Ukrajnába és Szerbiába szállítottunk takarmányt. Importpiacunk főleg Németország, Ausztria és Lengyelország.

## Régiók

### Nyugat-Dunántúl
A régió három vármegyéből áll, Győr-Moson-Sopron, Vas és Zala. 2020-ban a gazdaságok száma: 23 428, ezzel az 5. legtöbb gazdasággal rendelkező régiója volt Magyarországnak. A gazdaságok többsége főként szántógazdálkodást (88%) folytatott, ezt követi a gyepgazdálkodás (10%), a szőlészetek (1%) végül a gyümölcsösök (1%). A régió gazdaságainak az átlagos termelési értéke 11,9 millió forint, amivel az ország legtermelékenyebb régiója. A gazdaságok átlagos területe 23 hektár, ezzel a 3. legnagyobb földterülettel rendelkező gazdaságok régiója volt Magyarországnak. A régió gazdáinak a 3,7%-a vett részt vidékfejlesztési programokban, ezzel a 2. legkevésbé támogatott régiója volt Magyarországnak. A gazdálkodók 38%-a saját földjeiken gazdálkodtak, míg az 59%-juk bérelt földeken. 2020-ban a régió gazdálkodóinak a 91%-a 40 évesnél idősebb, és a 63%-ának nem volt mezőgazdasági végzettsége, csak gyakorlati tapasztalattal rendelkezett.
2020-ban a régióban Nagykanizsán működött a legtöbb gazdaság (631 db) és konyhakert (12 hektár). A legtöbb üvegház Lébényen működött 9 hektáron, illetve a legtöbb gyümölcsös (529 hektár) Tarjánpusztán.
Az állatállományok közül 2020-ban az ország sertésállományának a 8%-a, a szarvasmarha-állományának a 13%-a, a juhállományának a 3%-a és a baromfiállományának a 17%-a volt megtalálható a régióban.
Nyugat-Dunántúl 2021-es évi növénytermés mennyisége a 7 magyar régióhoz mérve:
- Az ország 5. legnagyobb kukoricatermelője (749 ezer tonna).
- Az ország 4. legnagyobb búzatermelője (730 ezer tonna).
- Az ország 4. legnagyobb árpatermelője (221 ezer tonna).
- Az ország legnagyobb repcetermelője (177 ezer tonna).
- Az ország 2. legnagyobb cukorrépa-termelője (151 ezer tonna).
- Az ország 6. legnagyobb napraforgó-termelője (92 ezer tonna). A napraforgó össztermésének az 50%-át Győr-Moson-Sopron vármegyében termelték meg.
- Az ország 6. legnagyobb lucernatermelője (68 ezer tonna). A lucerna össztermésének az 59%-át Győr-Moson-Sopron vármegyében termelték meg.
- Az ország 2. legnagyobb szójatermelője (48 ezer tonna).
- Az ország 2. legnagyobb almatermelője (34 ezer tonna).
- Az ország 5. legnagyobb szőlőtermelője (19 ezer tonna).
- Az ország legkisebb tritikálétermelője (16 ezer tonna).
- Az ország 5. legnagyobb burgonyatermelője (12 ezer tonna). A burgonya össztermésének az 55%-át Győr-Moson-Sopron vármegyében termelték meg.
- Az ország 4. legnagyobb rozstermelője (8,9 ezer tonna). A rozs össztermésének a 77%-át Győr-Moson-Sopron vármegyében termelték meg.
- Az ország 5. legnagyobb zabtermelője (8,6 ezer tonna). A zab össztermésének a 61%-át Győr-Moson-Sopron vármegyében termelték meg.
- Az ország 3. legnagyobb meggytermelője (6,2 ezer tonna). A meggy össztermésének a 81%-át Győr-Moson-Sopron vármegyében termelték meg.
- Az ország 4. legnagyobb paradicsomtermelője (4,5 ezer tonna). A paradicsom össztermésének a 89%-át Győr-Moson-Sopron vármegyében termelték meg.
- Az ország 3. legnagyobb körtetermelője (3,1 ezer tonna). A körte össztermésének a 66%-át Zala megyében termelték meg.
- Az ország 6. legnagyobb sárgarépa-termelője (1,8 ezer tonna). A sárgarépa össztermésének a 96%-át Győr-Moson-Sopron vármegyében termelték meg.
- Az ország 5. legnagyobb vöröshagyma-termelője (1,7 ezer tonna). A vöröshagyma össztermésének a 85%-át Győr-Moson-Sopron vármegyében termelték meg.
- Az ország 5. legnagyobb fejes káposztatermelője (1,7 ezer tonna). A káposzta össztermésének a 82%-át Győr-Moson-Sopron vármegyében termelték meg.
- Az ország legkisebb szilvatermelője (945 tonna).
- Az ország 5. legnagyobb kajszibarack-termelője (905 tonna). A kajszibarack össztermésének a 69%-át Győr-Moson-Sopron vármegyében termelték meg.
- Az ország legkisebb görögdinnye-termelője (697 tonna). A görögdinnye össztermésének a 94%-át Győr-Moson-Sopron vármegyében termelték meg.
- Az ország 4. legnagyobb fűszerpaprika-termelője (646 tonna). A fűszerpaprika össztermésének a 98%-át Győr-Moson-Sopron vármegyében termelték meg.
- Az ország legkisebb őszibarack-termelője (115 tonna). Az őszibarack össztermésének a 60%-át Zala vármegyében termelték meg.

### Közép-Dunántúl
A régió három vármegyéből áll, Fejér, Komárom-Esztergom és Veszprém. 2020-ban a gazdaságok száma: 20 970, ezzel a 6. legtöbb gazdasággal rendelkező régiója volt Magyarországnak. A gazdaságok többsége főként szántógazdálkodást (83%) folytatott, ezt követi a gyepgazdálkodás (15%), a szőlészetek (1%) végül a gyümölcsösök (1%). A régió gazdaságainak az átlagos termelési értéke 11,5 millió forint, amivel az ország második legtermelékenyebb régiója. A gazdaságok átlagos területe 27 hektár, ezzel a legnagyobb földterülettel rendelkező gazdaságok régiója volt Magyarországnak. A régió gazdáinak a 4,5%-a vett részt vidékfejlesztési programokban, ezzel a 4. leginkább támogatott régiója volt Magyarországnak. A gazdálkodók 41%-a saját földjeiken gazdálkodtak, míg az 55%-juk bérelt földeken. 2020-ban a régió gazdálkodóinak a 90%-a 40 évesnél idősebb, és az 59%-ának nem volt mezőgazdasági végzettsége, csak gyakorlati tapasztalattal rendelkezett.
2020-ban a régióban Sárbogárdon működött a legtöbb gazdaság (559 db) és konyhakert (12 hektár). A legtöbb üvegház Cecén működött 5 hektáron, illetve a legtöbb gyümölcsös (594 hektár) Gárdonyon.
Az állatállományok közül 2020-ban az ország sertésállományának a 11%-a, a szarvasmarha-állományának a 12%-a, a juhállományának a 8,9%-a és a baromfiállományának a 12%-a volt megtalálható a régióban.
Közép-Dunántúl 2021-es évi növénytermés mennyisége a 7 magyar régióhoz mérve:
- Az ország 4. legnagyobb kukoricatermelője (821 ezer tonna). A kukorica össztermésének az 57%-át Fejér vármegyében termelték meg.
- Az ország 5. legnagyobb búzatermelője (629 ezer tonna). A búza össztermésének az 57%-át Fejér vármegyében termelték meg.
- Az ország 5. legnagyobb árpatermelője (182 ezer tonna). Az árpa össztermésének az 56%-át Fejér vármegyében termelték meg.
- Az ország 5. legnagyobb napraforgó-termelője (172 ezer tonna). A napraforgó össztermésének a 63%-át Fejér vármegyében termelték meg.
- Az ország 3. legnagyobb cukorrépa-termelője (148 ezer tonna). A cukorrépa össztermésének a 79%-át Fejér vármegyében termelték meg.
- Az ország 5. legnagyobb repcetermelője (93 ezer tonna). A repce össztermésének a 65%-át Fejér vármegyében termelték meg.
- Az ország 4. legnagyobb lucernatermelője (82 ezer tonna).
- Az ország 4. legnagyobb szőlőtermelője (47 ezer tonna).
- Az ország 5. legnagyobb tritikálétermelője (30 ezer tonna). A tritikálé össztermésének az 57%-át Veszprém vármegyében termelték meg.
- Az ország 4. legnagyobb burgonyatermelője (16 ezer tonna). A burgonya össztermésének az 52%-át Komárom-Esztergom vármegyében termelték meg.
- Az ország 4. legnagyobb zabtermelője (9,7 ezer tonna).
- Az ország 5. legnagyobb meggytermelője (6,1 ezer tonna). A meggy össztermésének a 70%-át Fejér vármegyében termelték meg.
- Az ország 6. legnagyobb almatermelője (5,6 ezer tonna). Az alma össztermésének az 57%-át Fejér vármegyében termelték meg.
- Az ország 5. legnagyobb szójatermelője (5,5 ezer tonna). A szója össztermésének az 56%-át Veszprém vármegyében termelték meg.
- Az ország 5. legnagyobb rozstermelője (5,5 ezer tonna).
- Az ország 5. legnagyobb görögdinnye-termelője (6,3 ezer tonna). A görögdinnye össztermésének a 85%-át Fejér vármegyében termelték meg.
- Az ország 4. legnagyobb sárgarépa-termelője (3,1 ezer tonna). A sárgarépa össztermésének a 94%-át Fejér vármegyében termelték meg.
- Az ország 3. legnagyobb kajszibarack-termelője (1,9 ezer tonna). A kajszibarack össztermésének a 88%-át Fejér vármegyében termelték meg.
- Az ország legkisebb paradicsomtermelője (1,3 ezer tonna). A paradicsom össztermésének a 74%-át Fejér vármegyében termelték meg.
- Az ország 6. legnagyobb fejes káposztatermelője (1,1 ezer tonna). A káposzta össztermésének a 82%-át Veszprém vármegyében termelték meg.
- Az ország legkisebb körtetermelője (1 ezer tonna). A körte össztermésének az 53%-át Fejér vármegyében termelték meg.
- Az ország 6. legnagyobb szilvatermelője (1 ezer tonna). A szilva össztermésének a 75%-át Fejér vármegyében termelték meg.
- Az ország 6. legnagyobb őszibarack-termelője (489 tonna). Az őszibarack össztermésének a 85%-át Fejér vármegyében termelték meg.
- Az ország legkisebb vöröshagyma-termelője (422 tonna). A vöröshagyma össztermésének a 76%-át Fejér vármegyében termelték meg.
- Az ország legkisebb fűszerpaprika-termelője (78 tonna). A fűszerpaprika össztermésének a 92%-át Fejér vármegyében termelték meg.

### Dél-Dunántúl
A régió három vármegyéből áll, Baranya, Somogy és Tolna. 2020-ban a gazdaságok száma: 28 274, ezzel a 3. legtöbb gazdasággal rendelkező régiója volt Magyarországnak. A gazdaságok többsége főként szántógazdálkodást (90%) folytatott, ezt követi a gyepgazdálkodás (8%), a szőlészetek (2%) végül a gyümölcsösök (1%). A régió gazdaságainak az átlagos termelési értéke 11,2 millió forint, amivel az ország harmadik legtermelékenyebb régiója. A gazdaságok átlagos területe 15 hektár, ezzel a 3. legnagyobb földterülettel rendelkező gazdaságok régiója volt Magyarországnak. A régió gazdáinak a 4,4%-a vett részt vidékfejlesztési programokban, ezzel az 5. leginkább támogatott régiója volt Magyarországnak. A gazdálkodók 35%-a saját földjeiken gazdálkodtak, míg a 61%-juk bérelt földeken. 2020-ban a régió gazdálkodóinak a 90%-a 40 évesnél idősebb, és a 61%-ának nem volt mezőgazdasági végzettsége, csak gyakorlati tapasztalattal rendelkezett.
2020-ban a régióban Szekszárdon működött a legtöbb gazdaság (969 db), Nagydorogon a legtöbb konyhakert (11 hektár), Szedresen a legtöbb üvegház (10 hektár), illetve Marcalin a legtöbb gyümölcsös (356 hektár).
Az állatállományok közül 2020-ban az ország sertésállományának a 23%-a, a szarvasmarha-állományának a 12%-a, a juhállományának a 8,7%-a és a baromfiállományának a 6,7%-a volt megtalálható a régióban.
Dél-Dunántúl 2021-es évi növénytermés mennyisége a 7 magyar régióhoz mérve:
- Az ország 3. legnagyobb kukoricatermelője (1,1 millió tonna).
- Az ország 3. legnagyobb búzatermelője (924 ezer tonna).
- Az ország 2. legnagyobb árpatermelője (292 ezer tonna).
- Az ország 4. legnagyobb napraforgó-termelője (238 ezer tonna).
- Az ország legnagyobb cukorrépa-termelője (207 ezer tonna). A cukorrépa össztermésének az 56%-át Somogy vármegyében termelték meg.
- Az ország 3. legnagyobb repcetermelője (119 ezer tonna).
- Az ország 3. legnagyobb szőlőtermelője (83 ezer tonna).
- Az ország 5. legnagyobb lucernatermelője (81 ezer tonna).
- Az ország legnagyobb szójatermelője (59 ezer tonna). A szója össztermésének a 79%-át Baranya vármegyében termelték meg.
- Az ország 3. legnagyobb tritikálétermelője (31 ezer tonna). A tritikálé össztermésének a 60%-át Somogy vármegyében termelték meg.
- Az ország 3. legnagyobb görögdinnye-termelője (10 ezer tonna).
- Az ország 6. legnagyobb zabtermelője (8,3 ezer tonna). A zab össztermésének az 57%-át Somogy vármegyében termelték meg.
- Az ország legkisebb burgonyatermelője (7,5 ezer tonna). A burgonya össztermésének a 69%-át Somogy vármegyében termelték meg.
- Az ország 4. legnagyobb fejes káposztatermelője (3,8 ezer tonna).
- Az ország legkisebb almatermelője (3,3 ezer tonna). Az alma össztermésének az 54%-át Baranya vármegyében termelték meg.
- Az ország 2. legnagyobb kajszibarack-termelője (2,7 ezer tonna).
- Az ország 5. legnagyobb sárgarépa-termelője (2,1 ezer tonna).
- Az ország 6. legnagyobb körtetermelője (1,9 ezer tonna). A körte össztermésének az 58%-át Somogy vármegyében termelték meg.
- Az ország 4. legnagyobb vöröshagyma-termelője (1,8 ezer tonna).
- Az ország legkisebb meggytermelője (1,7 ezer tonna). A meggy össztermésének az 51%-át Tolna vármegyében termelték meg.
- Az ország legkisebb rozstermelője (1,5 ezer tonna).
- Az ország 6. legnagyobb paradicsomtermelője (1,4 ezer tonna). A paradicsom össztermésének az 50%-át Baranya vármegyében termelték meg.
- Az ország 2. legnagyobb őszibarack-termelője (1,3 ezer tonna). Az őszibarack össztermésének a 65%-át Somogy vármegyében termelték meg.
- Az ország 5. legnagyobb szilvatermelője (1,1 ezer tonna).
- Az ország 3. legnagyobb fűszerpaprika-termelője (783 tonna). A fűszerpaprika össztermésének az 57%-át Tolna vármegyében termelték meg.

### Pest vármegye
A régió egyedül Pest vármegyéből áll. 2020-ban a gazdaságok száma: 18 238, ezzel a legkevesebb gazdasággal rendelkező régiója volt Magyarországnak. A gazdaságok többsége főként szántógazdálkodást (81%) folytatott, ezt követi a gyepgazdálkodás (16%), a gyümölcsösök (3%) végül a szőlészetek (1%). A régió gazdaságainak az átlagos termelési értéke 7,2 millió forint, amivel az ország egyik legterméketlenebb régiója az észak-magyarországi régió mellett. A gazdaságok átlagos területe 15 hektár, ezzel a legkisebb földterülettel rendelkező gazdaságok régiója volt Magyarországnak. A régió gazdáinak a 2,7%-a vett részt vidékfejlesztési programokban, ezzel a legkevésbé támogatott régiója volt Magyarországnak. A gazdálkodók 44%-a saját földjeiken gazdálkodtak, míg az 52%-juk bérelt földeken. 2020-ban a régió gazdálkodóinak a 90%-a 40 évesnél idősebb, és a 62%-ának nem volt mezőgazdasági végzettsége, csak gyakorlati tapasztalattal rendelkezett.
2020-ban a régióban Cegléden működött a legtöbb gazdaság (1010 db) és konyhakert (15 hektár). A legtöbb üvegház Nagykőrösön működött 18 hektáron, illetve a legtöbb gyümölcsös (481 hektár) Dánszentmiklóson.
Az állatállományok közül 2020-ban az ország sertésállományának az 1,8%-a, a szarvasmarha-állományának a 8,2%-a, a juhállományának az 5,6%-a és a baromfiállományának a 4,6%-a volt megtalálható a régióban.
Pest vármegye 2021-es évi növénytermés-mennyisége a 7 magyar régióhoz mérve:
- Az ország legkisebb kukoricatermelője (334 ezer tonna).
- Az ország legkisebb búzatermelője (228 ezer tonna).
- Az ország legkisebb napraforgó-termelője (84 ezer tonna).
- Az ország legkisebb árpatermelője (66 ezer tonna).
- Az ország legkisebb lucernatermelője (56 ezer tonna).
- Az ország 2. legnagyobb burgonyatermelője (44 ezer tonna).
- Az ország legkisebb repcetermelője (33 ezer tonna).
- Az ország 4. legnagyobb tritikálétermelője (30 ezer tonna).
- Az ország 6. legnagyobb cukorrépa-termelője (20 ezer tonna).
- Az ország 5. legnagyobb almatermelője (17 ezer tonna).
- Az ország 3. legnagyobb rozstermelője (14 ezer tonna).
- Az ország 3. legnagyobb paradicsomtermelője (14 ezer tonna).
- Az ország 2. legnagyobb fejes káposztatermelője (10 ezer tonna).
- Az ország 6. legnagyobb szőlőtermelője (7 ezer tonna).
- Az ország 5. legnagyobb meggytermelője (5,7 ezer tonna).
- Az ország legkisebb zabtermelője (5,3 ezer tonna).
- Az ország 2. legnagyobb sárgarépa-termelője (5,1 ezer tonna).
- Az ország 4. legnagyobb szilvatermelője (3,2 ezer tonna).
- Az ország 5. legnagyobb körtetermelője (1,9 ezer tonna).
- Az ország 3. legnagyobb vöröshagyma-termelője (1,9 ezer tonna).
- Az ország 6. legnagyobb görögdinnye-termelője (1,1 ezer tonna).
- Az ország 5. legnagyobb őszibarack-termelője (859 tonna).
- Az ország 6. legnagyobb kajszibarack-termelője (794 tonna).
- Az ország legkisebb szójatermelője (369 tonna).
- Az ország 5. legnagyobb fűszerpaprika-termelője (216 tonna).

### Észak-Magyarország
A régió három vármegyéből áll, Borsod-Abaúj-Zemplén, Heves és Nógrád . 2020-ban a gazdaságok száma: 26 196, ezzel a 4. legtöbb gazdasággal rendelkező régiója volt Magyarországnak. A gazdaságok többsége főként szántógazdálkodást (74%) folytatott, ezt követi a gyepgazdálkodás (21%), a szőlészetek (3%) végül a gyümölcsösök (2%). A régió gazdaságainak az átlagos termelési értéke 7,2 millió forint, amivel az ország egyik legterméketlenebb régiója a Pest vármegyei régió mellett. A gazdaságok átlagos területe 22 hektár, ezzel a 4. legnagyobb földterülettel rendelkező gazdaságok régiója volt Magyarországnak. A régió gazdáinak a 6,1%-a vett részt vidékfejlesztési programokban, ezzel a leginkább támogatott régiója volt Magyarországnak. A gazdálkodók 35%-a saját földjein gazdálkodott, míg a 61%-ja bérelt földeken. 2020-ban a régió gazdálkodóinak a 90%-a 40 évesnél idősebb, és a 61%-ának nem volt mezőgazdasági végzettsége, csak gyakorlati tapasztalattal rendelkezett.
2020-ban a régióban Miskolcon működött a legtöbb gazdaság (601 db) és konyhakert (8 hektár). A legtöbb üvegház Csányon működött 22 hektáron, illetve a legtöbb gyümölcsös (1213 hektár) Hevesen.
Az állatállományok közül 2020-ban az ország sertésállományának a 4,2%-a, a szarvasmarha-állományának a 9,8%-a, a juhállományának a 11%-a és a baromfiállományának a 8,1%-a volt megtalálható a régióban.
Észak-Magyarország 2021-es évi növénytermés mennyisége a 7 magyar régióhoz mérve:
- Az ország 6. legnagyobb búzatermelője (575 ezer tonna). A búza össztermésének az 53%-át Borsod-Abaúj-Zemplén vármegyében termelték meg.
- Az ország 6. legnagyobb kukoricatermelője (484 ezer tonna). A kukorica össztermésének a 77%-át Borsod-Abaúj-Zemplén vármegyében termelték meg.
- Az ország 3. legnagyobb napraforgó-termelője (238 ezer tonna). A napraforgó össztermésének az 51%-át Borsod-Abaúj-Zemplén vármegyében termelték meg.
- Az ország 6. legnagyobb árpatermelője (107 ezer tonna). Az árpa össztermésének az 50%-át Heves vármegyében termelték meg.
- Az ország 3. legnagyobb lucernatermelője (107 ezer tonna).
- Az ország 2. legnagyobb szőlőtermelője (103 ezer tonna). A szőlő össztermésének a 71%-át Heves vármegyében termelték meg.
- Az ország 4. legnagyobb repcetermelője (100 ezer tonna). A repce össztermésének az 50%-át Borsod-Abaúj-Zemplén vármegyében termelték meg.
- Az ország 3. legnagyobb almatermelője (29 ezer tonna). Az alma össztermésének a 66%-át Borsod-Abaúj-Zemplén vármegyében termelték meg.
- Az ország 6. legnagyobb tritikálétermelője (17 ezer tonna).
- Az ország 3. legnagyobb zabtermelője (10 ezer tonna). A zab össztermésének az 53%-át Borsod-Abaúj-Zemplén vármegyében termelték meg.
- Az ország 4. legnagyobb szójatermelője (10 ezer tonna). A szója össztermésének a 96%-át Borsod-Abaúj-Zemplén vármegyében termelték meg.
- Az ország 2. legnagyobb meggytermelője (9,3 ezer tonna). A meggy össztermésének a 83%-át Heves vármegyében termelték meg.
- Az ország 4. legnagyobb görögdinnye-termelője (8,6 ezer tonna). A görögdinnye össztermésének az 55%-át Heves vármegyében termelték meg.
- Az ország 6. legnagyobb burgonyatermelője (7,6 ezer tonna).
- Az ország legnagyobb körtetermelője (6 ezer tonna). A körte össztermésének a 71%-át Borsod-Abaúj-Zemplén vármegyében termelték meg.
- Az ország 6. legnagyobb rozstermelője (4,9 ezer tonna). A rozs össztermésének a 81%-át Nógrád vármegyében termelték meg.
- Az ország 3. legnagyobb szilvatermelője (4,8 ezer tonna). A szilva össztermésének az 51%-át Borsod-Abaúj-Zemplén vármegyében termelték meg.
- Az ország 3. legnagyobb sárgarépa-termelője (3,4 ezer tonna). A sárgarépa össztermésének a 94%-át Heves vármegyében termelték meg.
- Az ország legnagyobb kajszibarack-termelője (3,1 ezer tonna). A kajszibarack össztermésének a 89%-át Borsod-Abaúj-Zemplén vármegyében termelték meg.
- Az ország 5. legnagyobb paradicsomtermelője (2,9 ezer tonna). A paradicsom össztermésének az 54%-át Borsod-Abaúj-Zemplén vármegyében termelték meg.
- Az ország legkisebb fejes káposztatermelője (1,1 ezer tonna). A káposzta össztermésének az 54%-át Heves vármegyében termelték meg.
- Az ország 4. legnagyobb őszibarack-termelője (1,1 ezer tonna). Az őszibarack össztermésének a 72%-át Heves vármegyében termelték meg.
- Az ország 6. legnagyobb vöröshagyma-termelője (732 tonna). A vöröshagyma össztermésének a 78%-át Borsod-Abaúj-Zemplén vármegyében termelték meg.
- Az ország legkisebb cukorrépa-termelője (484 tonna). A cukorrépa össztermésének a 81%-át Borsod-Abaúj-Zemplén vármegyében termelték meg.
- Az ország 6. legnagyobb fűszerpaprika-termelője (193 tonna). A fűszerpaprika össztermésének a 74%-át Heves vármegyében termelték meg.

### Észak-Alföld
A régió három vármegyéből áll, Hajdú-Bihar, Jász-Nagykun-Szolnok és Szabolcs-Szatmár-Bereg. 2020-ban a gazdaságok száma: 62 947, ezzel a legtöbb gazdasággal rendelkező régiója volt Magyarországnak. A gazdaságok többsége főként szántógazdálkodást (80%) folytatott, ezt követi a gyepgazdálkodás (17%), a szőlészetek (1%) végül a gyümölcsösök (1%). A régió gazdaságainak az átlagos termelési értéke 8,7 millió forint, amivel az ország 5. legtermelékenyebb régiója. A gazdaságok átlagos területe 18 hektár, ezzel a 6. legnagyobb földterülettel rendelkező gazdaságok régiója volt Magyarországnak. A régió gazdáinak a 6%-a vett részt vidékfejlesztési programokban, ezzel a 2. leginkább támogatott régiója volt Magyarországnak. A gazdálkodók 51%-a saját földjeiken gazdálkodtak, míg a 44%-juk bérelt földeken. 2020-ban a régió gazdálkodóinak a 90%-a 40 évesnél idősebb, és a 61%-ának nem volt mezőgazdasági végzettsége, csak gyakorlati tapasztalattal rendelkezett.
2020-ban a régióban Nyíregyházán működött a legtöbb gazdaság (2030 db), konyhakert (20 hektár) és gyümölcsös (875 hektár). A legtöbb üvegház viszont Kisvárdán működött 17 hektáron.
Az állatállományok közül 2020-ban az ország sertésállományának a 26%-a, a szarvasmarha-állományának a 25%-a, a juhállományának a 38%-a és a baromfiállományának a 28%-a volt megtalálható a régióban.
Észak-Alföld 2021-es évi növénytermés mennyisége a 7 magyar régióhoz mérve:
- Az ország legnagyobb kukoricatermelője (1,6 millió tonna).
- Az ország 2. legnagyobb búzatermelője (933 ezer tonna). A búza össztermésének az 53%-át Jász-Nagykun-Szolnok vármegyében termelték meg.
- Az ország legnagyobb napraforgó-termelője (537 ezer tonna).
- Az ország legnagyobb almatermelője (403 ezer tonna). Az alma össztermésének a 95%-át Szabolcs-Szatmár-Bereg vármegyében termelték meg.
- Az ország 3. legnagyobb árpatermelője (239 ezer tonna). Az árpa össztermésének a 66%-át Jász-Nagykun-Szolnok vármegyében termelték meg.
- Az ország legnagyobb lucernatermelője (197 ezer tonna).
- Az ország 6. legnagyobb repcetermelője (67 ezer tonna). A repce össztermésének az 56%-át Jász-Nagykun-Szolnok vármegyében termelték meg.
- Az ország 2. legnagyobb tritikálétermelője (59 ezer tonna). A tritikálé össztermésének az 53%-át Szabolcs-Szatmár-Bereg vármegyében termelték meg.
- Az ország 5. legnagyobb cukorrépa-termelője (43 ezer tonna). A cukorrépa össztermésének a 66%-át Hajdú-Bihar vármegyében termelték meg.
- Az ország 3. legnagyobb burgonyatermelője (40 ezer tonna). A burgonya össztermésének a 76%-át Szabolcs-Szatmár-Bereg vármegyében termelték meg.
- Az ország 2. legnagyobb görögdinnye-termelője (38 ezer tonna). A görögdinnye össztermésének a 81%-át Szabolcs-Szatmár-Bereg vármegyében termelték meg.
- Az ország legnagyobb meggytermelője (24,9 ezer tonna). A meggy össztermésének a 84%-át Szabolcs-Szatmár-Bereg vármegyében termelték meg.
- Az ország 2. legnagyobb paradicsomtermelője (18 ezer tonna). A paradicsom össztermésének az 50%-át Hajdú-Bihar vármegyében termelték meg.
- Az ország 2. legnagyobb rozstermelője (17 ezer tonna). A rozs össztermésének az 58%-át Szabolcs-Szatmár-Bereg vármegyében termelték meg.
- Az ország 2. legnagyobb zabtermelője (15 ezer tonna).
- Az ország legnagyobb szilvatermelője (12 ezer tonna). A szilva össztermésének a 84%-át Szabolcs-Szatmár-Bereg vármegyében termelték meg.
- Az ország 2. legnagyobb vöröshagyma-termelője (11 ezer tonna). A vöröshagyma össztermésének az 53%-át Jász-Nagykun-Szolnok vármegyében termelték meg.
- Az ország 3. legnagyobb fejes káposztatermelője (8,9 ezer tonna). A káposzta össztermésének a 75%-át Szabolcs-Szatmár-Bereg vármegyében termelték meg.
- Az ország legkisebb szőlőtermelője (5,4 ezer tonna). A szőlő össztermésének a 79%-át Jász-Nagykun-Szolnok vármegyében termelték meg.
- Az ország 2. legnagyobb körtetermelője (5,1 ezer tonna). A körte össztermésének a 84%-át Szabolcs-Szatmár-Bereg vármegyében termelték meg.
- Az ország 6. legnagyobb szójatermelője (5,1 ezer tonna).
- Az ország 2. legnagyobb fűszerpaprika-termelője (1,9 ezer tonna). A fűszerpaprika össztermésének a 80%-át Jász-Nagykun-Szolnok vármegyében termelték meg.
- Az ország 3. legnagyobb őszibarack-termelője (1,2 ezer tonna). Az őszibarack össztermésének a 68%-át Szabolcs-Szatmár-Bereg vármegyében termelték meg.
- Az ország legkisebb sárgarépa-termelője (946 tonna). A sárgarépa össztermésének a 72%-át Szabolcs-Szatmár-Bereg vármegyében termelték meg.
- Az ország legkisebb kajszibarack-termelője (251 tonna). A kajszibarack össztermésének az 56%-át Jász-Nagykun-Szolnok vármegyében termelték meg.

### Dél-Alföld
A régió három vármegyéből áll, Bács-Kiskun, Békés és Csongrád-Csanád. 2020-ban a gazdaságok száma: 60 949, ezzel a 2. legtöbb gazdasággal rendelkező régiója volt Magyarországnak. A gazdaságok többsége főként szántógazdálkodást (81%) folytatott, ezt követi a gyepgazdálkodás (16%), a szőlészetek (2%) végül a gyümölcsösök (1%). A régió gazdaságainak az átlagos termelési értéke 9,1 millió forint, amivel az ország 4. legtermelékenyebb régiója. A gazdaságok átlagos területe 19 hektár, ezzel az 5. legnagyobb földterülettel rendelkező gazdaságok régiója volt Magyarországnak. A régió gazdáinak az 5,1%-a vett részt vidékfejlesztési programokban, ezzel a 3. leginkább támogatott régiója volt Magyarországnak. A gazdálkodók 50%-a saját földjeiken gazdálkodtak, míg a 43%-juk bérelt földeken. 2020-ban a régió gazdálkodóinak a 91%-a 40 évesnél idősebb, és a 62%-ának nem volt mezőgazdasági végzettsége, csak gyakorlati tapasztalattal rendelkezett.
2020-ban a régióban Kecskeméten működött a legtöbb gazdaság (1529 db) és konyhakert (16 hektár). A legtöbb üvegház Szentesen és Balástyán működött 130 hektáron, illetve a legtöbb gyümölcsös (2204 hektár) Soltvadkerten.
Az állatállományok közül 2020-ban az ország sertésállományának a 26%-a, a szarvasmarha-állományának a 21%-a, a juhállományának a 26%-a és a baromfiállományának a 23%-a volt megtalálható a régióban.
Dél-Alföld 2021-es évi növénytermés mennyisége a 7 magyar régióhoz mérve:
- Az ország 2. legnagyobb kukoricatermelője (1,2 millió tonna).
- Az ország legnagyobb búzatermelője (1,2 millió tonna).
- Az ország legnagyobb árpatermelője (468 ezer tonna).
- Az ország 2. legnagyobb napraforgó-termelője (393 ezer tonna). A napraforgó össztermésének az 57%-át Békés vármegyében termelték meg.
- Az ország 2. legnagyobb lucernatermelője (187 ezer tonna).
- Az ország legnagyobb szőlőtermelője (171 ezer tonna). A szőlő össztermésének a 98%-át Bács-Kiskun vármegyében termelték meg.
- Az ország 2. legnagyobb repcetermelője (140 ezer tonna).
- Az ország legnagyobb paradicsomtermelője (127 ezer tonna). A paradicsom össztermésének az 50%-át Békés vármegyében termelték meg.
- Az ország legnagyobb burgonyatermelője (110 ezer tonna). A burgonya össztermésének az 59%-át Csongrád-Csanád vármegyében termelték meg.
- Az ország 4. legnagyobb cukorrépa-termelője (106 ezer tonna). A cukorrépa össztermésének a 73%-át Bács-Kiskun vármegyében termelték meg.
- Az ország legnagyobb tritikálétermelője (90 ezer tonna).  A tritikálé össztermésének a 64%-át Bács-Kiskun vármegyében termelték meg.
- Az ország legnagyobb sárgarépa-termelője (79 ezer tonna). A sárgarépa össztermésének a 61%-át Bács-Kiskun vármegyében termelték meg.
- Az ország legnagyobb görögdinnye-termelője (58 ezer tonna). A görögdinnye össztermésének a 87%-át Békés vármegyében termelték meg.
- Az ország legnagyobb vöröshagyma-termelője (31 ezer tonna). A vöröshagyma össztermésének az 57%-át Békés vármegyében termelték meg.
- Az ország legnagyobb rozstermelője (31 ezer tonna). A rozs össztermésének a 71%-át Bács-Kiskun vármegyében termelték meg.
- Az ország 3. legnagyobb szójatermelője (26 ezer tonna). A szója össztermésének a 64%-át Bács-Kiskun vármegyében termelték meg.
- Az ország 4. legnagyobb almatermelője (21 ezer tonna). Az alma össztermésének a 74%-át Bács-Kiskun vármegyében termelték meg.
- Az ország legnagyobb zabtermelője (17 ezer tonna).
- Az ország legnagyobb fejes káposztatermelője (13 ezer tonna).
- Az ország legnagyobb fűszerpaprika-termelője (12 ezer tonna). A fűszerpaprika össztermésének a 77%-át Bács-Kiskun vármegyében termelték meg.
- Az ország 2. legnagyobb szilvatermelője (9,5 ezer tonna). A szilva össztermésének a 78%-át Bács-Kiskun vármegyében termelték meg.
- Az ország 4. legnagyobb meggytermelője (6,2 ezer tonna). A meggy össztermésének a 76%-át Bács-Kiskun vármegyében termelték meg.
- Az ország legnagyobb őszibarack-termelője (5,4 ezer tonna). Az őszibarack össztermésének a 75%-át Csongrád-Csanád vármegyében termelték meg.
- Az ország 4. legnagyobb körtetermelője (2,4 ezer tonna). A körte össztermésének az 55%-át Bács-Kiskun vármegyében termelték meg.
- Az ország 4. legnagyobb kajszibarack-termelője (1,9 ezer tonna). A kajszibarack össztermésének a 84%-át Bács-Kiskun vármegyében termelték meg.

## Termékek
2011 és 2021 között a mezőgazdasági növénytermékek közül terménynövekedést a lóbab (566%), a cirok (507%), a csillagfürt (288%), a tök (255%), a lenmag (245%), a mogyoró (99%), az articsóka (75%), a szója (70%), a repce (61%), a gomba (55%), a spenót(49%), a dió (41%), a ribizli (36%), az áfonya (29%), a rizs(25%), az árpa (25%), a napraforgó (23%), a paradicsom (20%), a cseresznye (16%), a spárga (15%), a szőlő (12%), a búza (11%), a zöldborsó (10%), a mandula (9%), az eper (8%), a kukorica (6%), a sárgadinnye (3%) és a paprika (1%) ért el.
Miközben terménycsökkenés a málnánál (47%), a padlizsánnál (47%), a zabnál (43%), a burgonyánál (42%), a káposztánál (33%), a dohánynál (33%), a gesztenyénél (28%), a tritikálénál (24%), a salátánál (23%), a zöldbabnál (21%), a görögdinnyénél (19%), a hagymánál (17%), a cukorrépánál (15%), a karfiol és brokkolinál (15%), az őszibaracknál (14%), a kajszibaracknál (14%), a póréhagymánál (14%), a szilvánál (11%), az almánál (9%), az uborkánál (9%), a sárga- és fehérrépánál (6%), a rozsnál (6%), a meggynél (5%), a körténél (3%) és a fokhagymánál (2%) volt megfigyelhető.
2011 és 2021 között az állatállományok közül csak a méh (60%), a szarvasmarha (21%) és a bivaly (18%) állományai voltak képesek növekedni, miközben a ló (27%), a kecske (22%), a juh (13%), a sertés (9%), a kacsa (9%), a lúd (9%) és a pulyka (2%) állománya zsugorodott. A tyúkállomány az egyedüli, ami nem változott érdemben a 10 év alatt.

### Kukorica

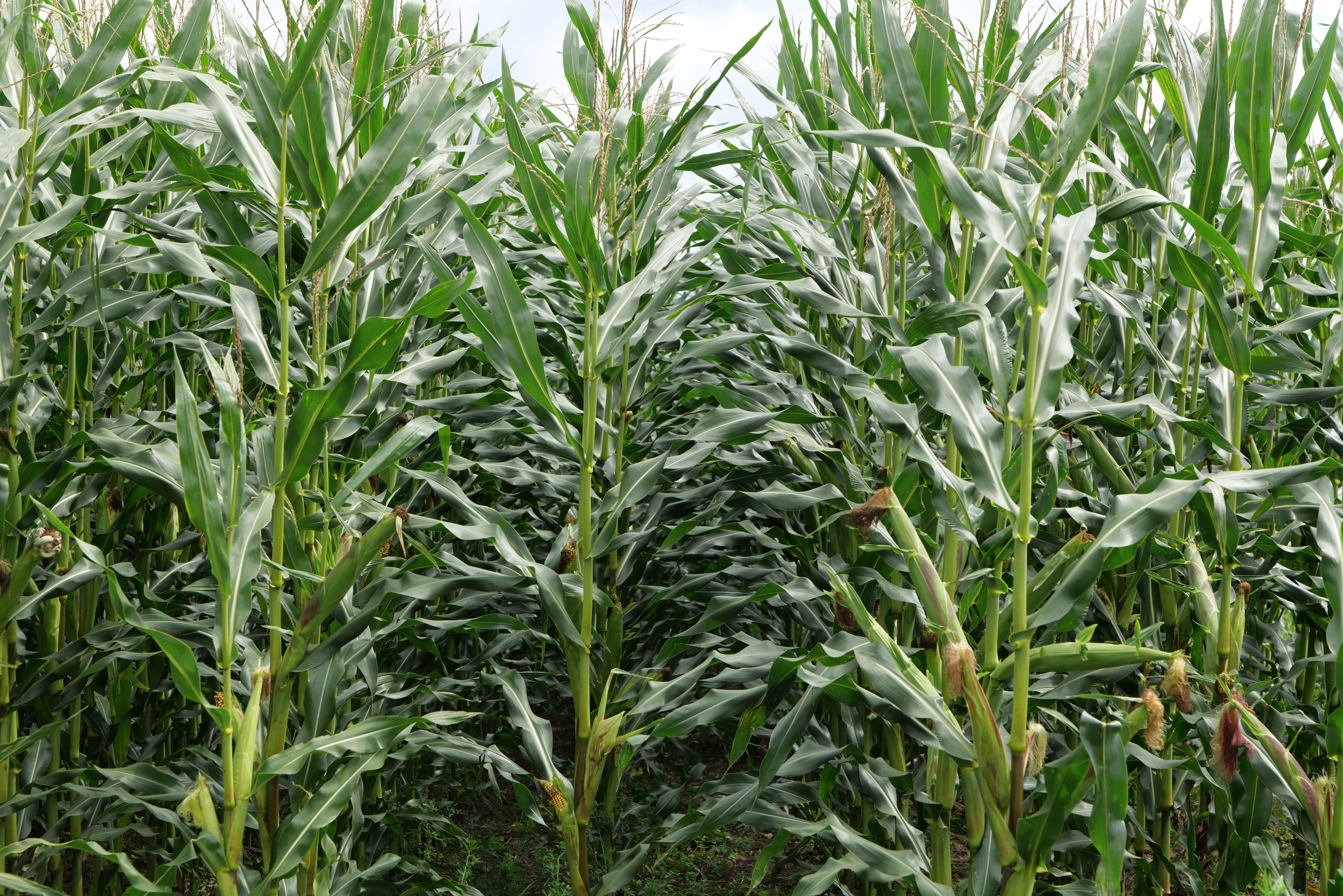
Kukorica

2021-ben 6,4 millió tonnát termeltek meg 1 millió hektár föld területen. A legtöbbet Szabolcs-Szatmár-Bereg vármegyében, 731 ezer tonnát, 106 ezer hektáron. 2011 és 2021 között 6%-kal növekedett a kukoricatermés mennyisége, miközben 17%-kal csökkent a betakarított földterületek nagysága. Az EU-ban a 4. legnagyobb kukoricatermelők voltunk. 2021-ben 463 ezer tonna kukoricát hozattunk be, míg 3,4 millió tonnát kivittünk, ezzel a világ 8. legnagyobb kukoricaexportőre voltunk. A magyar exportált kukorica 44,1%-át Olaszország, 15,6%-át Románia és 14,1%-át Ausztria vásárolta fel. Magyarország a behozott kukorica 38,4%-át Szerbiából, 30,9%-át Romániából és 14,3%-át Szlovákiából szerezte be.

### Búza

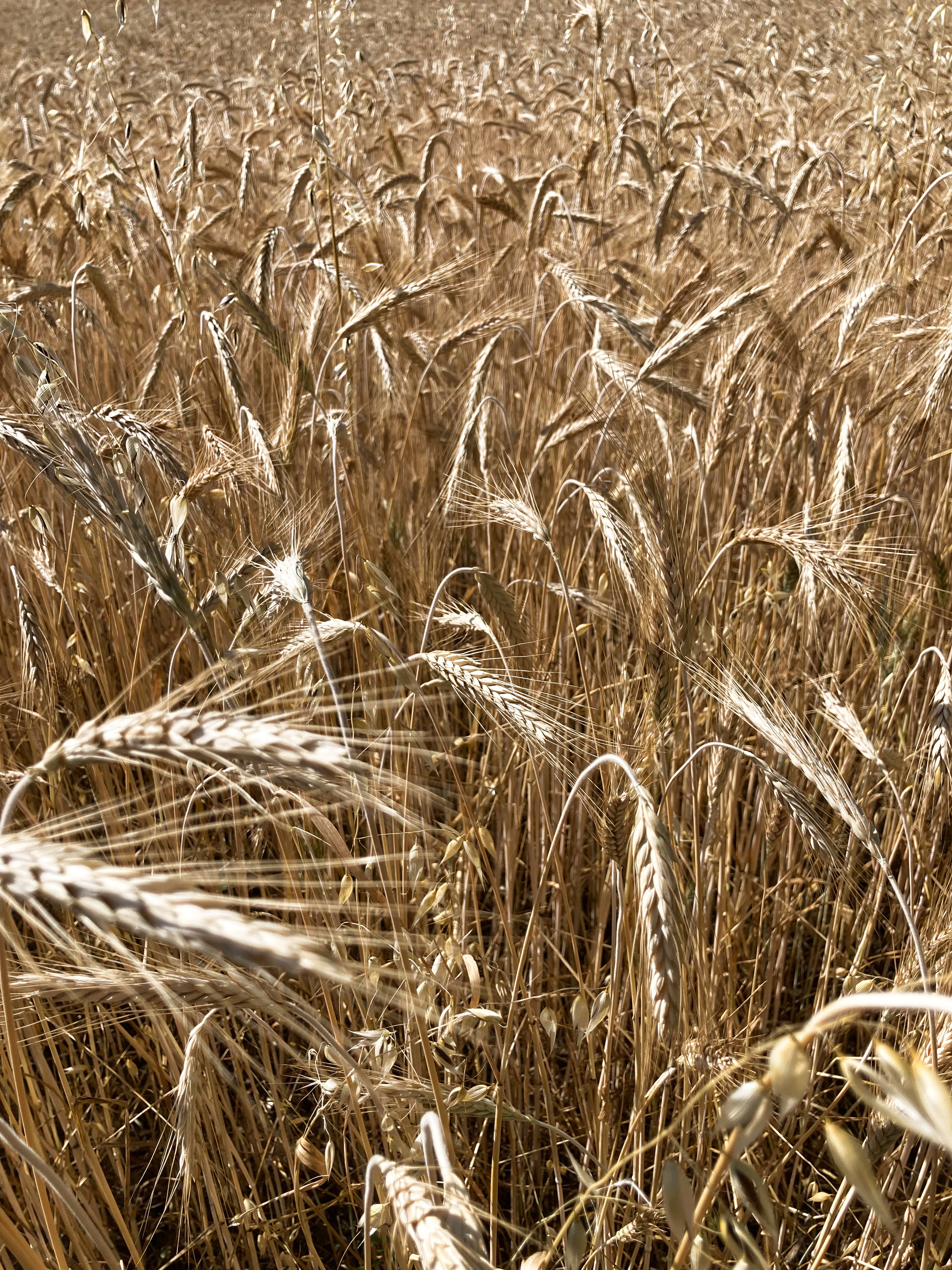
Búza

2021-ben 5,2 millió tonnát termeltek meg 892 ezer hektár föld területen. A legtöbbet Békés vármegyében, 579 ezer tonnát, 89 ezer hektáron. 2011 és 2021 között 11%-kal növekedett a búzatermés mennyisége, miközben 8%-kal csökkent a betakarított földterületek nagysága. Az EU-ban a 8. legnagyobb búzatermelők voltunk. 2021-ben 198 ezer tonna búzát hozattunk be, míg 2,6 millió tonnát kivittünk, ezzel a világ 15. legnagyobb búzaexportőre voltunk. A magyar exportált búza 44,2%-át Olaszország, 19,7%-át Ausztria és 13,7%-át Románia vásárolta fel. Magyarország a behozott búza 71,6%-át Szlovákiából, 8,8%-át Romániából és 7,2%-át Horvátországból szerezte be.

### Árpa

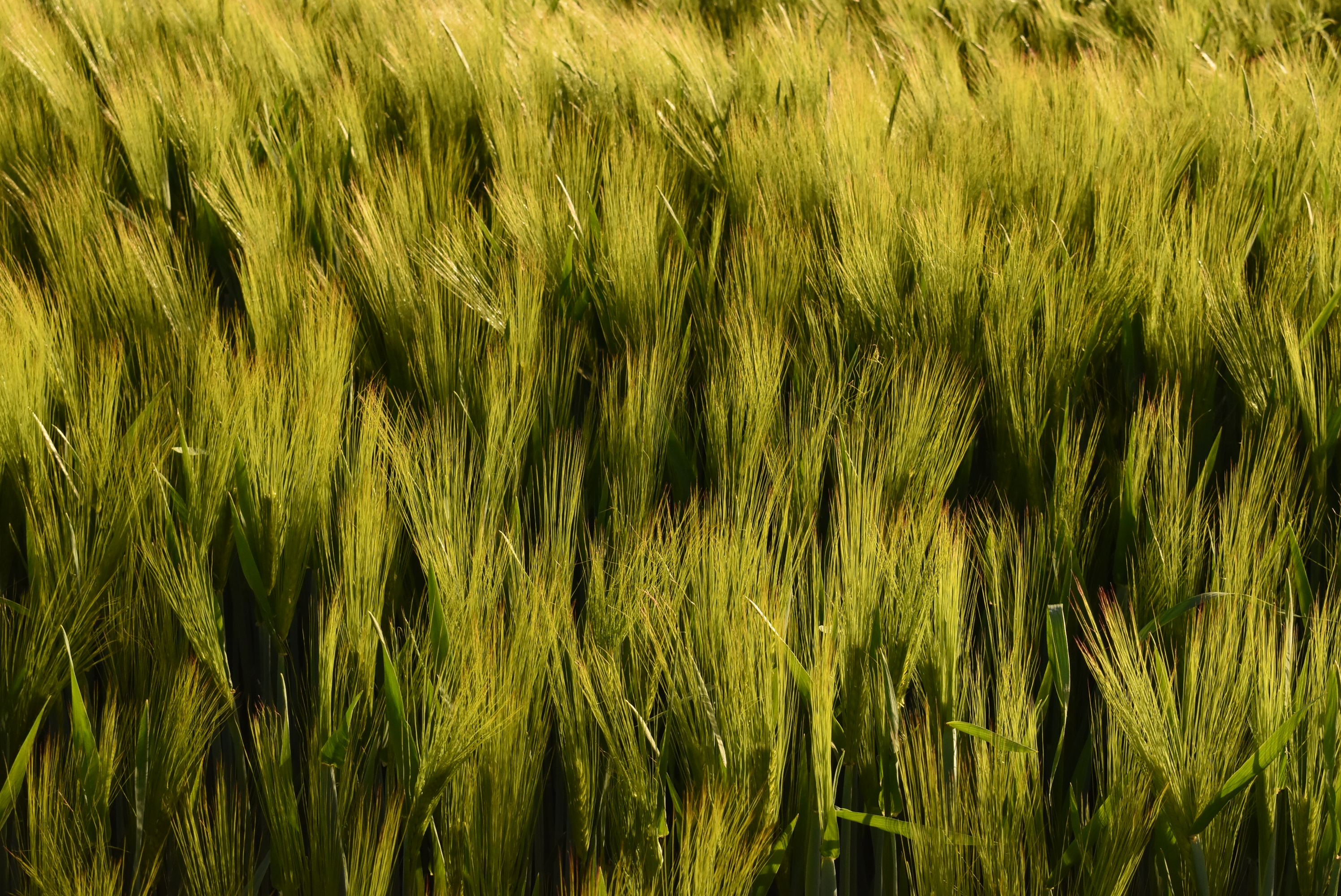
Árpa

2021-ben 1,7 millió tonnát termeltek meg 241 ezer hektár föld területen. A legtöbbet Bács-Kiskun vármegyében, 731 ezer tonnát, 31 ezer hektáron. 2011 és 2021 között 25%-kal növekedett az árpatermés mennyisége, miközben 7%-kal csökkent a betakarított földterületek nagysága. Az EU-ban a 8. legnagyobb árpatermelők voltunk. 2021-ben 62 ezer tonna árpát hozattunk be, míg 874 ezer tonnát kivittünk, ezzel a világ 11. legnagyobb árpaexportőre voltunk. A magyar exportált árpa 36,5%-át Olaszország, 36,2%-át Románia és 10,1%-át Ausztria vásárolta fel. Magyarország a behozott árpa 52,7%-át Szlovákiából, 27,6%-át Ausztriából és 7,1%-át Romániából szerezte be.

### Napraforgómag

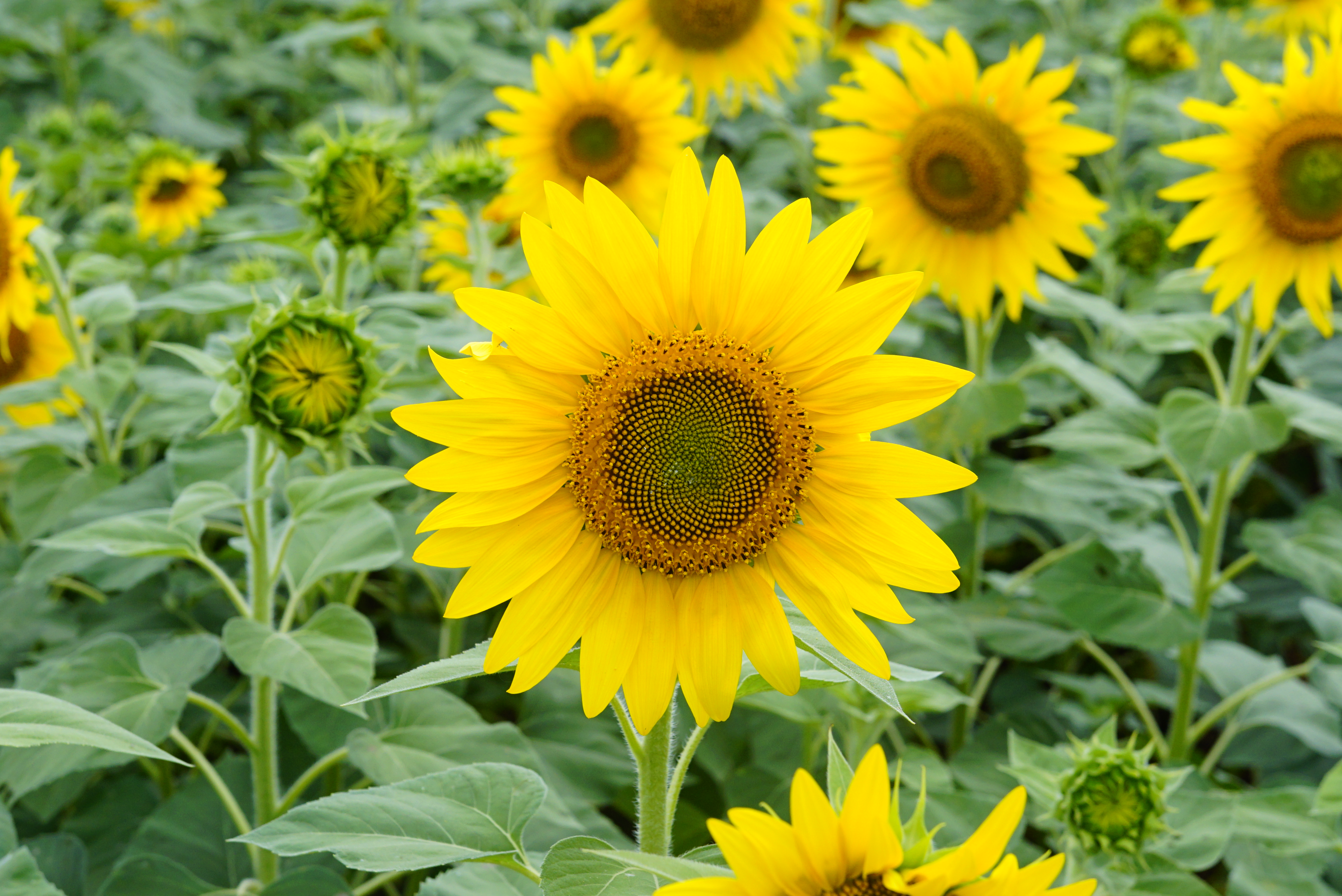
Napraforgó

2021-ben 1,7 millió tonnát termeltek meg 654 ezer hektár föld területen. A legtöbbet Jász-Nagykun-Szolnok vármegyében, 235 ezer tonnát, 94 ezer hektáron. 2011 és 2021 között 23%-kal növekedett a napraforgómag-termés mennyisége, illetve 5%-kal növekedett a betakarított földterületek nagysága is. Az EU-ban a 4. legnagyobb napraforgómag-termelők voltunk. 2021-ben 248 ezer tonna napraforgómagot hozattunk be, míg 329 ezer tonnát kivittünk, ezzel a világ 5. legnagyobb napraforgómag-exportőre voltunk. A magyar exportált napraforgómag 21,8%-át Olaszország, 14,3%-át Ausztria és 12,5%-át Csehország vásárolta fel. Magyarország a behozott napraforgómag 51,4%-át Romániából, 8,6%-át Szlovákiából és 7,6%-át Horvátországból szerezte be.

### Repce

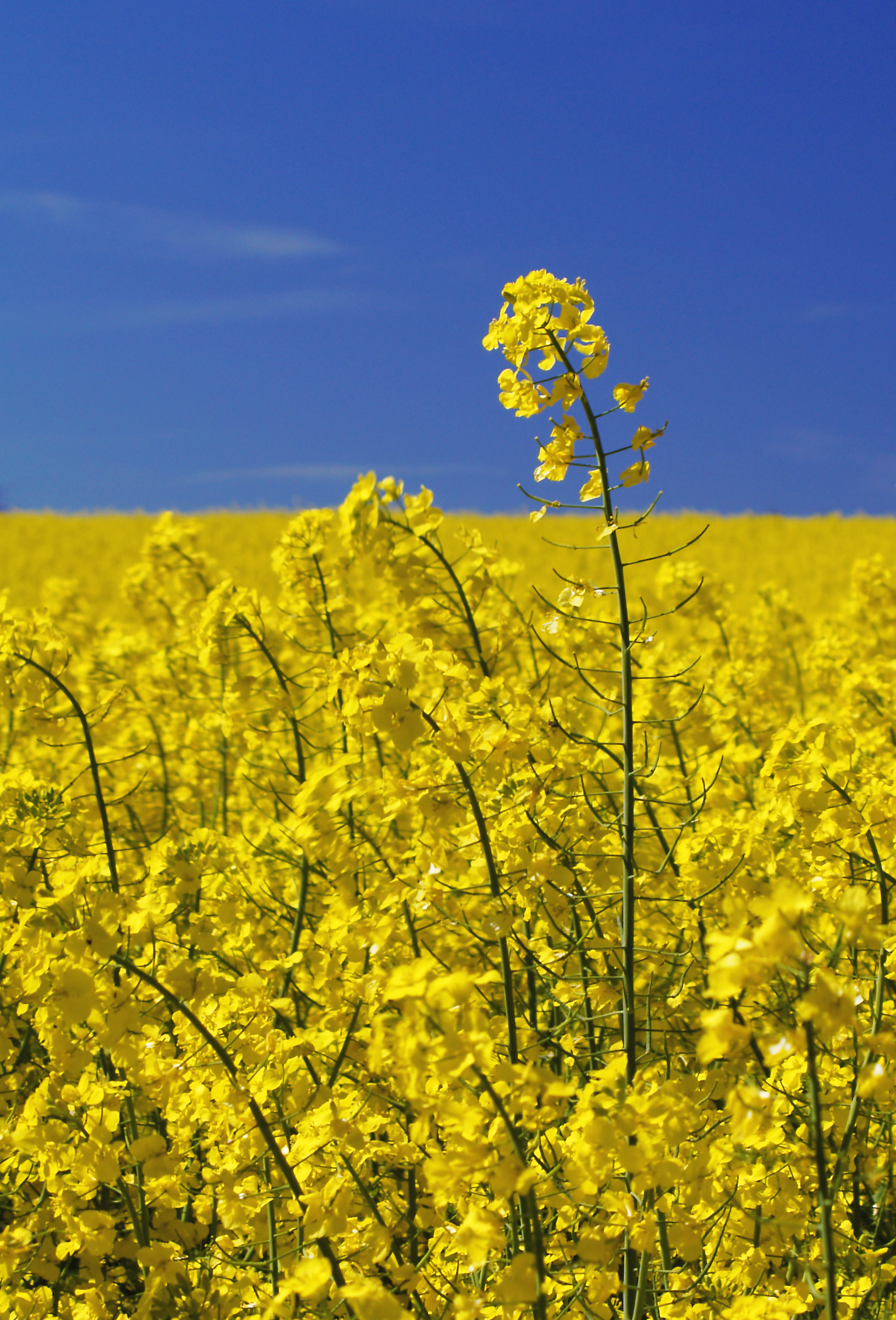
Repce

2021-ben 734 ezer tonnát termeltek meg 257 ezer hektár föld területen. A legtöbbet Vas vármegyében, 79 ezer tonnát, 26 ezer hektáron. 2011 és 2021 között 61%-kal növekedett a repcetermés mennyisége, illetve 46%-kal növekedett a betakarított földterületek nagysága is. Az EU-ban a 7. legnagyobb napraforgómag-termelők voltunk. 2021-ben 130 ezer tonna repcét hozattunk be, míg 494 ezer tonnát kivittünk, ezzel a világ 8. legnagyobb repceexportőre voltunk. A magyar exportált repce 43,7%-át Ausztria, 33,4%-át Németország és 7,1%-át Románia vásárolta fel. Magyarország a behozott repce 46,2%-át Romániából, 22,6%-át Franciaországból és 8,5%-át Horvátországból szerezte be.

### Cukorrépa

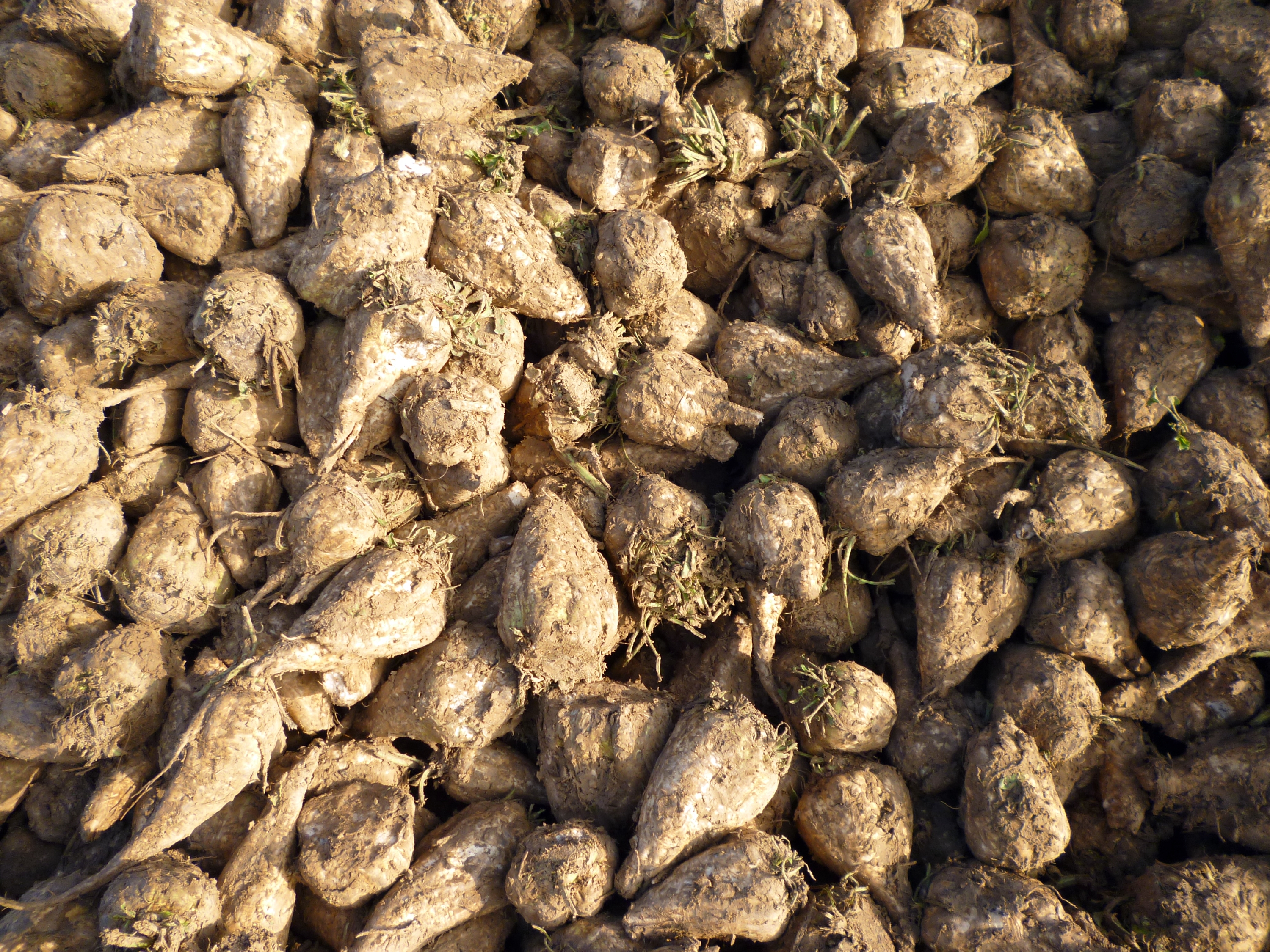
Cukorrépa

2021-ben 678 ezer tonnát termeltek meg 12 ezer hektár föld területen. A legtöbbet Fejér vármegyében, 118 ezer tonnát, 2 ezer hektáron. 2011 és 2021 között 15%-kal csökkent a cukorrépa-termés mennyisége, illetve 8%-kal csökkent a betakarított földterületek nagysága is. Az EU-ban a 16. legnagyobb cukorrépa-termelők voltunk. 2021-ben 28 ezer tonna cukorrépát hozattunk be, míg 6 ezer tonnát kivittünk, ezzel a világ 6. legnagyobb cukorrépa-exportőre voltunk. A magyar exportált cukorrépa 97,4%-át Horvátország, 1,3%-át Ausztria és 0,9%-át Szlovénia vásárolta fel. Magyarország a behozott cukorrépa 54,9%-át Ausztriából és 45,1%-át Szlovákiából szerezte be.

### Alma

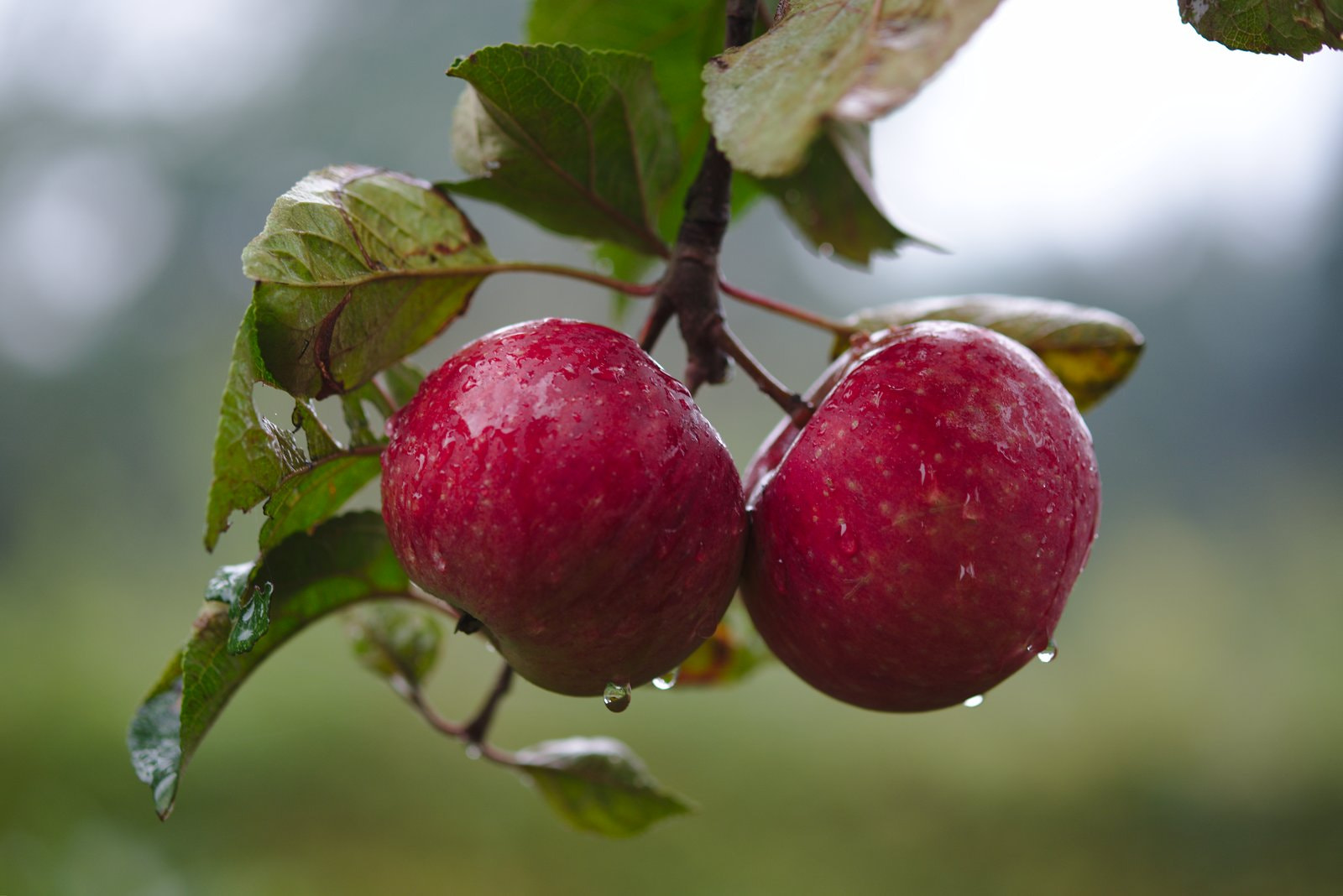
Alma

2021-ben 514 ezer tonnát termeltek meg 25 ezer hektár föld területen. A legtöbbet Szabolcs-Szatmár-Bereg vármegyében, 265 ezer tonnát. 2011 és 2021 között 9%-kal csökkent az almatermés mennyisége, illetve 11%-kal csökkent a betakarított földterületek nagysága is. Az EU-ban a 7. legnagyobb almatermelők voltunk. 2021-ben 27 ezer tonna almát hozattunk be, míg 14 ezer tonnát kivittünk, ezzel a világ 42. legnagyobb almaexportőre voltunk. A magyar exportált alma 44,6%-át Szlovákia, 18,2%-át Egyiptom és 17,6%-át Ausztria vásárolta fel. Magyarország a behozott alma 36,8%-át Lengyelországból, 26,3%-át Németországból és 11,4%-át Ausztriából szerezte be. 2020-ban átlagosan 9,5 kg volt a magyar háztartásokban elfogyasztott alma egy főre jutó éves mennyisége. 10 év alatt átlagosan 2,1 kilóval csökkent az almafogyasztás.

### Szőlő

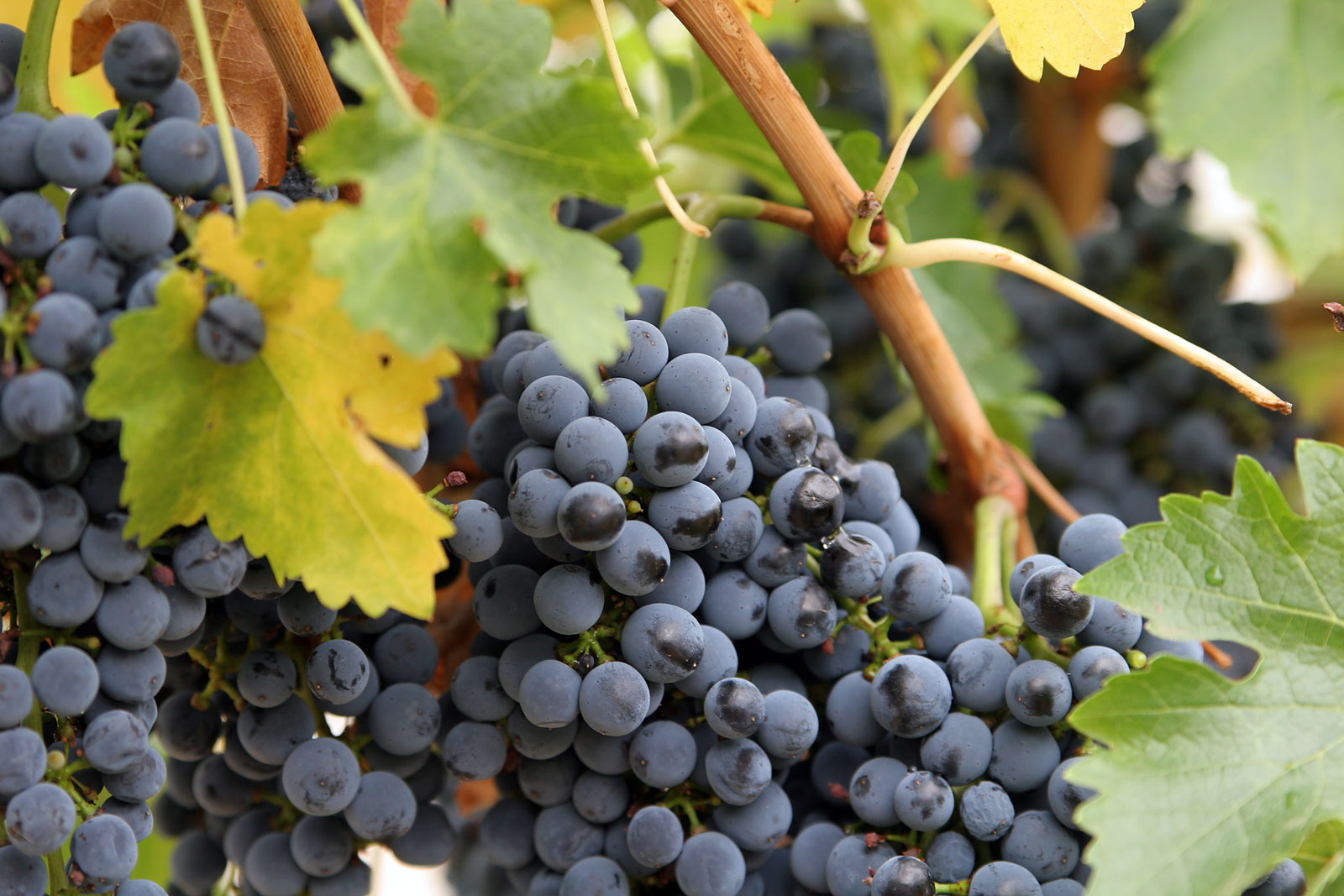
Szőlő

2021-ben 437 ezer tonnát termeltek meg 62 ezer hektár föld területen. A legtöbbet Bács-Kiskun vármegyében, 168 ezer tonnát, 19 ezer hektáron. 2011 és 2021 között 12%-kal növekedett a szőlőtermés mennyisége, miközben 12%-kal csökkent a betakarított földterületek nagysága. Az EU-ban a 8. legnagyobb szőlőtermelők voltunk. 2021-ben 14 ezer tonna szőlőt hozattunk be, míg 151 tonnát kivittünk, ezzel a világ 44. legnagyobb szőlőexportőre voltunk. A magyar exportált szőlő 44,2%-át Szlovákia, 18,0%-át Ausztria és 9,2%-át Olaszország vásárolta fel. Magyarország a behozott szőlő 42,9%-át Németországból, 33,8%-át Olaszországból és 7,6%-át Szlovákiából szerezte be. 2020-ban átlagosan 2,5 kg volt a magyar háztartásokban elfogyasztott szőlő egy főre jutó éves mennyisége. 10 év alatt átlagosan 0,8 kilóval nőtt a szőlőfogyasztás.

### Tritikálé

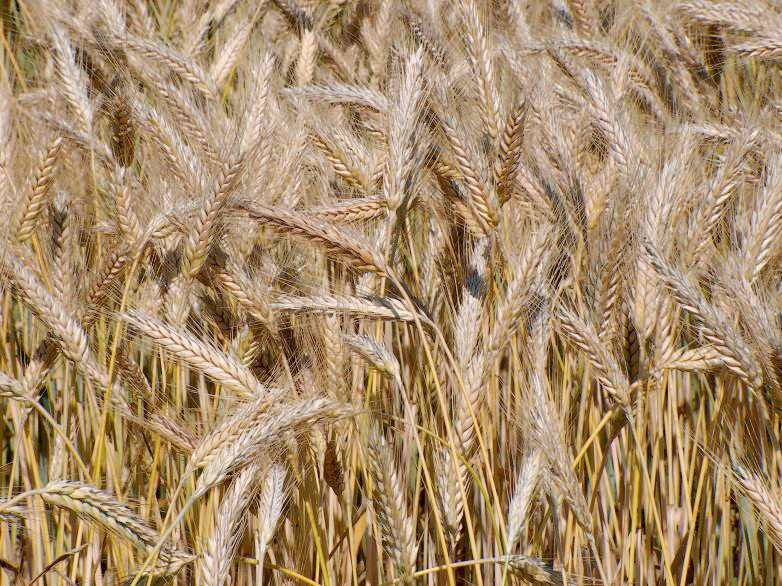
Tritikálé

2021-ben 277 ezer tonnát termeltek meg 61 ezer hektár föld területen. A legtöbbet Bács-Kiskun vármegyében 52 ezer tonnát, 13 ezer hektáron. 2011 és 2021 között 24%-kal csökkent a tritikálétermés mennyisége, illetve 31%-kal csökkent a betakarított földterületek nagysága is. Az EU-ban az 5. legnagyobb tritikálétermelők voltunk. 2021-ben 1,6 ezer tonna tritikálét hozattunk be, míg 7,7 ezer tonnát kivittünk, ezzel a világ 13. legnagyobb tritikáléexportőre voltunk. A magyar exportált tritikálé 51,8%-át Szlovákia, 31,2%-át Ausztria és 5,8%-át Szlovénia vásárolta fel. Magyarország a behozott tritikálé 70,1%-át Szlovákiából, 17,4%-át Horvátországból és 8,3%-át Romániából szerezte be.

### Burgonya

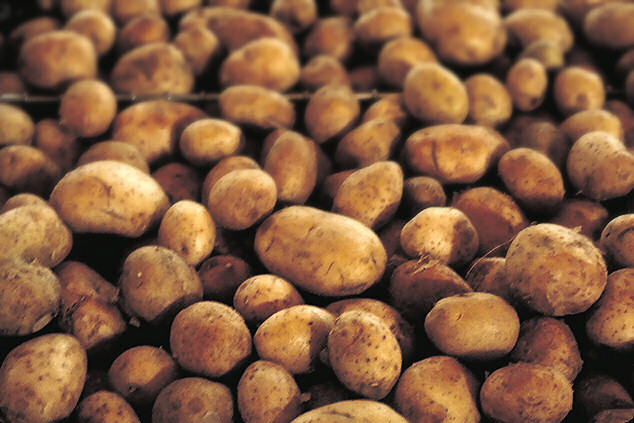
Burgonya

2021-ben 239 ezer tonnát termeltek meg 8,7 ezer hektár föld területen. A legtöbbet Bács-Kiskun vármegyében, 36 ezer tonnát, 1,3 ezer hektáron. 2011 és 2021 között 42%-kal csökkent a burgonyatermés mennyisége, illetve 40%-kal csökkent a betakarított földterületek nagysága is. Az EU-ban a 17. legnagyobb burgonyatermelők voltunk. 2021-ben 97 ezer tonna burgonyát hozattunk be, míg 13 ezer tonnát kivittünk, ezzel a világ 58. legnagyobb burgonyaexportőre voltunk. A magyar exportált burgonya 36,6%-át Csehország, 16,4%-át Bosznia-Hercegovina és 13,8%-át Lengyelország vásárolta fel. Magyarország a behozott burgonya 52%-át Franciaországból, 22,4%-át Szlovákiából és 10,9%-át Hollandiából szerezte be. 2020-ban átlagosan 27,3 kg volt a magyar háztartásokban elfogyasztott burgonya egy főre jutó éves mennyisége. 10 év alatt átlagosan 1,9 kilóval csökkent a burgonyafogyasztás.

### Paradicsom

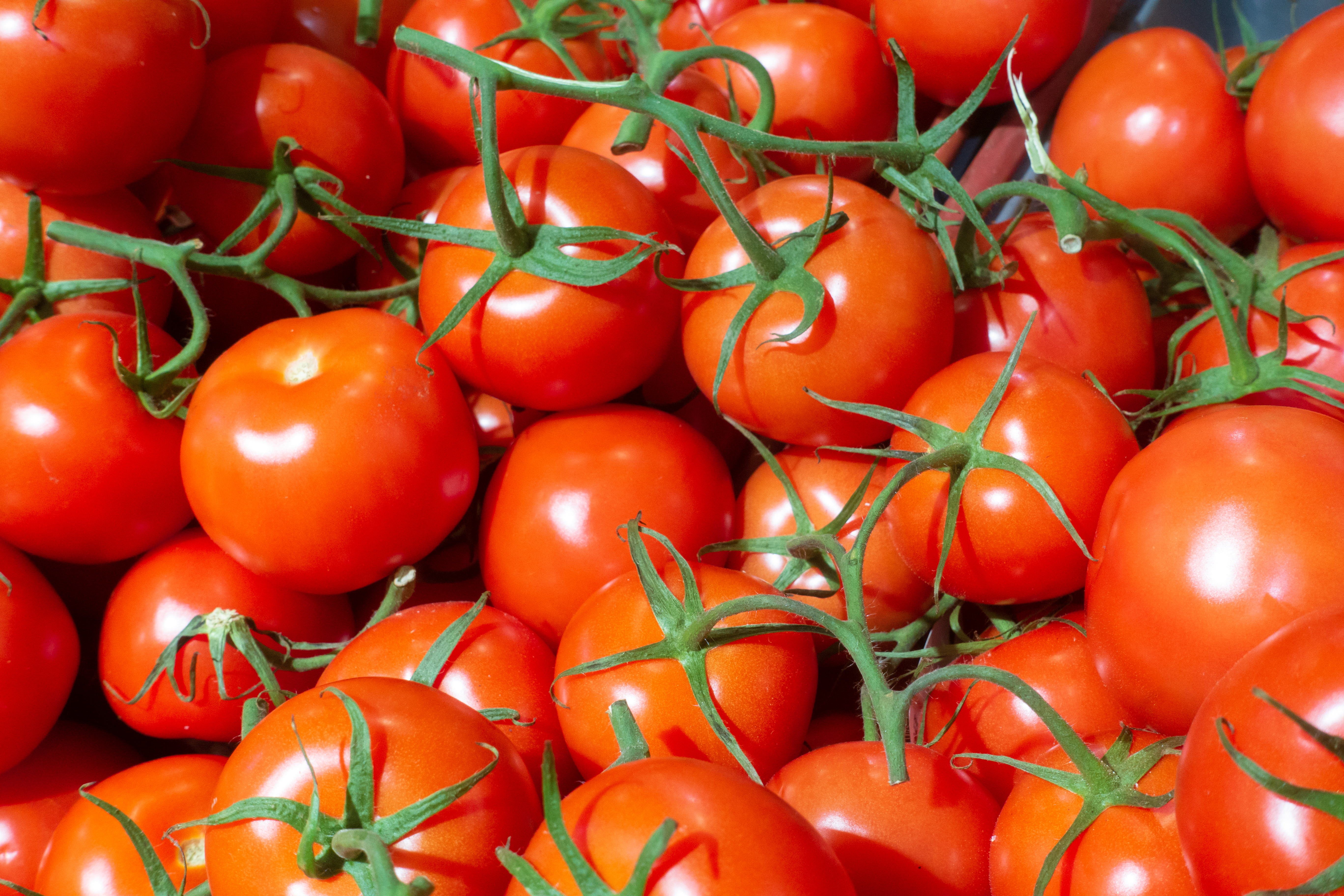
Paradicsom

2021-ben 171 ezer tonnát termeltek meg 1,9 ezer hektár föld területen. A legtöbbet Békés vármegyében, 63 ezer tonnát. 2011 és 2021 között 20%-kal növekedett a paradicsomtermés mennyisége, illetve 19%-kal növekedett a betakarított földterületek nagysága is. Az EU-ban a 9. legnagyobb paradicsomtermelők voltunk. 2021-ben 24 ezer tonna paradicsomot hozattunk be, míg 13 ezer tonnát kivittünk, ezzel a világ 29. legnagyobb paradicsomexportőre voltunk. A magyar exportált paradicsom 41,1%-át Szlovákia, 28,8%-át Csehország és 17,3%-át Románia vásárolta fel. Magyarország a behozott paradicsom 34%-át Szlovákiából, 31,5%-át Spanyolországból és 6,7%-át Németországból szerezte be. 2020-ban átlagosan 7,1 kg volt a magyar háztartásokban elfogyasztott paradicsom egy főre jutó éves mennyisége. 10 év alatt átlagosan 2,6 kilóval nőtt a paradicsomfogyasztás.

### Szója

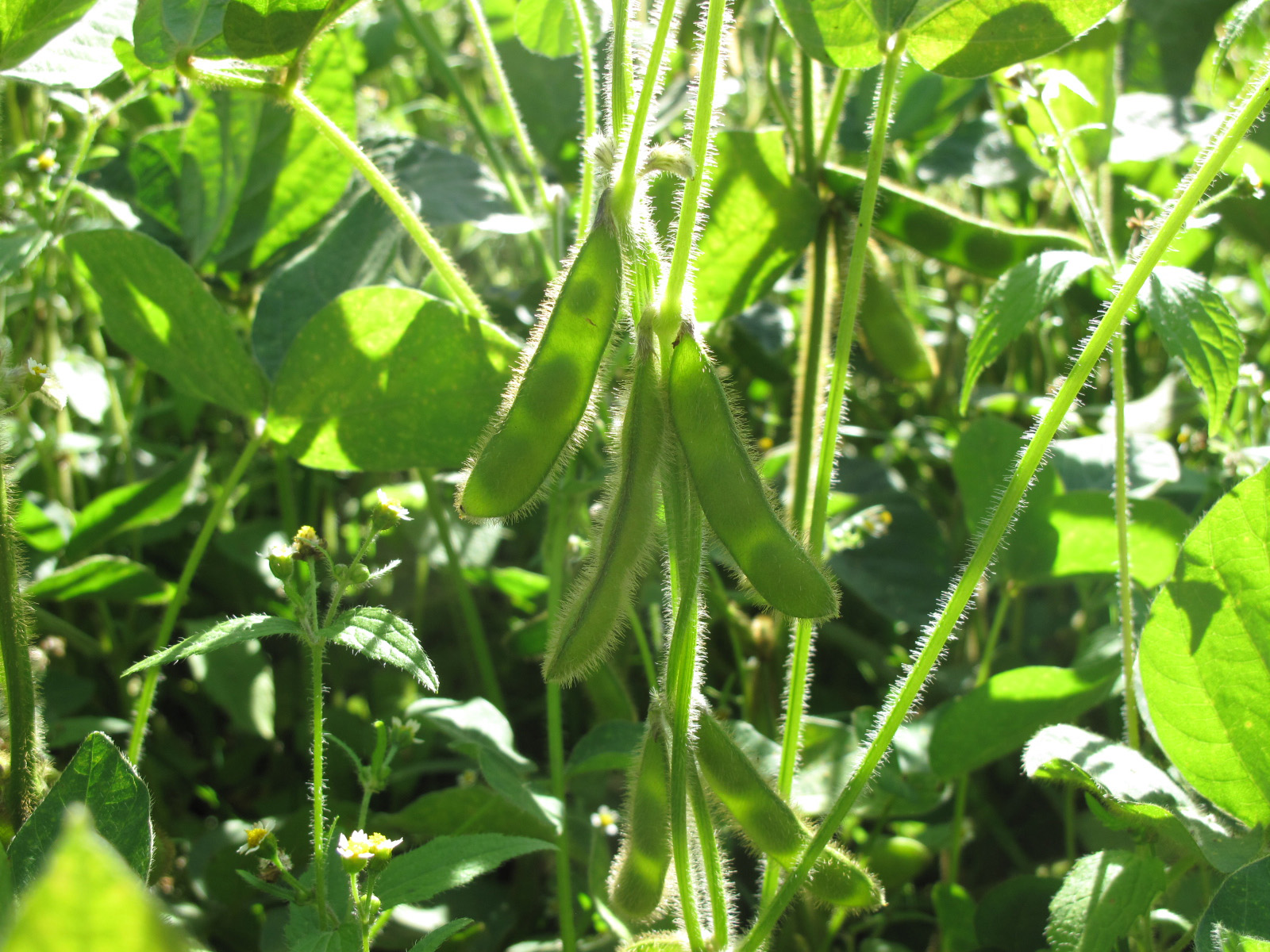
Szója

2021-ben 156 ezer tonnát termeltek meg 62 ezer hektár föld területen. A legtöbbet Baranya vármegyében, 47 ezer tonnát, 16 ezer hektáron. 2011 és 2021 között 70%-kal növekedett a szójatermés mennyisége, illetve 32%-kal növekedett a betakarított földterületek nagysága is. Az EU-ban a 7. legnagyobb szójatermelők voltunk. 2021-ben 128 ezer tonna szóját hozattunk be, míg 92 ezer tonnát kivittünk, ezzel a világ 20. legnagyobb szójaexportőre voltunk. A magyar exportált szója 44,5%-át Németország, 40,5%-át Ausztria és 5,6%-át Szerbia vásárolta fel. Magyarország a behozott szója 23,9%-át Szlovákiából, 23,1%-át Ukrajnából és 11%-át Romániából szerezte be.

### Görögdinnye

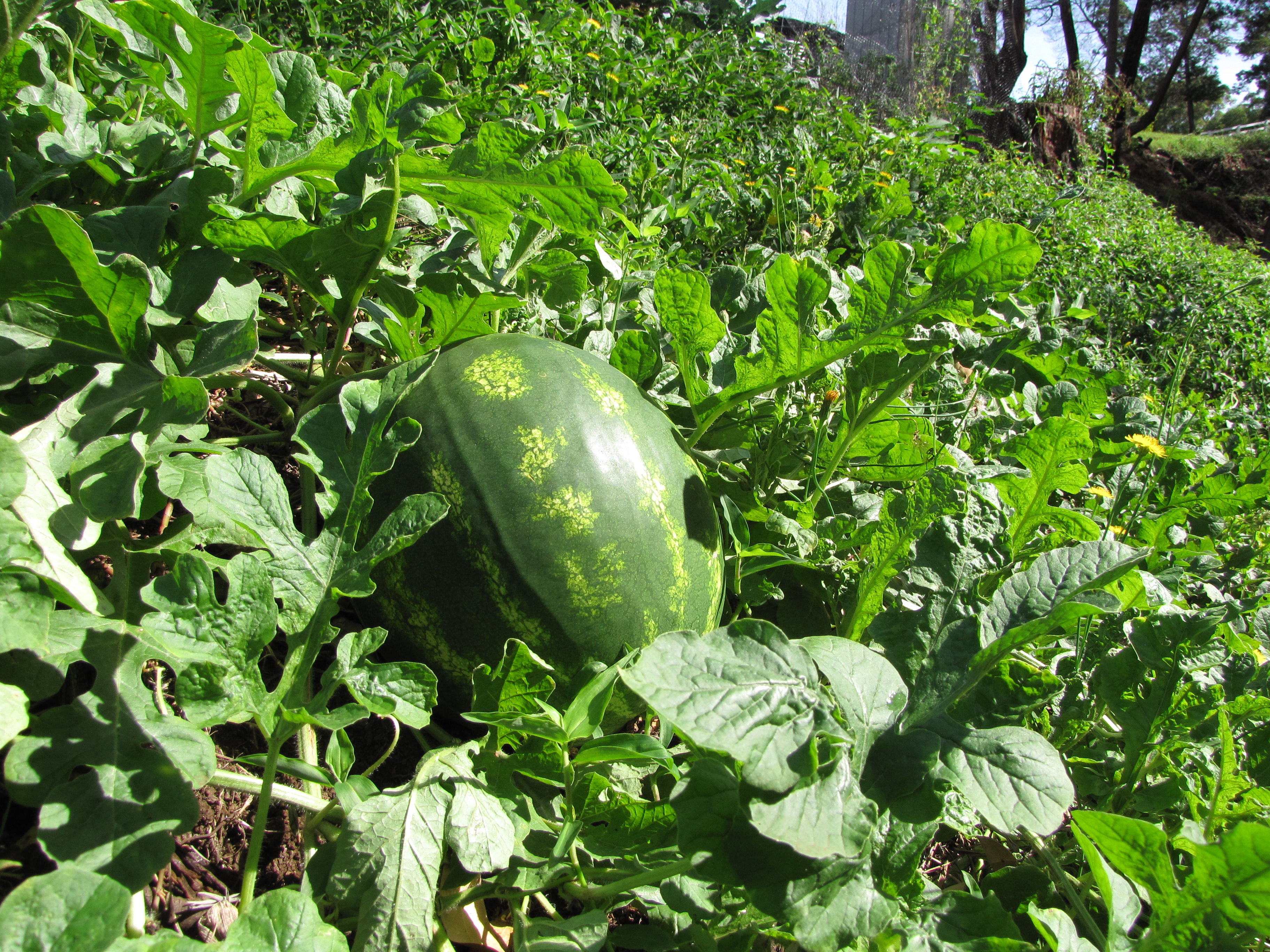
Görögdinnye

2021-ben 124 ezer tonnát termeltek meg 3,2 ezer hektár föld területen. A legtöbbet Békés vármegyében, 50 ezer tonnát. 2011 és 2021 között 19%-kal csökkent a görögdinnyetermés mennyisége, illetve 26%-kal csökkent a betakarított földterületek nagysága is. Az EU-ban a 6. legnagyobb görögdinnye-termelők voltunk. 2021-ben 24 ezer tonna görögdinnyét hozattunk be, míg 27 ezer tonnát kivittünk, ezzel a világ 22. legnagyobb görögdinnye-exportőre voltunk. A magyar exportált görögdinnye 40,4%-át Csehország, 26,3%-át Szlovákia és 16,7%-át Lengyelország vásárolta fel. Magyarország a behozott görögdinnye 26,8%-át Görögországból, 23%-át Spanyolországból és 20,2%-át Olaszországból szerezte be. 2020-ban átlagosan 6,3 kg volt a magyar háztartásokban elfogyasztott görögdinnye egy főre jutó éves mennyisége. 10 év alatt átlagosan 2,1 kilóval nőtt a görögdinnye-fogyasztás.

### Sárga- és fehérrépa

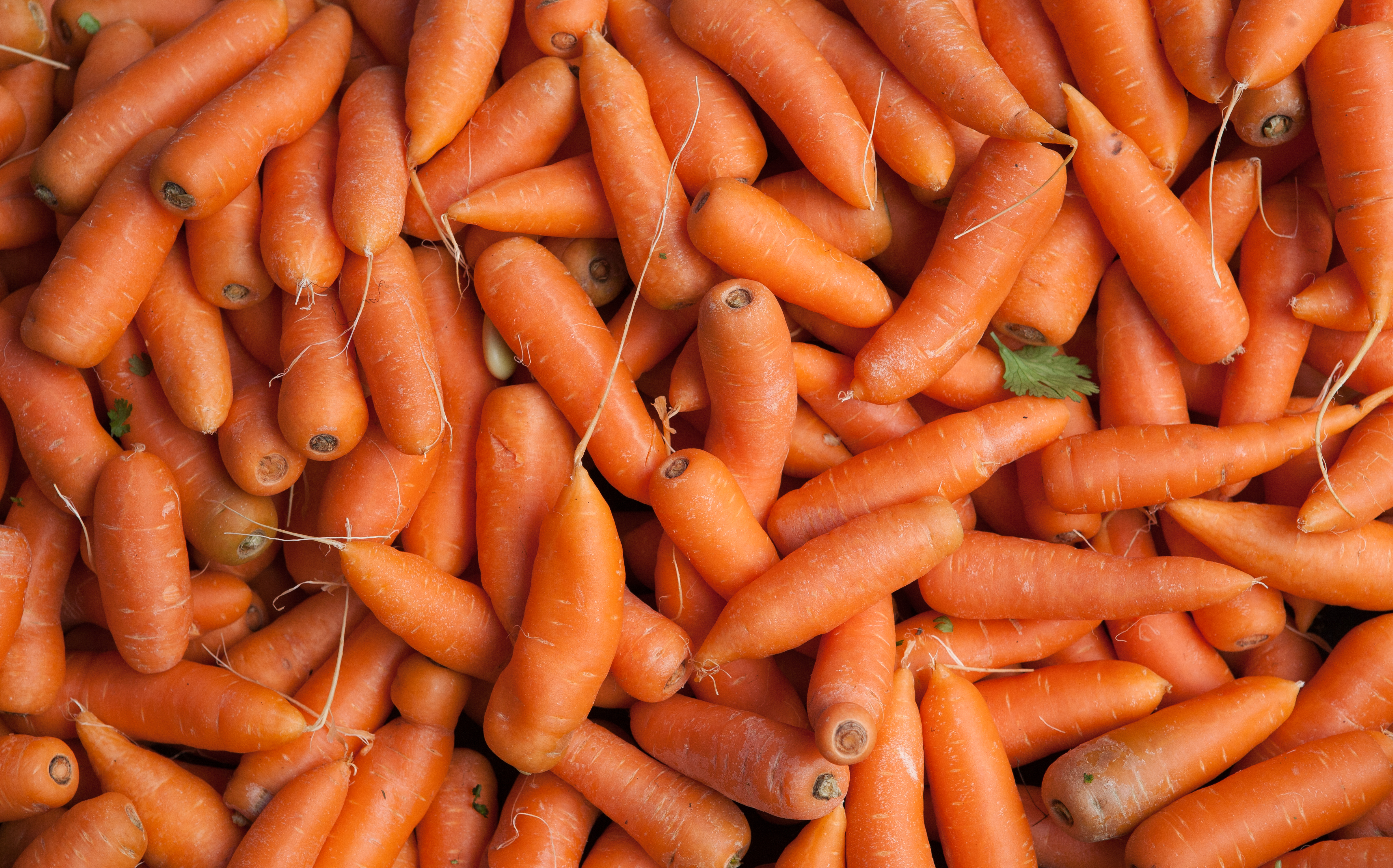
Répa

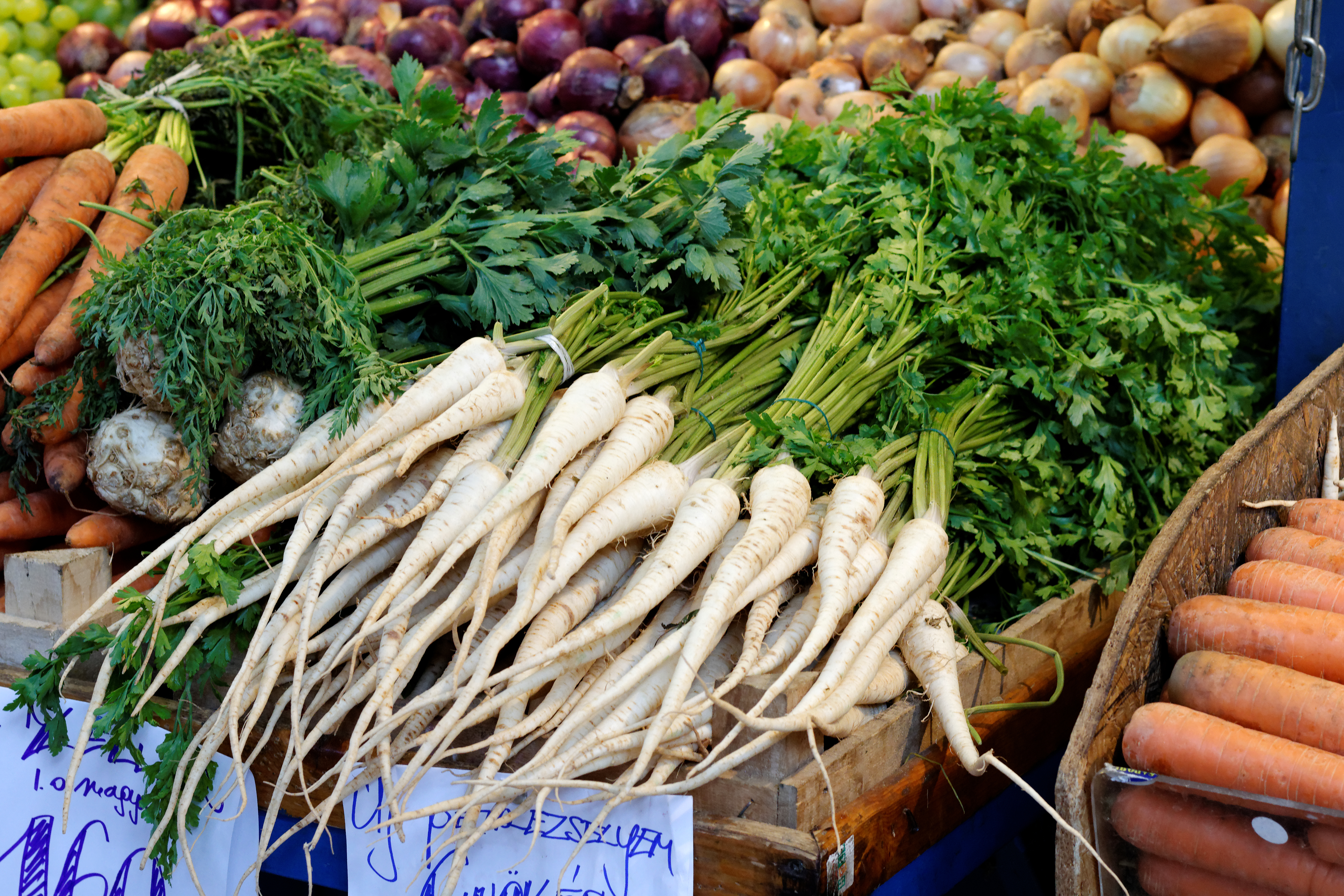
Fehérrépa

2021-ben 96 ezer tonnát termeltek meg 1,8 ezer hektár föld területen. A legtöbbet Bács-Kiskun vármegyében, 48 ezer tonnát. 2011 és 2021 között 6%-kal csökkent a sárga- és fehérrépatermés mennyisége, illetve 37%-kal csökkent a betakarított földterületek nagysága is. Az EU-ban a 13. legnagyobb sárga- és fehérrépa-termelők voltunk. 2021-ben 7,1 ezer tonna sárga- és fehérrépát hozattunk be, míg 2,2 ezer tonnát kivittünk, ezzel a világ 44. legnagyobb sárga- és fehérrépa-exportőre voltunk. A magyar exportált sárga- és fehérrépa 81,2%-át Románia, 12,2%-át Szlovákia és 4%-át Ausztria vásárolta fel. Magyarország a behozott sárga- és fehérrépa 34,9%-át Hollandiából, 21,6%-át Ausztriából és 16,4%-át Németországból szerezte be. 2020-ban átlagosan 7,6 kg volt a magyar háztartásokban elfogyasztott sárga- és fehérrépa egy főre jutó éves mennyisége. 10 év alatt átlagosan 0,5 kilóval nőtt a sárga- és fehérrépa-fogyasztás.

### Cirok

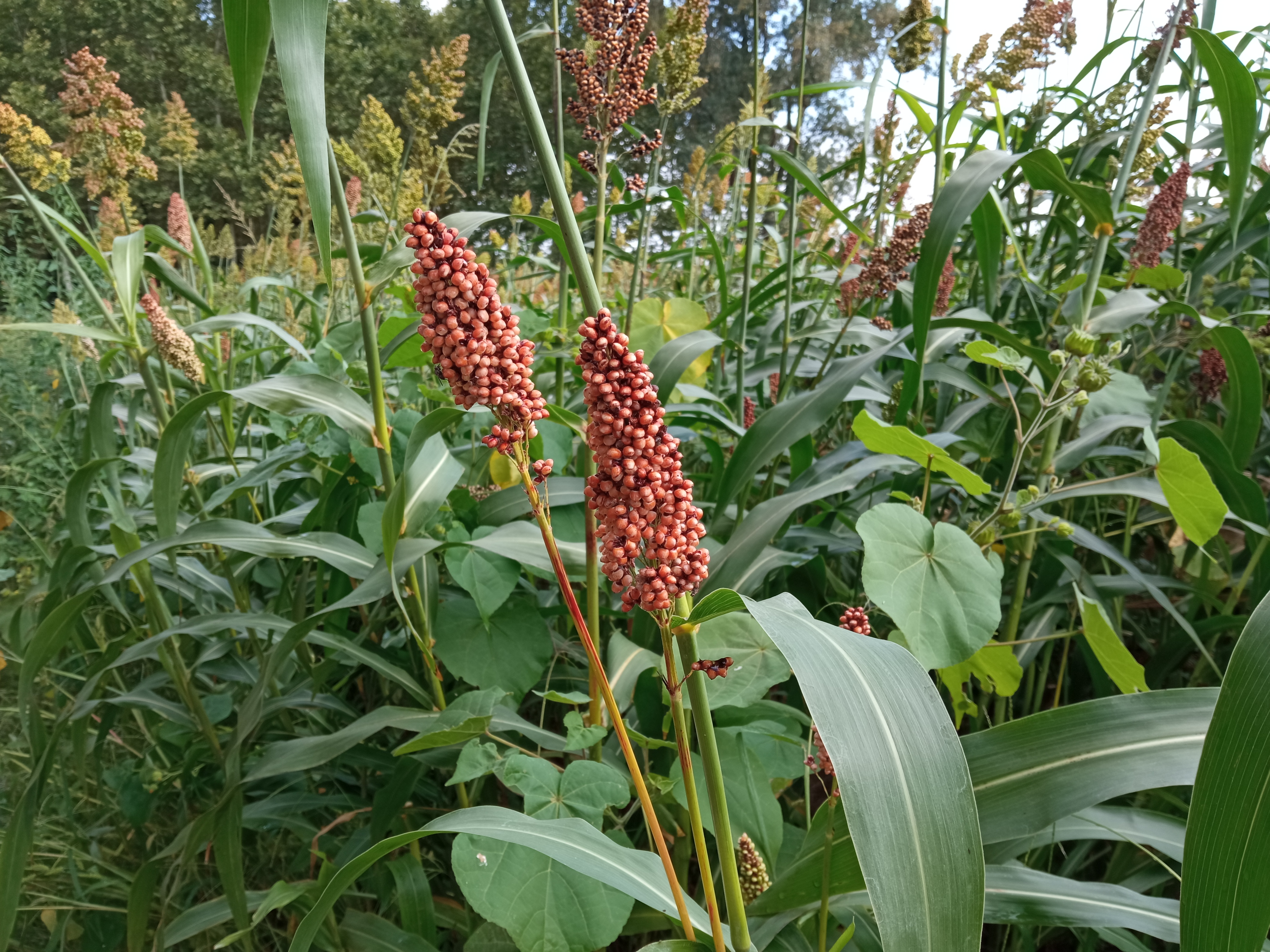
Cirok

2021-ben 95 ezer tonnát termeltek meg 23 ezer hektár föld területen. 2011 és 2021 között 507%-kal növekedett a ciroktermés mennyisége, illetve 324%-kal növekedett a betakarított földterületek nagysága is. Az EU-ban a 3. legnagyobb ciroktermelők voltunk. 2021-ben 788 tonna cirokot hozattunk be, míg 46 ezer tonnát kivittünk, ezzel a világ 8. legnagyobb cirokexportőre voltunk. A magyar exportált cirok 54,4%-át Olaszország, 25,1%-át Lengyelország és 8,4%-át Németország vásárolta fel. Magyarország a behozott cirok 70,6%-át Franciaországból, 9,8%-át Olaszországból és 9,7%-át Ukrajnából szerezte be.

### Paprika

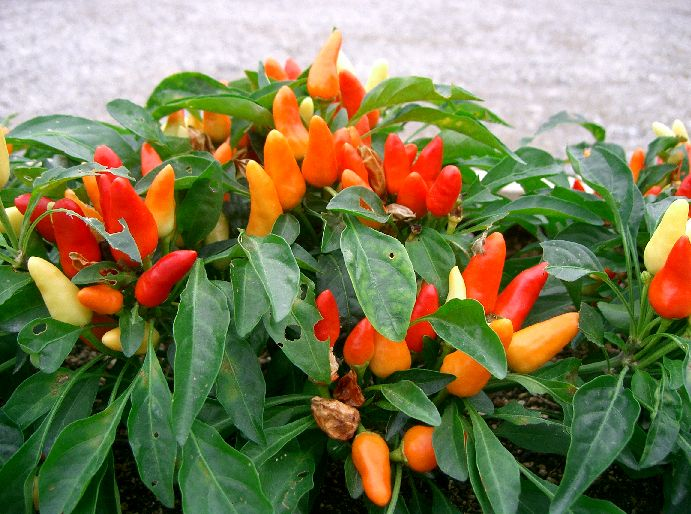
Paprika

2021-ben 92 ezer tonnát termeltek meg 1,6 ezer hektár föld területen. 2011 és 2021 között 1%-kal növekedett a paprikatermés mennyisége, miközben 24%-kal csökkent a betakarított földterületek nagysága. Az EU-ban a 7. legnagyobb paprikatermelők voltunk. 2021-ben 12 ezer tonna paprikát hozattunk be, míg 21 ezer tonnát kivittünk, ezzel a világ 17. legnagyobb paprikaexportőre voltunk. A magyar exportált paprika 57,9%-át Németország, 17%-át Szlovákia és 9,3%-át Csehország vásárolta fel. Magyarország a behozott paprika 48%-át Spanyolországból, 10,9%-át Marokkóból és 8%-át Törökországból szerezte be. 2020-ban átlagosan 5,5 kg volt a magyar háztartásokban elfogyasztott paprika egy főre jutó éves mennyisége. 10 év alatt átlagosan 0,9 kilóval nőtt a paprikafogyasztás.

### Zöldborsó

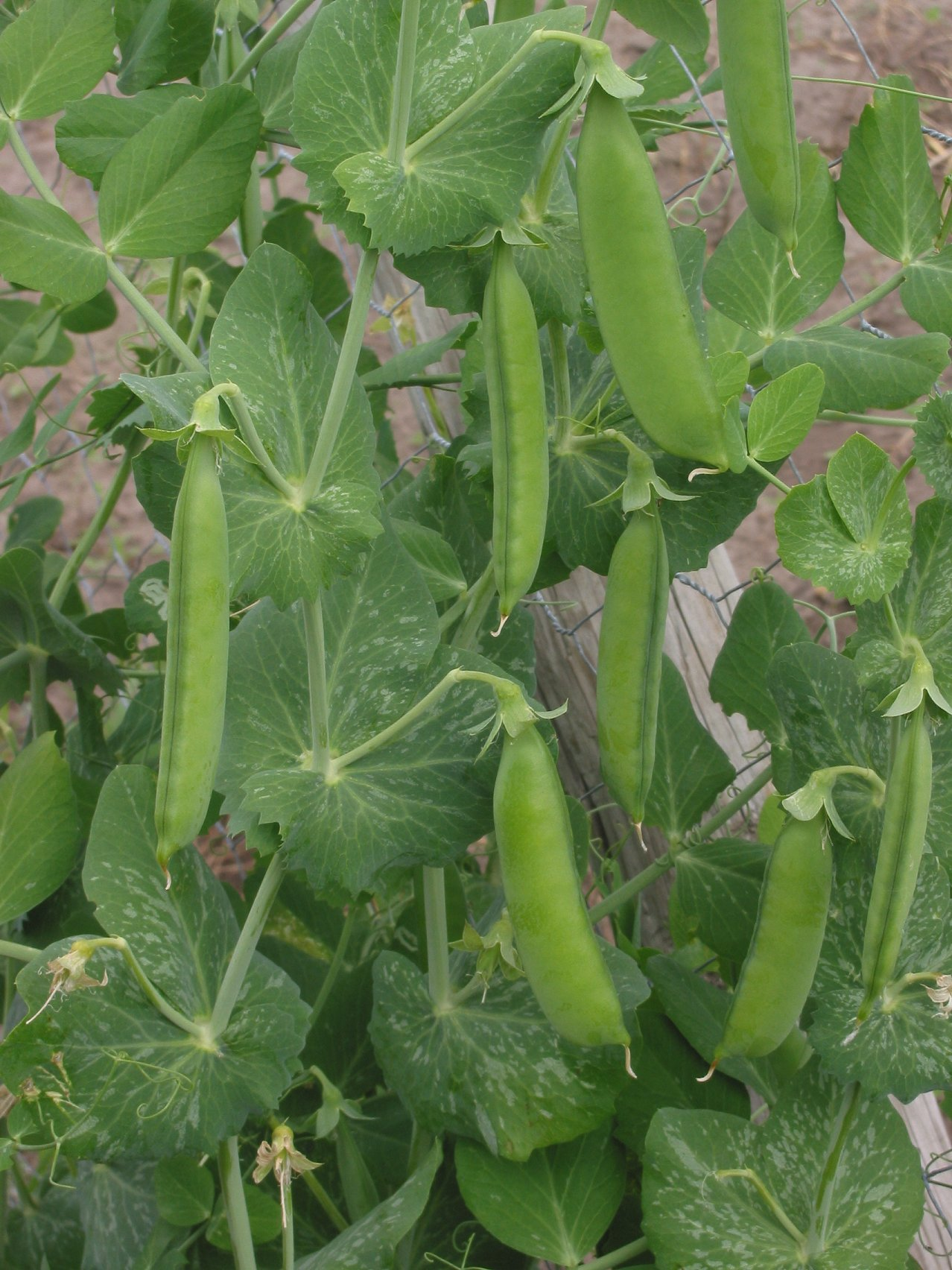
Zöldborsó

2021-ben 86 ezer tonnát termeltek meg 17 ezer hektár föld területen. 2011 és 2021 között 10%-kal növekedett a zöldborsótermés mennyisége, illetve 28%-kal növekedett a betakarított földterületek nagysága is. Az EU-ban a 3. legnagyobb zöldborsótermelők voltunk. 2021-ben 1,2 ezer tonna zöldborsót hozattunk be, míg 1,6 ezer tonnát kivittünk, ezzel a világ 16. legnagyobb zöldborsóexportőre voltunk. A magyar exportált zöldborsó 10,49%-át Franciaország, 10,1%-át Lengyelország és 8,3%-át Olaszország vásárolta fel. Magyarország a behozott zöldborsó 25,6%-át az Egyesül Államokból, 21,8%-át Franciaországból és 11,4%-át Hollandiából szerezte be. 2020-ban átlagosan 0,5 kg volt a magyar háztartásokban elfogyasztott zöldborsó egy főre jutó éves mennyisége. 10 év alatt átlagosan 0,4 kilóval csökkent a zöldborsófogyasztás.

### Rozs

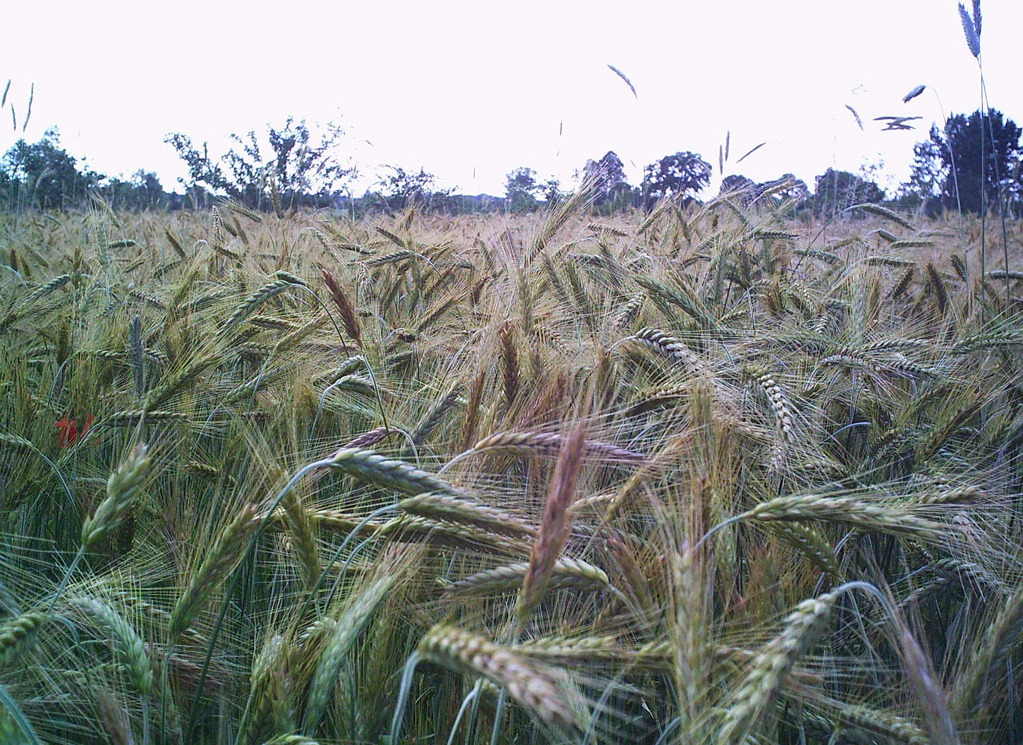
Rozs

2021-ben 85 ezer tonnát termeltek meg 25 ezer hektár föld területen. A legtöbbet Bács-Kiskun vármegyében, 22 ezer tonnát, 8 ezer hektáron. 2011 és 2021 között 6%-kal csökkent a rozstermés mennyisége, illetve 25%-kal csökkent a betakarított földterületek nagysága is. Az EU-ban a 10. legnagyobb rozstermelők voltunk. 2021-ben 12 ezer tonna rozsot hozattunk be, míg 17 ezer tonnát kivittünk, ezzel a világ 19. legnagyobb rozsexportőre voltunk. A magyar exportált rozs 46,8%-át Ausztria, 8,9%-át Olaszország és 8,8%-át Románia vásárolta fel. Magyarország a behozott rozs 53,2%-át Szlovákiából, 24,6%-át Hollandiából és 10,4%-át Romániából szerezte be.

### Zab

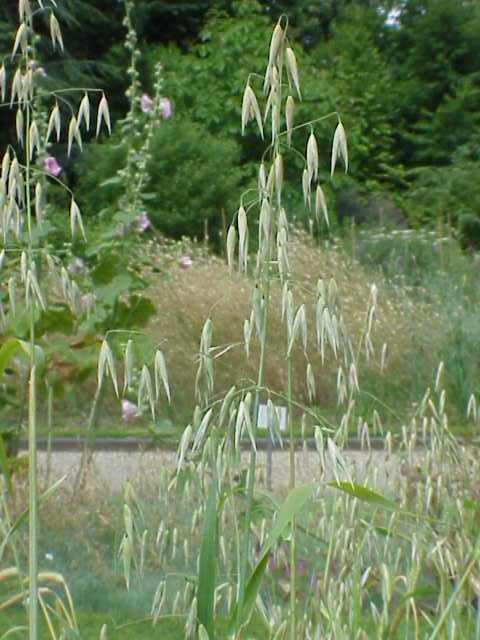
Zab

2021-ben 76 ezer tonnát termeltek meg 25 ezer hektár föld területen. A legtöbbet Bács-Kiskun vármegyében, 7,5 ezer tonnát, 2,1 ezer hektáron. 2011 és 2021 között 43%-kal csökkent a zabtermés mennyisége, illetve 48%-kal csökkent a betakarított földterületek nagysága is. Az EU-ban a 16. legnagyobb zabtermelők voltunk. 2021-ben 10 ezer tonna zabot hozattunk be, míg 7,3 ezer tonnát kivittünk, ezzel a világ 23. legnagyobb zabexportőre voltunk. A magyar exportált zab 25,3%-át Franciaország, 18,2%-át Németország és 14,8%-át Japán vásárolta fel. Magyarország a behozott zab 50,2%-át Szlovákiából, 18,4%-át Ukrajnából és 15,5%-át Lengyelországból szerezte be.

### Meggy

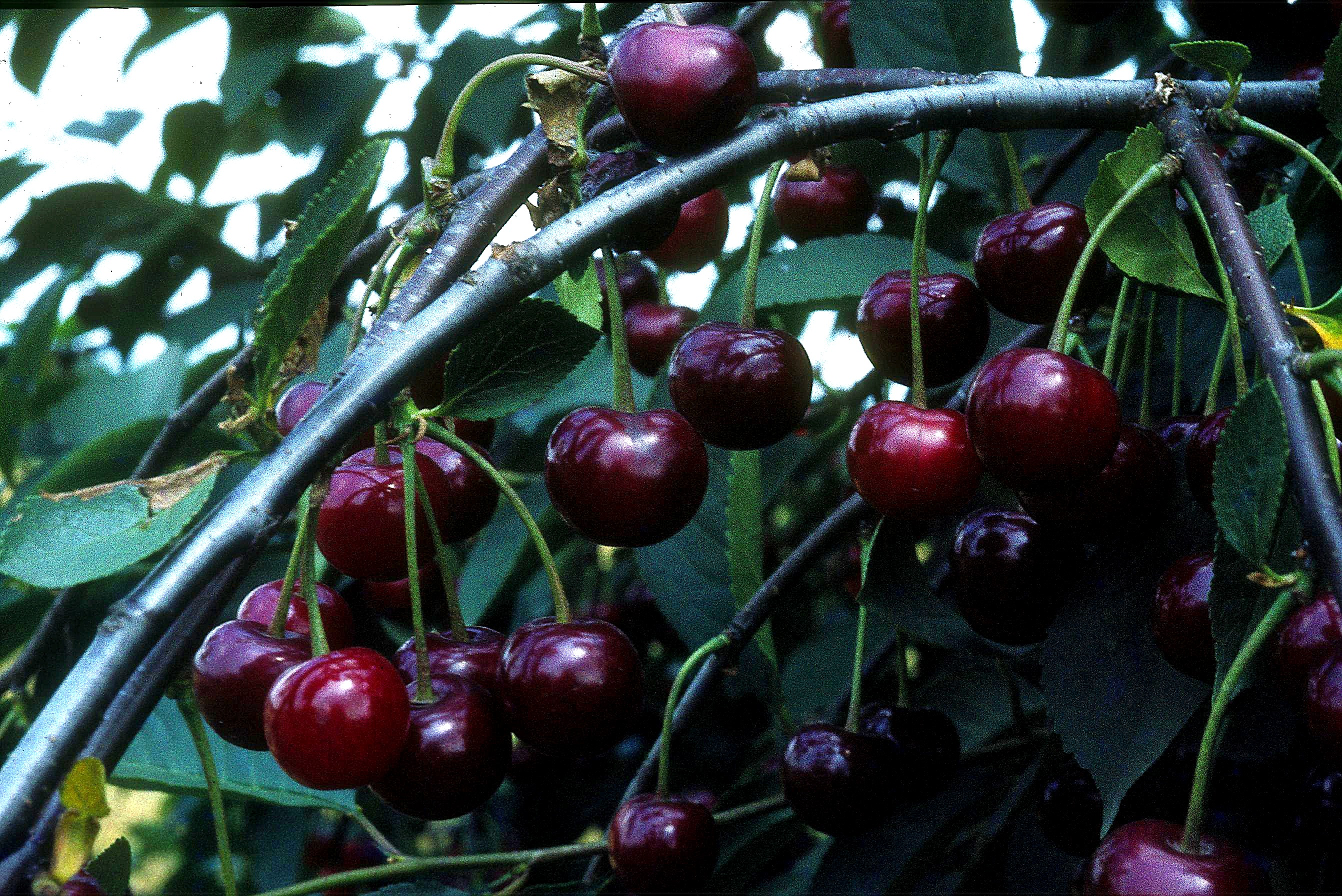
Meggy

2021-ben 60 ezer tonnát termeltek meg 13 ezer hektár föld területen. A legtöbbet Szabolcs-Szatmár-Bereg vármegyében, 20 ezer tonnát. 2011 és 2021 között 5%-kal csökkent a meggytermés mennyisége, illetve 1%-kal csökkent a betakarított földterületek nagysága is. Az EU-ban a 2. legnagyobb meggytermelők voltunk. 2021-ben 759 tonna meggyet hozattunk be, míg 10 ezer tonnát kivittünk, ezzel a világ 39. legnagyobb meggyexportőre voltunk. A magyar exportált meggy 34%-át Hollandia, 25,9%-át Litvánia és 14,1%-át Szlovákia vásárolta fel. Magyarország a behozott meggy 40,5%-át Németországból, 13%-át Lengyelországból és 11,9%-át Spanyolországból szerezte be. 2020-ban átlagosan 0,5 kg volt a magyar háztartásokban elfogyasztott meggy egy főre jutó éves mennyisége. 10 év alatt átlagosan 0,4 kilóval csökkent a meggyfogyasztás.

### Káposzta

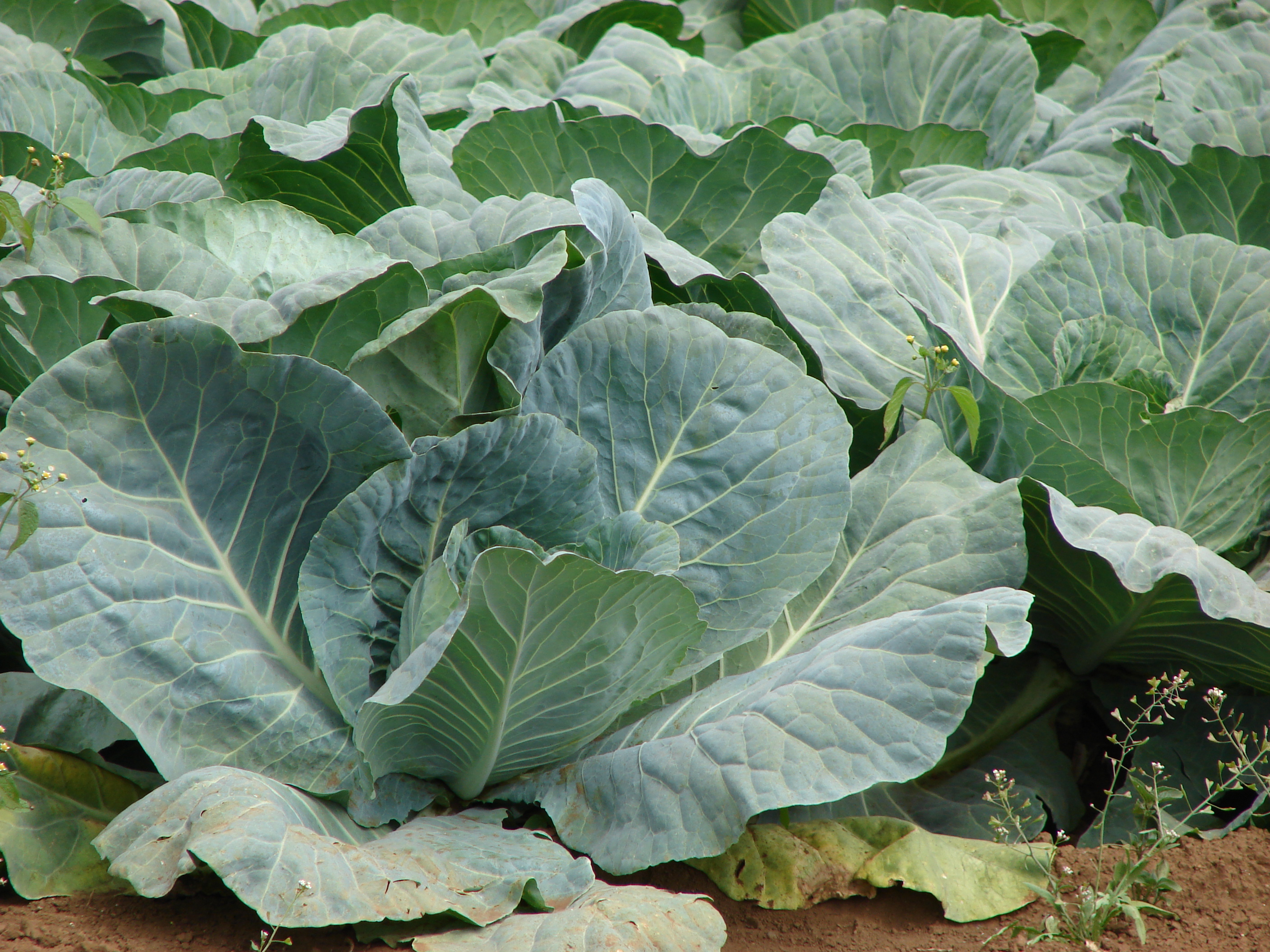
Káposzta

2021-ben 50 ezer tonnát termeltek meg 2,1 ezer hektár föld területen. A legtöbbet Pest vármegyében, 10 ezer tonnát. 2011 és 2021 között 33%-kal csökkent a káposztatermés mennyisége, illetve 15%-kal csökkent a betakarított földterületek nagysága is. Az EU-ban a 13. legnagyobb káposztatermelők voltunk. 2021-ben 6,9 tonna káposztát hozattunk be, míg 2,2 ezer tonnát kivittünk, ezzel a világ 29. legnagyobb káposztaexportőre voltunk. A magyar exportált káposzta 34,7%-át Románia, 34,4%-át Csehország és 8,1%-át Ukrajna vásárolta fel. Magyarország a behozott káposzta 50%-át Spanyolországból, 27,6%-át Hollandiából és 10,4%-át Olaszországból szerezte be. 2020-ban átlagosan 5,5 kg volt a magyar háztartásokban elfogyasztott káposzta egy főre jutó éves mennyisége. 10 év alatt átlagosan 0,2 kilóval csökkent a káposztafogyasztás.

### Vöröshagyma

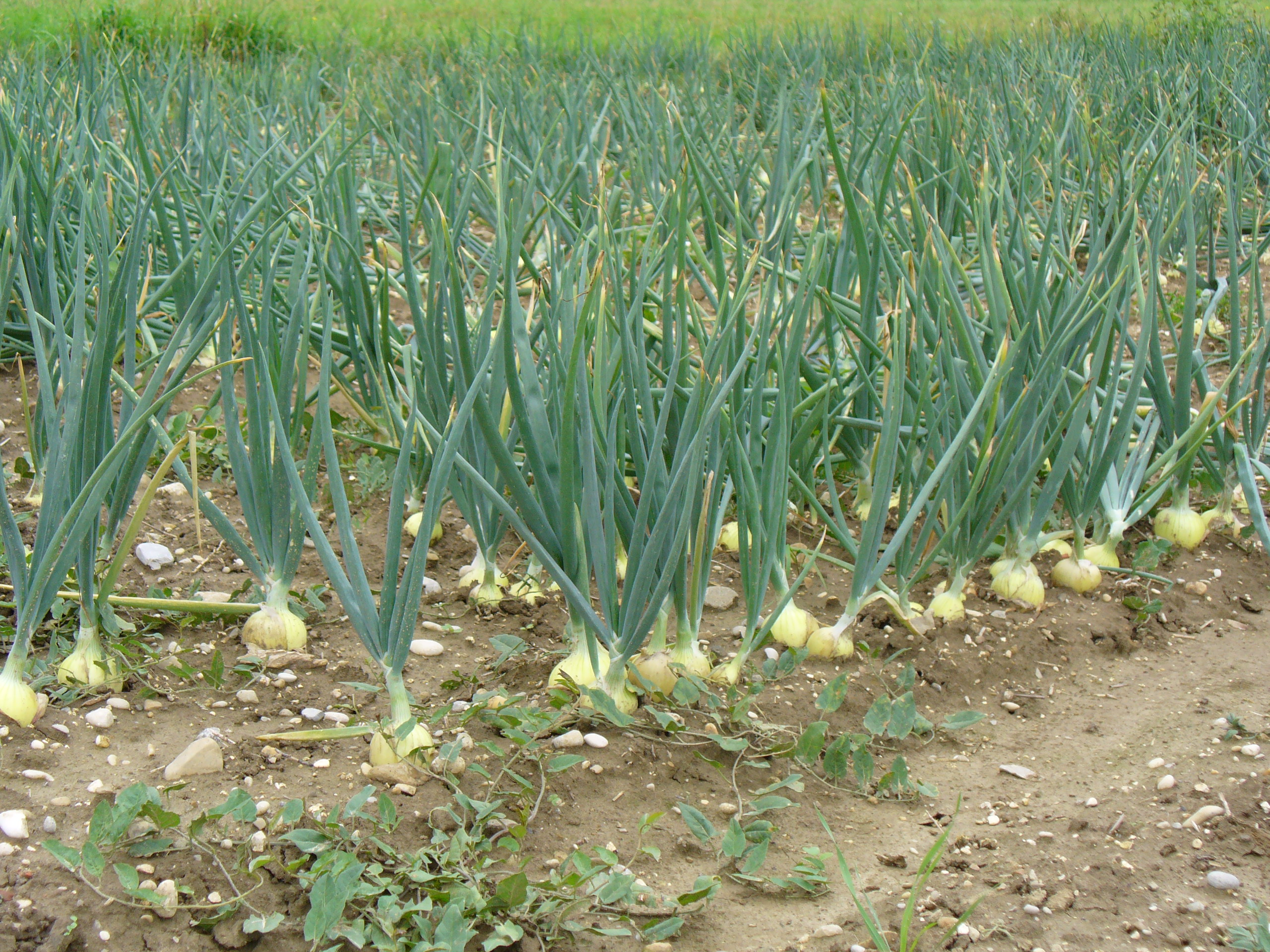
Vöröshagyma

2021-ben 50 ezer tonnát termeltek meg 1,6 ezer hektár föld területen. A legtöbbet Békés vármegyében, 18 ezer tonnát. 2011 és 2021 között 17%-kal csökkent a vöröshagymatermés mennyisége, illetve 22%-kal csökkent a betakarított földterületek nagysága is. Az EU-ban a 14. legnagyobb vöröshagyma-termelők voltunk. 2021-ben 19 ezer tonna káposztát hozattunk be, míg 419 tonnát kivittünk, ezzel a világ 74. legnagyobb vöröshagyma-exportőre voltunk. A magyar exportált vöröshagyma 51,1%-át Románia, 14,8%-át Csehország és 14%-át Ausztria vásárolta fel. Magyarország a behozott vöröshagyma 24,5%-át Szlovákiából, 21,7%-át Hollandiából és 20,7%-át Ausztriából szerezte be. 2020-ban átlagosan 9,1 kg volt a magyar háztartásokban elfogyasztott vöröshagyma egy főre jutó éves mennyisége. 10 év alatt átlagosan 1,8 kilóval növekedett a vöröshagyma-fogyasztás.

### Gomba

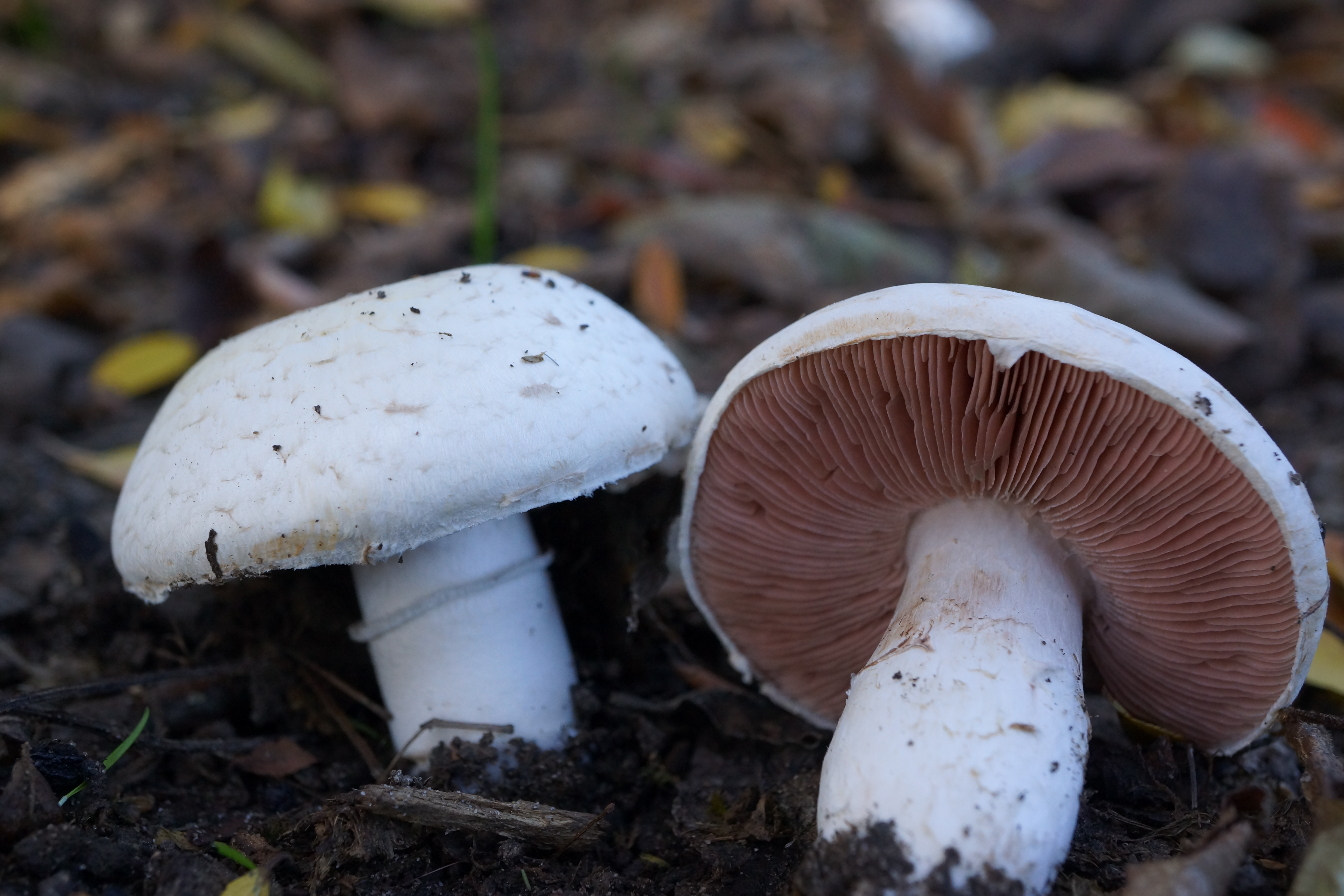
Gomba

2021-ben 40 ezer tonnát termeltek meg. 2011 és 2021 között 55%-kal növekedett a gombatermés mennyisége. Az EU-ban a 8. legnagyobb gombatermelők voltunk. 2021-ben 1,4 ezer tonna gombát hozattunk be, míg 645 tonnát kivittünk, ezzel a világ 21. legnagyobb gombaexportőre voltunk. A magyar exportált gomba 38,8%-át Németország, 19,8%-át Hollandia és 6,3%-át Egyesült Királyság vásárolta fel. Magyarország a behozott gomba 54,1%-át Lengyelországból, 42,3%-át Romániából és 0,9%-át Bulgáriából szerezte be. 2020-ban átlagosan 1 kg volt a magyar háztartásokban elfogyasztott gomba egy főre jutó éves mennyisége. 10 év alatt átlagosan 0,3 kilóval növekedett a gombafogyasztás.

### Szilva

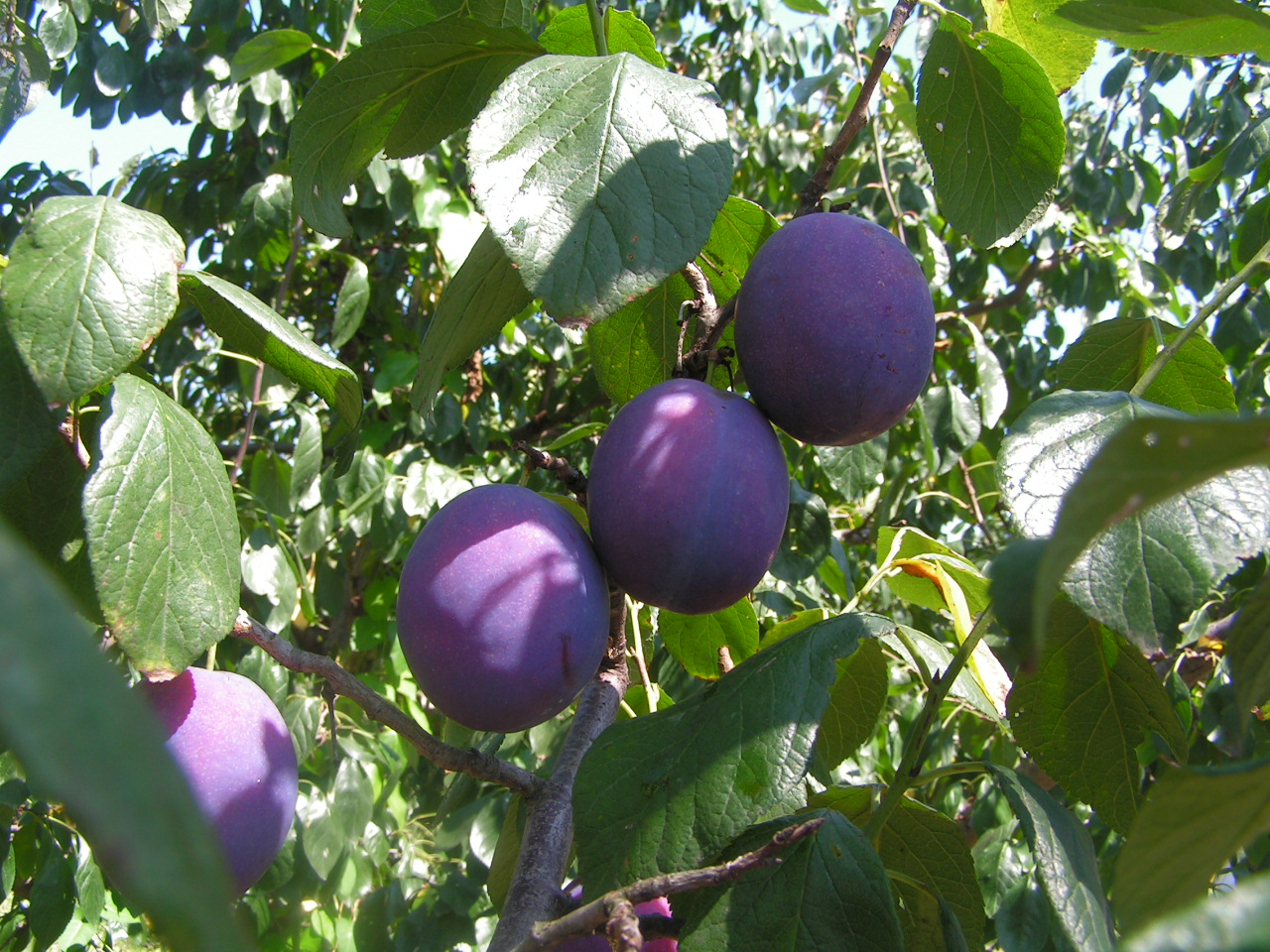
Szilva

2021-ben 33 ezer tonnát termeltek meg 7 ezer hektár föld területen. A legtöbbet Szabolcs-Szatmár-Bereg vármegyében, 10 ezer tonnát. 2011 és 2021 között 11%-kal csökkent a szilvatermés mennyisége, miközben 1%-kal növekedett a betakarított földterületek nagysága. Az EU-ban a 8. legnagyobb szilvatermelők voltunk. 2021-ben 1,2 ezer tonna szilvát hozattunk be, míg 3,2 ezer tonnát kivittünk, ezzel a világ 27. legnagyobb szilvaexportőre voltunk. A magyar exportált szilva 39,7%-át Németország, 20,8%-át Csehország és 10,7%-át Szlovákia vásárolta fel. Magyarország a behozott szilva 54,3%-át Spanyolországból, 13,2%-át Németországból és 9,9%-át Hollandiából szerezte be. 2020-ban átlagosan 1 kg volt a magyar háztartásokban elfogyasztott szilva egy főre jutó éves mennyisége. 10 év alatt a szilvafogyasztás nem változott.

### Tök

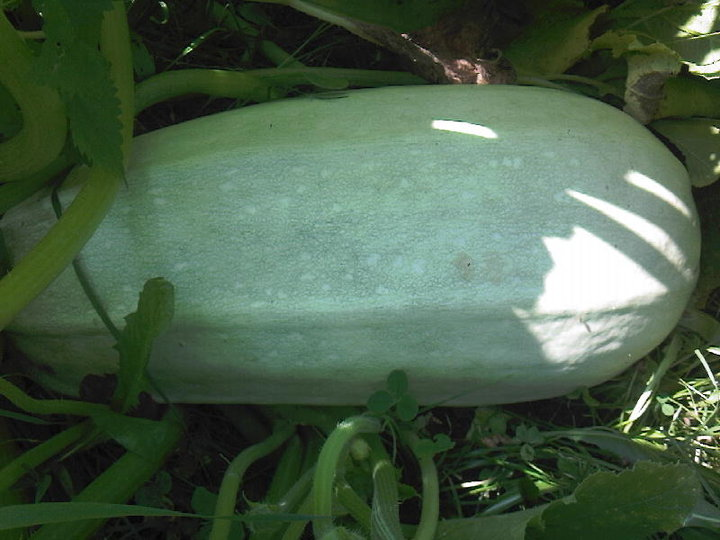
Tök

2021-ben 32 ezer tonnát termeltek meg, 2,2 ezer hektár föld területen. 2011 és 2021 között 202%-kal növekedett a töktermés mennyisége, illetve 255%-kal növekedett a betakarított földterületek nagysága is. Az EU-ban a 10. legnagyobb töktermelők voltunk. 2021-ben 4,9 ezer tonna tököt hozattunk be, míg 685 tonnát kivittünk, ezzel a világ 38. legnagyobb tökexportőre voltunk. A magyar exportált tök 72,1%-át Ausztria, 12,4%-át Szlovákia és 6,7%-át Németország vásárolta fel. Magyarország a behozott tök 66,5%-át Spanyolországból, 12,1%-át Németországból és 8,9%-át Olaszország szerezte be.

### Uborka

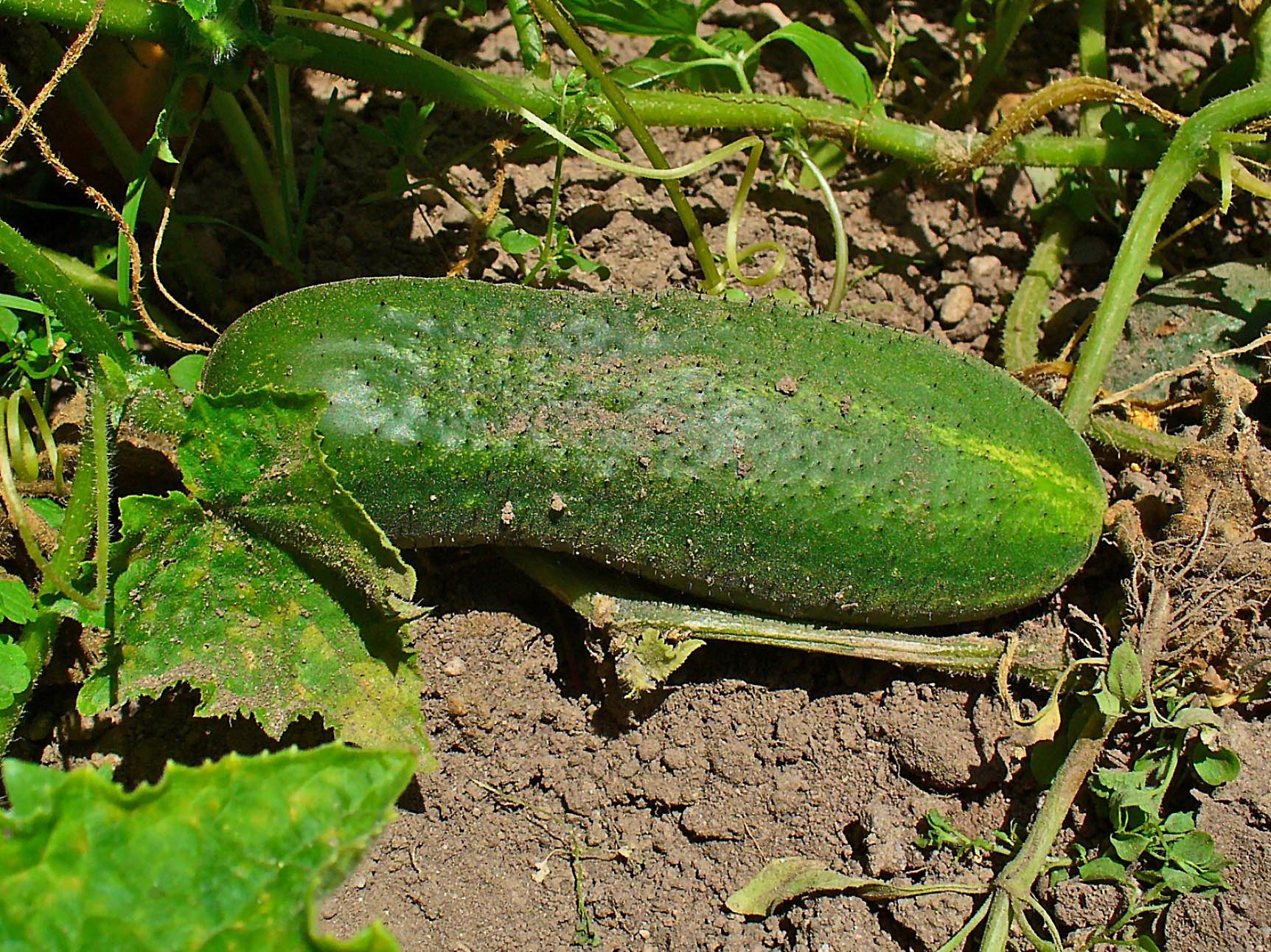
Uborka

2021-ben 26 ezer tonnát termeltek meg 480 hektár föld területen. 2011 és 2021 között 9%-kal csökkent az uborkatermés mennyisége, illetve 13%-kal csökkent a betakarított földterületek nagysága is. Az EU-ban a 14. legnagyobb uborkatermelők voltunk. 2021-ben 24 ezer tonna uborkát hozattunk be, míg 5,4 ezer tonnát kivittünk, ezzel a világ 33. legnagyobb uborkaexportőre voltunk. A magyar exportált uborka 29,5%-át Csehország, 22,3%-át Szlovákia és 9,6%-át Ausztria vásárolta fel. Magyarország a behozott uborka 45,5%-át Spanyolországból, 9,8%-át Németországból és 8,9%-át Észak-Macedóniából szerezte be. 2020-ban átlagosan 2,9 kg volt a magyar háztartásokban elfogyasztott uborka egy főre jutó éves mennyisége. 10 év alatt átlagosan 0,1 kilóval növekedett az uborkafogyasztás.

### Körte

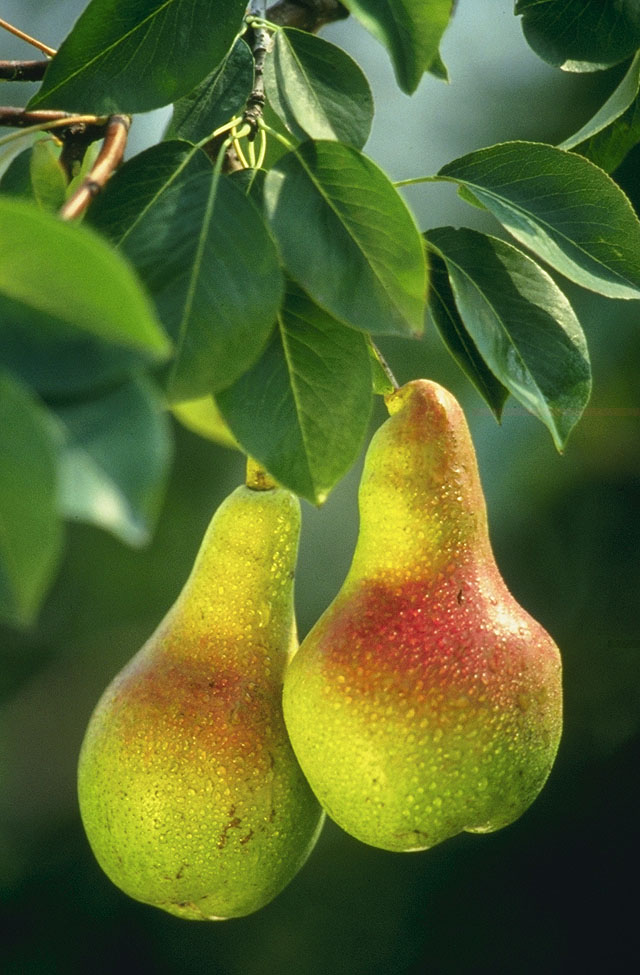
Körte

2021-ben 21 ezer tonnát termeltek meg 2,7 ezer hektár föld területen. A legtöbbet Borsod-Abaúj-Zemplén vármegyében, 4,2 ezer tonnát. 2011 és 2021 között 3%-kal csökkent a körtetermés mennyisége, illetve 3%-kal csökkent a betakarított földterületek nagysága is. Az EU-ban a 12. legnagyobb körtetermelők voltunk. 2021-ben 6 ezer tonna körtét hozattunk be, míg 103 tonnát kivittünk, ezzel a világ 49. legnagyobb körteexportőre voltunk. A magyar exportált körte 28,8%-át Németország, 14,4%-át Hollandia és 13,1%-át Csehország vásárolta fel. Magyarország a behozott uborka 49,6%-át Hollandiából, 16,1%-át Olaszországból és 8,4%-át Spanyolországból szerezte be. 2020-ban átlagosan 1,5 kg volt a magyar háztartásokban elfogyasztott körte egy főre jutó éves mennyisége. 10 év alatt átlagosan 0,4 kilóval növekedett a körtefogyasztás.

### Sárgadinnye

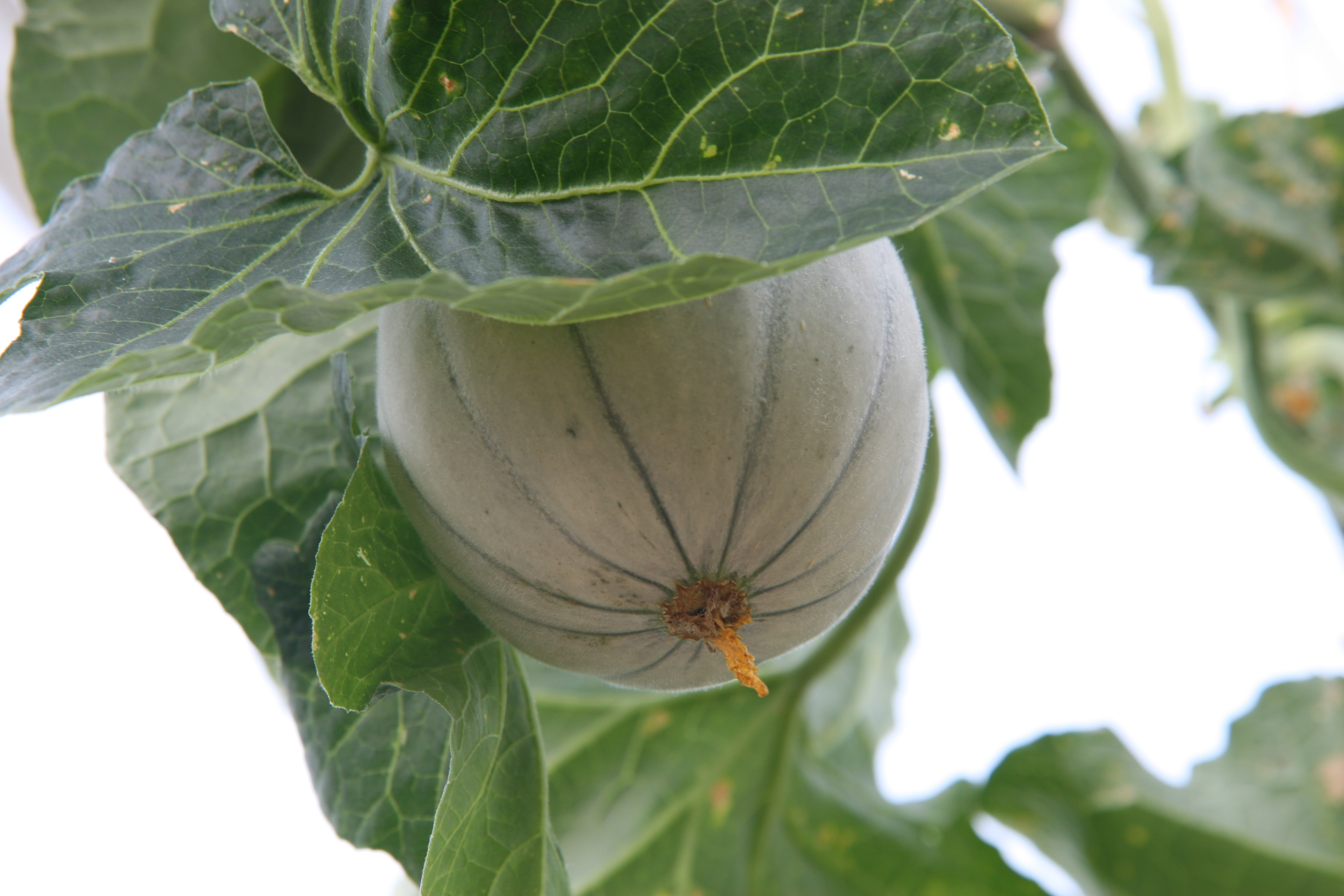
Sárgadinnye

2021-ben 14 ezer tonnát termeltek meg 490 hektár föld területen. 2011 és 2021 között 3%-kal növekedett a sárgadinnyetermés mennyisége, miközben 28%-kal csökkent a betakarított földterületek nagysága. Az EU-ban a 8. legnagyobb sárgadinnye-termelők voltunk. 2021-ben 2,4 ezer tonna sárgadinnyét hozattunk be, míg 293 tonnát kivittünk, ezzel a világ 30. legnagyobb sárgadinnye-exportőre voltunk. A magyar exportált sárgadinnye 86,2%-át Lengyelország, 11,9%-át Románia és 0,5%-át Szlovákia vásárolta fel. Magyarország a behozott sárgadinnye 47,9%-át Spanyolországból, 16,7%-át Hollandiából és 15,7%-át Olaszországból szerezte be. 2020-ban átlagosan 0,8 kg volt a magyar háztartásokban elfogyasztott sárgadinnye egy főre jutó éves mennyisége. 10 év alatt átlagosan 0,1 kilóval növekedett a sárgadinnye-fogyasztás.

### Zöldbab

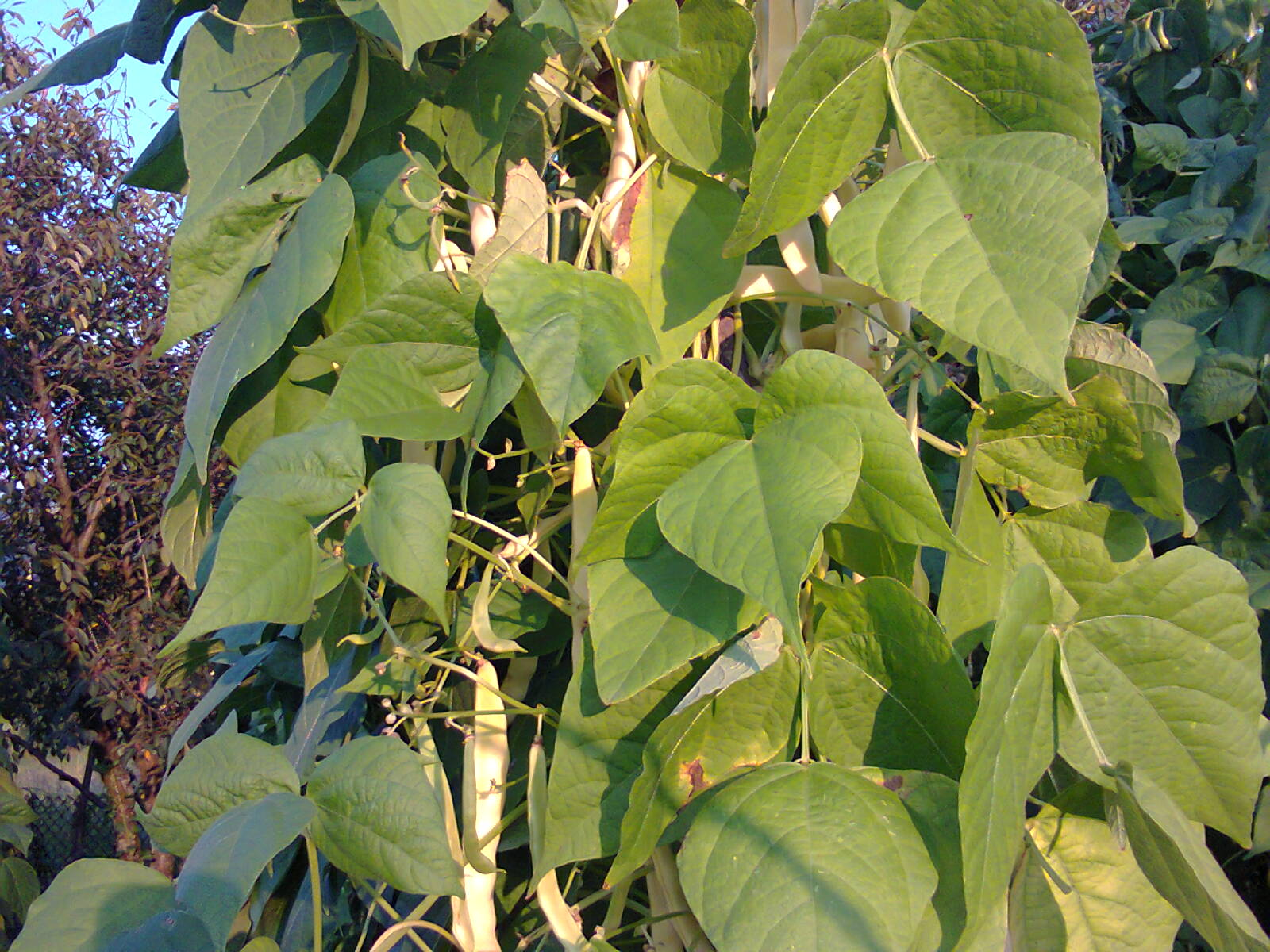
Zöldbab

2021-ben 12 ezer tonnát termeltek meg 1,1 ezer hektár föld területen. 2011 és 2021 között 21%-kal csökkent a zöldbabtermés mennyisége, illetve 14%-kal csökkent a betakarított földterületek nagysága is. Az EU-ban a 11. legnagyobb zöldbabtermelők voltunk. 2021-ben 137 tonna zöldbabot hozattunk be, míg 11 tonnát kivittünk, ezzel a világ 80. legnagyobb zöldbabexportőre voltunk. A magyar exportált zöldbab 69,3%-át Ausztria, 26%-át Szlovákia és 3,7%-át Olaszország vásárolta fel. Magyarország a behozott zöldbab 29,5%-át az Egyesült Államokból, 20,1%-át Hollandiából és 10,6%-át Franciaországból szerezte be. 2020-ban átlagosan 0,3 kg volt a magyar háztartásokban elfogyasztott zöldbab egy főre jutó éves mennyisége. 10 év alatt átlagosan 0,6 kilóval csökkent a zöldbabfogyasztás.

### Kajszibarack

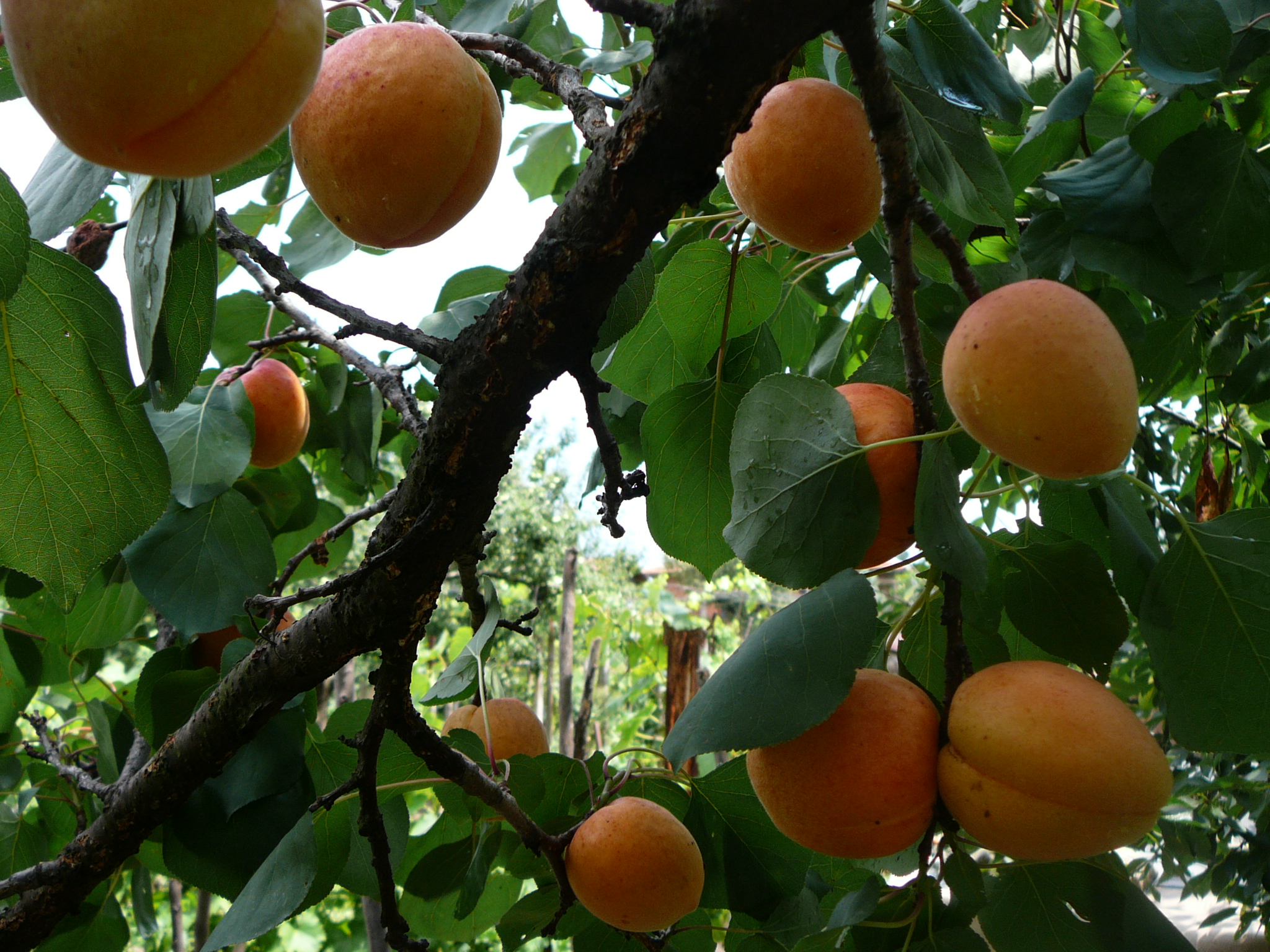
Kajszibarack

2021-ben 11 ezer tonnát termeltek meg 6 ezer hektár föld területen. A legtöbbet Borsod-Abaúj-Zemplén vármegyében, 2,8 ezer tonnát. 2011 és 2021 között 14%-kal csökkent a kajszibaracktermés mennyisége, miközben 21%-kal növekedett a betakarított földterületek nagysága. Az EU-ban a 7. legnagyobb kajszibarack-termelők voltunk. 2021-ben 1,2 ezer tonna kajszibarackot hozattunk be, míg 611 tonnát kivittünk, ezzel a világ 27. legnagyobb kajszibarack-exportőre voltunk. A magyar exportált kajszibarack 43,4%-át Ausztria, 15,9%-át Csehország és 12,3%-át Szlovákia vásárolta fel. Magyarország a behozott kajszibarack 36,1%-át Spanyolországból, 35,7%-át Olaszországból és 7,7%-át Németországból szerezte be. 2020-ban átlagosan 0,4 kg volt a magyar háztartásokban elfogyasztott kajszibarack egy főre jutó éves mennyisége. 10 év alatt átlagosan 0,1 kilóval csökkent a kajszibarack-fogyasztás.

### Őszibarack

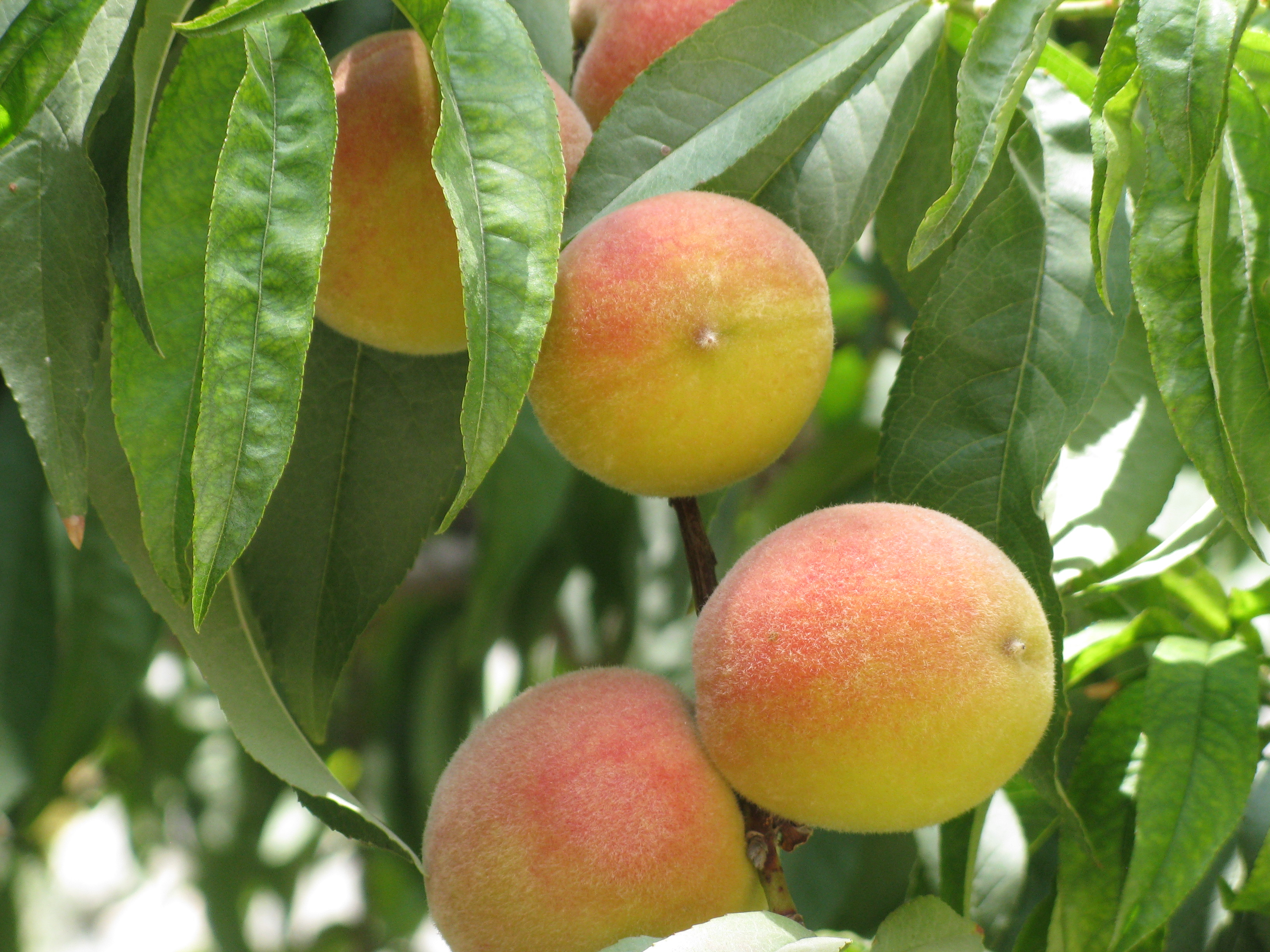
Őszibarack

2021-ben 11 ezer tonnát termeltek meg 6 ezer hektár föld területen. A legtöbbet Borsod-Abaúj-Zemplén vármegyében, 2,8 ezer tonnát. 2011 és 2021 között 14%-kal csökkent az őszibaracktermés mennyisége, miközben 21%-kal növekedett a betakarított földterületek nagysága. Az EU-ban a 7. legnagyobb őszibarack-termelők voltunk. 2021-ben 10 ezer tonna őszibarackot hozattunk be, míg 308 tonnát kivittünk, ezzel a világ 27. legnagyobb őszibarack-exportőre voltunk. A magyar exportált őszibarack 43,4%-át Ausztria, 15,9%-át Csehország és 12,3%-át Szlovákia vásárolta fel. Magyarország a behozott őszibarack 36,1%-át Spanyolországból, 35,7%-át Olaszországból és 7,7%-át Németországból szerezte be. 2020-ban átlagosan 0,4 kg volt a magyar háztartásokban elfogyasztott őszibarack egy főre jutó éves mennyisége. 10 év alatt átlagosan 0,1 kilóval csökkent a őszibarack-fogyasztás.

### Spenót

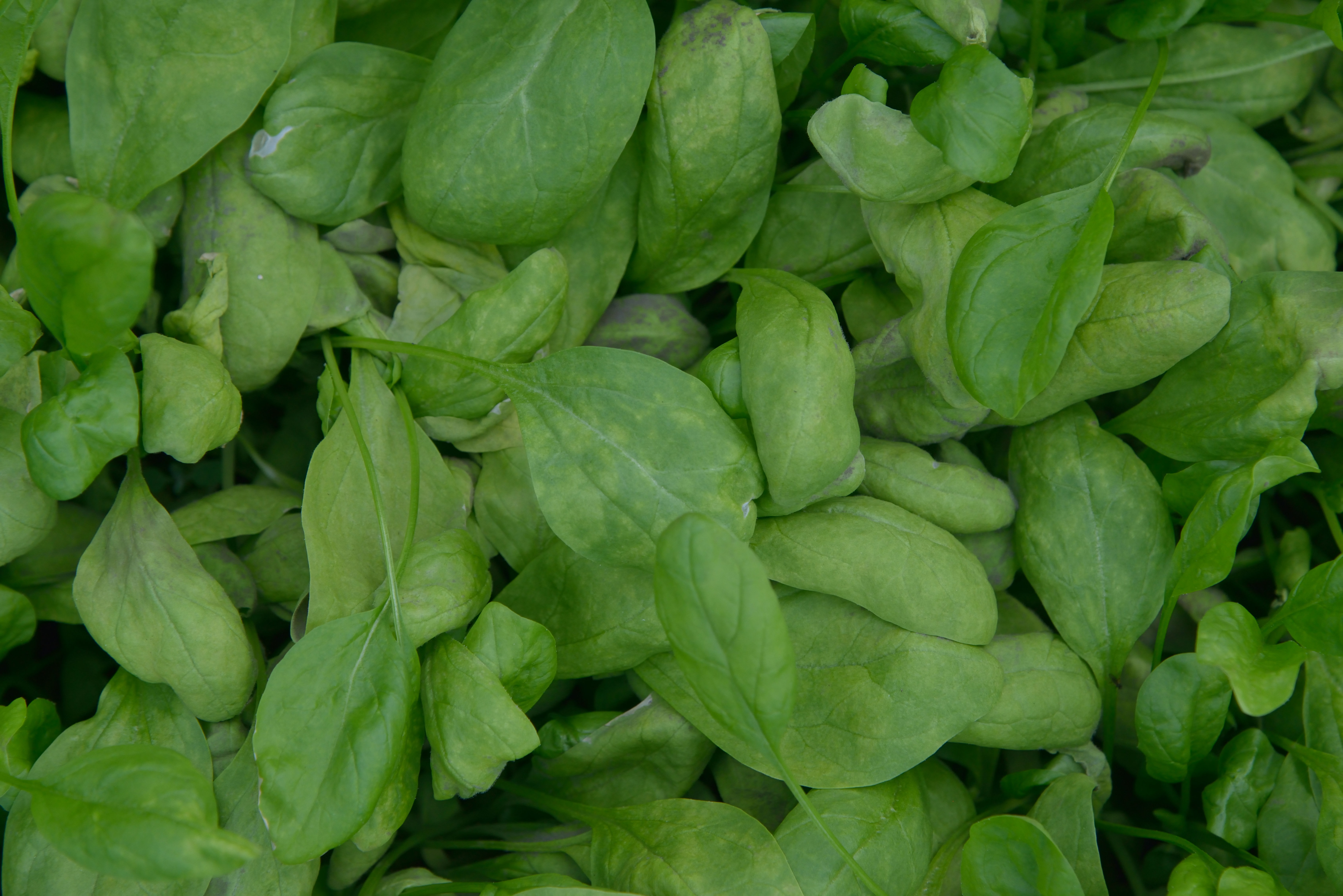
Spenót

2021-ben 11 ezer tonnát termeltek meg 520 hektár föld területen. 2011 és 2021 között 49%-kal növekedett a spenóttermés mennyisége, illetve 22%-kal növekedett a betakarított földterületek nagysága is. Az EU-ban a 10. legnagyobb spenóttermelők voltunk. 2021-ben 1,8 ezer tonna spenótot hozattunk be, míg 694 tonnát kivittünk, ezzel a világ 21. legnagyobb spenótexportőre voltunk.  A magyar exportált spenót 57%-át Románia, 12,5%-át Németország és 11,5%-át az Egyesült Királyság vásárolta fel. Magyarország a behozott spenót 36,2%-át Csehországból, 22,2%-át Ausztriából és 18,5%-át Lengyelországból szerezte be.

### Rizs

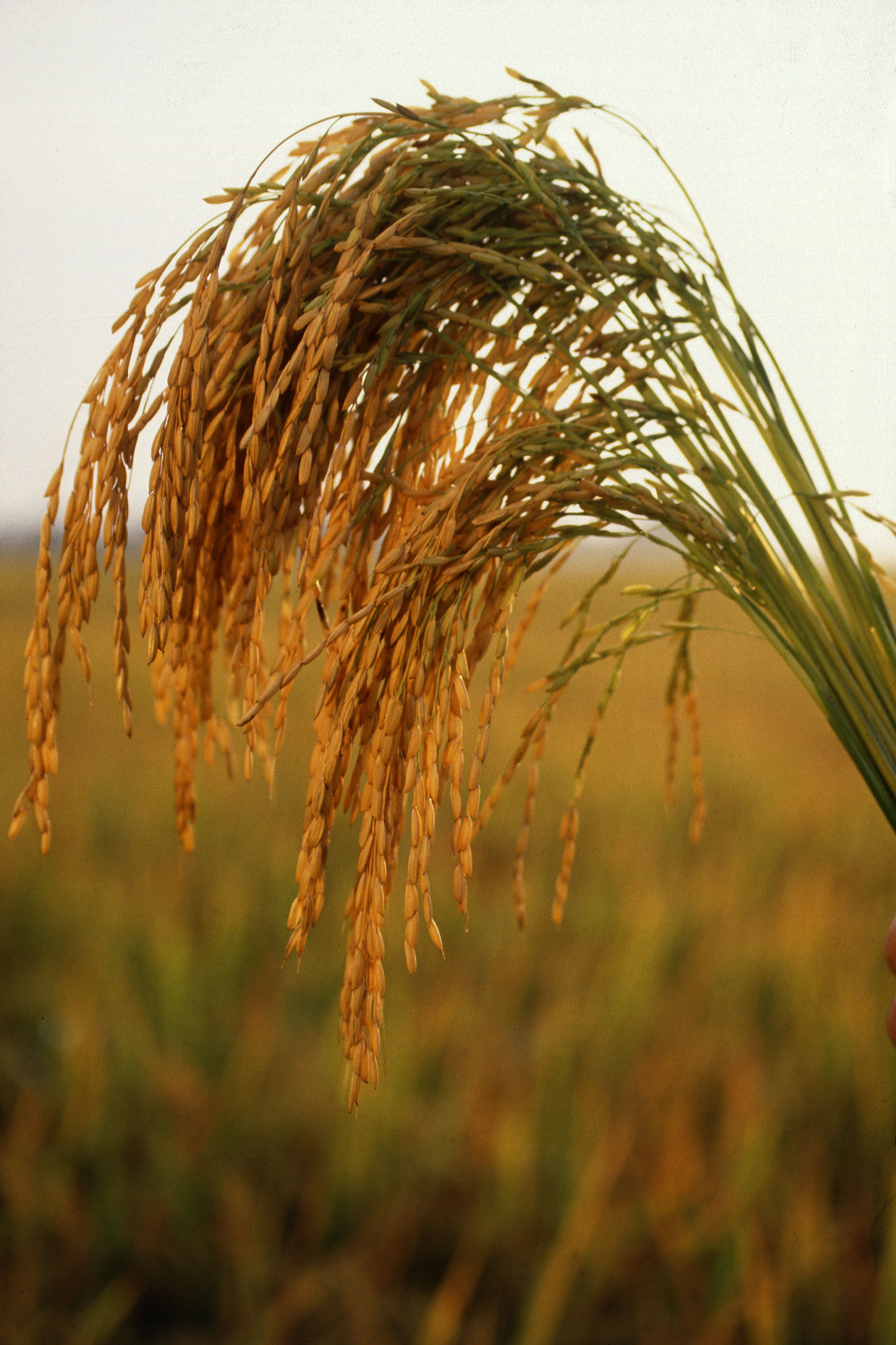
Rizs

2021-ben 9,5 ezer tonnát termeltek meg 2,7 ezer hektár föld területen. 2011 és 2021 között 25%-kal növekedett a rizstermés mennyisége, illetve 3%-kal növekedett a betakarított földterületek nagysága is. Az EU-ban a 8. legnagyobb rizstermelők voltunk. 2021-ben 31,8 ezer tonna rizst hozattunk be, míg 4,6 ezer tonnát kivittünk, ezzel a világ 48. legnagyobb rizsexportőre voltunk. A magyar exportált rizs 36,3%-át Szlovákia, 33,4%-át Németország és 17,7%-át Németország vásárolta fel. Magyarország a behozott rizs 44,2%-át Olaszországból, 12,2%-át Szlovákiából és 11,2%-át Lengyelországból szerezte be.

### Cseresznye

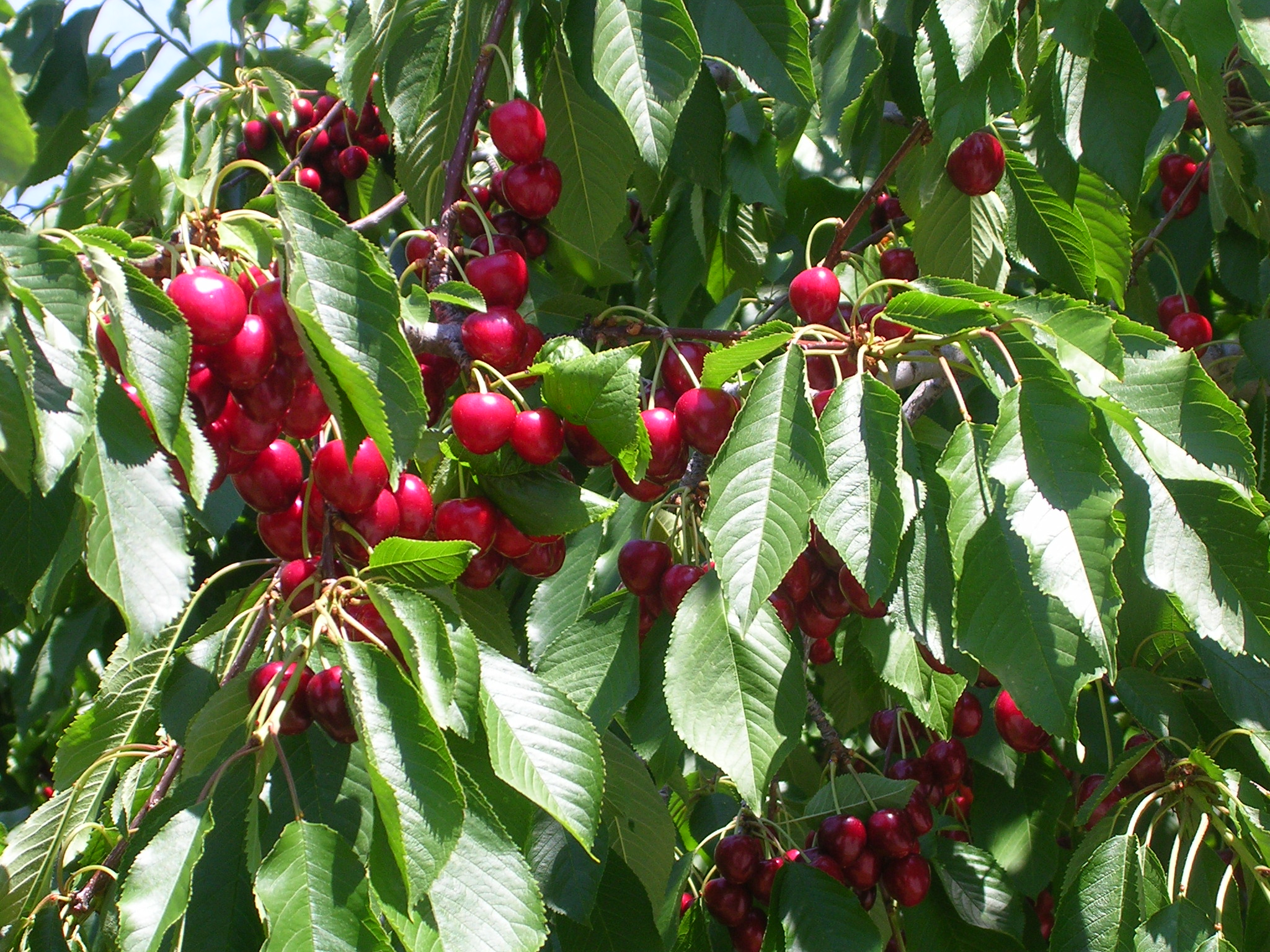
Cseresznye

2021-ben 8,8 ezer tonnát termeltek meg 3,1 ezer hektár föld területen. 2011 és 2021 között 16%-kal növekedett a cseresznyetermés mennyisége, illetve 16%-kal növekedett a betakarított földterületek nagysága is. Az EU-ban a 10. legnagyobb cseresznyetermelők voltunk. 2021-ben 70 tonna cseresznyét hozattunk be, míg 356 tonnát kivittünk, ezzel a világ 39. legnagyobb cseresznyeexportőre voltunk. A magyar exportált cseresznye 34%-át Hollandia, 25,9%-át Litvánia és 14,1%-át Szlovákia vásárolta fel. Magyarország a behozott cseresznye 40,5%-át Németországból, 13%-át Lengyelországból és 11,9%-át Spanyolországból szerezte be. 2020-ban átlagosan 0,4 kg volt a magyar háztartásokban elfogyasztott cseresznye egy főre jutó éves mennyisége. 10 év alatt a cseresznyefogyasztás nem változott.

### Saláta

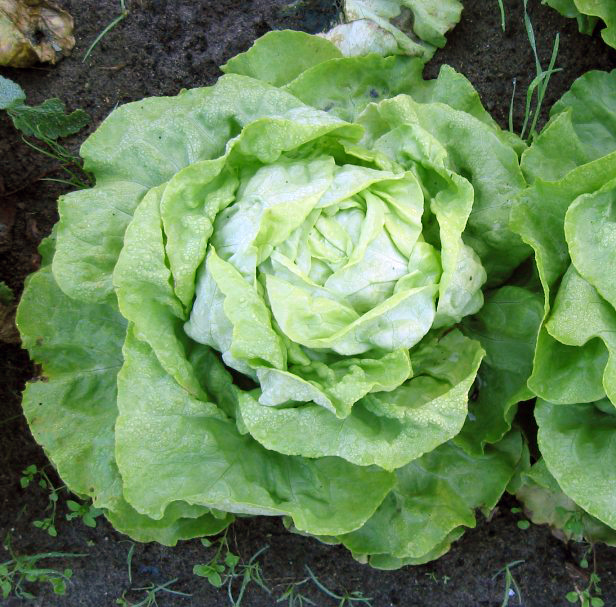
Saláta

2021-ben 8,4 ezer tonnát termeltek meg 240 hektár föld területen. 2011 és 2021 között 23%-kal csökkent a salátatermés mennyisége, illetve 27%-kal csökkent a betakarított földterületek nagysága is. Az EU-ban a 16. legnagyobb salátatermelők voltunk. 2021-ben 1,9 ezer tonna salátát hozattunk be, míg 1 ezer tonnát kivittünk, ezzel a világ 14. legnagyobb salátaexportőre voltunk. A magyar exportált saláta 56,2%-át Románia, 19,3%-át Csehország és 15,3%-át Szlovákia vásárolta fel. Magyarország a behozott saláta 51,8%-át Spanyolországból, 21,1%-át Németországból és 11,8%-át Ausztriából szerezte be.

### Karfiol és brokkoli

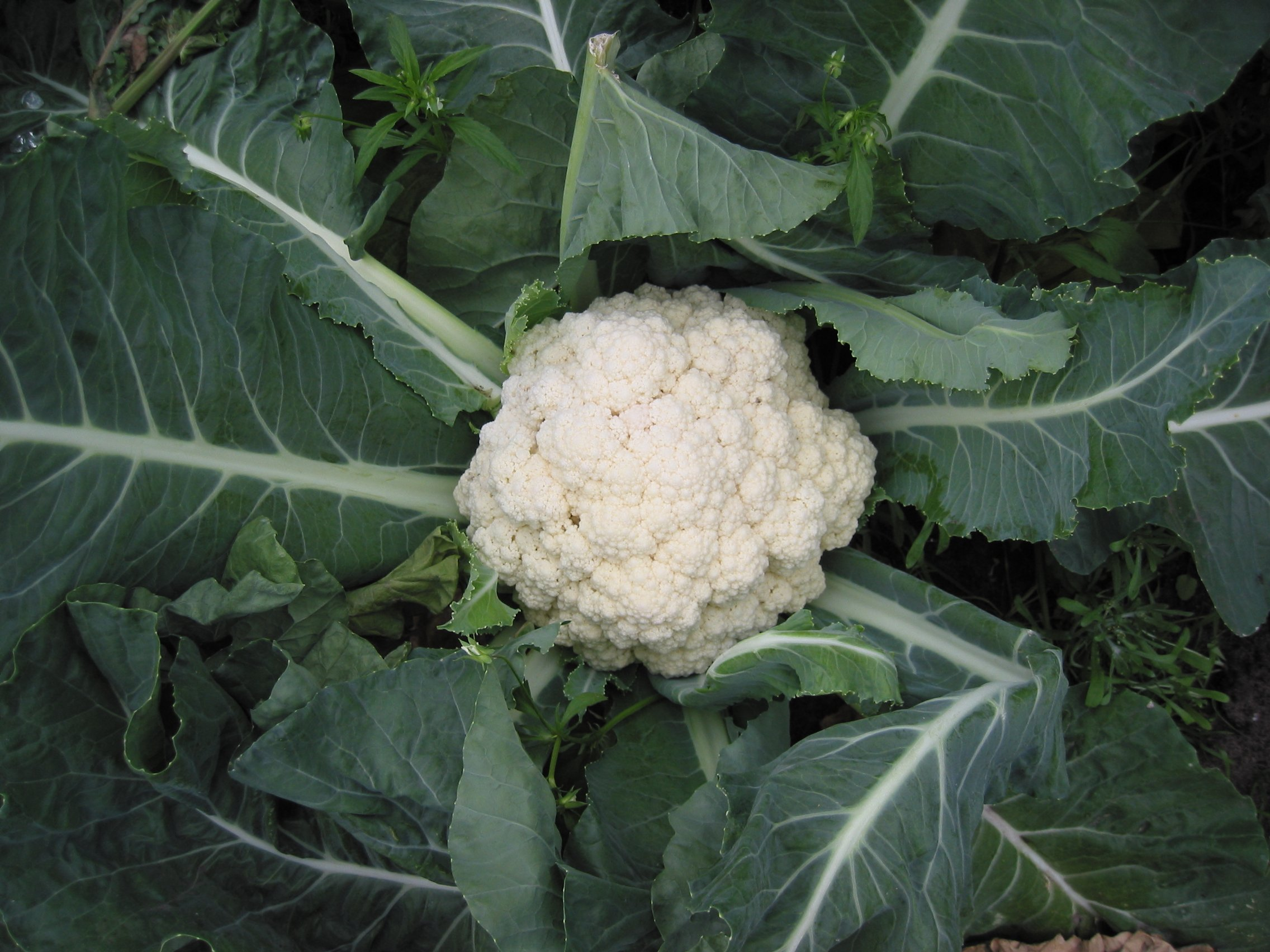
Karfiol

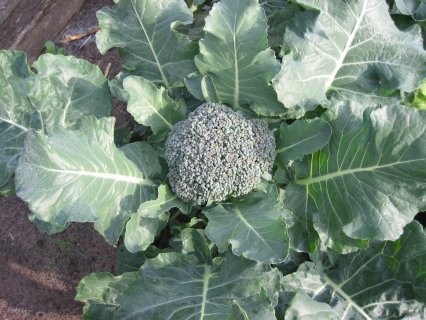
Brokkoli

2021-ben 7,6 ezer tonnát termeltek meg 350 hektár föld területen. 2011 és 2021 között 15%-kal csökkent a karfiol és a brokkolitermés mennyisége, illetve 34%-kal csökkent a betakarított földterületük nagysága is. Az EU-ban a 13. legnagyobb karfiol és brokkolitermelők voltunk. 2021-ben 10 ezer tonna karfiolt és brokkolit hozattunk be, míg 381 tonnát kivittünk, ezzel a világ 39. legnagyobb karfiol- és brokkoliexportőre voltunk. A magyar exportált karfiol és brokkoli 47%-át Románia, 27,4%-át Ukrajna és 10,3%-át Szlovákia vásárolta fel. Magyarország a behozott karfiol és brokkoli 30,1%-át Spanyolországból, 24,2%-át Olaszországból és 17,7%-át Lengyelországból szerezte be.

### Dió

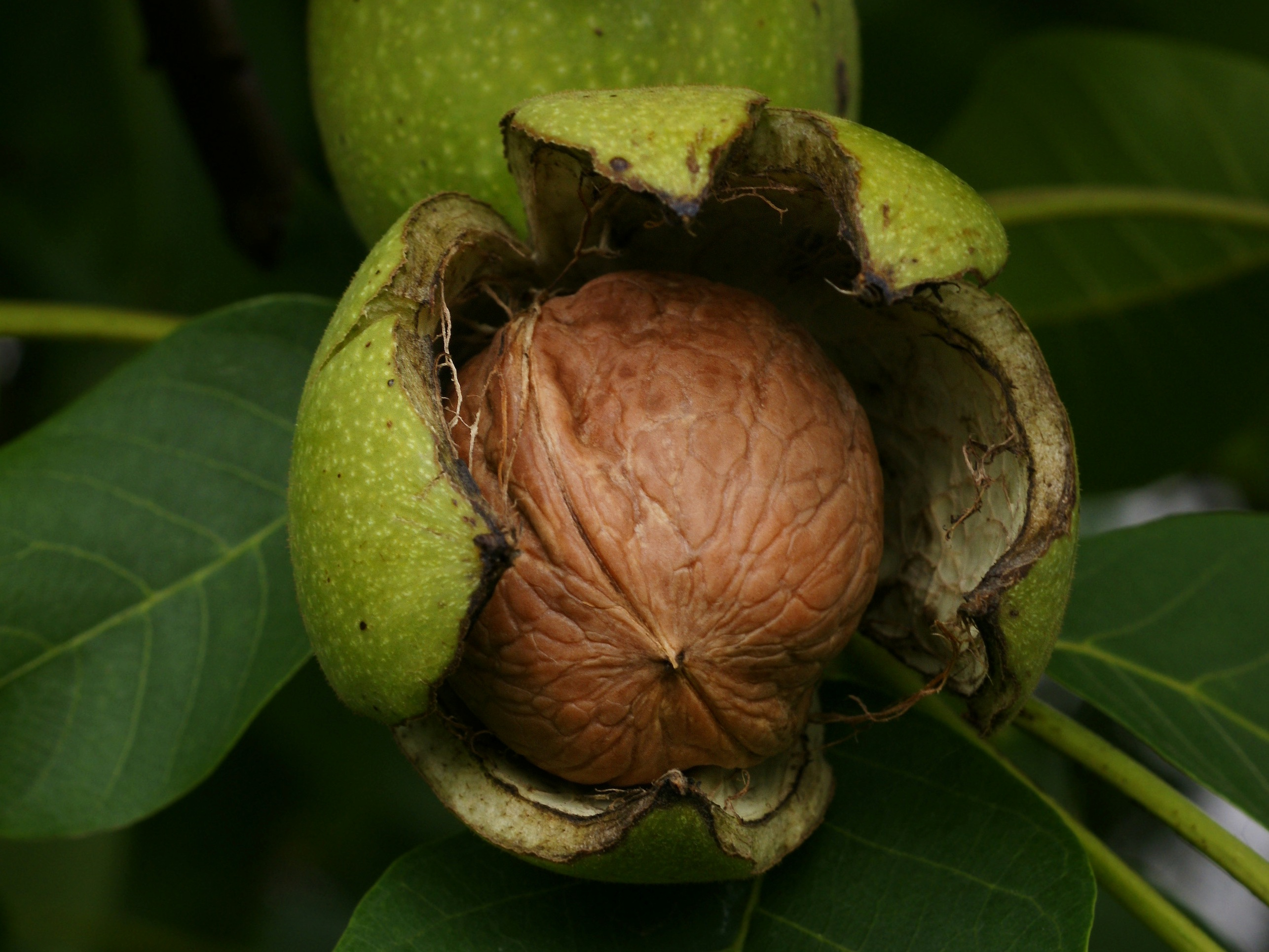
Dió

2021-ben 5,9 ezer tonnát termeltek meg 6,4 ezer hektár föld területen. 2011 és 2021 között 41%-kal növekedett a diótermés mennyisége, illetve 34%-kal növekedett a betakarított földterületük nagysága is. Az EU-ban a 8. legnagyobb diótermelők voltunk. 2021-ben 54 tonna diót hozattunk be, míg 478 tonnát kivittünk, ezzel a világ 32. legnagyobb dióexportőre voltunk. A magyar exportált dió 29,1%-át Románia, 21,9%-át Szlovákia és 12,9%-át Németország vásárolta fel. Magyarország a behozott dió 64.1%-át Ukrajnából, 7,5%-át Romániából és 7,5%-át Németországból szerezte be.

### Spárga

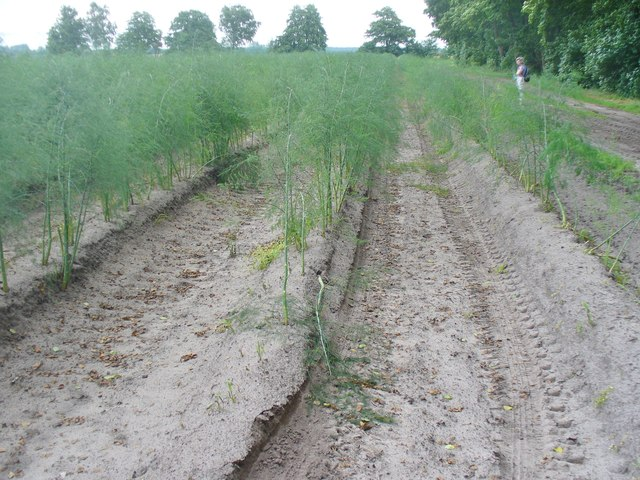
Spárga

2021-ben 5,8 ezer tonnát termeltek meg 1,2 ezer hektár föld területen. 2011 és 2021 között 15%-kal növekedett a spárgatermés mennyisége, illetve 21%-kal növekedett a betakarított földterületük nagysága is. Az EU-ban a 8. legnagyobb spárgatermelők voltunk. 2021-ben 141 tonna spárgát hozattunk be, míg 2,4 ezer tonnát kivittünk, ezzel a világ 12. legnagyobb spárgaexportőre voltunk. A magyar exportált spárga 35,4%-át Németország, 31%-át Svájc és 11,2%-át Finnország vásárolta fel. Magyarország a behozott spárga 37,3%-át Spanyolországból, 11,3%-át Lengyelországból és 10,1%-át Németországból szerezte be.

### Dohány

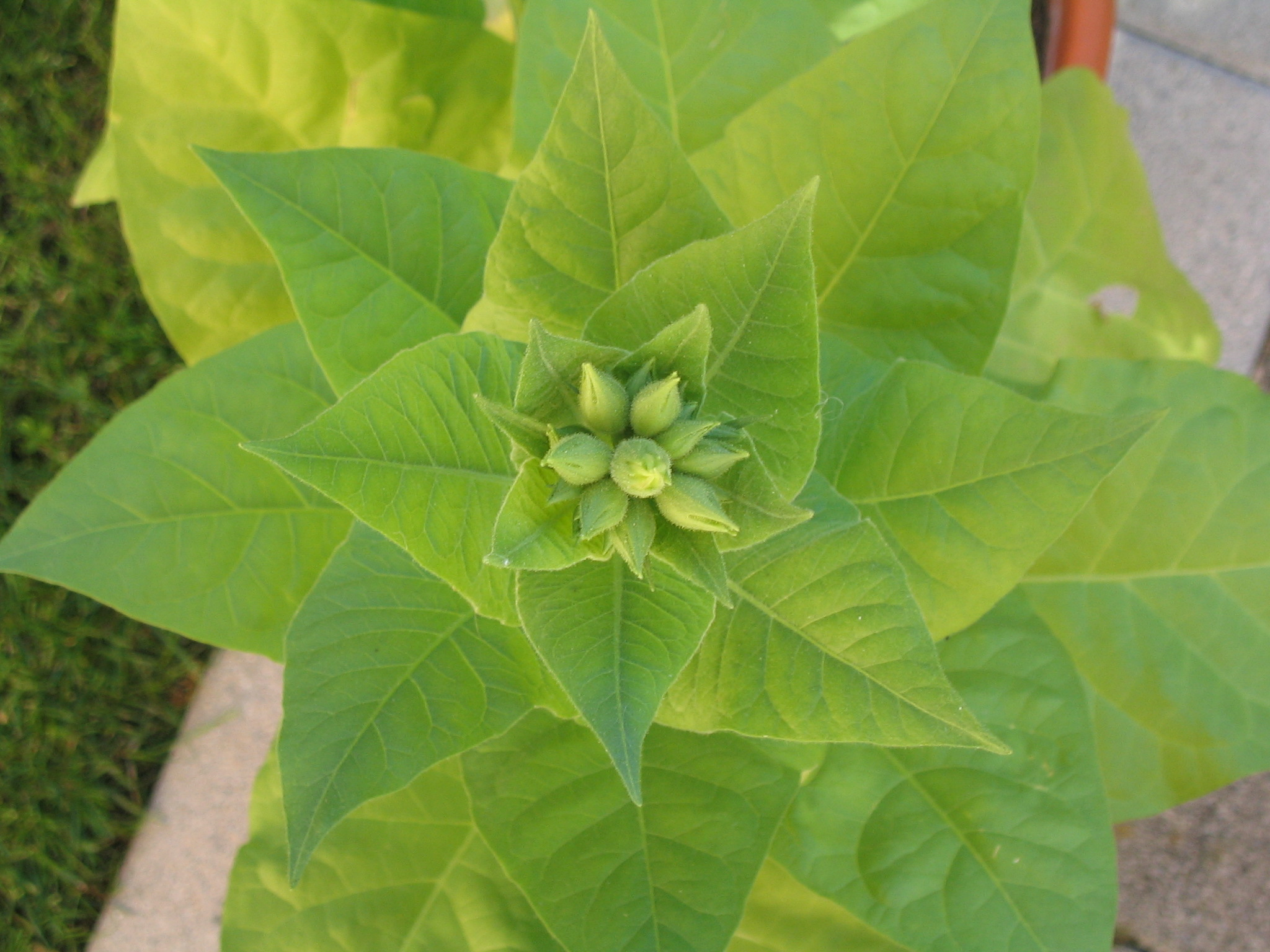
Dohány

2021-ben 5,6 ezer tonnát termeltek meg 3 ezer hektár föld területen. 2011 és 2021 között 33%-kal csökkent a dohánytermés mennyisége, illetve 34%-kal csökkent a betakarított földterületük nagysága is. Az EU-ban a 7. legnagyobb dohánytermelők voltunk. 2021-ben 11 ezer tonna dohányt hozattunk be, míg 7,1 ezer tonnát kivittünk, ezzel a világ 20. legnagyobb dohányexportőre voltunk. A magyar exportált dohány 48,5%-át Ausztria, 13,7%-át Németország és 6,1%-át Olaszország vásárolta fel. Magyarország a behozott dohány 17,2%-át Kínából, 16,7%-át Szlovákiából és 15,5%-át Szerbiából szerezte be.

### Fokhagyma

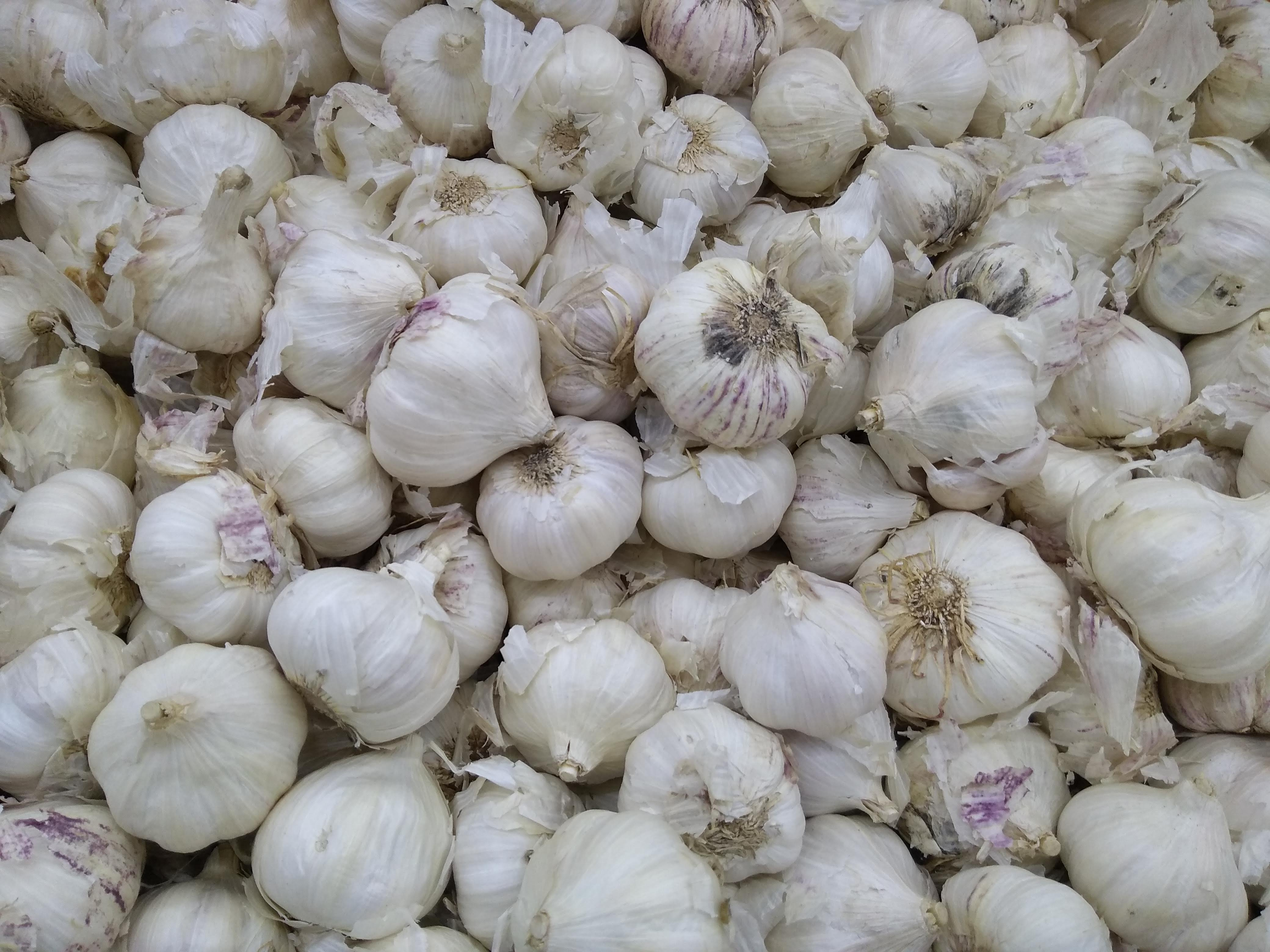
Fokhagyma

2021-ben 5,6 ezer tonnát termeltek meg 830 hektár föld területen. 2011 és 2021 között 2%-kal csökkent a fokhagymatermés mennyisége, miközben nem változott a betakarított földterületük nagysága. Az EU-ban a 8. legnagyobb fokhagymatermelők voltunk. 2021-ben 2,2 ezer tonna fokhagymát hozattunk be, míg 683 tonnát kivittünk, ezzel a világ 26. legnagyobb fokhagymaexportőre voltunk. A magyar exportált fokhagyma 34,8%-át Románia, 26,1%-át Szlovénia és 18,9%-át Szlovákia vásárolta fel. Magyarország a behozott fokhagyma 42,3%-át Spanyolországból, 19%-át Hollandiából és 18,6%-át Olaszországból szerezte be.

### Eper

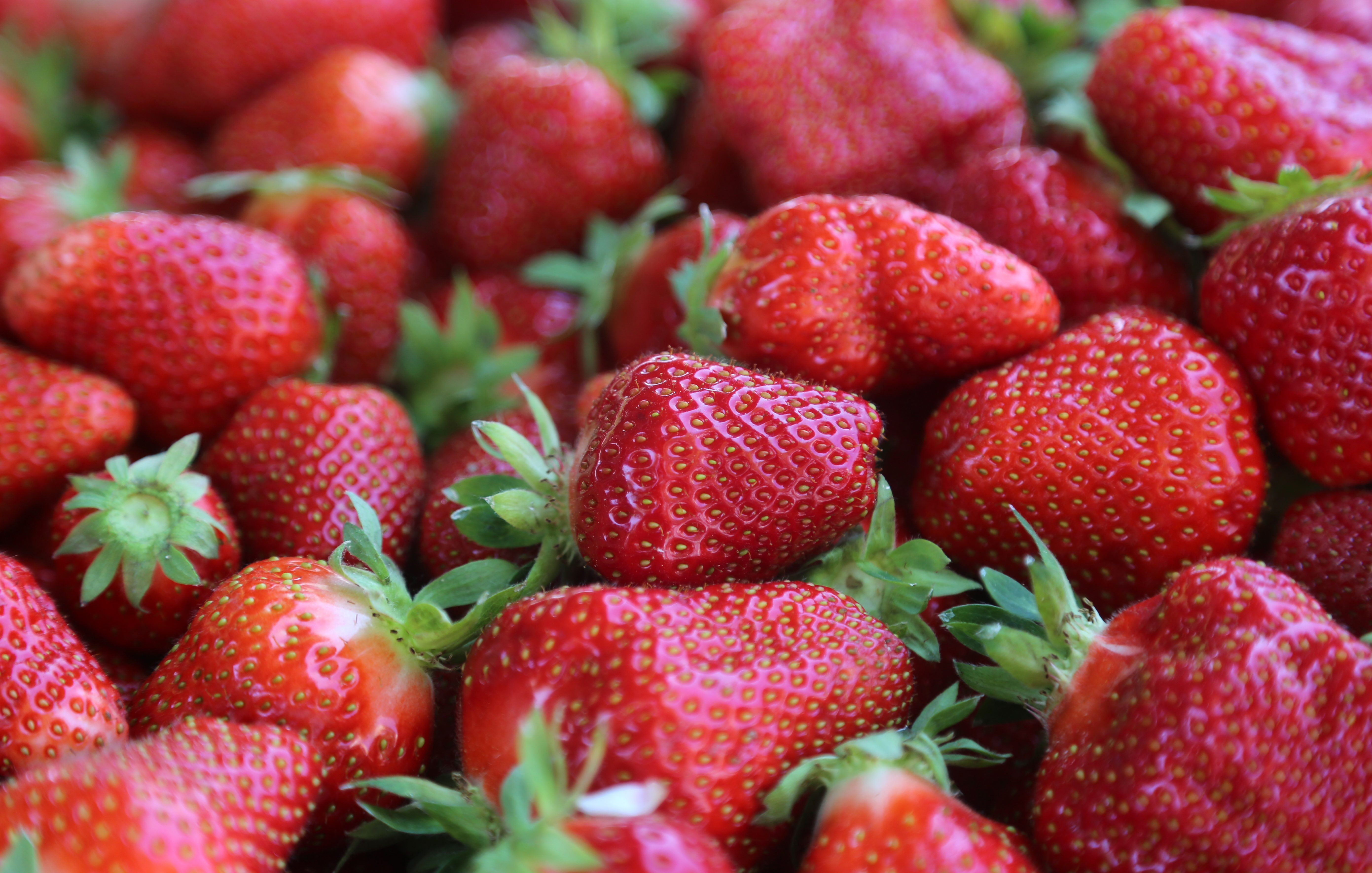
Eper

2021-ben 5,4 ezer tonnát termeltek meg 840 hektár föld területen. 2011 és 2021 között 8%-kal növekedett az epertermés mennyisége, illetve 14%-kal növekedett a betakarított földterületük nagysága is. Az EU-ban a 17. legnagyobb epertermelők voltunk. 2021-ben 3,9 ezer tonna epret hozattunk be, míg 37 tonnát kivittünk, ezzel a világ 51. legnagyobb eperexportőre voltunk. A magyar exportált eper 21,4%-át Szlovákia, 21%-át Ausztria és 19,1%-át Románia vásárolta fel. Magyarország a behozott eper 52,3%-át Spanyolországból, 16,5%-át Görögországból és 15,3%-át Ausztriából szerezte be.

### Ribizli

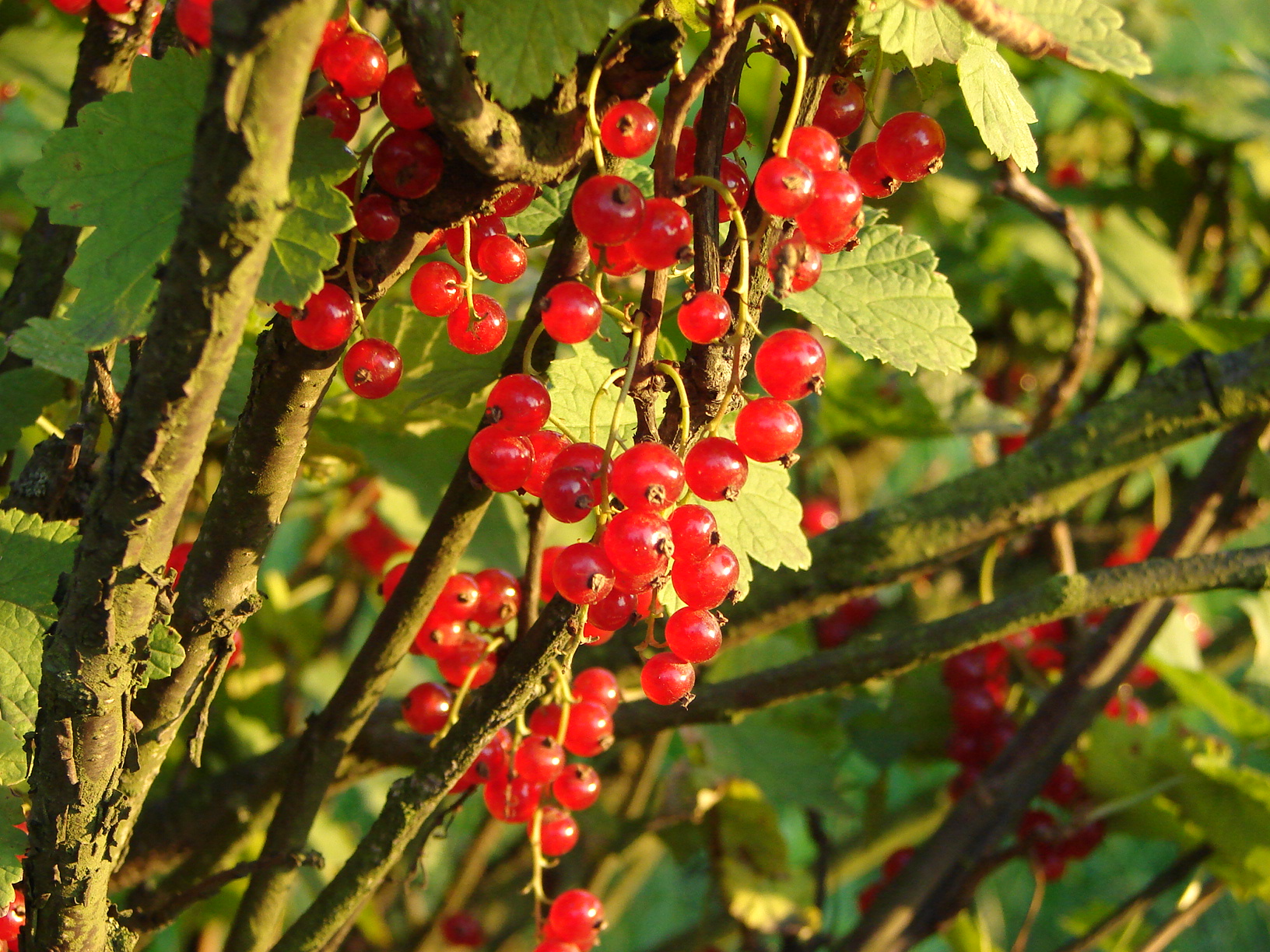
Ribizli

2021-ben 3,8 ezer tonnát termeltek meg 1,1 ezer hektár föld területen. 2011 és 2021 között 36%-kal növekedett a ribizlitermés mennyisége, miközben 17%-kal csökkent a betakarított földterületük nagysága. Az EU-ban a 7. legnagyobb ribizlitermelők voltunk. 2021-ben 13 tonna ribizlit hozattunk be, míg 1 tonnát kivittünk, ezzel a világ 28. legnagyobb ribizliexportőre voltunk. A magyar exportált ribizli 31,9%-át Svájc, 17,9%-át Svédország és 17%-át Ausztria vásárolta fel. Magyarország a behozott ribizli 26,7%-át Szerbiából, 19,9%-át Lengyelországból és 15,4%-át Németországból szerezte be.

### Lenmag

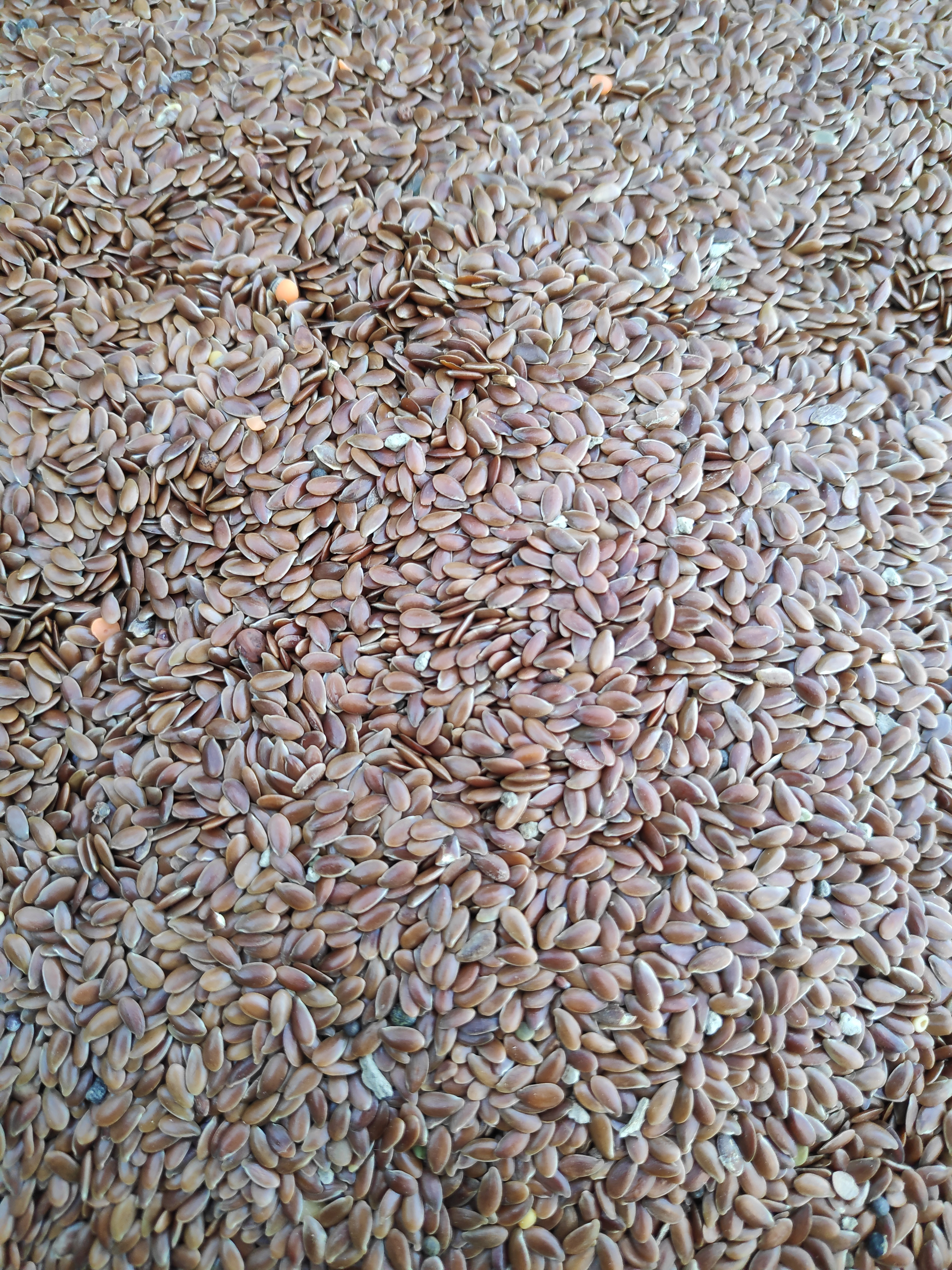
Lenmag

2021-ben 1,5 ezer tonnát termeltek meg 1,2 ezer hektár föld területen. 2011 és 2021 között 245%-kal növekedett a lenmagtermés mennyisége, illetve 94%-kal növekedett a betakarított földterületük nagysága is. Az EU-ban a 8. legnagyobb lenmagtermelők voltunk. 2021-ben 1,9 ezer tonna lenmagot hozattunk be, míg 600 tonnát kivittünk, ezzel a világ 26. legnagyobb lenmagexportőre voltunk. A magyar exportált lenmag 19,4%-át Ausztria, 17,9%-át Németország és 12,7%-át Szlovákia vásárolta fel. Magyarország a behozott lenmag 43,8%-át Lengyelországból, 24,9%-át Ausztriából és 11,5%-át Ukrajnából szerezte be.

### Póréhagyma

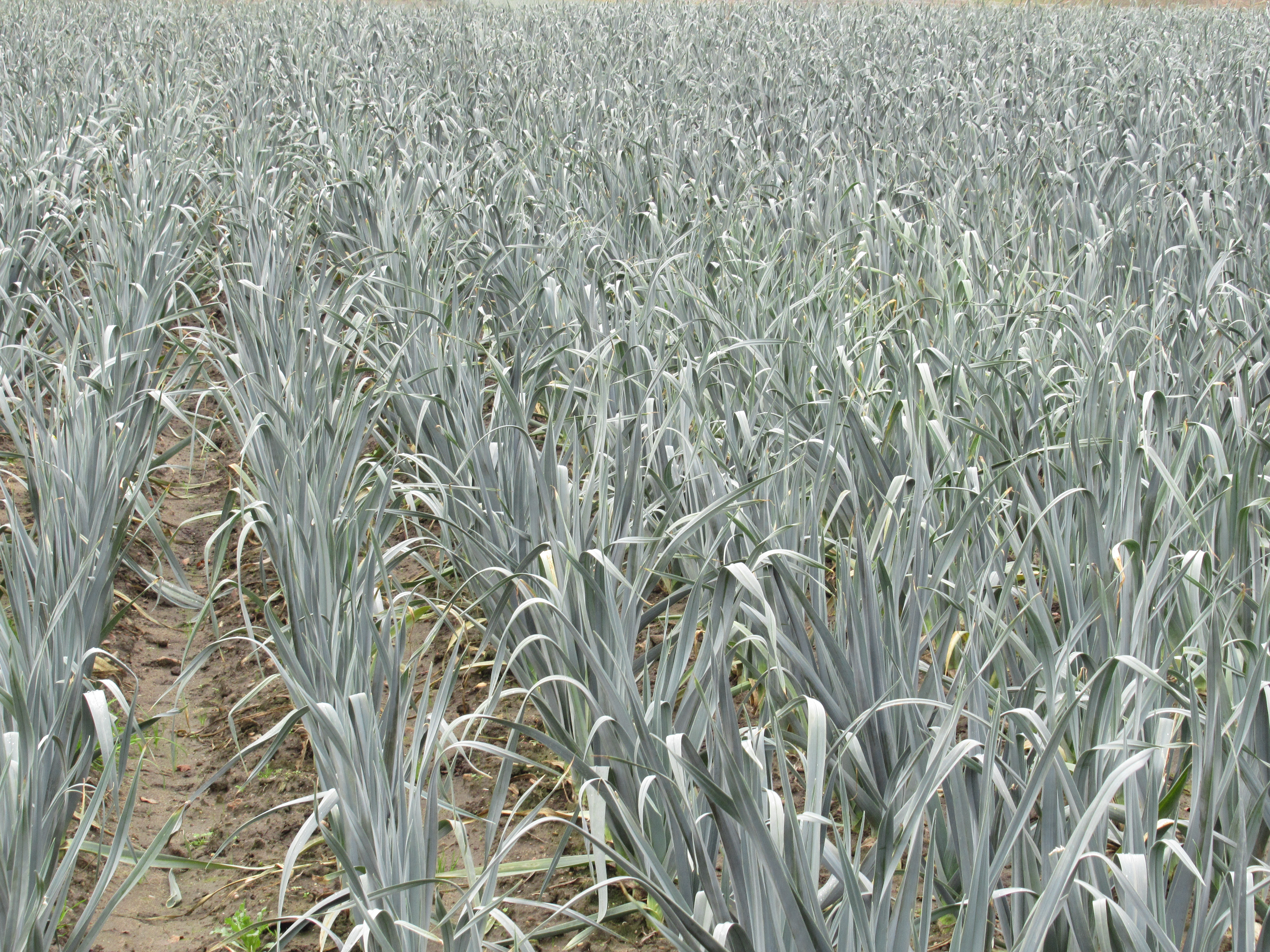
Póréhagyma

2021-ben 1,3 ezer tonnát termeltek meg 80 hektár föld területen. 2011 és 2021 között 14%-kal csökkent a póréhagymatermés mennyisége, miközben 11%-kal növekedett a betakarított földterületük nagysága. Az EU-ban a 15. legnagyobb póréhagyma-termelők voltunk. 2021-ben 840 tonna póréhagymát hozattunk be, míg 91 tonnát kivittünk, ezzel a világ 48. legnagyobb póréhagyma-exportőre voltunk. A magyar exportált póréhagyma 62,1%-át Románia, 19,6%-át Szlovákia és 7,5%-át Németország vásárolta fel. Magyarország a behozott póréhagyma 34,1%-át Hollandiából, 25,3%-át Spanyolországból és 12,4%-át Ausztriából szerezte be.

### Padlizsán

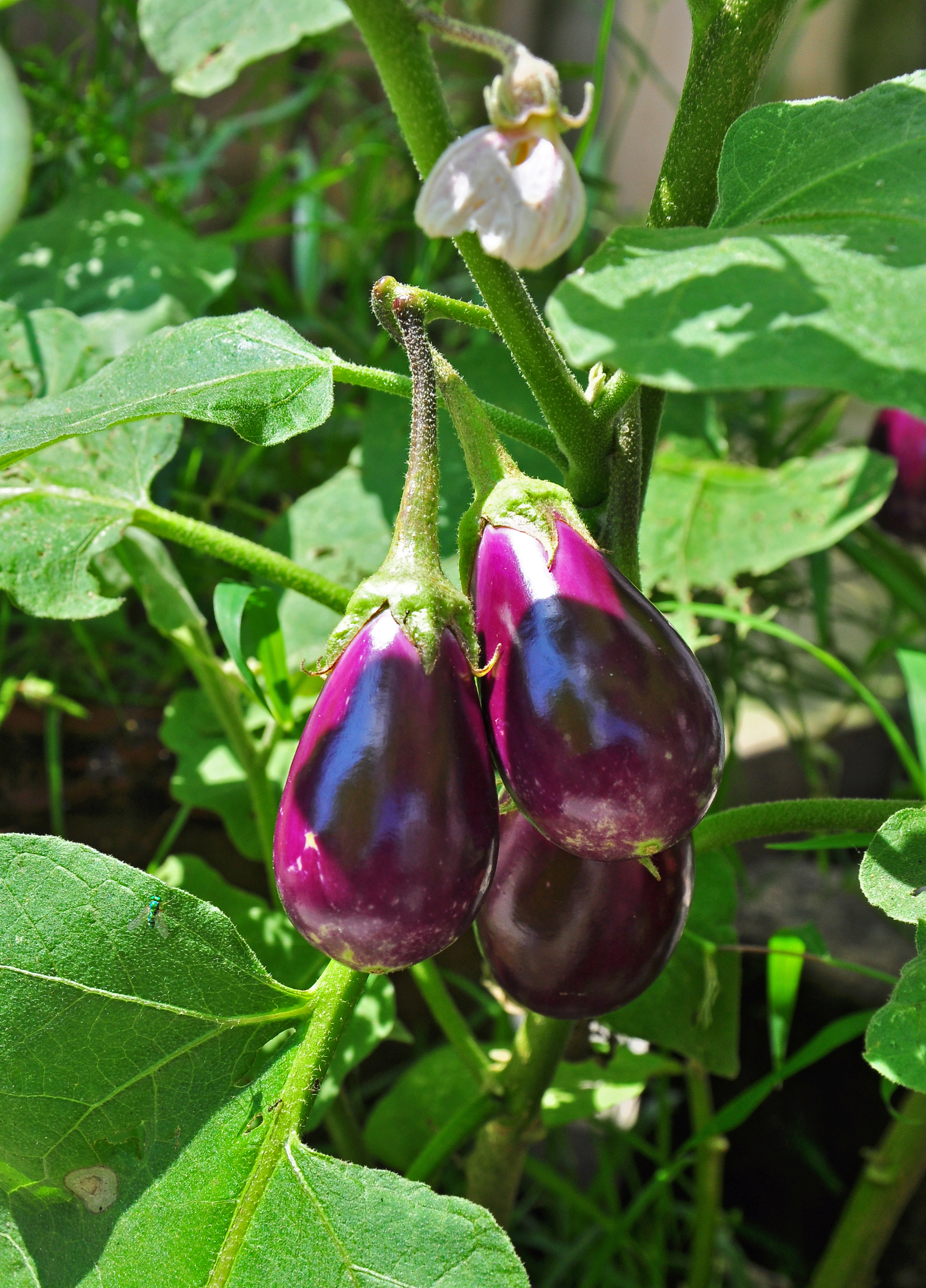
Padlizsán

2021-ben 1 ezer tonnát termeltek meg 50 hektár föld területen. 2011 és 2021 között 47%-kal csökkent a padlizsántermés mennyisége, illetve 20%-kal csökkent a betakarított földterületük nagysága is. Az EU-ban a 13. legnagyobb padlizsántermelők voltunk. 2021-ben 1,7 ezer tonna padlizsánt hozattunk be, míg 43 tonnát kivittünk, ezzel a világ 57. legnagyobb padlizsánexportőre voltunk. A magyar exportált padlizsán 32,5%-át Csehország, 31,3%-át Ausztria és 26,7%-át Ukrajna vásárolta fel. Magyarország a behozott padlizsán 84,3%-át Spanyolországból, 4,9%-át Szlovákiából és 2,7%-át Törökországból szerezte be.

### Lóbab

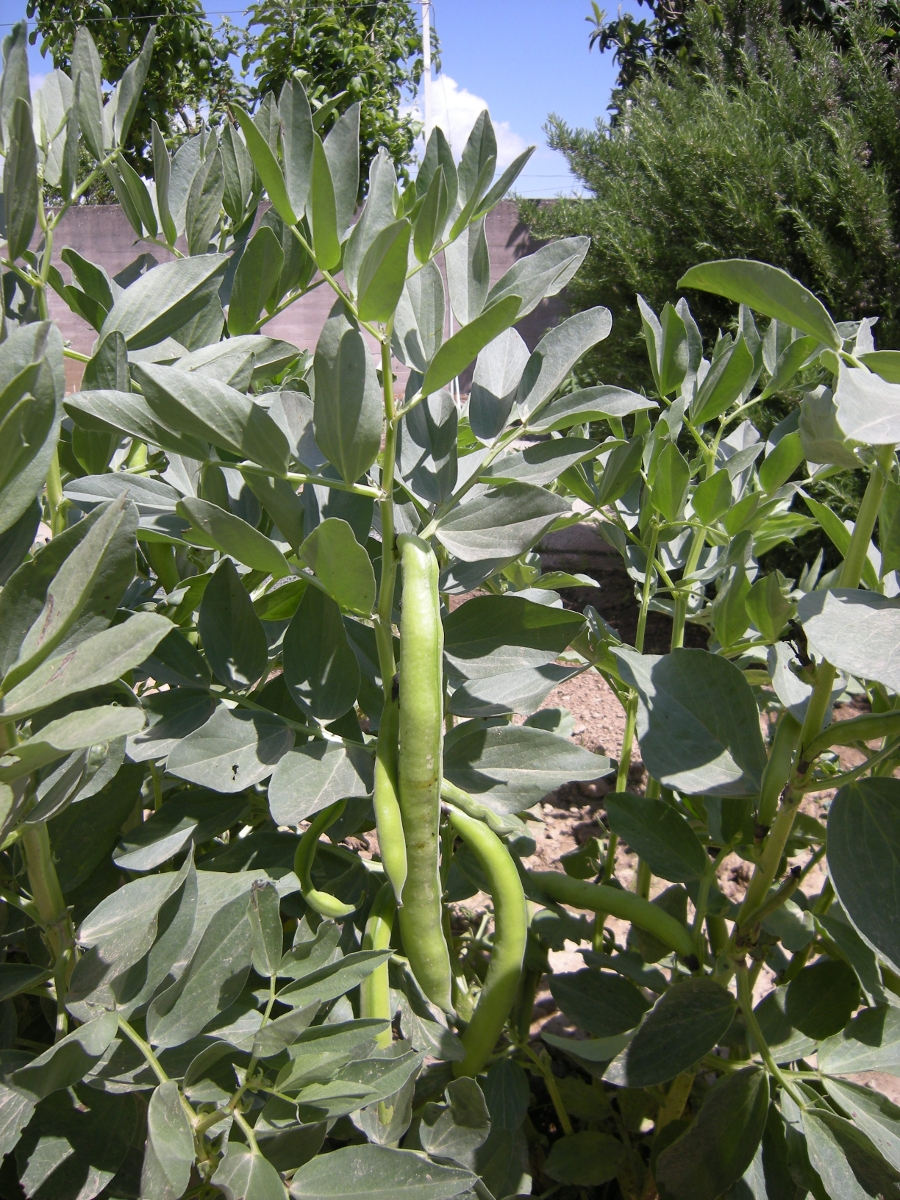
Lóbab

2021-ben 880 tonnát termeltek meg 550 hektár föld területen. 2011 és 2021 között 566%-kal növekedett a lóbabtermés mennyisége, illetve 310%-kal növekedett a betakarított földterületük nagysága is. Az EU-ban a 20. legnagyobb lóbabtermelők voltunk. 2021-ben 82 tonna lóbabot hozattunk be, míg 2,7 tonnát kivittünk, ezzel a világ 25. legnagyobb lóbabexportőre voltunk. A magyar exportált lóbab 99,8%-át Hollandia és a 0,2%-át Szerbia vásárolta fel. Magyarország a behozott lóbab 28,2%-át Ausztriából, 20,4%-át Belgiumból és 18%-át Olaszországból szerezte be.

### Málna

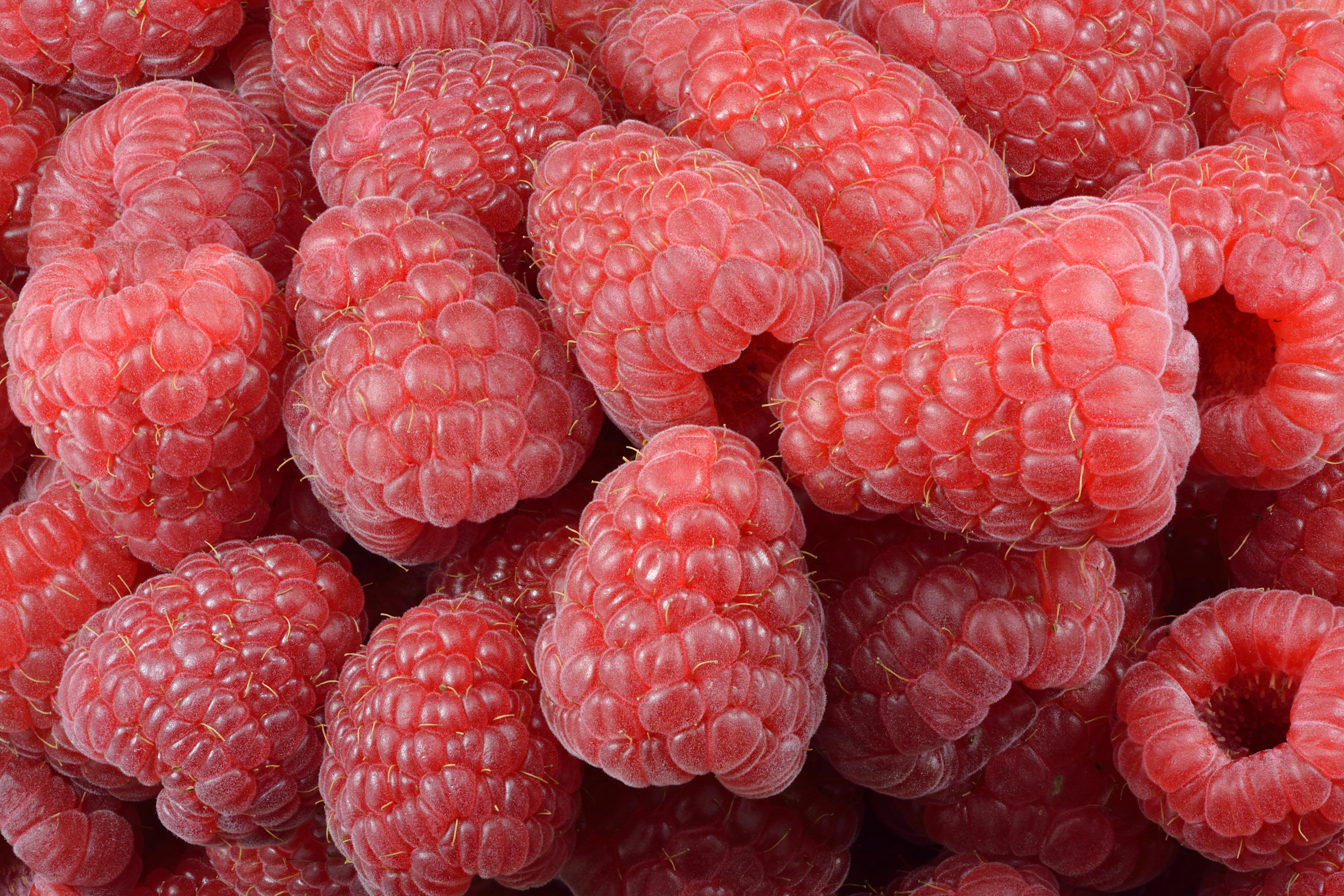
Málna

2021-ben 460 tonnát termeltek meg 240 hektár föld területen. 2011 és 2021 között 47%-kal csökkent a málnatermés mennyisége, illetve 26%-kal csökkent a betakarított földterületük nagysága is. Az EU-ban a 13. legnagyobb málnatermelők voltunk. 2021-ben 341 tonna málnát hozattunk be, míg 1 tonnát kivittünk, ezzel a világ 59. legnagyobb málnaexportőre voltunk. A magyar exportált málna 58,9%-át Hollandia, 30,8%-át Románia és 6,2%-át Spanyolország vásárolta fel. Magyarország a behozott málna 73%-át Spanyolországból, 11,8%-át Németországból és 8,2%-át Lengyelországból szerezte be.

### Gesztenye

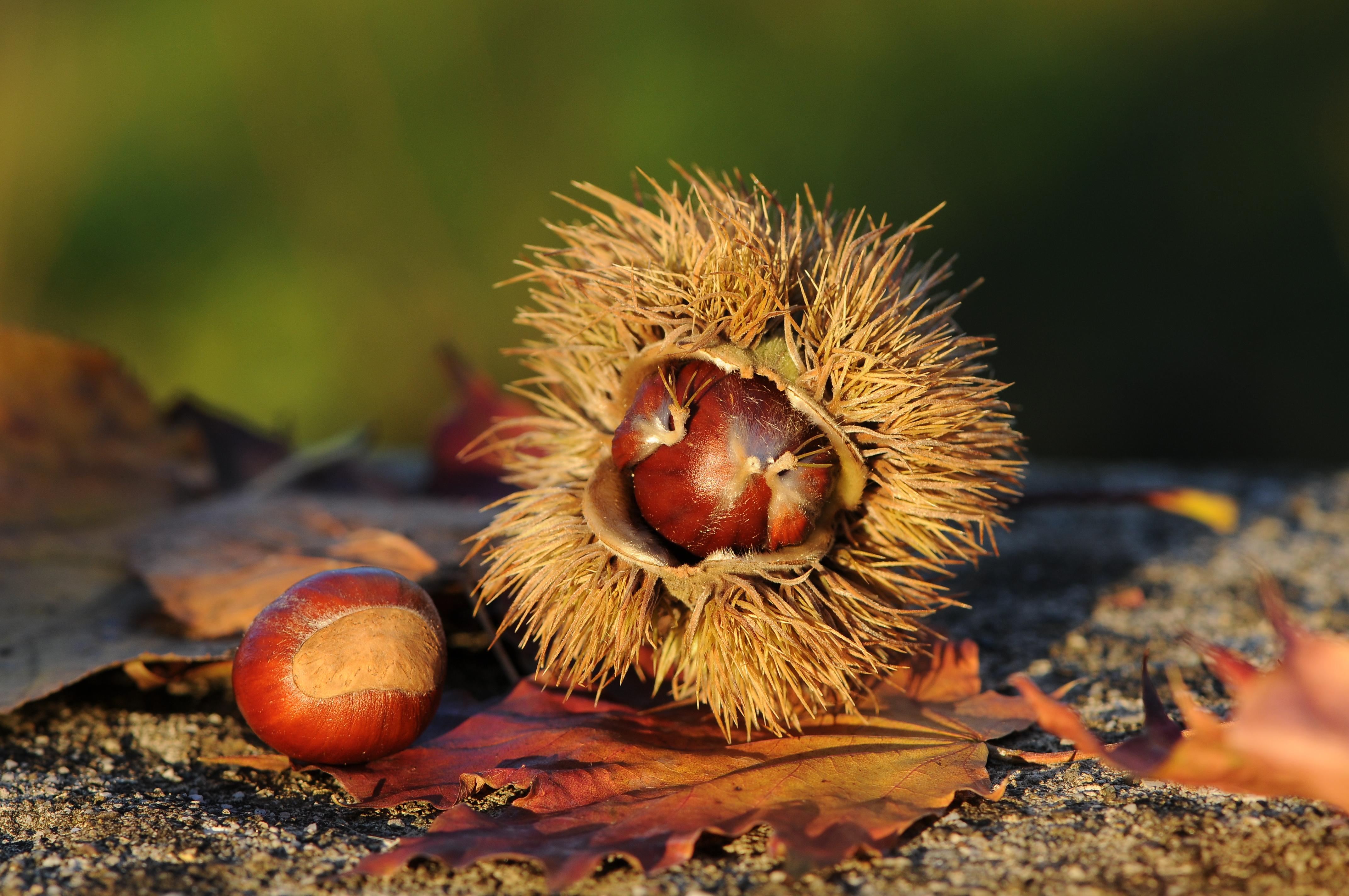
Gesztenye

2021-ben 260 tonnát termeltek meg 370 hektár föld területen. 2011 és 2021 között 28%-kal csökkent a gesztenyetermés mennyisége, illetve 41%-kal csökkent a betakarított földterületük nagysága is. Az EU-ban a 6. legnagyobb gesztenyetermelők voltunk. 2021-ben 105 tonna gesztenyét hozattunk be, míg 194 tonnát kivittünk, ezzel a világ 56. legnagyobb gesztenyeexportőre voltunk. A magyar exportált gesztenye 65,3%-át Szlovákia, 20,7%-át Spanyolország és 10,4%-át Ausztria vásárolta fel. Magyarország a behozott gesztenye 24,9%-át Albániából, 20,9%-át Németországból és 13,1%-át Észak-Macedóniából szerezte be.

### Mogyoró

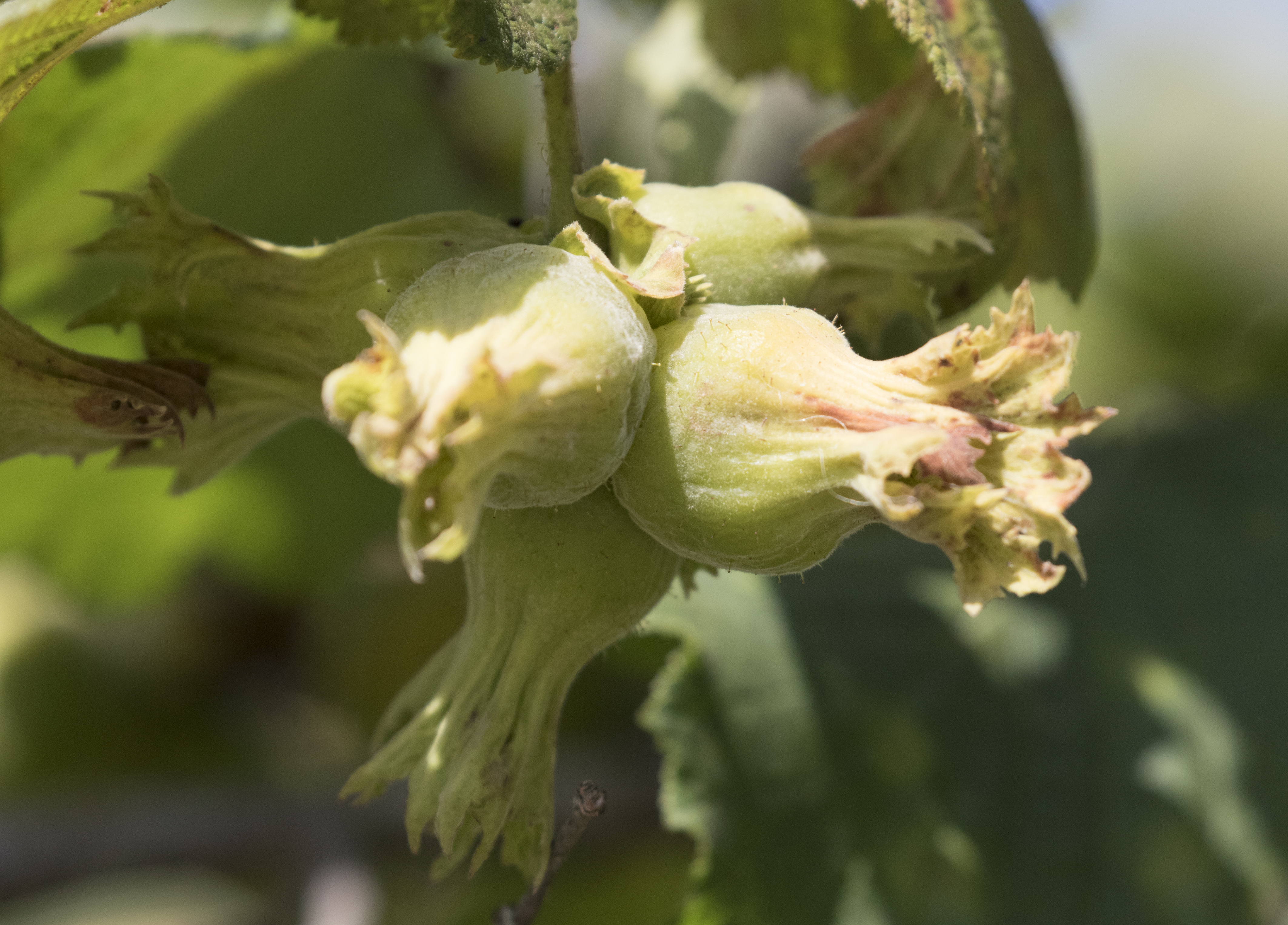
Mogyoró

2021-ben 210 tonnát termeltek meg 480 hektár föld területen. 2011 és 2021 között 99%-kal növekedett a mogyorótermés mennyisége, illetve 90%-kal növekedett a betakarított földterületük nagysága is. Az EU-ban a 10. legnagyobb mogyorótermelők voltunk. 2021-ben 205 tonna mogyorót hozattunk be, míg 6 tonnát kivittünk, ezzel a világ 45. legnagyobb mogyoróexportőre voltunk. A magyar exportált mogyoró 22,8%-át Szlovákia, 18,8%-át Bosznia-Hercegovina és 18,3%-át Horvátország vásárolta fel. Magyarország a behozott mogyoró 45,6%-át Törökországból, 12,2%-át Németországból és 10,8%-át Szlovákiából szerezte be.

### Csillagfürt

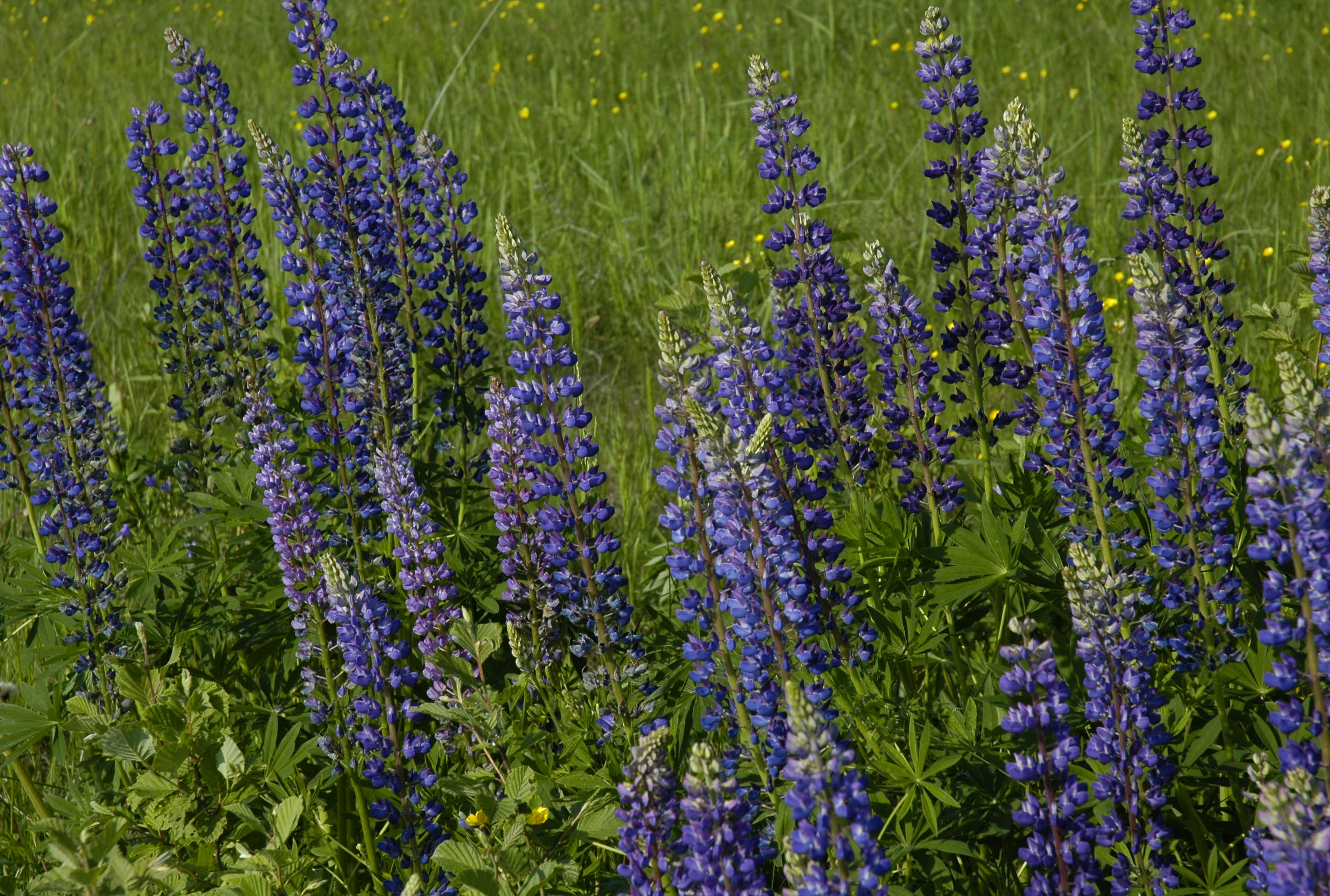
Csillagfürt

2021-ben 200 tonnát termeltek meg 190 hektár föld területen. 2011 és 2021 között 288%-kal növekedett a csillagfürttermés mennyisége, illetve 213%-kal növekedett a betakarított földterületük nagysága is. Az EU-ban a 11. legnagyobb csillagfürttermelők voltunk. 2021-ben 1,7 tonna csillagfürtöt hozattunk be, míg 3,4 tonnát kivittünk, ezzel a világ 35. legnagyobb csillagfürtexportőre voltunk. A magyar exportált csillagfürt 35,2%-át Németország, 27,1%-át Ausztria és 12%-át Hollandia vásárolta fel. Magyarország a behozott csillagfürt 30,6%-át Németországból, 21,7%-át Romániából és 19,3%-át Ausztriából szerezte be.

### Mandula

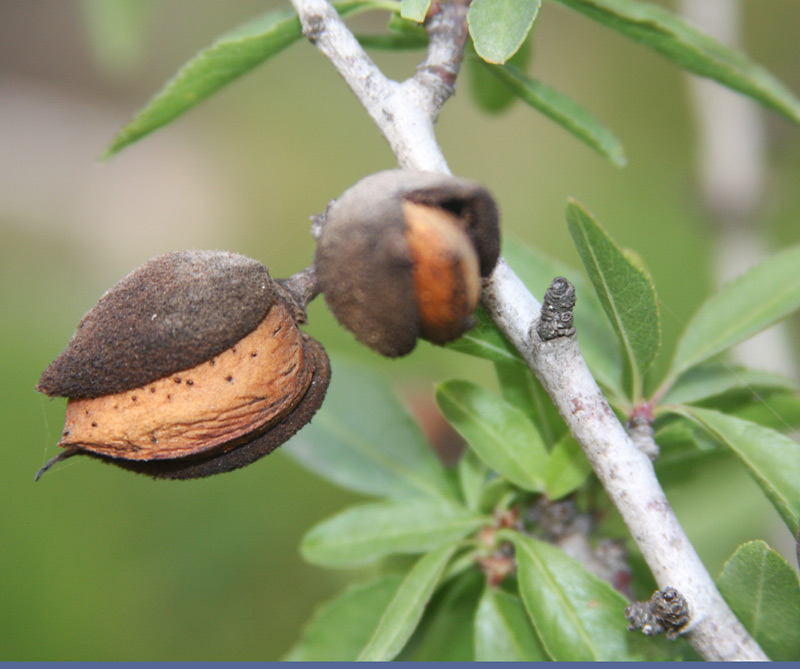
Mandula

2021-ben 190 tonnát termeltek meg 390 hektár föld területen. 2011 és 2021 között 9%-kal növekedett a mandulatermés mennyisége, illetve 78%-kal növekedett a betakarított földterületük nagysága is. Az EU-ban a 8. legnagyobb mandulatermelők voltunk. 2021-ben 1 ezer tonna mandulát hozattunk be, míg 41 tonnát kivittünk, ezzel a világ 53. legnagyobb mandulaexportőre voltunk. A magyar exportált mandula 28,5%-át Csehország, 15,2%-át Horvátország és 14%-át Bosznia-Hercegovina vásárolta fel. Magyarország a behozott mandula 26,9%-át az Egyesült Államokból, 21,8%-át Németországból és 21,2%-át Spanyolországból szerezte be.

### Articsóka

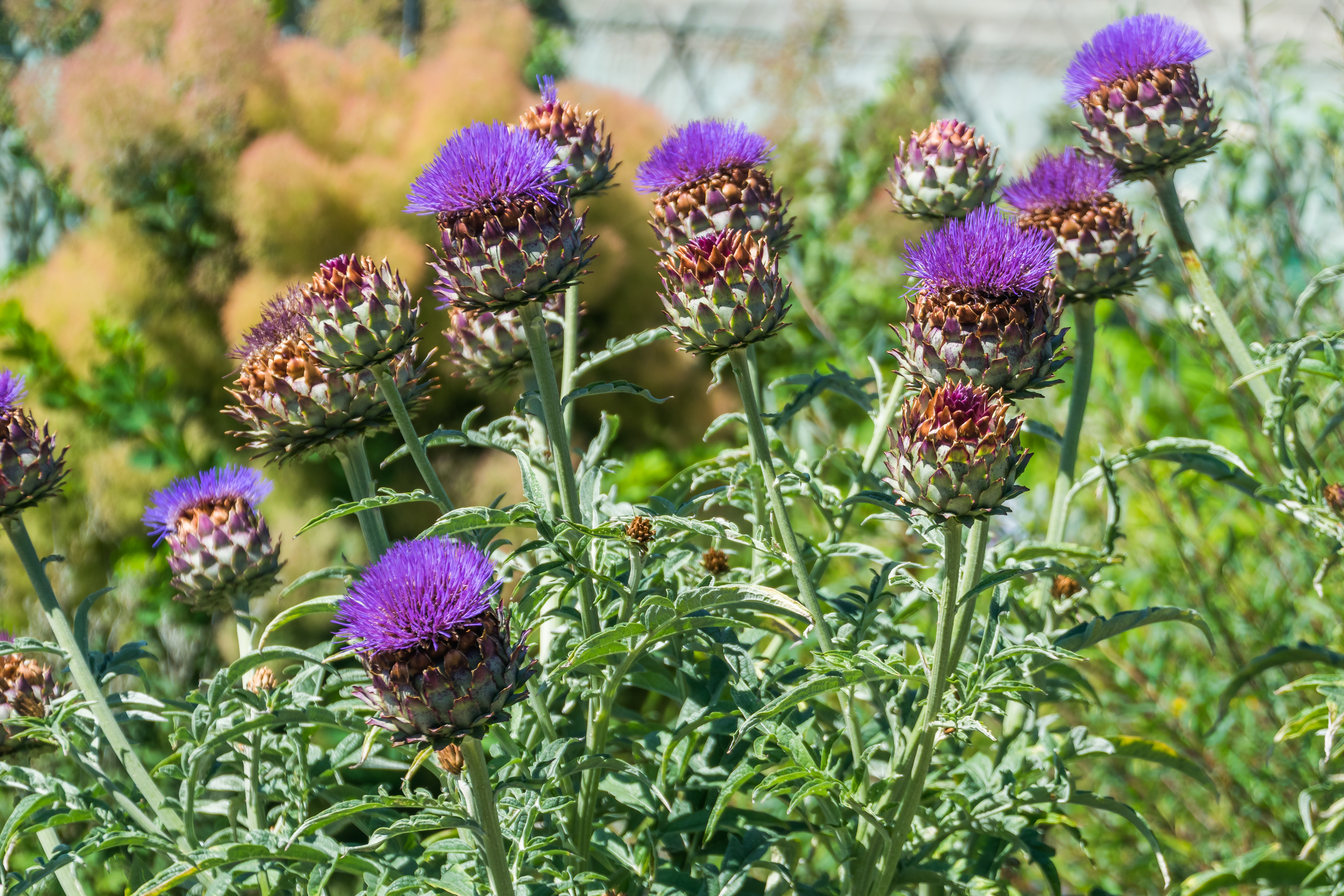
Articsóka

2021-ben 70 tonnát termeltek meg 10 hektár föld területen. Hivatalosan nagy mennyiségben 2018-ban kezdték el Magyarországon termeszteni. 2018 és 2021 között 75%-kal növekedett az articsókatermés mennyisége, miközben a betakarított földterületük nagysága nem változott. Az EU-ban a 8. legnagyobb articsókatermelők voltunk. 2021-ben 442 tonna articsókát hozattunk be, míg 11 tonnát kivittünk, ezzel a világ 68. legnagyobb articsókaexportőre voltunk. A magyar exportált articsóka 96,8%-át Hollandia és 3,2%-át Szlovákia vásárolta fel. Magyarország a behozott articsóka 80,7%-át Németországból, 11,4%-át Hollandiából és 5%-át Franciaországból szerezte be.

### Áfonya

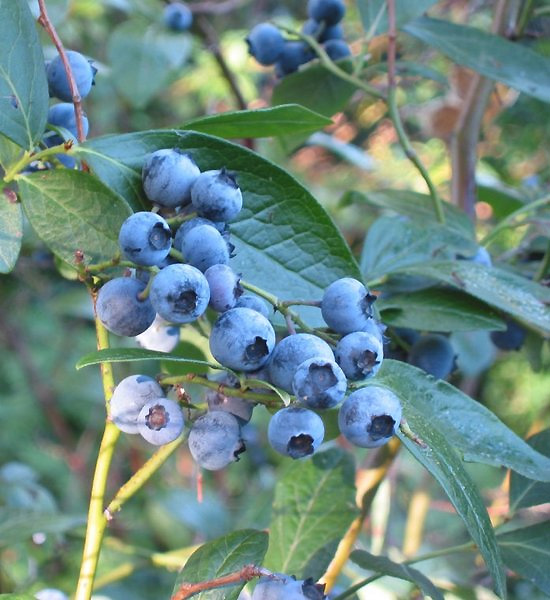
Áfonya

2021-ben 50 tonnát termeltek meg 40 hektár föld területen. Hivatalosan nagy mennyiségben 2018-ban kezdték el Magyarországon termeszteni. 2018 és 2021 között 29%-kal növekedett az áfonyatermés mennyisége, illetve 33%-kal növekedett a betakarított földterületük nagysága is. Az EU-ban a 20. legnagyobb áfonyatermelők voltunk. 2021-ben 1 ezer tonna áfonyát hozattunk be, míg 6 tonnát kivittünk, ezzel a világ 47. legnagyobb áfonyaexportőre voltunk. A magyar exportált áfonya 75,9%-át Horvátország, 14,7%-át Svájc és 4,7%-át Hollandia vásárolta fel. Magyarország a behozott áfonya 41,6%-át Spanyolországból, 37%-át Németországból és 8,2%-át Ausztriából szerezte be.

### Tyúk

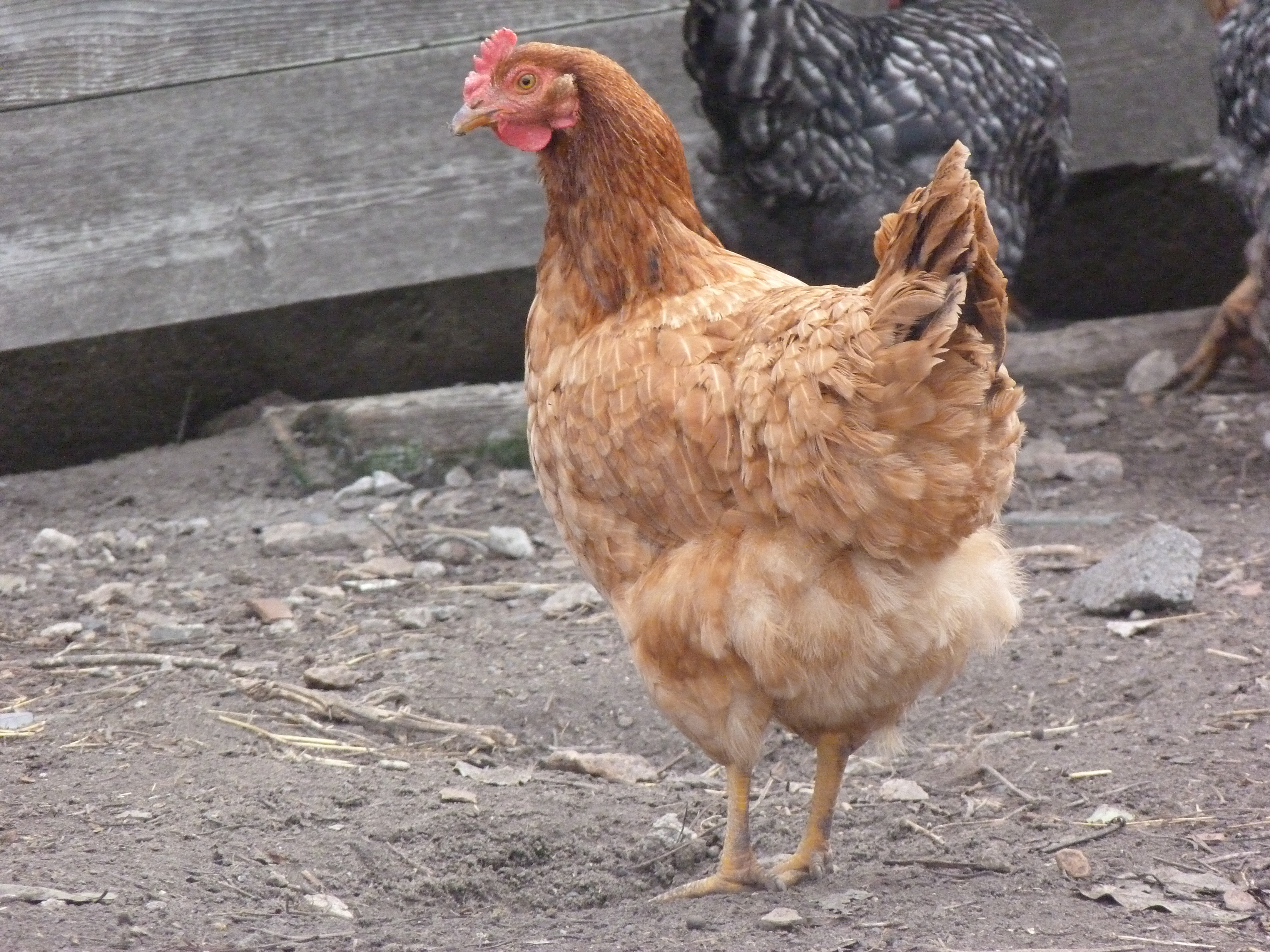
Tyúk

2021-ben 28 millió darab tyúkot tartottak Magyarországon. A legtöbbet Szabolcs-Szatmár-Bereg vármegyében, 6,9 millió darabot. 2011 és 2021 között nem változott a tyúkállomány mérete. Az EU-ban az 5. legnagyobb tyúktartóak voltunk. 2021-ben 301 tonna tyúkot hozattunk be, míg 5,1 ezer tonnát kivittünk. A magyar exportált házi tyúk 27%-át Románia, 24%-át Ukrajna és 9,5%-át Üzbegisztán vásárolta fel. Magyarország a behozott tyúkok 42%-át az Egyesült Királyságból, 41%-át Hollandiából és 6,7%-át Németországból szerezte be.

### Kacsa

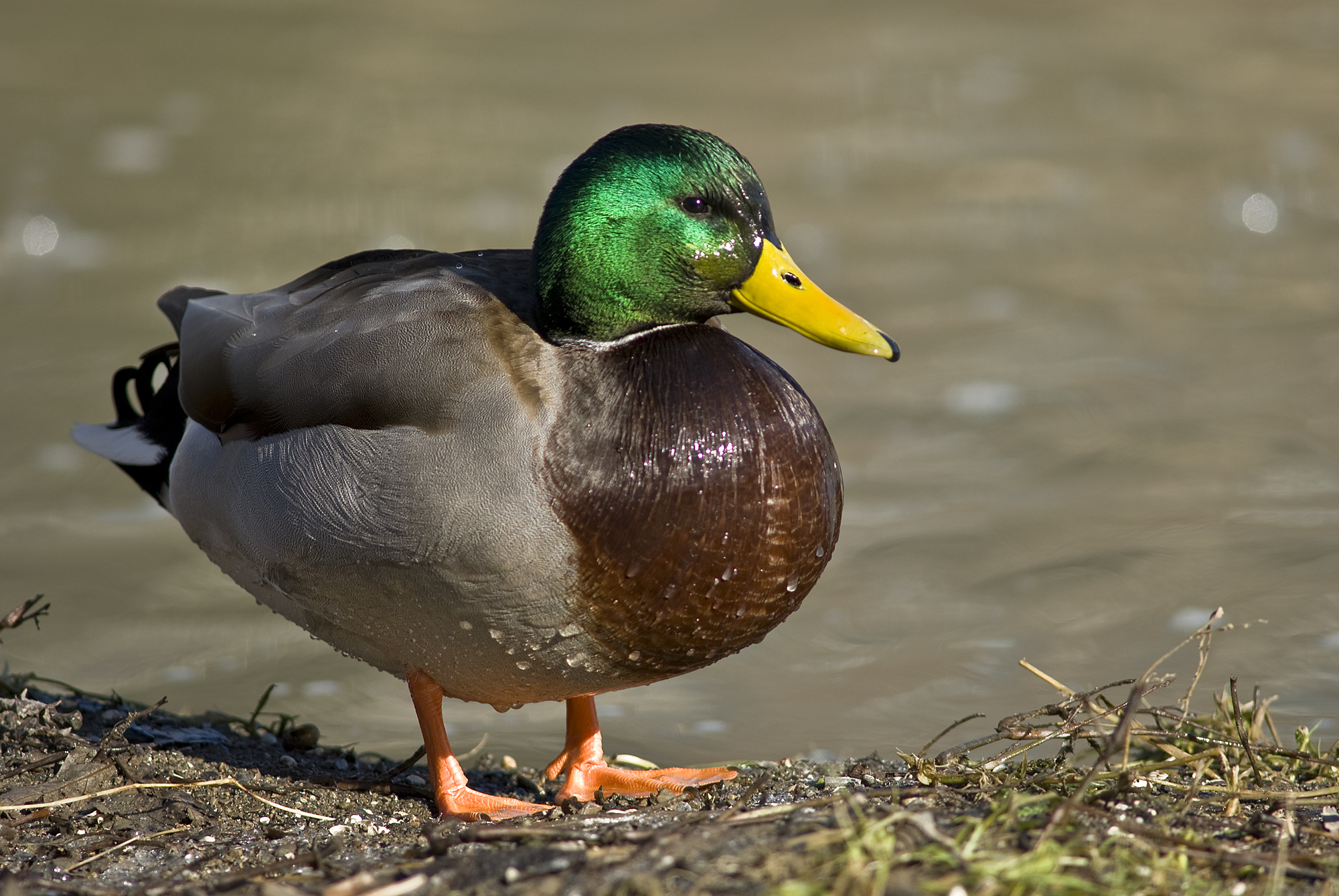
Kacsa

2021-ben 2,9 millió darab kacsát tartottak Magyarországon. A legtöbbet Hajdú-Bihar vármegyében, 657 ezer darabot. 2011 és 2021 között 9%-kal csökkent a kacsaállomány mérete. Az EU-ban a 3. legnagyobb kacsatartóak voltunk. 2021-ben 21 tonna kacsát hozattunk be, míg 324 tonnát kivittünk. A magyar exportált házi kacsa 31%-át Lengyelország, 18,1%-át Románia és 16,3%-át Ukrajna vásárolta fel. Magyarország a behozott kacsák 50,2%-át Franciaországból, 38,8%-át Németországból és 3,7%-át Belgiumból szerezte be.

### Pulyka

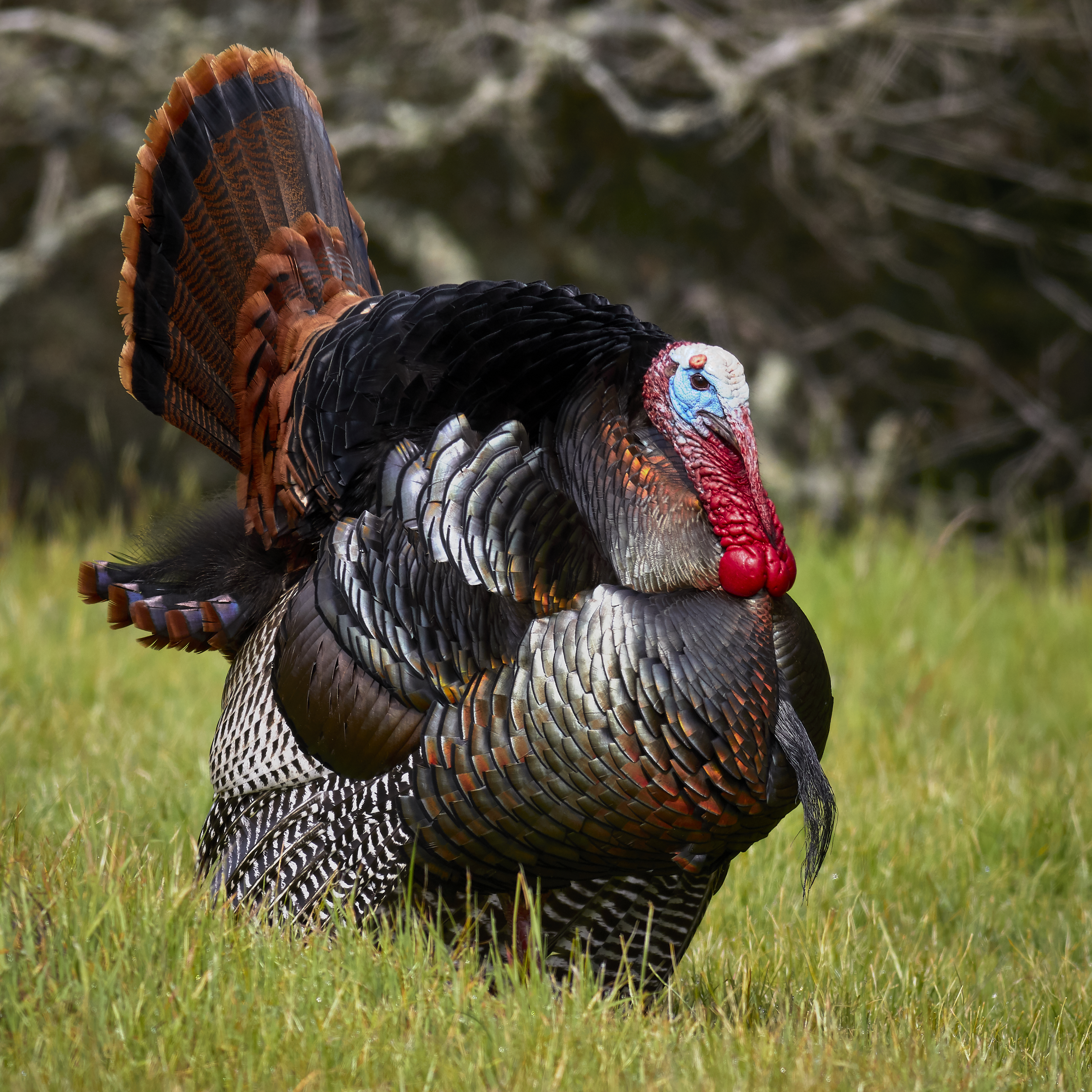
Pulyka

2021-ben 2,7 millió darab pulykát tartottak Magyarországon. A legtöbbet Vas vármegyében, 999 ezer darabot. 2011 és 2021 között 2%-kal csökkent a pulykaállomány mérete. Az EU-ban a 3. legnagyobb pulykatartóak voltunk. 2021-ben 1,1 ezer tonna pulykát hozattunk be, míg 16,7 ezer tonnát kivittünk. A magyar exportált házi pulyka 43%-át Ausztria, 41,3%-át Franciaország és 7,5%-át Németország vásárolta fel. Magyarország a behozott pulykák 48,6%-át Romániából, 21,5%-át Szerbiából és 17,1%-át Horvátországból szerezte be.

### Sertés

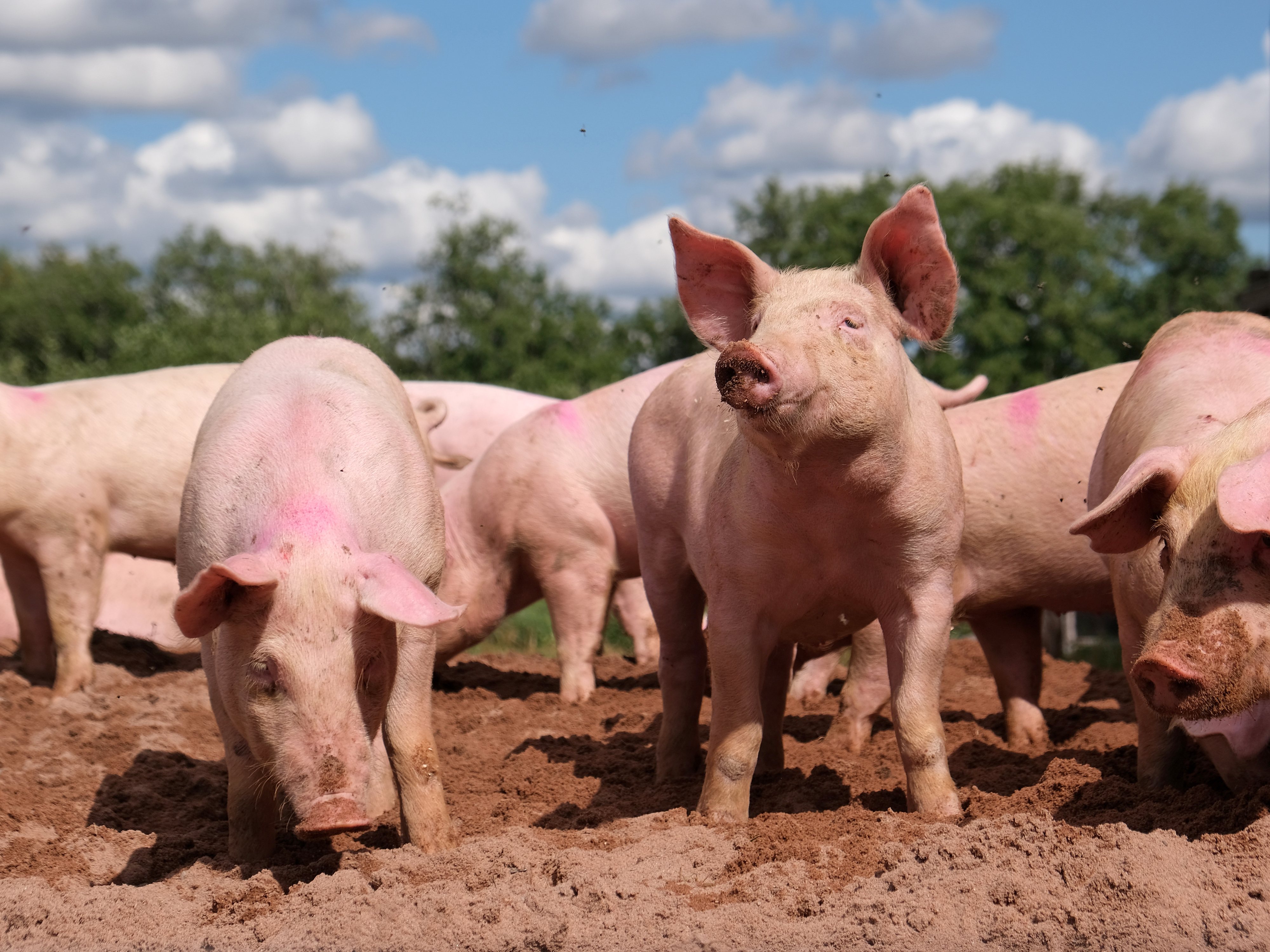
Sertés

2021-ben 2,7 millió darab sertést tartottak Magyarországon. A legtöbbet Hajdú-Bihar vármegyében, 325 ezer darabot. 2011 és 2021 között 9%-kal csökkent a sertésállomány mérete. Az EU-ban a 10. legnagyobb sertéstartóak voltunk. 2021-ben 72,8 ezer tonna sertést hozattunk be, míg 32,5 ezer tonnát kivittünk. A magyar exportált házi sertés 60,1%-át Románia, 13,6%-át Hollandia és 7,3%-át Ausztria vásárolta fel. Magyarország a behozott sertések 38,1%-át Szlovákiából, 32,3%-át Horvátországból és 21%-át Németországból szerezte be.

### Méh

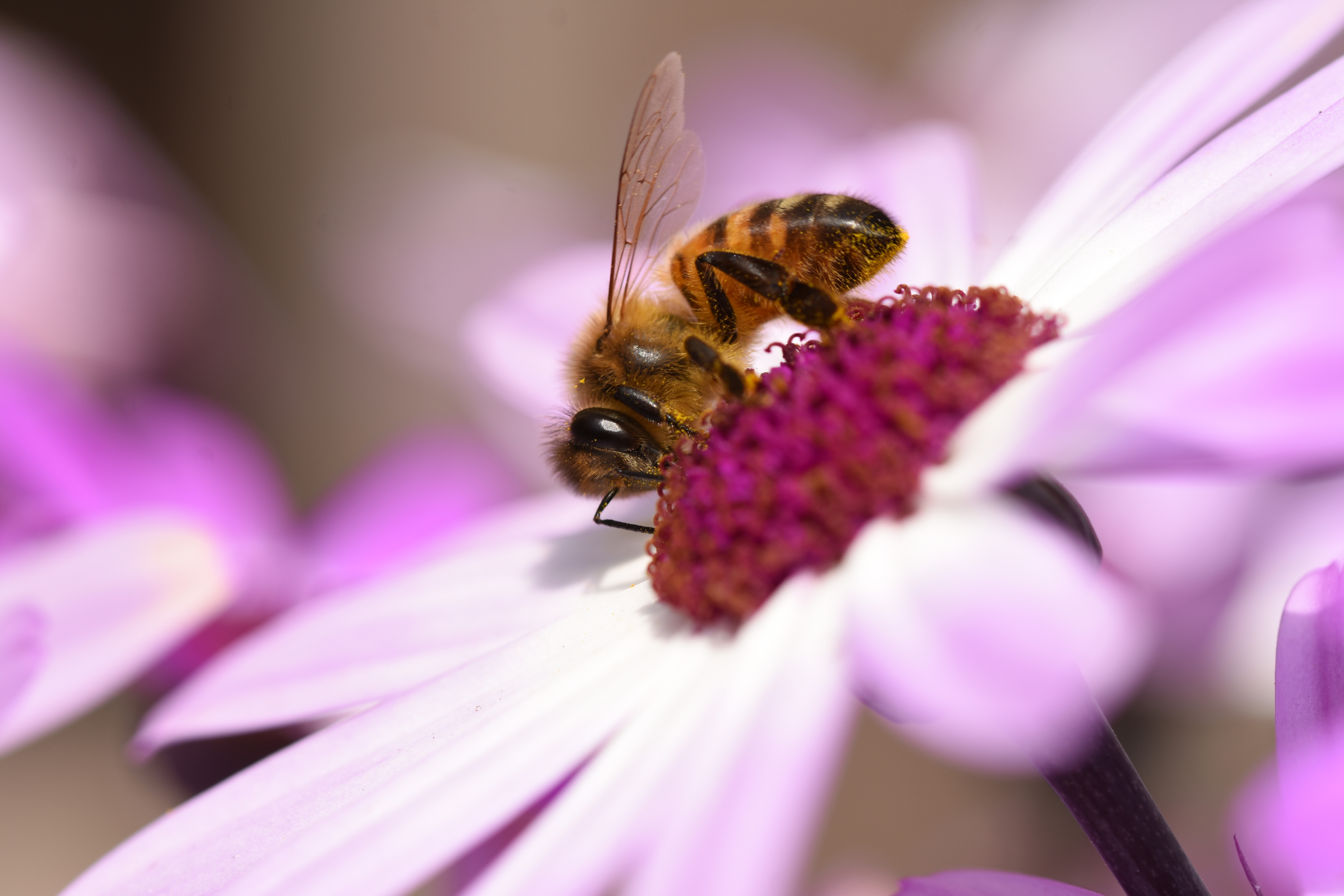
Méh

2021-ben kb. 1,2 millió darab méhcsaládot tartottak Magyarországon. 2011 és 2021 között 60%-kal növekedett a méhállomány mérete, miközben a termelt méz mennyisége 1%-kal növekedett. 2021-ben 14 ezer tonna mézet termeltek Magyarországon. Az EU-ban a 7. legnagyobb méhtartóak voltunk. A magyar exportált házi méh 80%-át Hollandia, 15,5%-át Szlovénia és 4,7%-át Franciaország vásárolta fel. Magyarország a behozott méhek 74,1%-át Hollandiából, 18,6%-át Belgiumból és 7,2%-át Olaszországból szerezte be. A magyar exportált termelt méz 45,7%-át Olaszország, 21,8%-át Németország és 9,1%-át Japán vásárolta fel. Magyarország a behozott méz 34,4%-át Ukrajnából, 31,2%-át Lengyelországból és 20,4%-át Spanyolországból szerezte be.

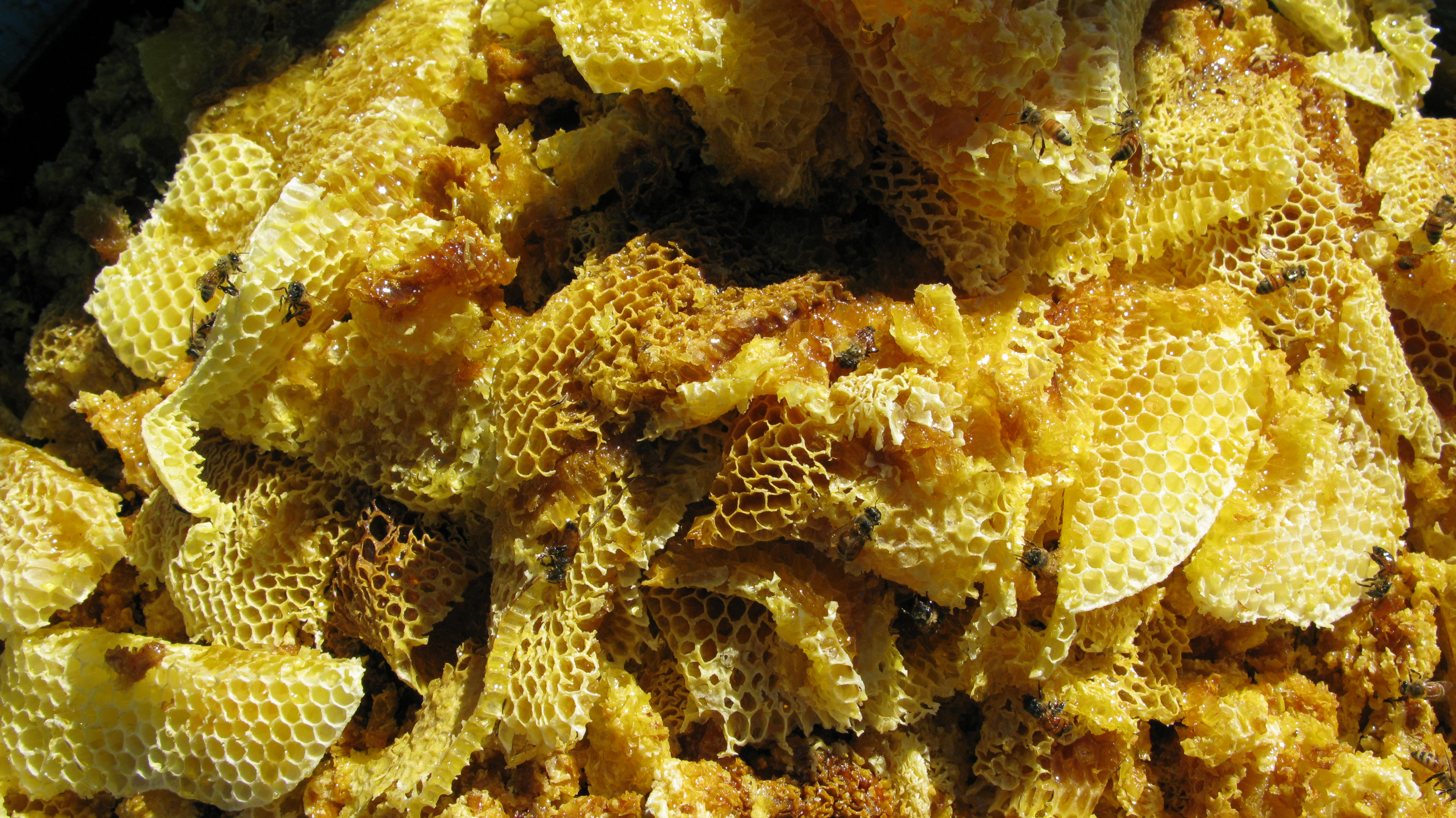
Méz

### Szarvasmarha

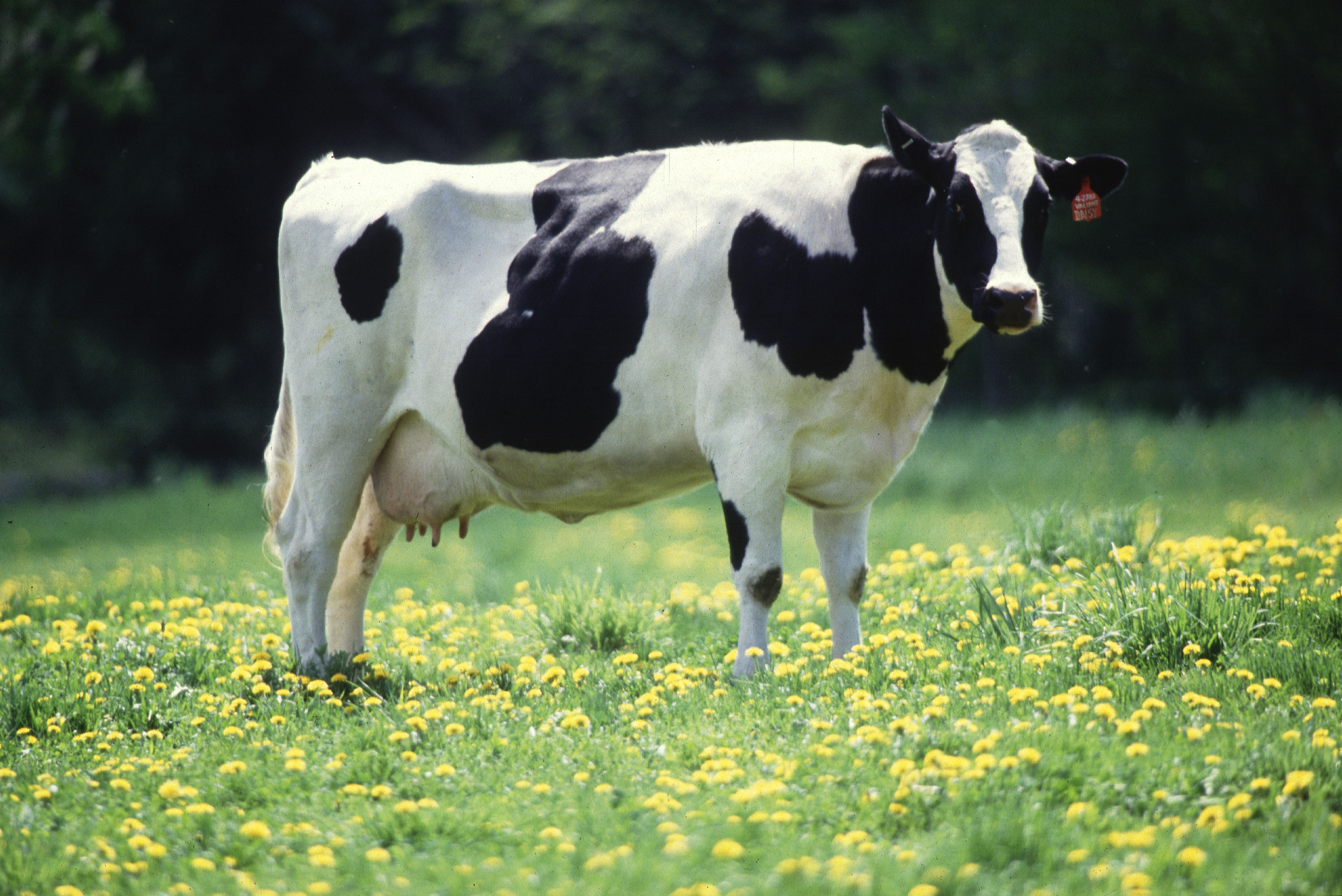
Szarvasmarha

2021-ben 909 ezer darab szarvasmarhát tartottak Magyarországon. A legtöbbet Hajdú-Bihar vármegyében, 115 ezer darabot. 2011 és 2021 között 21%-kal növekedett a szarvasmarha-állomány mérete. Az EU-ban a 15. legnagyobb szarvasmarhatartóak voltunk. 2021-ben 12,8 ezer tonna marhát hozattunk be, míg 74,2 ezer tonnát kivittünk. A magyar exportált szarvasmarha 26,4%-át Törökország, 23,2%-át Oroszország és 15%-át Üzbegisztán vásárolta fel. Magyarország a behozott marhák 47,2%-át Németországból, 19,6%-át Hollandiából és 10,7%-át Dániából szerezte be.

### Juh

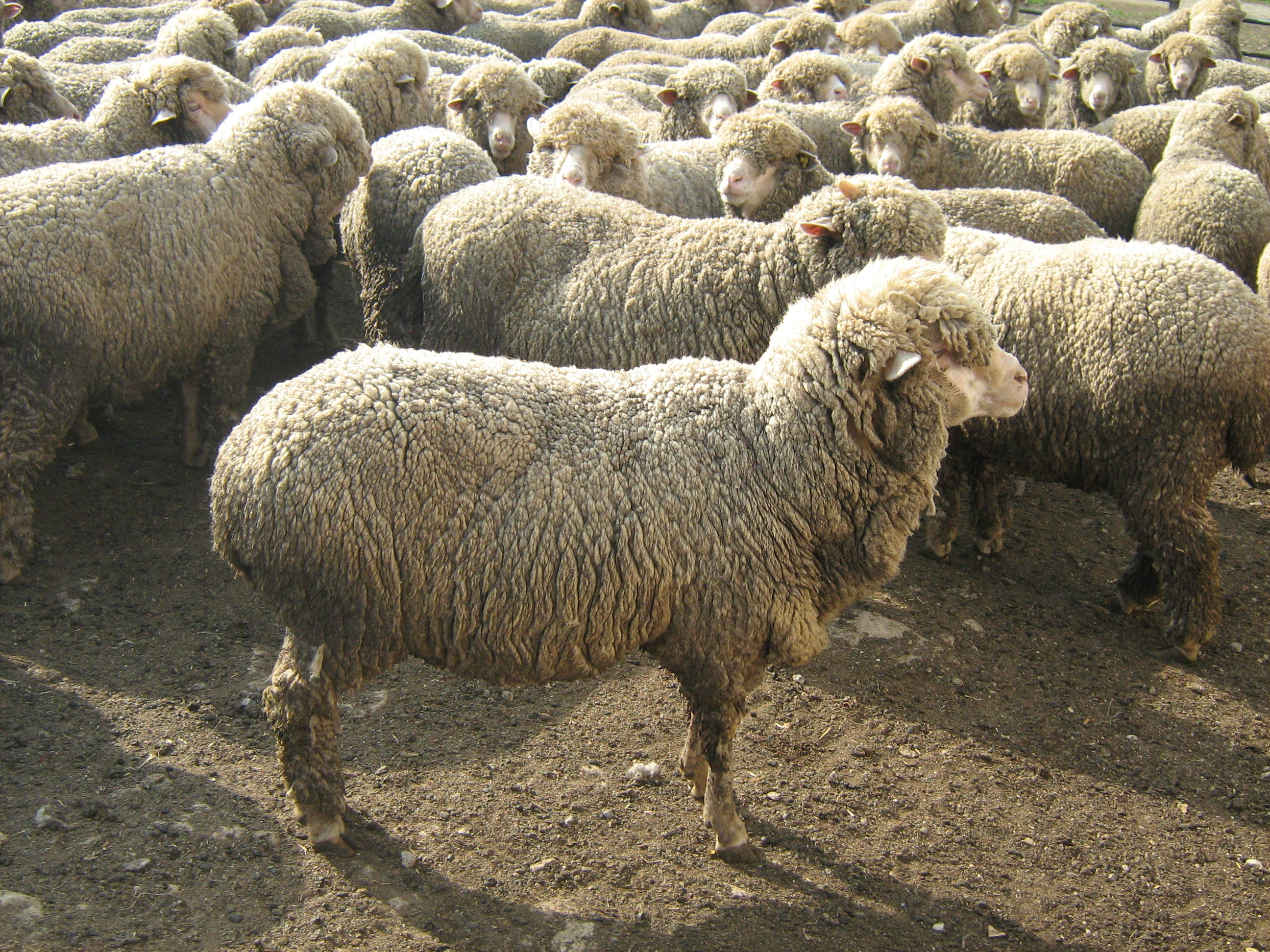
Juh

2021-ben 887 ezer darab juhot tartottak Magyarországon. A legtöbbet Hajdú-Bihar vármegyében, 197 ezer darabot. 2011 és 2021 között 13%-kal csökkent a juhállomány mérete. Az EU-ban a 10. legnagyobb juhtartóak voltunk. 2021-ben 256 tonna juhot hozattunk be, míg 11,1 ezer tonnát kivittünk. A magyar exportált juh 64,1%-át Olaszország, 16,3%-át Németország és 6,5%-át Ausztria vásárolta fel. Magyarország a behozott juhok 66,9%-át Spanyolországból, 9,5%-át Romániából és 8,5%-át Franciaországból szerezte be.

### Lúd

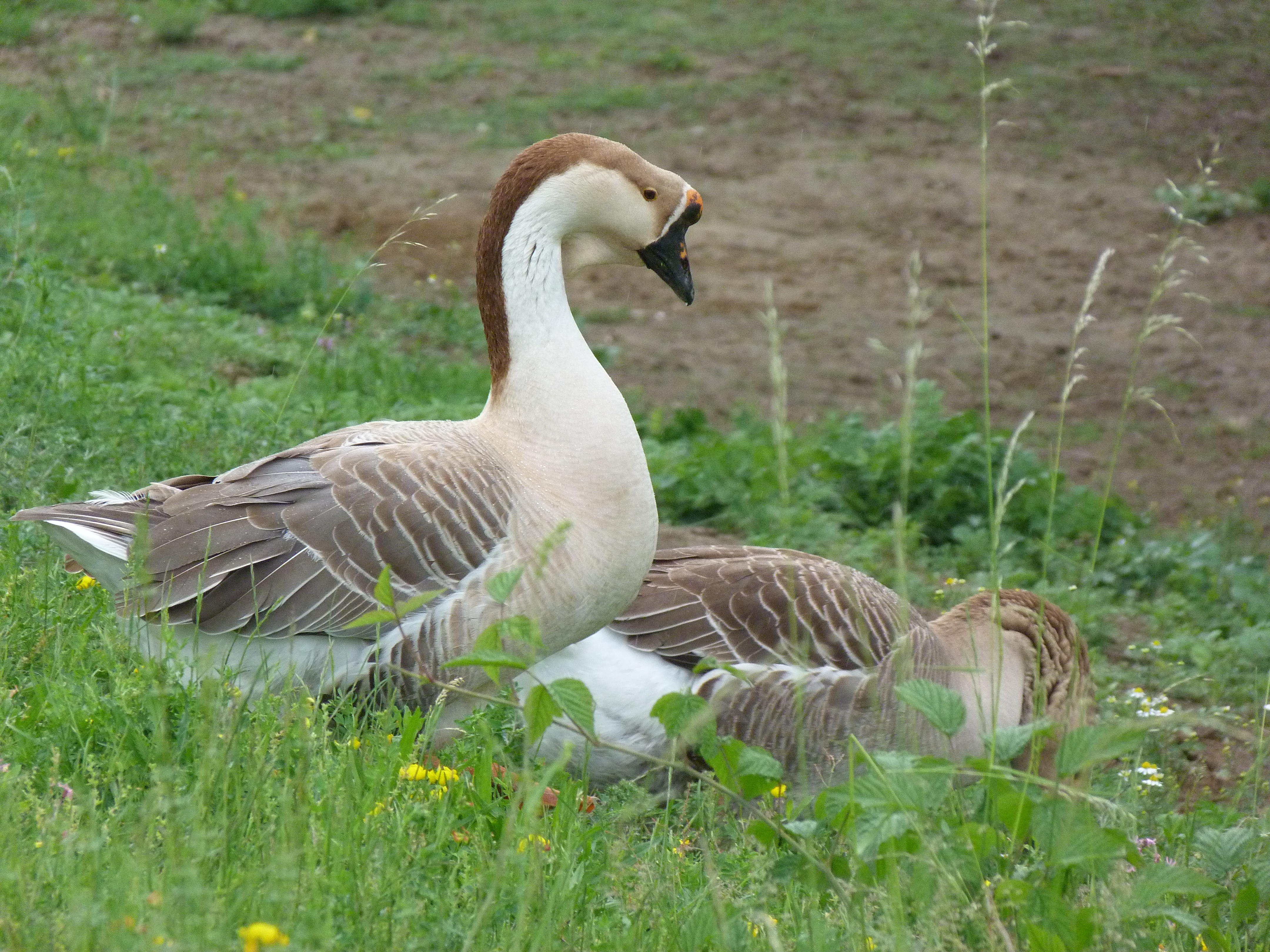
Lúd

2021-ben 798 ezer darab ludat tartottak Magyarországon. A legtöbbet Hajdú-Bihar vármegyében. 2011 és 2021 között 9%-kal csökkent a lúdállomány mérete. Az EU-ban a 2. legnagyobb juhtartóak voltunk. 2021-ben 41 tonna ludat hozattunk be, míg 486 tonnát kivittünk. A magyar exportált házi lúd 58,9%-át Románia, 39,1%-át Ausztria és 2%-át Szlovákia vásárolta fel. Magyarország a behozott ludak 82,1%-át Lengyelországból és 17,9%-át Németországból szerezte be.

### Kecske

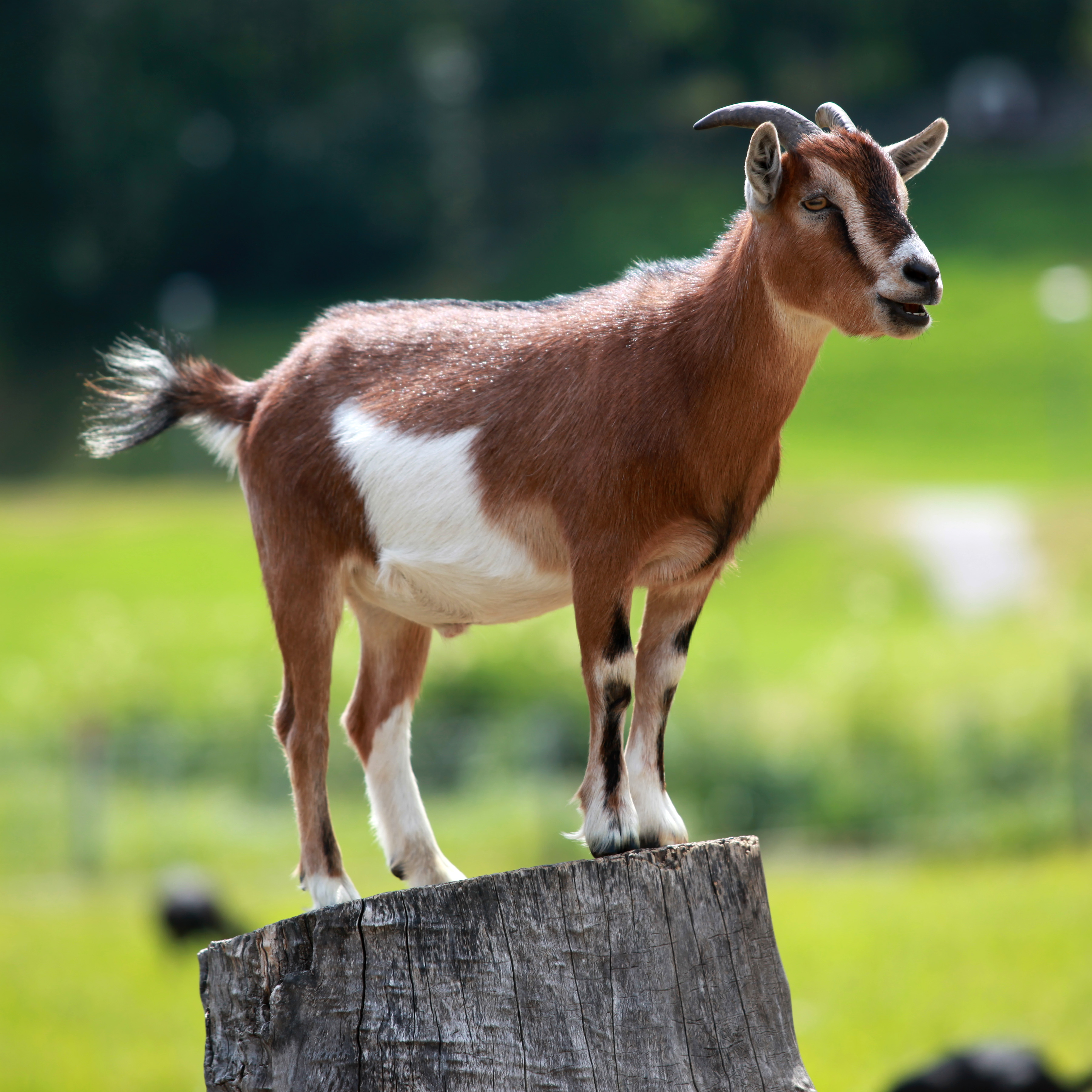
Kecske

2021-ben 45 ezer darab kecskét tartottak Magyarországon. 2011 és 2021 között 22%-kal csökkent a kecskeállomány mérete. Az EU-ban a 13. legnagyobb kecsketartóak voltunk. 2021-ben nem hozattunk be kecskét, azonban 45 tonnát kivittünk. A magyar exportált házi kecske 43,5%-át Azerbajdzsán, 42,4%-át Ukrajna és 5,5%-át Horvátország vásárolta fel.

### Ló

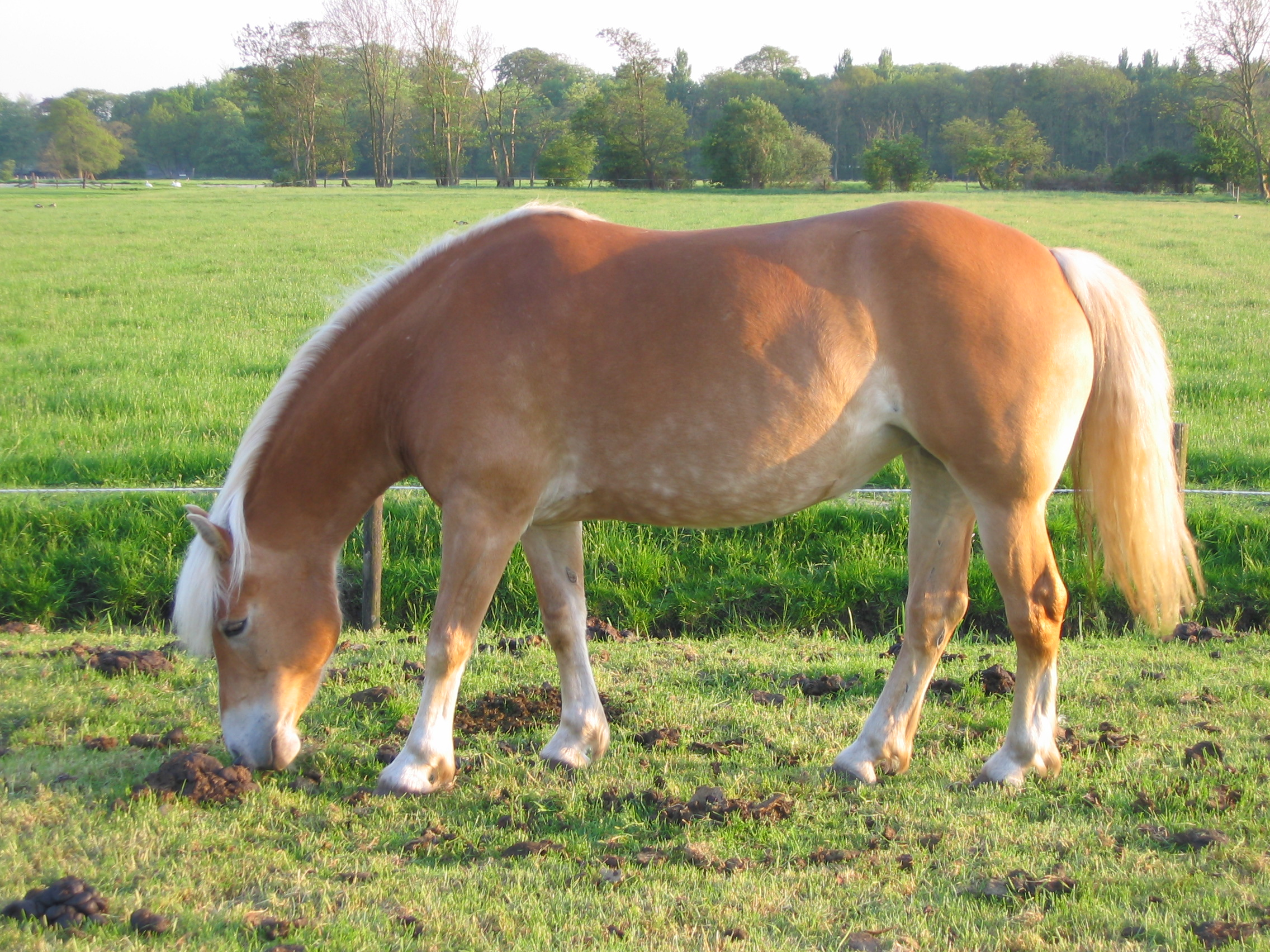
Ló

2021-ben 36 ezer darab lovat tartottak Magyarországon. 2011 és 2021 között 27%-kal csökkent a lóállomány mérete. Az EU-ban a 4. legnagyobb lótartók voltunk. 2021-ben 46 tonna lovat hozattunk be, míg 221 tonnát kivittünk. A magyar exportált ló 58,4%-át Hollandia, 14,2%-át Németország és 9,9%-át Olaszország vásárolta fel. Magyarország a behozott lovak 43,2%-át Dániából, 23,7%-át Hollandiából és 20,8%-át Németországból szerezte be.

### Bivaly

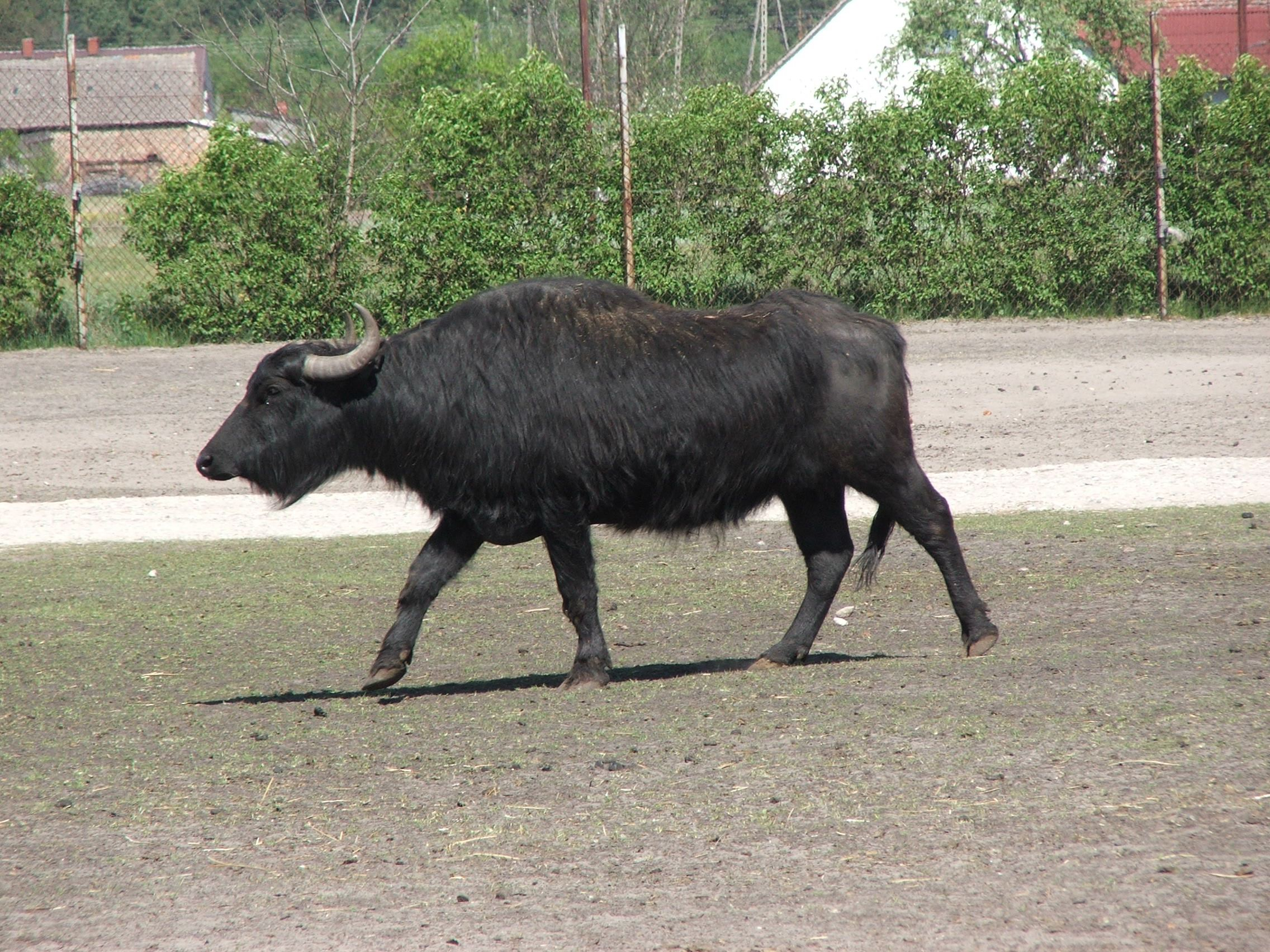
Bivaly

2021-ben 7,8 ezer darab bivalyt tartottak Magyarországon. 2018 és 2021 között 18%-kal növekedett a bivalyállomány mérete. Az EU-ban az 5. legnagyobb bivalytartóak voltunk. A magyar exportált bivaly 93,4%-át Katar és 6,6%-át Görögország vásárolta fel. Magyarország a behozott bivalyok 100%-át Hollandiából szerezte be.

## Külső hivatkozások
- Tóth András – A tavalyi aszályban a magyar GDP 3 százaléka is eléghetett (qubit.hu, 2023.05.30.)